# 1945
Portal Geschichte | Portal Biografien | Aktuelle Ereignisse | Jahreskalender | Tagesartikel

◄ |
19. Jahrhundert |
20. Jahrhundert
| 21. Jahrhundert

◄ |
1910er |
1920er |
1930er |
1940er
| 1950er | 1960er | 1970er | ►

◄◄ |
◄ |
1941 |
1942 |
1943 |
1944 |
1945
| 1946 | 1947 | 1948 | 1949 | ► | ►►
Staatsoberhäupter · Wahlen · Nekrolog  · Literaturjahr · Musikjahr · Filmjahr · Rundfunkjahr · Sportjahr
| Januar | Januar | Januar | Januar | Januar | Januar | Januar | Januar |
| Kw     | Mo     | Di     | Mi     | Do     | Fr     | Sa     | So     |
| ------ | ------ | ------ | ------ | ------ | ------ | ------ | ------ |
| 1      | 1      | 2      | 3      | 4      | 5      | 6      | 7      |
| 2      | 8      | 9      | 10     | 11     | 12     | 13     | 14     |
| 3      | 15     | 16     | 17     | 18     | 19     | 20     | 21     |
| 4      | 22     | 23     | 24     | 25     | 26     | 27     | 28     |
| 5      | 29     | 30     | 31     |        |        |        |        |

| Februar | Februar | Februar | Februar | Februar | Februar | Februar | Februar |
| Kw      | Mo      | Di      | Mi      | Do      | Fr      | Sa      | So      |
| ------- | ------- | ------- | ------- | ------- | ------- | ------- | ------- |
| 5       |         |         |         | 1       | 2       | 3       | 4       |
| 6       | 5       | 6       | 7       | 8       | 9       | 10      | 11      |
| 7       | 12      | 13      | 14      | 15      | 16      | 17      | 18      |
| 8       | 19      | 20      | 21      | 22      | 23      | 24      | 25      |
| 9       | 26      | 27      | 28      |         |         |         |         |

| März | März | März | März | März | März | März | März |
| Kw   | Mo   | Di   | Mi   | Do   | Fr   | Sa   | So   |
| ---- | ---- | ---- | ---- | ---- | ---- | ---- | ---- |
| 9    |      |      |      | 1    | 2    | 3    | 4    |
| 10   | 5    | 6    | 7    | 8    | 9    | 10   | 11   |
| 11   | 12   | 13   | 14   | 15   | 16   | 17   | 18   |
| 12   | 19   | 20   | 21   | 22   | 23   | 24   | 25   |
| 13   | 26   | 27   | 28   | 29   | 30   | 31   |      |

| April | April | April | April | April | April | April | April |
| Kw    | Mo    | Di    | Mi    | Do    | Fr    | Sa    | So    |
| ----- | ----- | ----- | ----- | ----- | ----- | ----- | ----- |
| 13    |       |       |       |       |       |       | 1     |
| 14    | 2     | 3     | 4     | 5     | 6     | 7     | 8     |
| 15    | 9     | 10    | 11    | 12    | 13    | 14    | 15    |
| 16    | 16    | 17    | 18    | 19    | 20    | 21    | 22    |
| 17    | 23    | 24    | 25    | 26    | 27    | 28    | 29    |
| 18    | 30    |       |       |       |       |       |       |

| Mai | Mai | Mai | Mai | Mai | Mai | Mai | Mai |
| Kw  | Mo  | Di  | Mi  | Do  | Fr  | Sa  | So  |
| --- | --- | --- | --- | --- | --- | --- | --- |
| 18  |     | 1   | 2   | 3   | 4   | 5   | 6   |
| 19  | 7   | 8   | 9   | 10  | 11  | 12  | 13  |
| 20  | 14  | 15  | 16  | 17  | 18  | 19  | 20  |
| 21  | 21  | 22  | 23  | 24  | 25  | 26  | 27  |
| 22  | 28  | 29  | 30  | 31  |     |     |     |

| Juni | Juni | Juni | Juni | Juni | Juni | Juni | Juni |
| Kw   | Mo   | Di   | Mi   | Do   | Fr   | Sa   | So   |
| ---- | ---- | ---- | ---- | ---- | ---- | ---- | ---- |
| 22   |      |      |      |      | 1    | 2    | 3    |
| 23   | 4    | 5    | 6    | 7    | 8    | 9    | 10   |
| 24   | 11   | 12   | 13   | 14   | 15   | 16   | 17   |
| 25   | 18   | 19   | 20   | 21   | 22   | 23   | 24   |
| 26   | 25   | 26   | 27   | 28   | 29   | 30   |      |

| Juli | Juli | Juli | Juli | Juli | Juli | Juli | Juli |
| Kw   | Mo   | Di   | Mi   | Do   | Fr   | Sa   | So   |
| ---- | ---- | ---- | ---- | ---- | ---- | ---- | ---- |
| 26   |      |      |      |      |      |      | 1    |
| 27   | 2    | 3    | 4    | 5    | 6    | 7    | 8    |
| 28   | 9    | 10   | 11   | 12   | 13   | 14   | 15   |
| 29   | 16   | 17   | 18   | 19   | 20   | 21   | 22   |
| 30   | 23   | 24   | 25   | 26   | 27   | 28   | 29   |
| 31   | 30   | 31   |      |      |      |      |      |

| August | August | August | August | August | August | August | August |
| Kw     | Mo     | Di     | Mi     | Do     | Fr     | Sa     | So     |
| ------ | ------ | ------ | ------ | ------ | ------ | ------ | ------ |
| 31     |        |        | 1      | 2      | 3      | 4      | 5      |
| 32     | 6      | 7      | 8      | 9      | 10     | 11     | 12     |
| 33     | 13     | 14     | 15     | 16     | 17     | 18     | 19     |
| 34     | 20     | 21     | 22     | 23     | 24     | 25     | 26     |
| 35     | 27     | 28     | 29     | 30     | 31     |        |        |

| September | September | September | September | September | September | September | September |
| Kw        | Mo        | Di        | Mi        | Do        | Fr        | Sa        | So        |
| --------- | --------- | --------- | --------- | --------- | --------- | --------- | --------- |
| 35        |           |           |           |           |           | 1         | 2         |
| 36        | 3         | 4         | 5         | 6         | 7         | 8         | 9         |
| 37        | 10        | 11        | 12        | 13        | 14        | 15        | 16        |
| 38        | 17        | 18        | 19        | 20        | 21        | 22        | 23        |
| 39        | 24        | 25        | 26        | 27        | 28        | 29        | 30        |

| Oktober | Oktober | Oktober | Oktober | Oktober | Oktober | Oktober | Oktober |
| Kw      | Mo      | Di      | Mi      | Do      | Fr      | Sa      | So      |
| ------- | ------- | ------- | ------- | ------- | ------- | ------- | ------- |
| 40      | 1       | 2       | 3       | 4       | 5       | 6       | 7       |
| 41      | 8       | 9       | 10      | 11      | 12      | 13      | 14      |
| 42      | 15      | 16      | 17      | 18      | 19      | 20      | 21      |
| 43      | 22      | 23      | 24      | 25      | 26      | 27      | 28      |
| 44      | 29      | 30      | 31      |         |         |         |         |

| November | November | November | November | November | November | November | November |
| Kw       | Mo       | Di       | Mi       | Do       | Fr       | Sa       | So       |
| -------- | -------- | -------- | -------- | -------- | -------- | -------- | -------- |
| 44       |          |          |          | 1        | 2        | 3        | 4        |
| 45       | 5        | 6        | 7        | 8        | 9        | 10       | 11       |
| 46       | 12       | 13       | 14       | 15       | 16       | 17       | 18       |
| 47       | 19       | 20       | 21       | 22       | 23       | 24       | 25       |
| 48       | 26       | 27       | 28       | 29       | 30       |          |          |

| Dezember | Dezember | Dezember | Dezember | Dezember | Dezember | Dezember | Dezember |
| Kw       | Mo       | Di       | Mi       | Do       | Fr       | Sa       | So       |
| -------- | -------- | -------- | -------- | -------- | -------- | -------- | -------- |
| 48       |          |          |          |          |          | 1        | 2        |
| 49       | 3        | 4        | 5        | 6        | 7        | 8        | 9        |
| 50       | 10       | 11       | 12       | 13       | 14       | 15       | 16       |
| 51       | 17       | 18       | 19       | 20       | 21       | 22       | 23       |
| 52       | 24       | 25       | 26       | 27       | 28       | 29       | 30       |
| 1        | 31       |          |          |          |          |          |          |

| Januar | Januar | Januar | Januar | Januar | Januar | Januar | Januar |
| Kw     | Mo     | Di     | Mi     | Do     | Fr     | Sa     | So     |
| ------ | ------ | ------ | ------ | ------ | ------ | ------ | ------ |
| 1      | 1      | 2      | 3      | 4      | 5      | 6      | 7      |
| 2      | 8      | 9      | 10     | 11     | 12     | 13     | 14     |
| 3      | 15     | 16     | 17     | 18     | 19     | 20     | 21     |
| 4      | 22     | 23     | 24     | 25     | 26     | 27     | 28     |
| 5      | 29     | 30     | 31     |        |        |        |        |

| Februar | Februar | Februar | Februar | Februar | Februar | Februar | Februar |
| Kw      | Mo      | Di      | Mi      | Do      | Fr      | Sa      | So      |
| ------- | ------- | ------- | ------- | ------- | ------- | ------- | ------- |
| 5       |         |         |         | 1       | 2       | 3       | 4       |
| 6       | 5       | 6       | 7       | 8       | 9       | 10      | 11      |
| 7       | 12      | 13      | 14      | 15      | 16      | 17      | 18      |
| 8       | 19      | 20      | 21      | 22      | 23      | 24      | 25      |
| 9       | 26      | 27      | 28      |         |         |         |         |

| März | März | März | März | März | März | März | März |
| Kw   | Mo   | Di   | Mi   | Do   | Fr   | Sa   | So   |
| ---- | ---- | ---- | ---- | ---- | ---- | ---- | ---- |
| 9    |      |      |      | 1    | 2    | 3    | 4    |
| 10   | 5    | 6    | 7    | 8    | 9    | 10   | 11   |
| 11   | 12   | 13   | 14   | 15   | 16   | 17   | 18   |
| 12   | 19   | 20   | 21   | 22   | 23   | 24   | 25   |
| 13   | 26   | 27   | 28   | 29   | 30   | 31   |      |

| April | April | April | April | April | April | April | April |
| Kw    | Mo    | Di    | Mi    | Do    | Fr    | Sa    | So    |
| ----- | ----- | ----- | ----- | ----- | ----- | ----- | ----- |
| 13    |       |       |       |       |       |       | 1     |
| 14    | 2     | 3     | 4     | 5     | 6     | 7     | 8     |
| 15    | 9     | 10    | 11    | 12    | 13    | 14    | 15    |
| 16    | 16    | 17    | 18    | 19    | 20    | 21    | 22    |
| 17    | 23    | 24    | 25    | 26    | 27    | 28    | 29    |
| 18    | 30    |       |       |       |       |       |       |

| Mai | Mai | Mai | Mai | Mai | Mai | Mai | Mai |
| Kw  | Mo  | Di  | Mi  | Do  | Fr  | Sa  | So  |
| --- | --- | --- | --- | --- | --- | --- | --- |
| 18  |     | 1   | 2   | 3   | 4   | 5   | 6   |
| 19  | 7   | 8   | 9   | 10  | 11  | 12  | 13  |
| 20  | 14  | 15  | 16  | 17  | 18  | 19  | 20  |
| 21  | 21  | 22  | 23  | 24  | 25  | 26  | 27  |
| 22  | 28  | 29  | 30  | 31  |     |     |     |

| Juni | Juni | Juni | Juni | Juni | Juni | Juni | Juni |
| Kw   | Mo   | Di   | Mi   | Do   | Fr   | Sa   | So   |
| ---- | ---- | ---- | ---- | ---- | ---- | ---- | ---- |
| 22   |      |      |      |      | 1    | 2    | 3    |
| 23   | 4    | 5    | 6    | 7    | 8    | 9    | 10   |
| 24   | 11   | 12   | 13   | 14   | 15   | 16   | 17   |
| 25   | 18   | 19   | 20   | 21   | 22   | 23   | 24   |
| 26   | 25   | 26   | 27   | 28   | 29   | 30   |      |

| Juli | Juli | Juli | Juli | Juli | Juli | Juli | Juli |
| Kw   | Mo   | Di   | Mi   | Do   | Fr   | Sa   | So   |
| ---- | ---- | ---- | ---- | ---- | ---- | ---- | ---- |
| 26   |      |      |      |      |      |      | 1    |
| 27   | 2    | 3    | 4    | 5    | 6    | 7    | 8    |
| 28   | 9    | 10   | 11   | 12   | 13   | 14   | 15   |
| 29   | 16   | 17   | 18   | 19   | 20   | 21   | 22   |
| 30   | 23   | 24   | 25   | 26   | 27   | 28   | 29   |
| 31   | 30   | 31   |      |      |      |      |      |

| August | August | August | August | August | August | August | August |
| Kw     | Mo     | Di     | Mi     | Do     | Fr     | Sa     | So     |
| ------ | ------ | ------ | ------ | ------ | ------ | ------ | ------ |
| 31     |        |        | 1      | 2      | 3      | 4      | 5      |
| 32     | 6      | 7      | 8      | 9      | 10     | 11     | 12     |
| 33     | 13     | 14     | 15     | 16     | 17     | 18     | 19     |
| 34     | 20     | 21     | 22     | 23     | 24     | 25     | 26     |
| 35     | 27     | 28     | 29     | 30     | 31     |        |        |

| September | September | September | September | September | September | September | September |
| Kw        | Mo        | Di        | Mi        | Do        | Fr        | Sa        | So        |
| --------- | --------- | --------- | --------- | --------- | --------- | --------- | --------- |
| 35        |           |           |           |           |           | 1         | 2         |
| 36        | 3         | 4         | 5         | 6         | 7         | 8         | 9         |
| 37        | 10        | 11        | 12        | 13        | 14        | 15        | 16        |
| 38        | 17        | 18        | 19        | 20        | 21        | 22        | 23        |
| 39        | 24        | 25        | 26        | 27        | 28        | 29        | 30        |

| Oktober | Oktober | Oktober | Oktober | Oktober | Oktober | Oktober | Oktober |
| Kw      | Mo      | Di      | Mi      | Do      | Fr      | Sa      | So      |
| ------- | ------- | ------- | ------- | ------- | ------- | ------- | ------- |
| 40      | 1       | 2       | 3       | 4       | 5       | 6       | 7       |
| 41      | 8       | 9       | 10      | 11      | 12      | 13      | 14      |
| 42      | 15      | 16      | 17      | 18      | 19      | 20      | 21      |
| 43      | 22      | 23      | 24      | 25      | 26      | 27      | 28      |
| 44      | 29      | 30      | 31      |         |         |         |         |

| November | November | November | November | November | November | November | November |
| Kw       | Mo       | Di       | Mi       | Do       | Fr       | Sa       | So       |
| -------- | -------- | -------- | -------- | -------- | -------- | -------- | -------- |
| 44       |          |          |          | 1        | 2        | 3        | 4        |
| 45       | 5        | 6        | 7        | 8        | 9        | 10       | 11       |
| 46       | 12       | 13       | 14       | 15       | 16       | 17       | 18       |
| 47       | 19       | 20       | 21       | 22       | 23       | 24       | 25       |
| 48       | 26       | 27       | 28       | 29       | 30       |          |          |

| Dezember | Dezember | Dezember | Dezember | Dezember | Dezember | Dezember | Dezember |
| Kw       | Mo       | Di       | Mi       | Do       | Fr       | Sa       | So       |
| -------- | -------- | -------- | -------- | -------- | -------- | -------- | -------- |
| 48       |          |          |          |          |          | 1        | 2        |
| 49       | 3        | 4        | 5        | 6        | 7        | 8        | 9        |
| 50       | 10       | 11       | 12       | 13       | 14       | 15       | 16       |
| 51       | 17       | 18       | 19       | 20       | 21       | 22       | 23       |
| 52       | 24       | 25       | 26       | 27       | 28       | 29       | 30       |
| 1        | 31       |          |          |          |          |          |          |

Das Jahr 1945 markiert das Ende des Zweiten Weltkrieges und damit den Beginn der Nachkriegszeit.
In Europa wird die Wehrmacht an der Ostfront von der Roten Armee in ihrer Winteroffensive an die Oder zurückgedrängt, während mit der Ardennenoffensive ein letzter Vorstoß gegen die Alliierten an der Westfront scheitert und die deutschen Städte im Bombenkrieg zerstört werden.
Im Februar diskutieren Roosevelt, Churchill und Stalin auf der Konferenz von Jalta die Nachkriegsordnung. An der Westfront gelingt den Alliierten Ende März die Überschreitung des Rheins als letzte Barriere vor der Besetzung Deutschlands. Ende April marschiert die Rote Armee in Berlin ein. Adolf Hitler begeht am 30. April im Führerbunker Suizid, die bedingungslose Kapitulation der Wehrmacht tritt am 8. Mai um 23:01 Uhr MEZ in Kraft.
Deutschland und Österreich werden in Besatzungszonen eingeteilt, am 5. Juni übernehmen die Alliierten in der Berliner Erklärung formal die Regierungsgewalt in Deutschland. Am 20. November beginnt der Nürnberger Prozess gegen die Hauptkriegsverbrecher.
In Asien werden die Japaner im Pazifikkrieg von den US-Streitkräften Insel für Insel an die japanischen Hauptinseln zurückgedrängt, halten jedoch unter anderem in China (siehe Zweiter Japanisch-Chinesischer Krieg) noch weite Gebiete. Nach den Atombombenabwürfen auf Hiroshima und Nagasaki am 6. und 9. August und dem Eintritt der Sowjetunion in den Krieg gegen Japan (8. August) leitet die erste öffentliche Ansprache des Kaisers an die Bevölkerung die Kapitulation ein (15. August). Die Kapitulationszeremonie am 2. September an Deck des amerikanischen Schlachtschiffes USS Missouri beendet den Zweiten Weltkrieg.
Die Unterzeichnung der Charta der Vereinten Nationen am 26. Juni und das Potsdamer Abkommen vom 2. August bildeten den Rahmen der politischen Weltordnung der kommenden Jahrzehnte, geprägt vom Kalten Krieg.

## Ereignisse

### Politik und Weltgeschehen

#### Zweiter Weltkrieg

##### Politische und diplomatische Entwicklungen
- 16. Januar: Adolf Hitler zieht sich dauerhaft in den Führerbunker unter der Reichskanzlei zurück.
- 20. Januar: Die ungarische Regierung unter dem amtierenden Ministerpräsidenten Béla Miklós bietet den Alliierten die Kapitulation an und erklärt sich bereit, gegen die Deutschen zu kämpfen, die den Westen des Landes besetzt halten.
- 20. Januar: Franklin D. Roosevelt wird für eine vierte Amtszeit als US-Präsident vereidigt.
- 30. Januar bis 2. Februar: Die Konferenz von Malta findet statt.
- 3. Februar: Die Sowjetunion erklärt sich bereit, nach der deutschen Niederlage Japan den Krieg zu erklären.

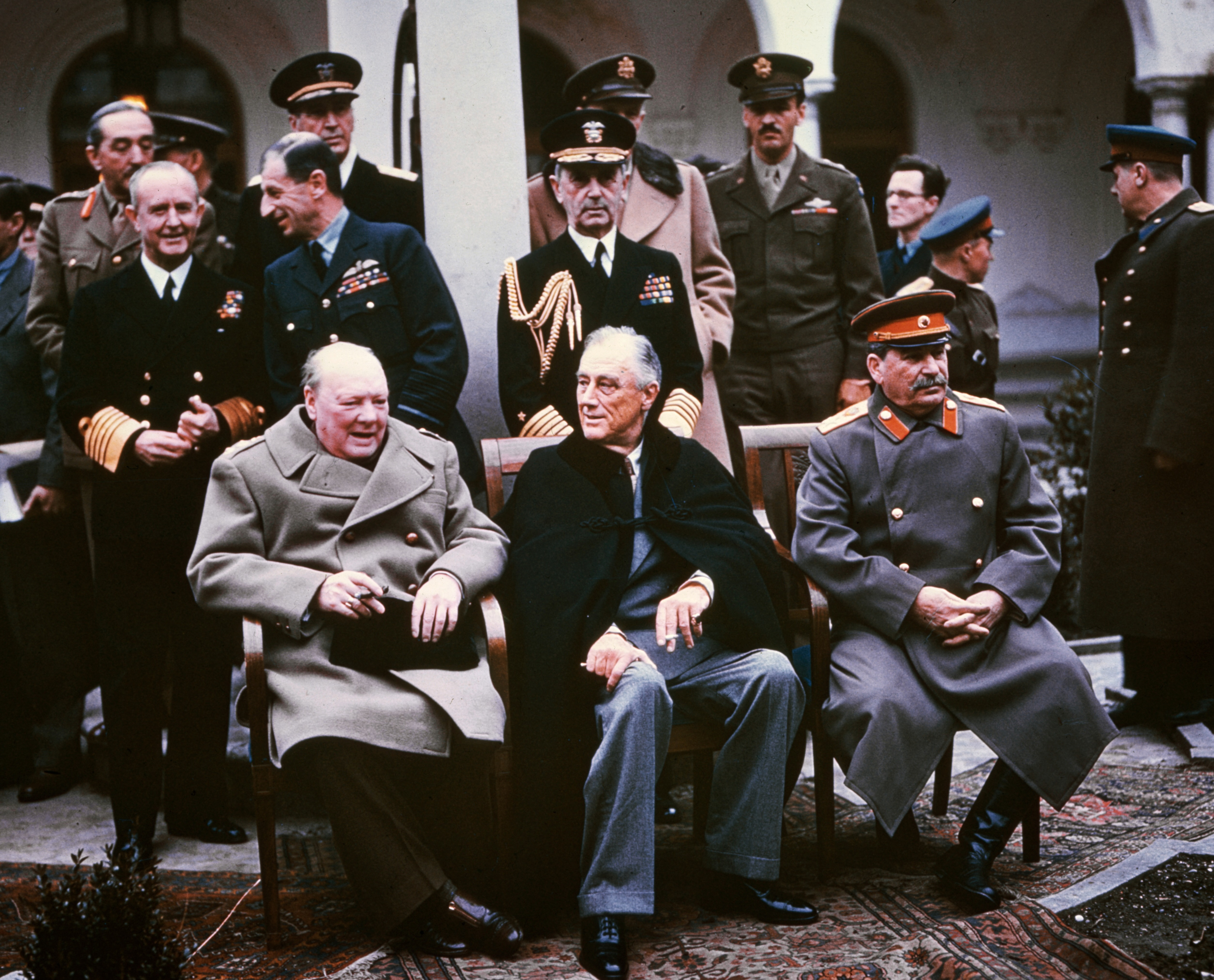
Konferenz von Jalta

- 4. bis 11. Februar: Auf der Jalta-Konferenz legen Winston Churchill, Franklin D. Roosevelt und Josef Stalin die Grundzüge der Nachkriegsordnung für Europa fest.
- 10. Februar: Prinz Ernst Heinrich von Sachsen vergräbt mit zwei Söhnen und einem Revierförster den Schatz der Sachsen in der Nähe von Schloss Moritzburg, bevor er nach Sigmaringen flüchtet.
- 12. Februar: Abschluss des Abkommens von Varkiza, das die Entwaffnung und Demobilisierung der Griechischen Volksbefreiungsarmee ELAS vorsieht.
- 15. Februar: Eine Verordnung des deutschen Reichsjustizministers Otto Georg Thierack führt zum Bilden von Standgerichten in „feindbedrohten Reichsverteidigungsbezirken“, die Zivil- wie Militärpersonen verurteilen dürfen.
- 24. Februar: Das Königreich Ägypten unter Faruq erklärt Deutschland und Japan den Krieg.
- 3. März: Finnland erklärt den Achsenmächten den Krieg.
- 7. März: Geschichte Jugoslawiens: Die neu vereinte Regierung des Demokratischen Föderativen Jugoslawien, die aus der Fusion des AVNOJ und der jugoslawische Exilregierung in London entstand, nimmt ihre Arbeit auf. Die jugoslawische Exilregierung löst sich auf.
- 19. März: Nerobefehl: Hitler ordnet an, alle Verkehrs-, Nachrichten- und Industrieanlagen, die in die Hand der Alliierten fallen könnten, zu zerstören.

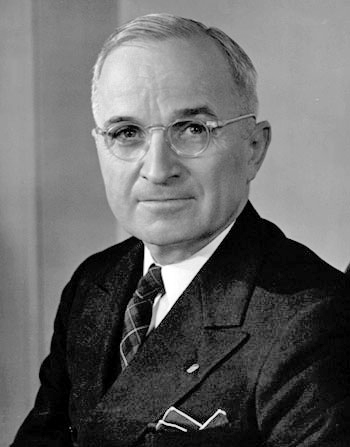
Harry S. Truman

- 12. April: Nach dem Tod von Präsident Franklin D. Roosevelt wird Harry S. Truman als 33. Präsident der USA vereidigt.
- 16. bis 19. April: Schlacht um die Seelower Höhen. Damit beginnt die Schlacht um Berlin.
- 25. April: Elbe Day, in Torgau feiern sowjetische und US-amerikanische Soldaten das erstmalige Zusammentreffen ihrer Kampfverbände auf reichsdeutschem Boden.
- 27. April: Die provisorischen Staatsregierung unter Karl Renner proklamiert die Österreichische Unabhängigkeitserklärung.
- 30. April: Die Rote Armee hisst die sowjetische Fahne auf dem Reichstagsgebäude. Adolf Hitler, der Diktator des Dritten Reiches, begeht mit Eva Braun Suizid. In seinem politischen Testament ernennt er Joseph Goebbels zu seinem Nachfolger als Reichskanzler.
- 1. Mai: Goebbels ersucht die Sowjetunion um einen Waffenstillstand. Josef Stalin beharrt jedoch auf einer bedingungslosen Kapitulation. Joseph und Magda Goebbels ermorden daraufhin mit Unterstützung von Helmut Kunz und Ludwig Stumpfegger ihre sechs Kinder und begehen ebenfalls Suizid.
- 2. Mai: Die am 29. April im Auftrag des Generaloberst Heinrich von Vietinghoff und des Höchsten SS- und Polizeiführers in Italien, SS-Obergruppenführer und General der Waffen-SS Karl Wolff von zwei Beauftragten (Oberstleutnant Hans Lothar von Schweinitz und SS-Sturmbannführer Eugen Wenner) in Caserta vor dem britischen Feldmarschall Harold Alexander unterzeichnete Teilkapitulation der deutschen Streitkräfte in Italien tritt in Kraft.
- 2. Mai: General Helmuth Weidling unterzeichnet die Kapitulation Berlins.
- 2. Mai: Karl Dönitz fungiert nach dem Tod Hitlers als deutscher Reichspräsident in Schleswig-Holstein und übernimmt als Vorsitzender der Regierung Dönitz Machtbefugnisse. Er beauftragt Johann Ludwig Graf Schwerin von Krosigk, eine geschäftsführende Reichsregierung zu bilden.
- 3. Mai: Das Kabinett Schwerin von Krosigk konstituiert sich in Flensburg im Sonderbereich Mürwik als geschäftsführende Reichsregierung im Deutschen Reich. Zahlreiche hochrangige Nazis wie Heinrich Himmler und Joachim von Ribbentrop setzen sich über die Rattenlinie Nord nach Flensburg ab.

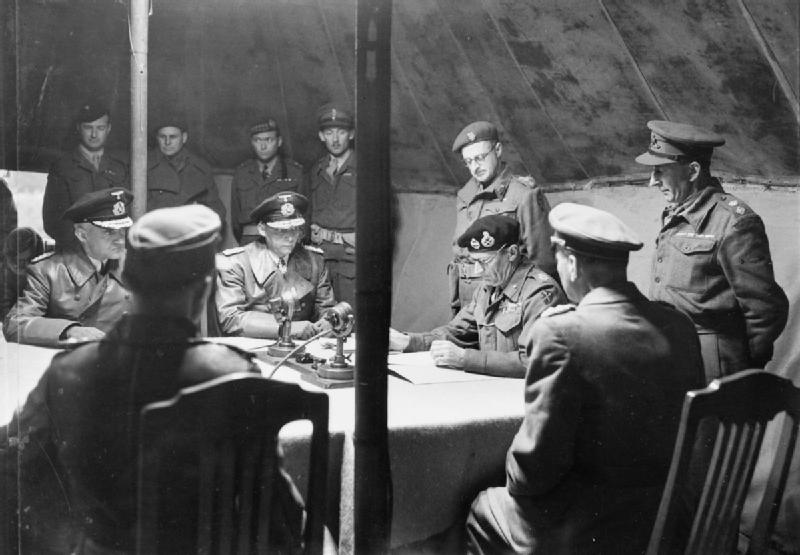
Unterzeichnung der Kapitulationserklärung in einem Zelt auf dem Timeloberg

- 4. Mai (18:30 Uhr): Auf dem Timeloberg am Ortsrand von Wendisch Evern wird die Teilkapitulation der Wehrmacht für Nordwestdeutschland, Dänemark und die Niederlande unterzeichnet: Das bedeutet das faktische Ende aller Kampfhandlungen im weitaus größten Teil jenes Territoriums, das zu diesem Zeitpunkt noch von deutschen Truppen gehalten wird. Generaladmiral Hans-Georg von Friedeburg kapituliert mit Einverständnis der Regierung Dönitz vor Feldmarschall Montgomery. Das Ansinnen des Oberkommandos der Wehrmacht, nur vor den Westalliierten zu kapitulieren und im Osten weiterzukämpfen, wird von SHAEF-Kommandeur Dwight D. Eisenhower zurückgewiesen.
- 4. Mai: Karl Scharnagl wird von der amerikanischen Besatzungsmacht als Oberbürgermeister von München eingesetzt. Am selben Tag wird Konrad Adenauer zum Kölner Oberbürgermeister ernannt.
- 5. Mai: Mit dem Inkrafttreten der Kapitulation vom Timeloberg endet die Besetzung Dänemarks durch die Wehrmacht des Deutschen Reiches. In den Niederlanden ist es der Tag der Befreiung: Der kanadische General Charles Foulkes und der deutsche Oberbefehlshaber Johannes Blaskowitz verhandeln im Beisein von Prinz Bernhard als Kommandant der inländischen Streitkräfte in den Ruinen des weitgehend zerbombten Hotel de Wereld in Wageningen hinsichtlich der Kapitulation der deutschen Truppen in den Niederlanden.
- 6. Mai: Der von Kurt Schumacher initiierte Ortsverein Hannover der Sozialdemokratischen Partei Deutschlands wird ins Leben gerufen und ist erste Keimzelle für den Wiederaufbau der SPD.

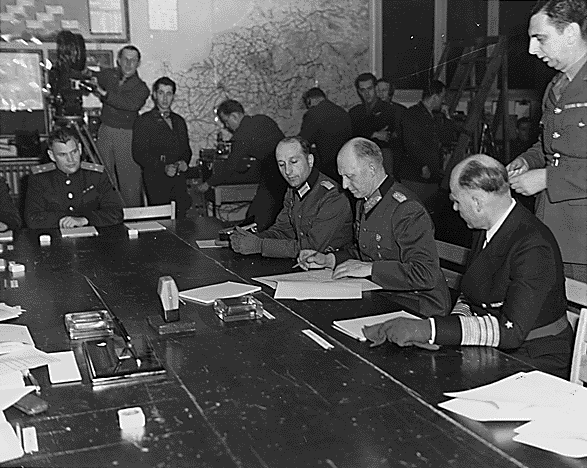
Generaloberst Alfred Jodl unterzeichnet die bedingungslose Kapitulation der Wehrmacht am 7. Mai 1945 in Reims

- 7. Mai: Um 2.41 Uhr unterzeichnet Generaloberst Alfred Jodl im Hauptquartier der alliierten Streitkräfte in Nordwest- und Mitteleuropa in Reims die Gesamtkapitulation aller Verbände der Wehrmacht des Deutschen Reiches. Dies führt am 8./9. zum Ende des Kriegs in Europa. Daraufhin wird vom Oberkommando der Wehrmacht (OKW) in Berlin ein Dokument unterzeichnet, das die Ratifizierung dieser Erklärung bedeutet.
- 8. Mai: Hugo Blaschke, der Leibzahnarzt Hitlers, identifiziert in einem medizinischen Institut auf Veranlassung der sowjetischen Militärführung die verbrannten Leichen von Adolf Hitler und Eva Braun u. a. anhand der erhaltenen Gebisse.
- 8./9. Mai: Die bedingungslose Kapitulation der Wehrmacht und aller Teilstreitkräfte erfolgt durch Generalfeldmarschall Wilhelm Keitel für das OKW und das Heer, Generaladmiral Hans-Georg von Friedeburg für die Kriegsmarine und Generaloberst Hans-Jürgen Stumpff für die Luftwaffe.[1]
- 9. Mai: Um 0:01 Uhr tritt die Gesamtkapitulation der deutschen Wehrmacht in Kraft und wird im Auftrag von Dönitz durch Generalfeldmarschall Wilhelm Keitel in Berlin-Karlshorst ratifiziert. Der Reichssender Flensburg strahlt den letzten Bericht des Oberkommandos der Wehrmacht (OKW) aus.

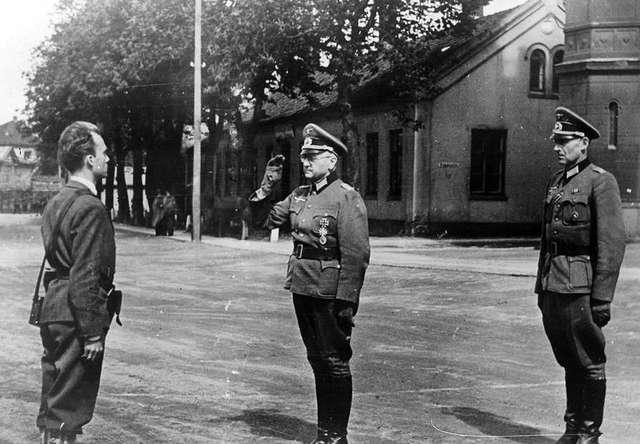
Terje Rollem übernimmt nach der Kapitulation die Festung Akershus vom deutschen Kommandanten

- 11. Mai: Fähnrich Terje Rollem, Mitglied der Widerstandsgruppe Milorg, nimmt vom deutschen Kommandanten Major Wilhelm Nichterlein offiziell die Festung Akershus in Oslo entgegen. Damit endet die Besatzung Norwegens durch deutsche Wehrmachttruppen.
- 4. September: Der Wettertrupp Haudegen auf der arktischen norwegischen Inselgruppe Spitzbergen kapituliert als letzte Einheit der Wehrmacht im Zweiten Weltkrieg.

##### Deutsch-Sowjetischer Krieg/Balkan

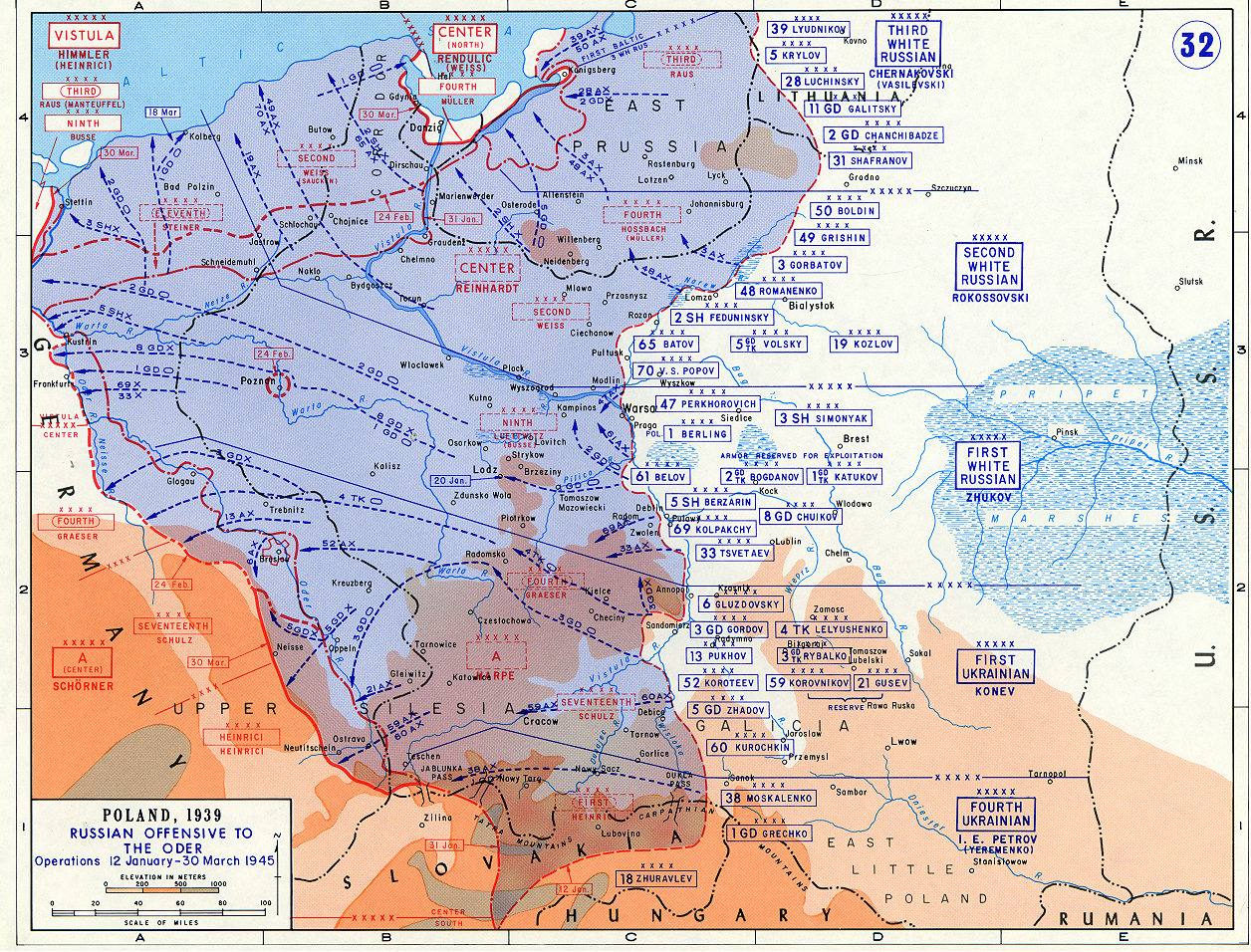
Verlauf der Operationen vom 12. Januar bis 30. März 1945

- 12. Januar: Die Rote Armee beginnt die Weichsel-Oder-Operation als Großoffensive von den Weichsel-Brückenköpfen aus. Bereits zwei Wochen später steht sie vor Breslau und Frankfurt (Oder) und beendet damit die Deutsche Besetzung Polens.
- 13. Januar: Die Schlacht um Ostpreußen, die blutigste und längste Schlacht des Jahres, beginnt.
- 17. Januar: Die Rote Armee zieht in Warschau ein.
- 17. Januar: Der sowjetische Vize-Verteidigungsminister Nikolai Bulganin ordnet die Verhaftung des schwedischen Diplomaten Raoul Wallenberg an, der Tausende von ungarischen Juden vor der Deportation bewahrt hat.
- 18. Januar: Das Budapester Ghetto wird von der Roten Armee befreit.
- 19. Januar: Die Rote Armee erobert die polnische Stadt Łódź und befreit das Ghetto Litzmannstadt, in dem nur noch rund 1000 der ursprünglich etwa 160.000 Bewohner leben.
- 20. Januar: Der Roten Armee gelingt die Eroberung Tilsits.
- 25. Januar: Mit einem Vorstoß der Roten Armee zur Ostsee wird der Großteil Ostpreußens vom Deutschen Reich abgeschnitten. Am nächsten Tag beginnt die Kesselschlacht von Heiligenbeil.

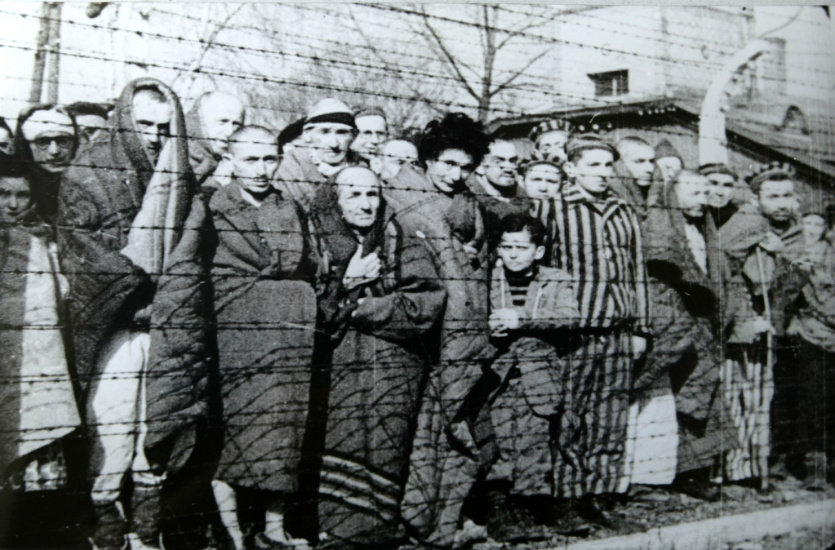
Befreite Häftlinge, Auschwitz-Birkenau, 1945

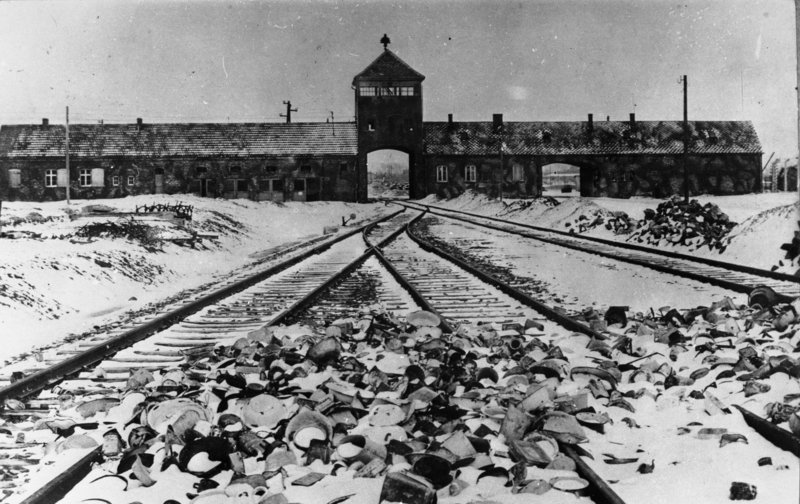
Foto vom Torhaus des KZ Auschwitz-Birkenau, Aufnahme kurz nach der Befreiung 1945. Aufnahme Stanisław Mucha

- 27. Januar: Das KZ Auschwitz, in dem bis zu 1,5 Millionen Menschen von SS-Mitgliedern ermordet wurden, wird von der Roten Armee befreit. Der Lagerkomplex hatte eine Doppelfunktion als Konzentrationslager und als Vernichtungslager und bestand aus dem Konzentrationslager Auschwitz I (Stammlager), dem Vernichtungslager Birkenau – Konzentrationslager Auschwitz II, dem Konzentrationslager Monowitz und ca. 50 weiteren Außenlagern.
- 31. Januar: Königsberg wird von der Roten Armee eingeschlossen.
- 10. Februar: Die Heilsberger Operation, ein Teil der Ostpreußischen Operation zur Zerschlagung der deutschen Einheiten im Kessel von Heilsberg durch die 3. Weißrussische Front, beginnt. Sie muss am 22. Februar vorläufig abgebrochen werden. Die endgültige Zerschlagung des Kessels gelingt erst im März.

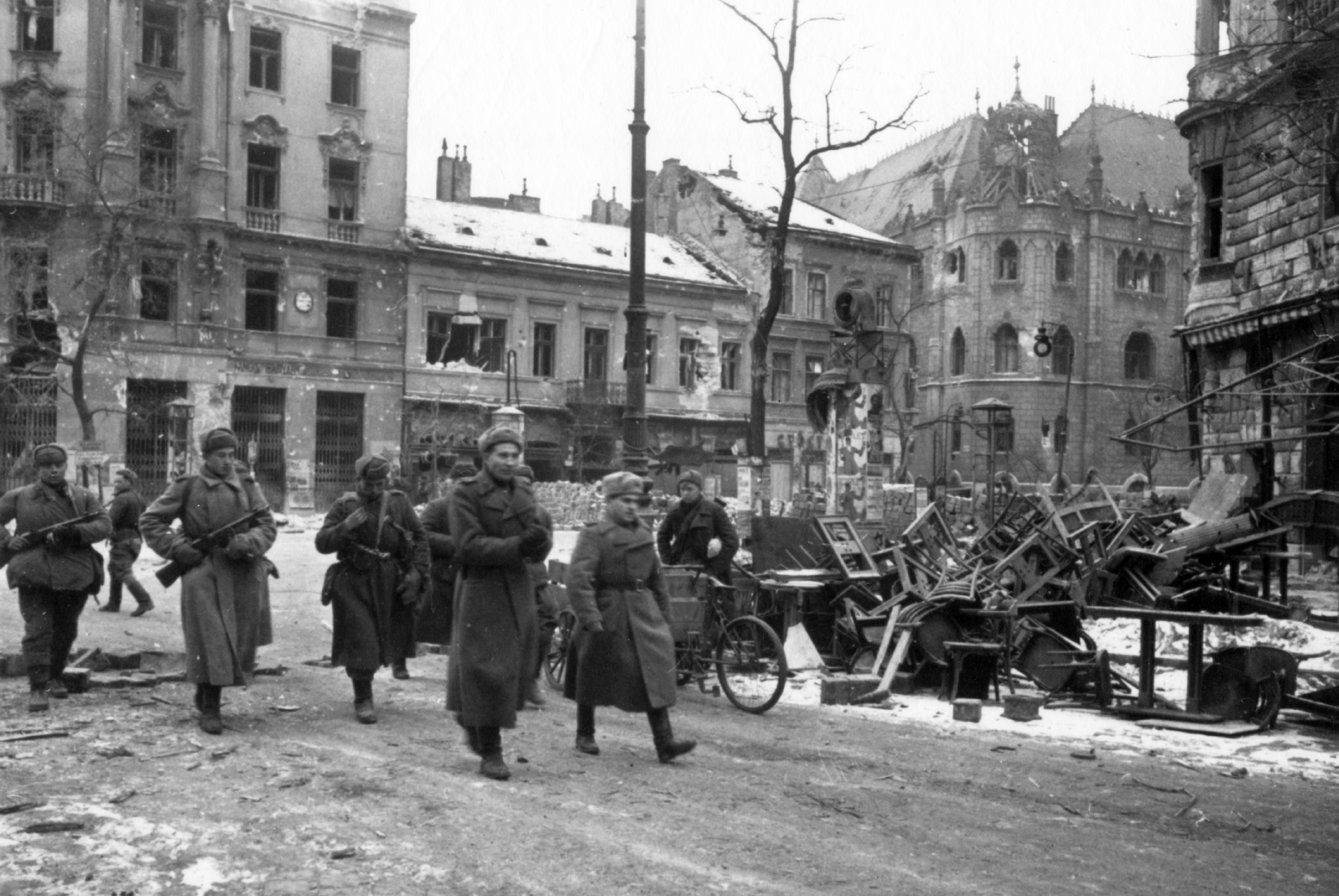
Sowjetische Soldaten in Budapest 1945

- 13. Februar: Kampf um Ungarn: Die Schlacht um Budapest endet mit der Kapitulation der restlichen deutschen Einheiten, nachdem einige Stunden zuvor ein Ausbruchsversuch aus der von der Roten Armee eingekesselten Stadt misslungen ist.

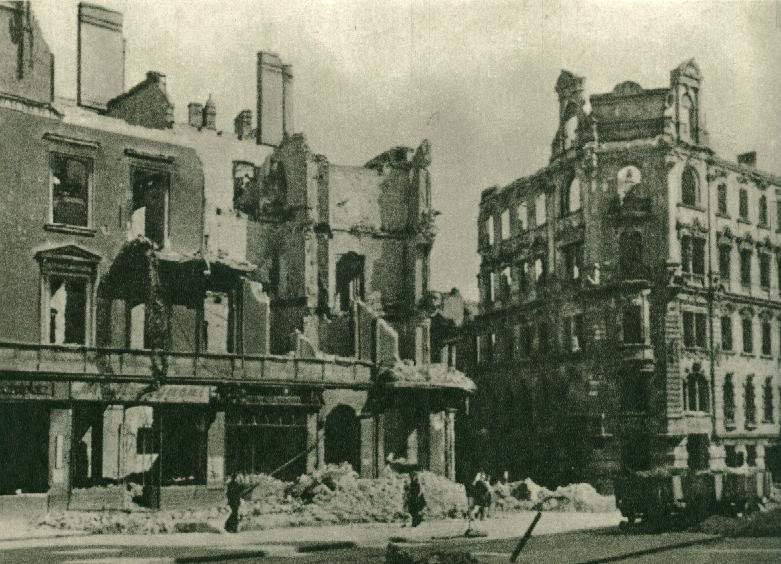
Posen 1945

- 23. Februar: Die fast einen Monat lang währende Schlacht um Posen endet mit der Kapitulation der letzten deutschen Verteidiger in der Zitadelle der Stadt.
- 6. März: Die Deutschen unternehmen mit der Plattenseeoffensive einen der letzten taktischen Vorstöße des Krieges; sie scheitert bereits nach wenigen Tagen. Die letzten Kampfhandlungen auf ungarischem Gebiet finden am 4. April statt.
- 15. bis 31. März: Die Oberschlesische Operation führt zu massiven sowjetischen Geländegewinnen in Oberschlesien.
- 18. März: Kolberg wird von der Roten Armee eingenommen. Der Ortsname ist durch den gleichnamigen Propagandafilm zum Schlagwort für den geforderten Durchhaltewillen geworden.
- 29. März: Die Rote Armee dringt bei Klostermarienberg erstmals auf ehemals österreichisches Gebiet vor.
- 29. März: In Ostpreußen endet die Kesselschlacht von Heiligenbeil. Etwa 50.000 deutsche Soldaten geraten in sowjetische Gefangenschaft, rund 80.000 sind in der Kesselschlacht ums Leben gekommen.
- 30. März: Die Rote Armee und polnische Militäreinheiten erobern Danzig. Auch Küstrin ergibt sich den sowjetischen Truppen.
- 5. April: Deutsche Truppen räumen Sarajevo und ziehen sich nach Österreich zurück.
- 6. April: Die Rote Armee beginnt mit dem Angriff auf das eingeschlossene Königsberg. Am selben Tag beginnt die Schlacht um Wien.
- 9. April: Die Schlacht um Königsberg geht mit der Kapitulation der von Otto Lasch kommandierten deutschen Garnison gegenüber sowjetischen Truppen zu Ende; die deutsche Bevölkerung wird vertrieben.
- 12. April: Im Zuge der Wiener Operation, der Eroberung Wiens durch die Rote Armee, brennt der Stephansdom nieder, nachdem möglicherweise von Plünderern gelegte Brände auf das Gebäude übergegriffen haben.

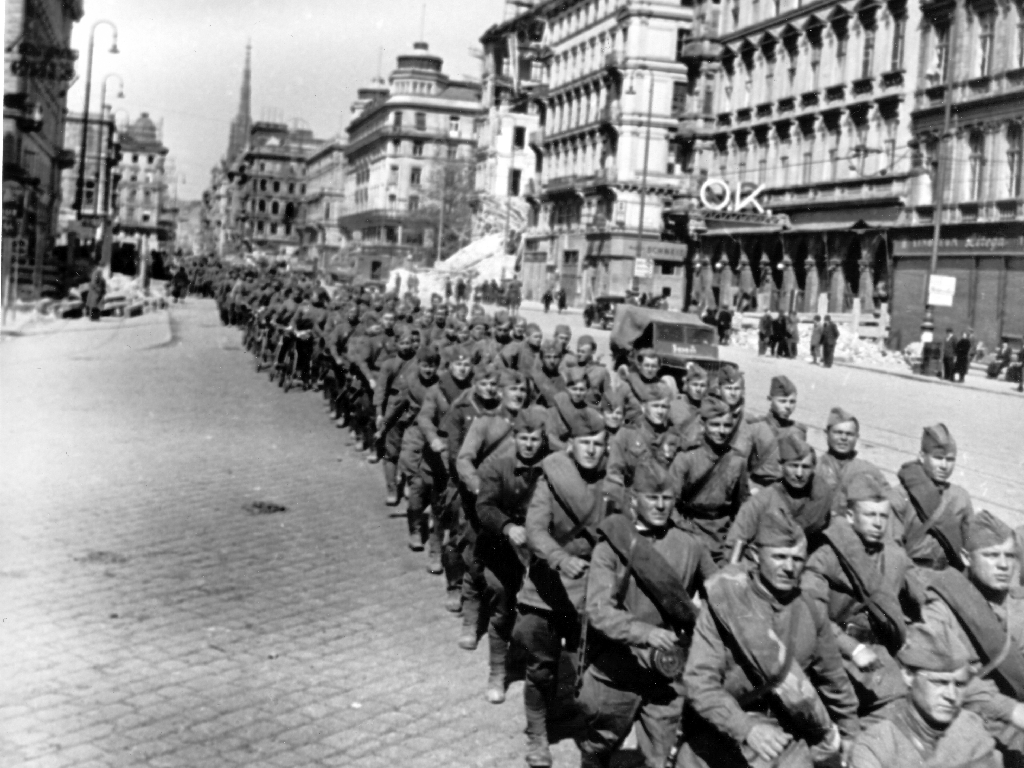
Sowjetische Truppen in der Innenstadt von Wien

- 13. April: Sowjetische Truppen erobern Wien. Im Wienerwald geht zwischen den Resten der Heeresgruppe Süd und der 3. Ukrainischen Front der seit 4. April tobende Kampf um Alland weiter.

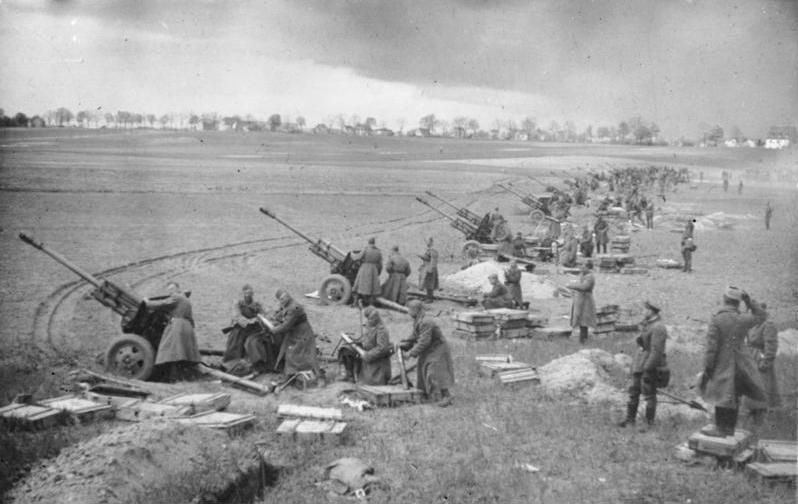
Sowjetische Artillerie vor Berlin (April 1945)

- 16. April: Mit dem Angriff auf die Seelower Höhen beginnt die Schlacht um Berlin.
- 25. April: Die Schlacht um Ostpreußen geht mit dem Aufreiben verbliebener Reste der deutschen Wehrmachteinheiten im Samland durch die Rote Armee zu Ende.
- 25. April: Der letzte Techniker verlässt aus Angst vor der heranrückenden Roten Armee die Ausweichstelle des Deutschen Kurzwellensenders in Königs Wusterhausen.
- 26. April: Bei der Schlacht um Bautzen wird Bautzen zurückerobert. Es ist der letzte größere deutsche Panzerangriff des Zweiten Weltkrieges.
- 26. April: Die Rote Armee erobert die Stadt Stettin.

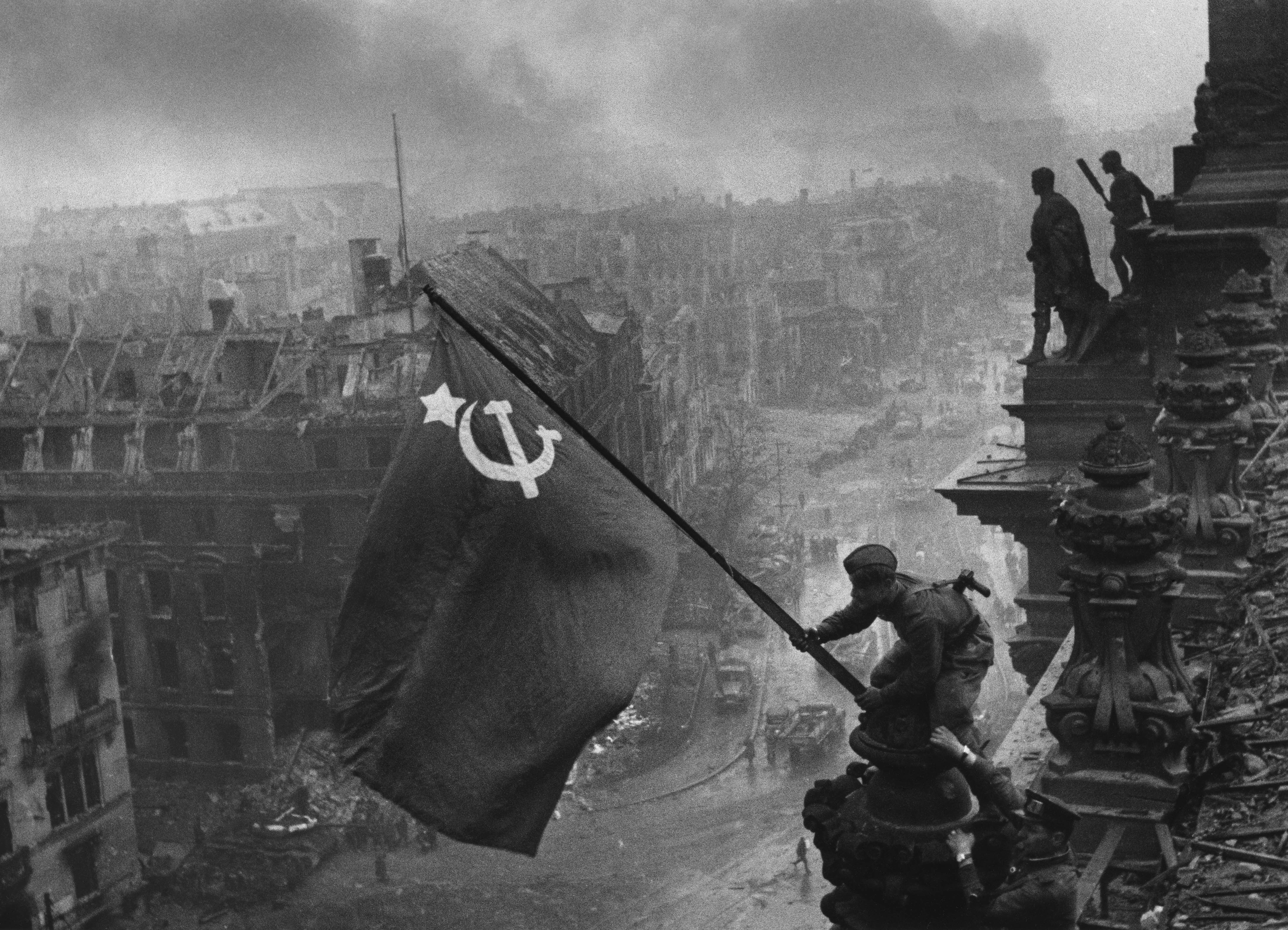
Die Sowjetfahne über dem Reichstag (retuschierte Fassung)

- 30. April: Die Rote Armee hisst die sowjetische Fahne auf dem Reichstagsgebäude. Am 2. Mai wird das Hissen der Fahne nachgestellt und eine retuschierte Fassung veröffentlicht.
- 5. Mai: Der Prager Aufstand gegen die deutsche Besatzungsmacht beginnt mit einer Meldung im Radio. Er endet am 8. Mai mit einem Waffenstillstand und dem Abzug der Wehrmacht aus der Stadt.
- 6. bis 11. Mai: Die Prager Operation ist die letzte große Offensive der Roten Armee in Zentraleuropa. Die noch intakte deutsche Heeresgruppe Mitte wird im Raum östlich von Prag durch drei sowjetische Fronten eingekesselt und zur Kapitulation gezwungen.
- 6. Mai: Die Stadt Breslau kapituliert nach der Schlacht um Breslau gegenüber der Roten Armee.
- 9. Mai: Das KZ Stutthof in Polen wird als letztes der Konzentrationslager des Deutschen Reichs befreit.
- Am 12. Mai erfolgt die endgültige Kapitulation deutscher Restverbände im umkämpften Prag, welches somit den letzten großen Kriegsschauplatz Europas im Zweiten Weltkrieg darstellt.
- 15. Mai: Bei Poljana in Slowenien kämpfen letzte Wehrmachtverbände in Gefechten gegen jugoslawische Truppen.
- 12. Juni: Jugoslawische Truppen räumen auf internationalen Druck hin die von ihnen seit dem 1. Mai besetzte Stadt Triest.

##### Der Krieg im Westen/Italien
- 1. Januar: Das Massaker von Chenogne ist ein Kriegsverbrechen der Alliierten im Zweiten Weltkrieg, bei dem mehrere Dutzend Kriegsgefangene aus der Wehrmacht von Soldaten der US-Armee nahe dem Dorf Chenogne in Belgien erschossen werden.
- 14. Januar: Britische Truppen beginnen die Operation Blackcock. Binnen 12 Tagen erobern sie das 'Rur-Dreieck' zwischen den Städten Roermond, Sittard und Heinsberg.
- 19. Januar: Als Vergeltung für den Tod des deutschen Offiziers Fritz von Brodowski in französischer Kriegsgefangenschaft im Vorjahr wird der französische Kriegsgefangene und Generalmajor Gustave Mesny von Angehörigen der SS erschossen.
- 24. Januar: In Aachen erscheint mit den Aachener Nachrichten die erste deutsche Nachkriegszeitung, auf die die Nationalsozialisten keinen Einfluss mehr haben.
- 23. Februar: Operation Grenade beginnt: amerikanische Truppen setzen über die reißende Rur und bilden Brückenköpfe in Düren, Jülich und Linnich.
- 3. März: US-Truppen, die in der Operation Grenade vorgerückt sind, und britische Truppen, welche die Schlacht im Reichswald gewonnen hatten, treffen sich bei Geldern.

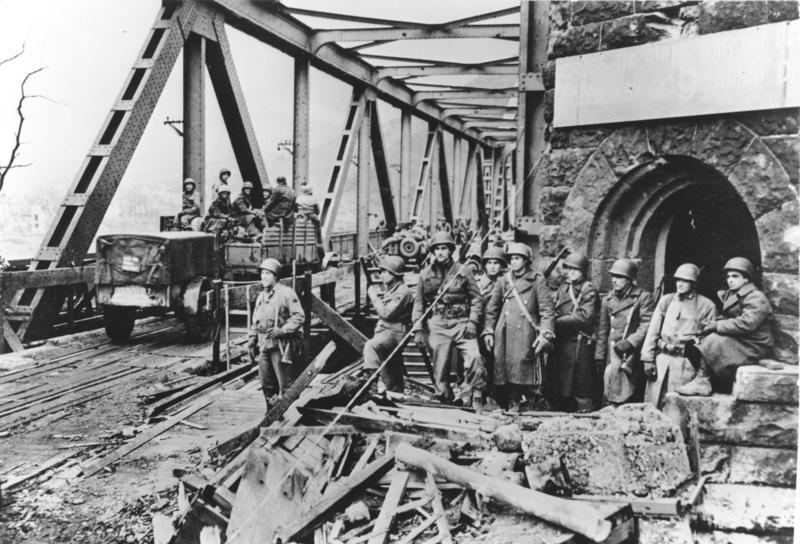
Die Ludendorff-Brücke zwischen 8. und 10. März 1945

- 7. März: US-amerikanische Truppen unter dem Befehl von Karl H. Timmermann nehmen die Ludendorff-Brücke in Remagen ein, damit gelingt erstmals die Überquerung des Rheins.
- 23. März: Amerikanische Truppen überqueren den Rhein bei Oppenheim und gehen zum Angriff auf Darmstadt über, das eingekesselt wird und kapituliert.
- 24. März: Die Alliierten starten zur Überquerung des Rheins zwischen Emmerich und Wesel mit der Operation Varsity die größte Luftlandeoperation der Geschichte.
- 25. März: Das Supreme Headquarters Allied Expeditionary Force unter Dwight D. Eisenhower genehmigt den Plan eines Ruhrkessels zur Vermeidung von Straßenkämpfen in den Ruinen der zerstörten Städte und in den Gebirgszügen des Sauerlands.
- 29. März: US-amerikanische Truppen besetzen die Stadt Mannheim.
- 1. April: Der Ruhrkessel wird von alliierten Truppen geschlossen. Dabei fällt General Maurice Rose, der höchstrangige Offizier der United States Army, der während des Zweiten Weltkrieges auf dem europäischen Kriegsschauplatz durch Feindeinwirkung zu Tode kommt.
- 5. April: Würzburg wird von amerikanischen Truppen erobert.

- 11. April: Während die US-Armee das KZ Buchenwald erreicht, gelingt es Angehörigen des Widerstands im Lager, die noch anwesenden SS-Wächter zu entwaffnen und gefangen zu nehmen.
- 12. April: Um 02:59 Uhr wird Braunschweig kampflos an die US-Army übergeben.

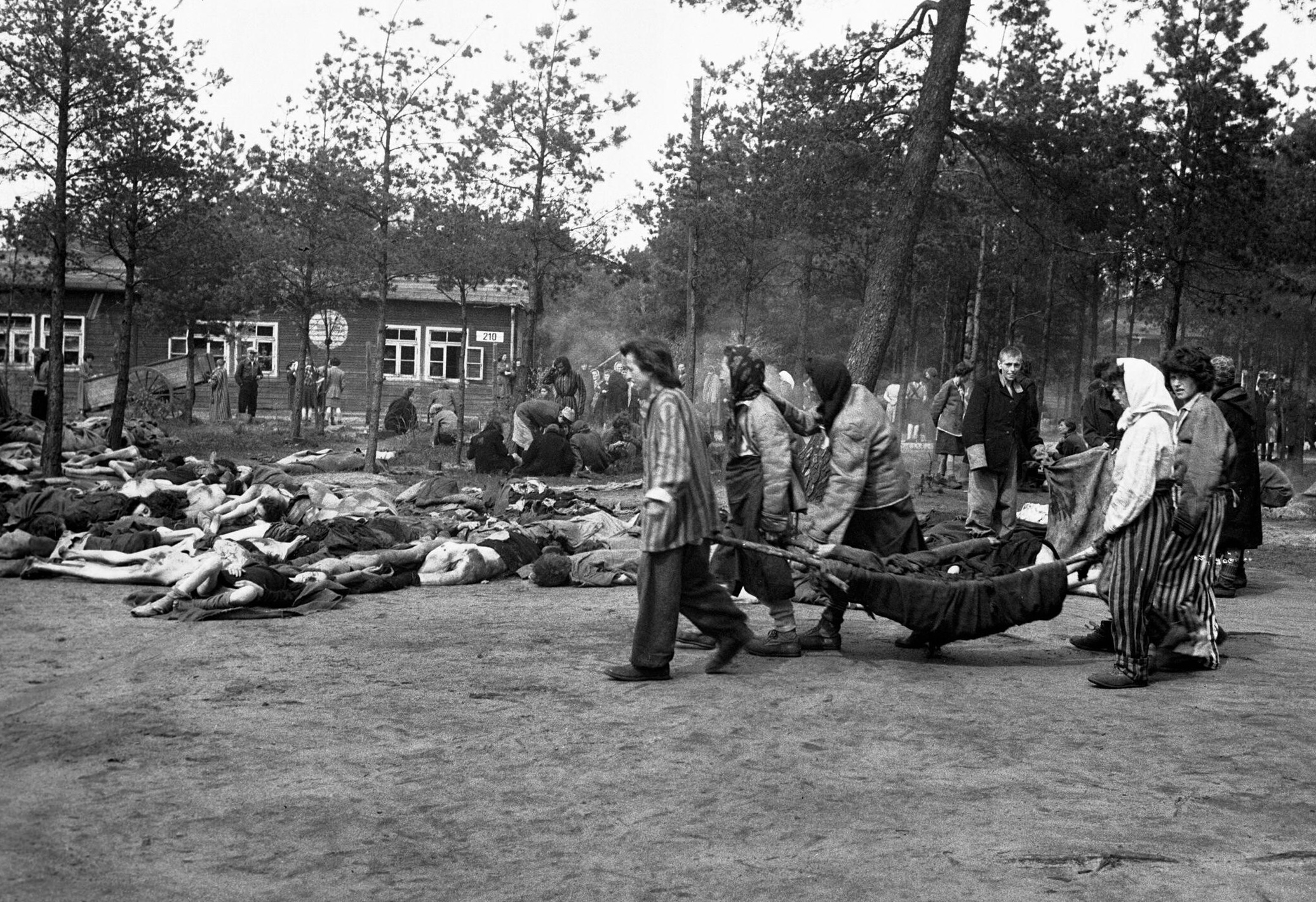
Befreite Häftlinge tragen Tote aus den Baracken, KZ Bergen-Belsen, 17. April 1945

- 15. April: Britische Truppen befreien die etwa 60.000 noch lebenden Gefangenen des KZ Bergen-Belsen.
- 16. April: Amerikanische Truppen unter dem Befehl von John W. O’Daniel erreichen Nürnberg. Die Schlacht um Nürnberg beginnt. Sie endet am 20. April mit der Einnahme der Stadt durch die Alliierten.
- 21. April: Kapitulation der letzten deutschen Verbände im Ruhrkessel
- 22. April: Einzug französischer Truppen in Stuttgart
- 23. April: Es kommt zu schweren Kämpfen auf der Linie Verden-Aller/Stade-Elbe. Am selben Tag wird das KZ Flossenbürg von der US-Armee befreit.

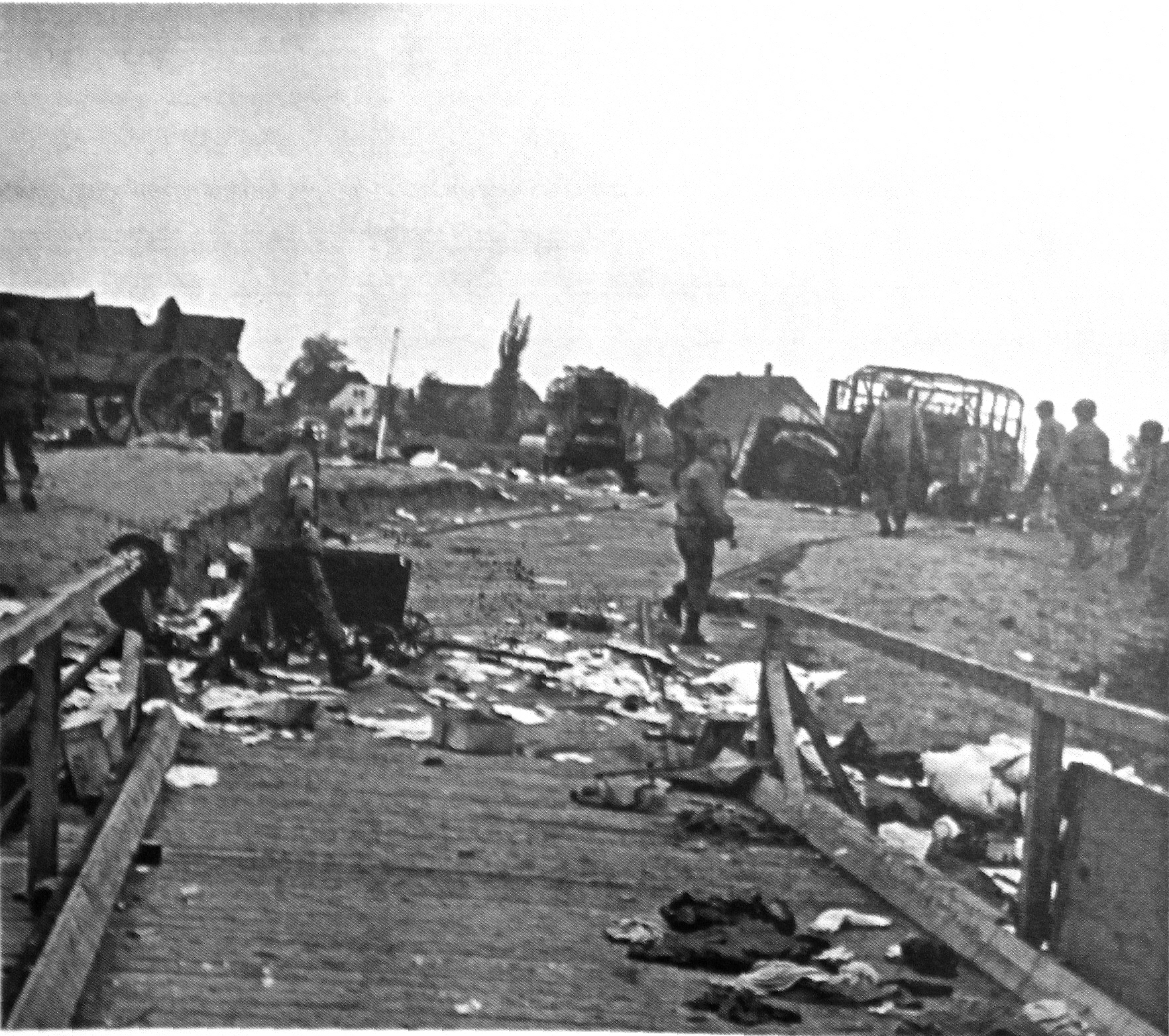
Das Leichenfeld von Lorenzkirch, Torgau, 25. April 1945

- Die erste Begegnung US-amerikanischer und sowjetischer Truppen auf deutschem Boden findet am 25. April auf den Elbwiesen in Lorenzkirch bei Strehla statt.
- 25. April: Britische Truppen dringen in südliche und südöstliche Stadtteile von Bremen ein. Am nächsten Tag nehmen sie die Stadt ein. Am 27. April wird nur noch der Nordosten Bremens von der Wehrmacht gehalten.
- 27. April: Rupprecht Gerngroß gründet die Freiheitsaktion Bayern. Deren Aufstand und der Versuch, München kampflos zu übergeben, wird von Gauleiter Paul Giesler mithilfe der SS am nächsten Tag blutig niedergeschlagen.
- 28. April: Der Augsburger Freiheitsbewegung gelingt es, Augsburg kampflos den US-amerikanischen Truppen zu übergeben.
- 28. April: Der Dachauer Aufstand in Dachau wird von den ehemaligen Häftlingen des KZ Dachau Georg Scherer und Walter Neff geleitet. Am nächsten Tag erfolgt die Befreiung des Konzentrationslagers Dachau und seiner Außenlager durch amerikanische Truppen.
- 28. April: Benito Mussolini und seine Geliebte Clara Petacci, tags zuvor beim Fluchtversuch von Partisanen der italienischen Resistenza aufgegriffen, werden erschossen.
- 29. April: Bei der Befreiung der SS-Geiseln in Südtirol befreien Soldaten der Wehrmacht unter Führung von Hauptmann Wichard von Alvensleben 141 Sonder- und Sippenhäftlinge, die aus ganz Europa stammen, aus den Händen eines SS-Kommandos. Unter den Befreiten befinden sich Totgeglaubte wie der ehemalige österreichische Bundeskanzler Kurt Schuschnigg, der frühere französische Ministerpräsident Léon Blum und Pastor Martin Niemöller sowie weitere bekannte Persönlichkeiten wie der Großindustrielle Fritz Thyssen und der frühere Reichswirtschaftsminister Hjalmar Schacht.
- 1. Mai: Die US-Amerikaner ziehen in München ein.
- 3. Mai: Britische Einheiten erobern Hamburg.
- 4. Mai: Die 2. französische Panzerdivision unter Generalmajor Leclerc erreicht Hitlers Berghof auf dem Obersalzberg in Berchtesgaden.

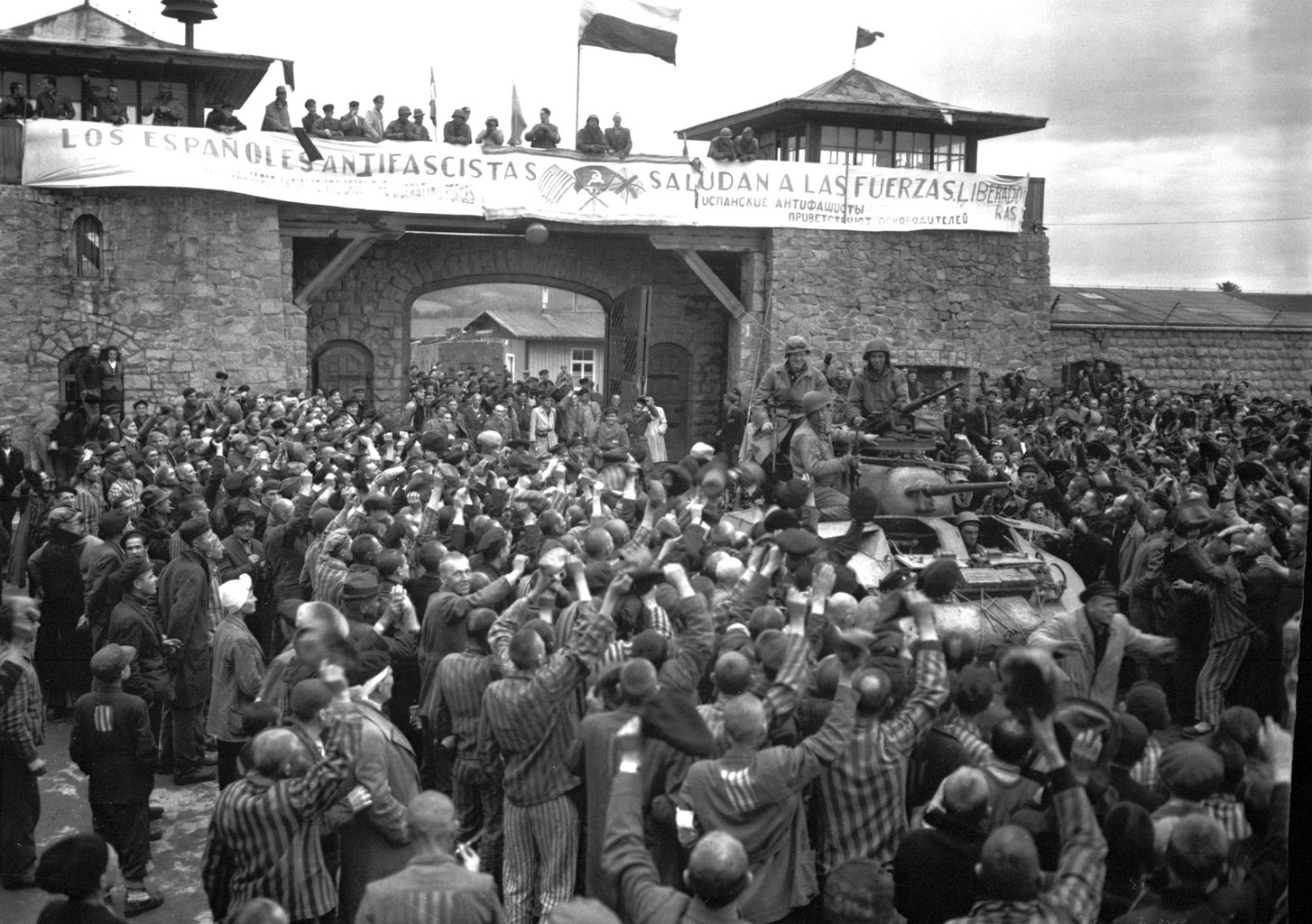
KZ Mauthausen nach der Befreiung

- 5. Mai: Das KZ Mauthausen mit dem Nebenlager Gusen wird von US-Truppen befreit.
- 5. Mai: In der Schlacht um Schloss Itter kämpfen Soldaten der United States Army und der Wehrmacht gemeinsam gegen Einheiten der 17. SS-Panzergrenadier-Division „Götz von Berlichingen“ und befreien prominente französische Kriegsgefangene, die auf Schloss Itter interniert sind. Der deutsche Offizier und Widerstandskämpfer Josef Gangl kommt in der Schlacht ums Leben.

##### Endphaseverbrechen auf großdeutschem Boden
- 19. Januar: Der KZ-Fürstengrube-Todesmarsch beginnt. Lagerleiter Max Schmidt ordnet wegen der herannahenden Roten Armee die Evakuierung des KZ Fürstengrube an. Die letzten verbliebenen Überlebenden werden Anfang Mai in Lübeck auf die Cap Arcona verschifft.
- 2. Februar: Der Ausbruch von 419 sowjetischen Kriegsgefangenen aus dem KZ Mauthausen führt zur „Mühlviertler Hasenjagd“. Nur 11 Offiziere überleben die Menschenhatz, an der sich neben der SS auch die Zivilbevölkerung beteiligt.
- Zwischen dem 7. März und dem 12 April werden etwa 300 Zwangsarbeiter aus Frankreich, Belgien, den Niederlanden, Jugoslawien, Polen und der Sowjetunion und deutsche Widerstandskämpfer aus dem Hörder Gestapokeller und der Steinwache in den Rombergpark und in die Bittermark verschleppt und dort ermordet. Das 1960 errichtete Mahnmal Bittermark im Stadtwald Bittermark erinnert an diese Verbrechen.
- 24./25. März: Beim Massaker von Rechnitz werden vermutlich an die 200 ungarisch-jüdische Zwangsarbeiter in der Nähe des Schlosses Rechnitz bei Rechnitz im Burgenland ermordet.
- verm. 21. März: Während der NS-Morde im Burgholz werden im Wuppertaler Staatsforst Burgholz 30 Menschen von Angehörigen der Gestapo und der Wuppertaler Kriminalpolizei getötet.
- 29. März: Im Südburgenland werden beim Massaker von Deutsch-Schützen in einem der zahlreichen Endphaseverbrechen rund 60 als Zwangsarbeiter eingesetzte ungarische Juden ermordet.
- 6. April: Nahe Krems an der Donau werden beim Massaker im Zuchthaus Stein auf dem Areal der Justizvollzugsanstalt und in den umliegenden Ortschaften bis zu 500 Häftlinge von Angehörigen der Waffen-SS, der Wehrmacht und des Volkssturms erschossen.
- 7. April: Der Evakuierungszug aus Buchenwald verlässt zunächst mit dem Ziel KZ Flossenbürg das KZ Buchenwald. Während der Fahrt, die in der Nacht zum 28. April im KZ Dachau endet, sterben mehrere tausend Gefangene.
- 8. April: Dem Massaker von Celle fallen mindestens 170 Häftlinge aus dem KZ-Außenlager Salzgitter-Drütte zum Opfer.
- 13. April: In einer Feldscheune bei Gardelegen werden über tausend Überlebende von Todesmärschen aus Konzentrationslagern ermordet.
- 20. April: Zur Zeugenbeseitigung werden im Keller der Hamburger Schule am Bullenhuser Damm die jüdischen Kinder, an denen Kurt Heißmeyer im KZ Neuengamme Menschenversuche durchgeführt hat, unter ihnen Jacqueline Morgenstern und Eduard Reichenbaum, zusammen mit ihren Pflegern ermordet.

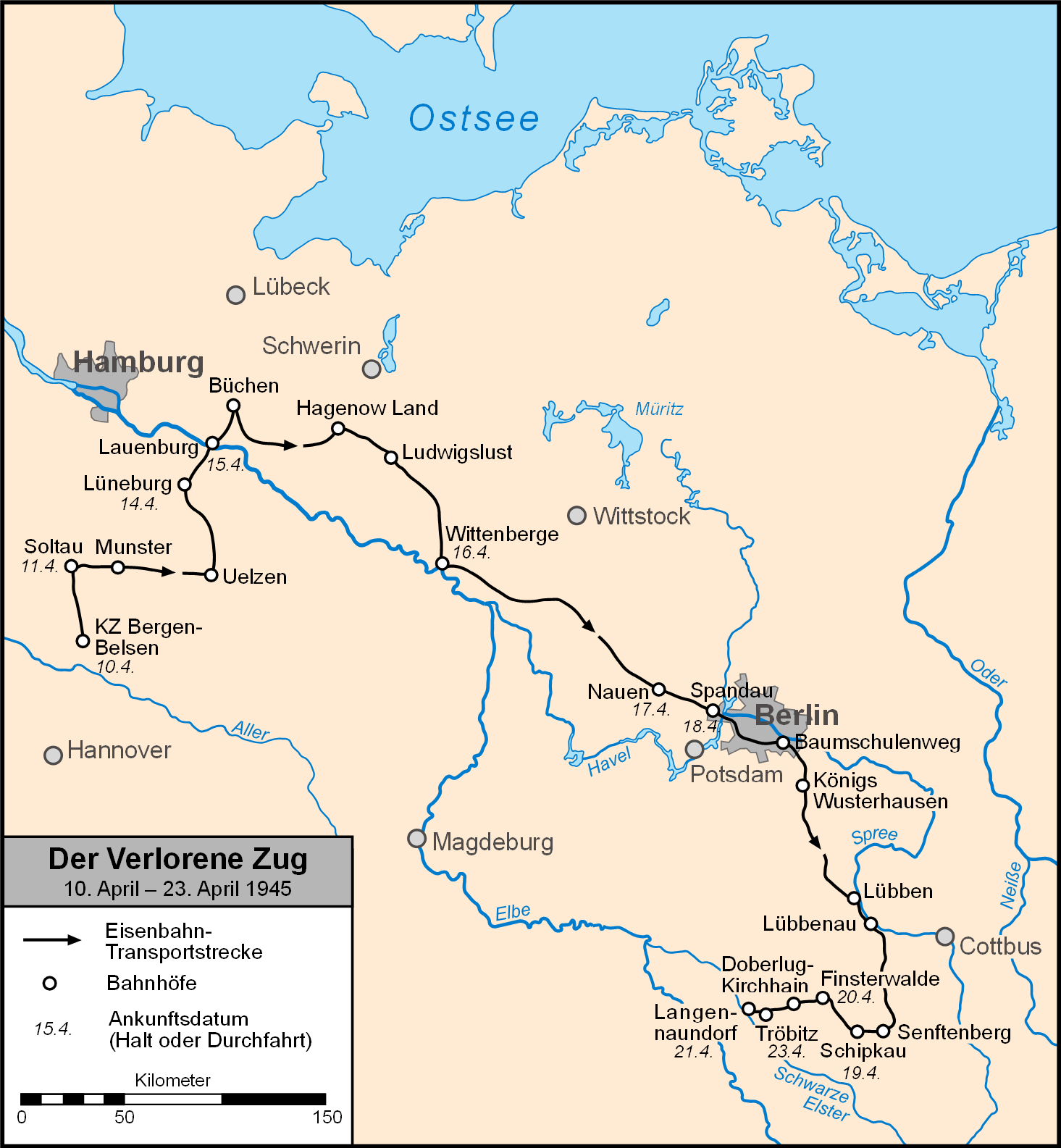
Die zurückgelegte Strecke des Verlorenen Zuges

- 23. April: Der seit dem 10. April durch Deutschland irrende „Verlorene Zug“, ein Häftlingstransport vom KZ Bergen-Belsen nach Theresienstadt, wird in Tröbitz von der Roten Armee befreit. Etwa 200 Häftlinge haben die Fahrt nicht überlebt. In den nachfolgenden Wochen sterben weitere 320 Menschen an den Nachwirkungen des Todestransports durch eine Epidemie.
- 28. April: In der Penzberger Mordnacht ermorden NS-Schergen kurz vor Kriegsende 16 Zivilisten um den ehemaligen Bürgermeister Hans Rummer, welche die Zerstörung der Stadt und ein Massaker an Kriegsgefangenen verhindert haben.

##### Bombenkrieg in Europa
- 2. Januar: Nürnberg wird in einem alliierten Luftangriff weitgehend, die historisch wertvolle Altstadt vollständig zerstört.
- 13. Januar: Ein schwerer Luftangriff der britischen Royal Air Force mit 274 Flugzeugen richtet sich gegen Saarbrücken.
- 16. Januar: 347 Bomber der Royal Air Force (RAF) werfen 641 Tonnen Brandbomben und 419 Tonnen Sprengbomben auf Magdeburg ab; diese verursachen wie beabsichtigt einen Feuersturm. Große Teile von Magdeburg werden zerstört (die Altstadt zu 90 %), 2.680 Menschen sterben und Zehntausende werden obdachlos.

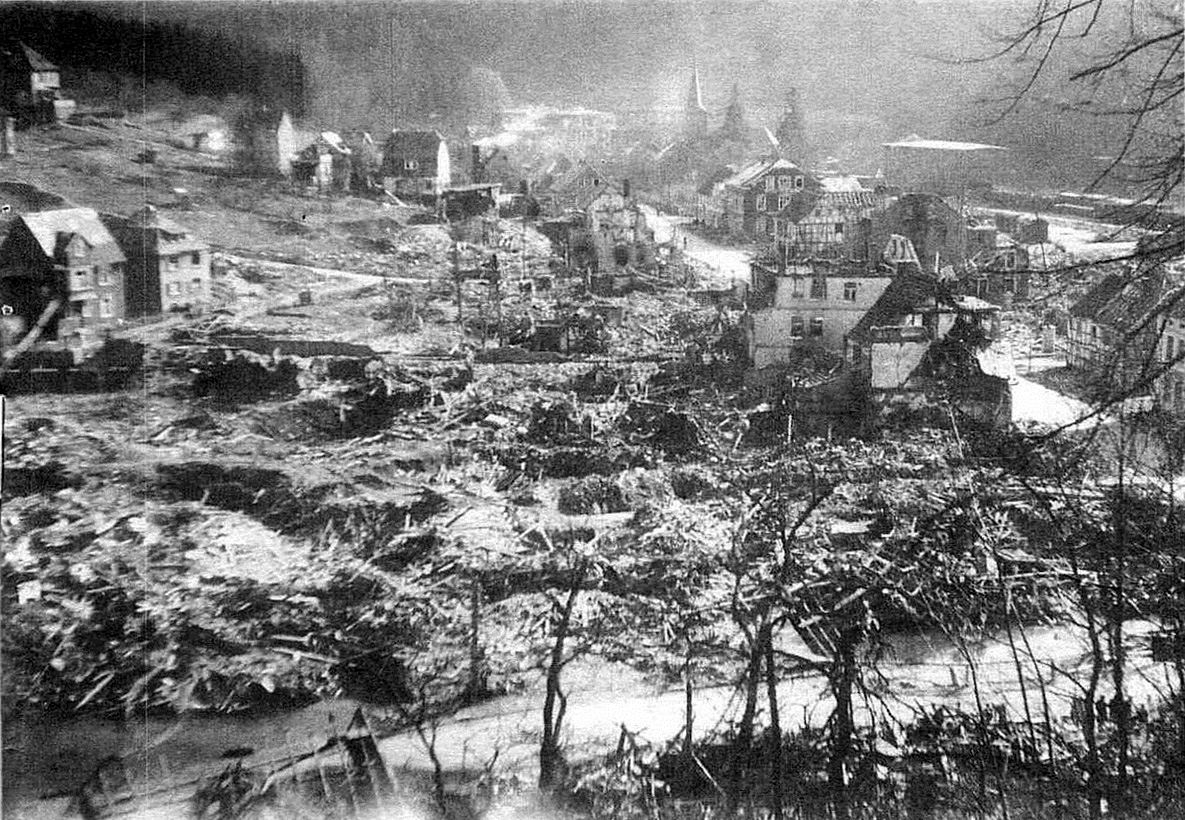
Der zerstörte Ortskern von Engelskirchen

- 2. Februar: Mit einem Angriff auf Ehreshoven beginnen die bis zum 28. März dauernden Luftangriffe auf Engelskirchen, bei denen mehr als 300 Menschen sterben. Auch Teile von Loope sind von der Bombardierung betroffen.
- 3. Februar: 939 Bomber der USAAF greifen die Reichshauptstadt Berlin an. Unter den rund 25.000 Todesopfern ist auch Roland Freisler, außerdem viele Häftlinge und Zwangsarbeiter, denen die Nutzung von Luftschutzeinrichtungen generell verwehrt ist.
- 13. bis 15. Februar: Die Alliierten unternehmen einen schweren Luftangriff auf Dresden, der schätzungsweise 25.000–35.000 Tote fordert. Die Dresdner Innenstadt wird völlig zerstört.
- 15. Februar: Ein US-amerikanischer Angriff zerstört große Teile der Stadt Cottbus. Besonders das Bahnhofsgelände und die Stadtteile Sandow, Madlow und Branitzer Siedlung sind betroffen.
- 23. Februar: Die Innenstadt Pforzheims wird fast vollständig durch einen britischen Luftangriff mit 379 Bombern zerstört – er fordert rund 20.300 Tote binnen 22 Minuten; damit verliert Pforzheim fast ein Drittel seiner Bevölkerung und ist somit die Stadt, die prozentual am meisten Opfer im Luftkrieg zu beklagen hat.
- 23. Februar: Der Ortskern von Ellingen wird von zwei Staffeln der US-Luftwaffe angegriffen, wobei Teile des Schlossgartens vollständig zerstört, das Rathaus, das Weißenburger Tor und die Pfarrkirche erheblich beschädigt werden. Das eigentliche Ziel der Angreifer hätte Bamberg sein sollen.
- 27. Februar: Ein Luftangriff auf Mainz fordert 1.209 Tote.
- 3. März: Alliierte Flugzeuge werfen versehentlich Bomben auf Basel und Zürich.
- 3. März: Alliierte Flugzeuge werfen im Zweiten Weltkrieg versehentlich Bomben auf ein Wohnviertel von Den Haag. Bei dem Luftangriff kommen rund 500 Menschen ums Leben.
- 12. März: Schwerster Luftangriff auf Wien: Die Staatsoper brennt aus, schwer beschädigt werden auch der Stephansdom, das Naturhistorische Museum, Burgtheater, Hofburg und Volkstheater. Das Hauptquartier der Gestapo am Morzinplatz und der Philipphof nahe der Albertina werden zerstört. Insgesamt sterben bei den 17 Luftangriffen im März 1945 auf Wien 1547 Menschen.
- 14. März: Die Stadt Zweibrücken wird im Zweiten Weltkrieg von einem Bombergeschwader der Royal Air Force zu 98 % zerstört. Bei einem Luftangriff auf das Eisenbahn-Viadukt von Schildesche bei Bielefeld setzen die Briten erstmals die in ihrer Sprengkraft schwerste konventionelle Bombe Grand Slam ein.
- 16. März: Würzburg wird durch einen Luftangriff zu 75 % zerstört. Der Angriff fordert rund 5.000 Tote.
- 18. März: Berlin: 1.250 amerikanische Bomber fliegen einen Angriff.
- 19. März: Durch einen alliierten Luftangriff wird die hessische Stadt Hanau weitgehend zerstört; etwa 2000 Menschen kommen dabei ums Leben, 382 Tote können nicht identifiziert werden.

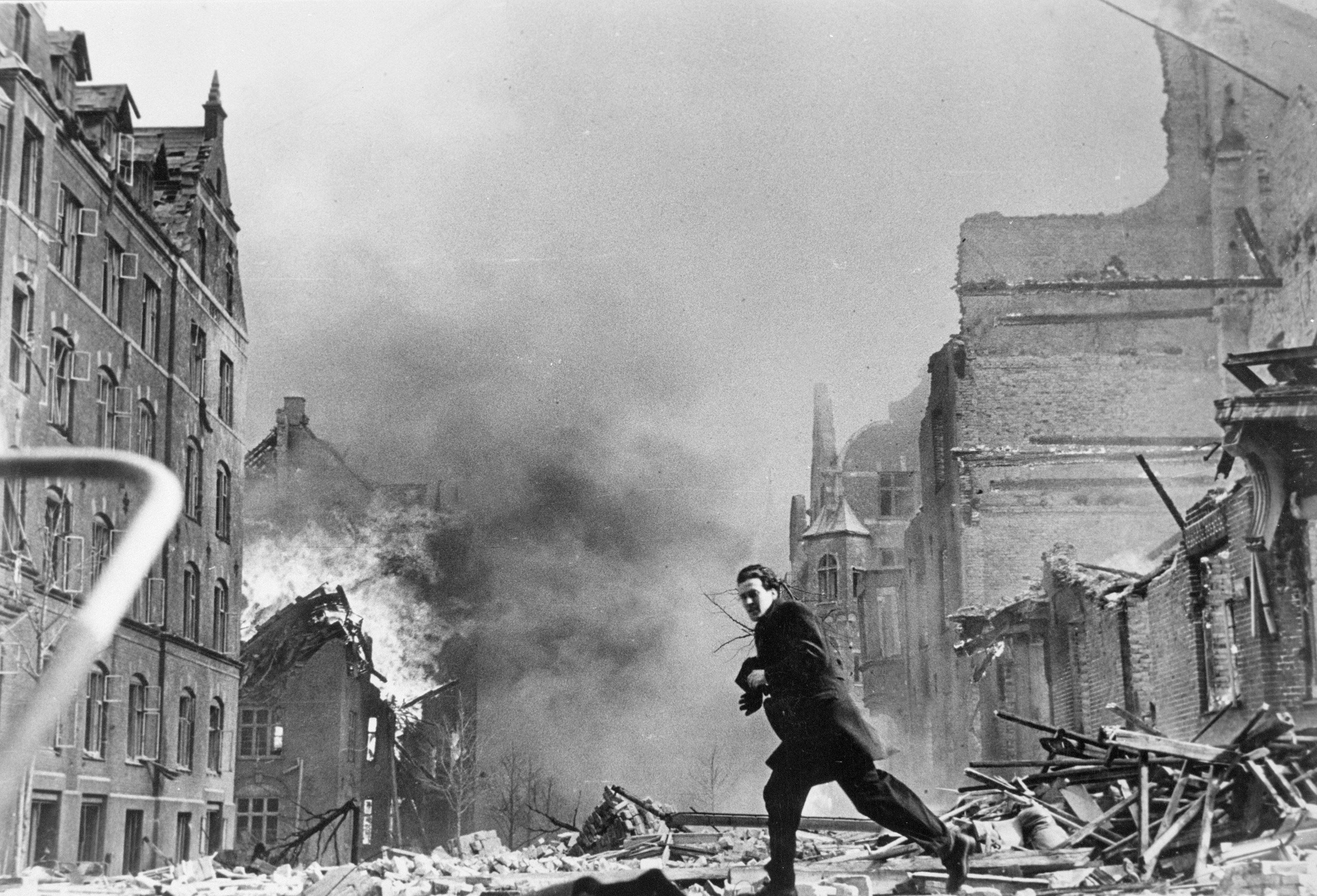
Die zerstörte katholische Jeanne-d’Arc-Schule

- 21. März: Bei einem britischen Luftangriff auf die Gestapozentrale Kopenhagen wird irrtümlich eine Schule bombardiert; bei dem Angriff kommen unter anderem 86 Schülerinnen ums Leben.

Luftaufnahme von Hildesheim nach der Zerstörung vom 22. März 1945.

- 22. März: Die historische Fachwerk-Altstadt in Hildesheim wird bei einem alliierten Bombenangriff fast vollständig zerstört, darunter das bekannte Knochenhaueramtshaus und der Dom.
- 3./4. April: Zwei britische Luftangriffe zerstören die Stadt Nordhausen zu 74 %, wobei mehr als 8.800 Menschen ums Leben kommen und weitere 20.000 obdachlos werden.
- 7. April: Bei einem alliierten Luftangriff auf Northeim wird der wichtige und repräsentative Bahnhof vollkommen zerstört. Der Rest der Stadt bleibt weitestgehend verschont.
- 11. April: Der letzte der Luftangriffe auf Bayreuth zerstört große Teile der Innenstadt.

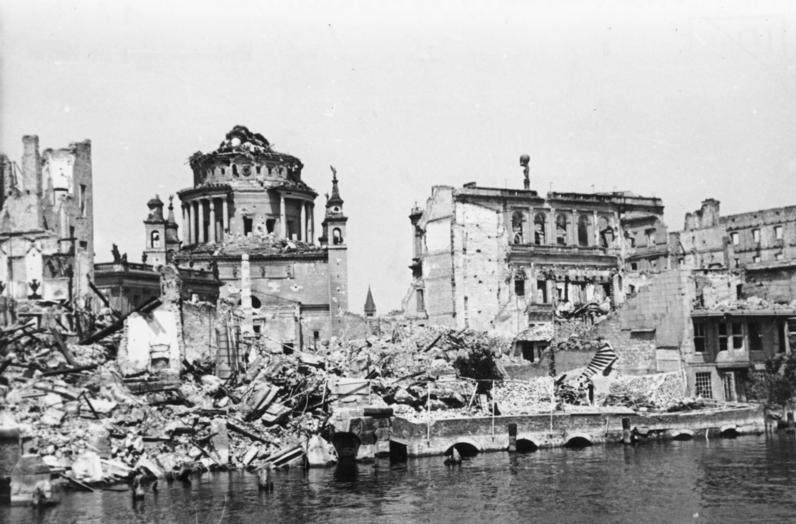
Die zerstörte Innenstadt von Potsdam

- 14. April: Beim Luftangriff auf Potsdam durch die Royal Air Force werden große Teile der historischen Altstadt zerstört.
- 18. April: Beim Luftangriff auf Cham kommen 63 Menschen ums Leben.
- 20. April: Die Eisenbahnstrecke der Lufthauptmunitionsanstalt Lübberstedt wird durch einen britischen Luftangriff an mehreren Stellen zerstört.
- 25. April: In einer koordinierten Aktion werden die Bahnhöfe in Freilassing und Bad Reichenhall sowie der Obersalzberg bei Berchtesgaden bombardiert. Beim Luftangriff auf Bad Reichenhall sterben über 200 Menschen.
- 1. Mai: Besonders starke Tieffliegertätigkeit im gesamten norddeutschen Raum
- 3. Mai: Durch britische Luftangriffe versinken die Cap Arcona, die Thielbek, die Deutschland und weitere Schiffe in der Lübecker Bucht. Insgesamt kommen bei der Bombardierung etwa 7.000 Menschen, überwiegend KZ-Häftlinge ums Leben. Die Athen und die Elmenhorst überstehen das Bombardement relativ unbeschadet.

##### U-Boot-Krieg im Atlantik
- Von Januar bis Mai werden noch 153 U-Boote im Atlantik versenkt.
- 30. Januar: Durch das sowjetische U-Boot S-13 unter Kommandant Alexander Iwanowitsch Marinesko wird der Dampfer Wilhelm Gustloff versenkt. Von ca. 10.000 Menschen (Flüchtlinge aus Ostpreußen) an Bord überleben nur etwa 1.200 Menschen; es handelt sich um die größte Schiffskatastrophe der Weltgeschichte.
- 9. Februar: Das deutsche Passagierschiff Steuben wird mit über 4.000 Flüchtlingen an Bord vor der pommerschen Ostseeküste vom sowjetischen U-Boot S-13 torpediert und sinkt. Der Angriff fordert etwa 3.500 Tote.
- 16. April: In der Ostsee wird das Flüchtlingsschiff Goya von dem sowjetischen U-Boot L-3 unter Kapitänleutnant Wladimir Konowalow versenkt. Dabei kommen geschätzt über 7.000 Menschen ums Leben.
- 1. Mai: Das letzte deutsche U-Boot des Zweiten Weltkrieges wird in Dienst gestellt.

##### Südostasien und Pazifikkrieg
- 6. Januar: Curtis LeMay löst Haywood S. Hansell als Leiter des XXIth Bomber Command ab, weil Henry H. Arnold, Oberkommandant der United States Army Air Forces (USAAF), mit dessen Präzisionsbombardements auf Tokio unzufrieden ist.
- 9. Januar: Die Schlacht um Luzon beginnt. US-Truppen landen an der Küste des Golfs von Lingayen im Norden Luzons.
- 28. Januar: Infolge des britischen Vormarsches in Burma kann die Burmastraße zur Versorgung Chinas mit alliierten Hilfsgütern wieder eröffnet werden.
- 3. Februar: Kōbe wird von den USAAF mit Napalm bombardiert.
- 10. Februar: Die japanische Operation Kita beginnt. Sie wird am 20. Februar erfolgreich abgeschlossen.

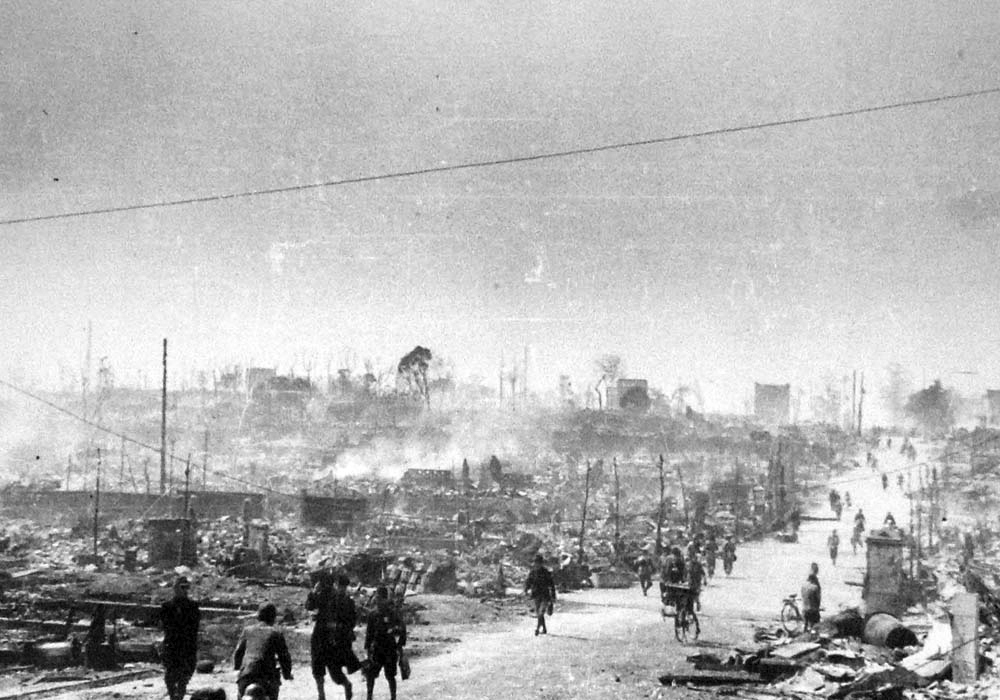
Niedergebranntes Stadtviertel von Tokio nach dem Luftangriff vom 10. März 1945

- 10. Februar bis 29. Mai: In Phase zwei der Luftangriffe auf Tokio verschiebt sich die Taktik der US Army Air Corps von Prazisionsbombardements auf industrielle Ziele zu Flächenbombardements mit Brandbomben auf die Wohnviertel der Stadt.
- 16. Februar: Die US-Amerikaner landen auf der Insel Corregidor, die den Eingang zur Manila-Bucht kontrolliert. Die Eroberung der Insel ist am 26. Februar abgeschlossen.
- 19. Februar: Mit der Landung von US-Truppen beginnt die Schlacht um Iwojima, eine der blutigsten des Pazifikkrieges.

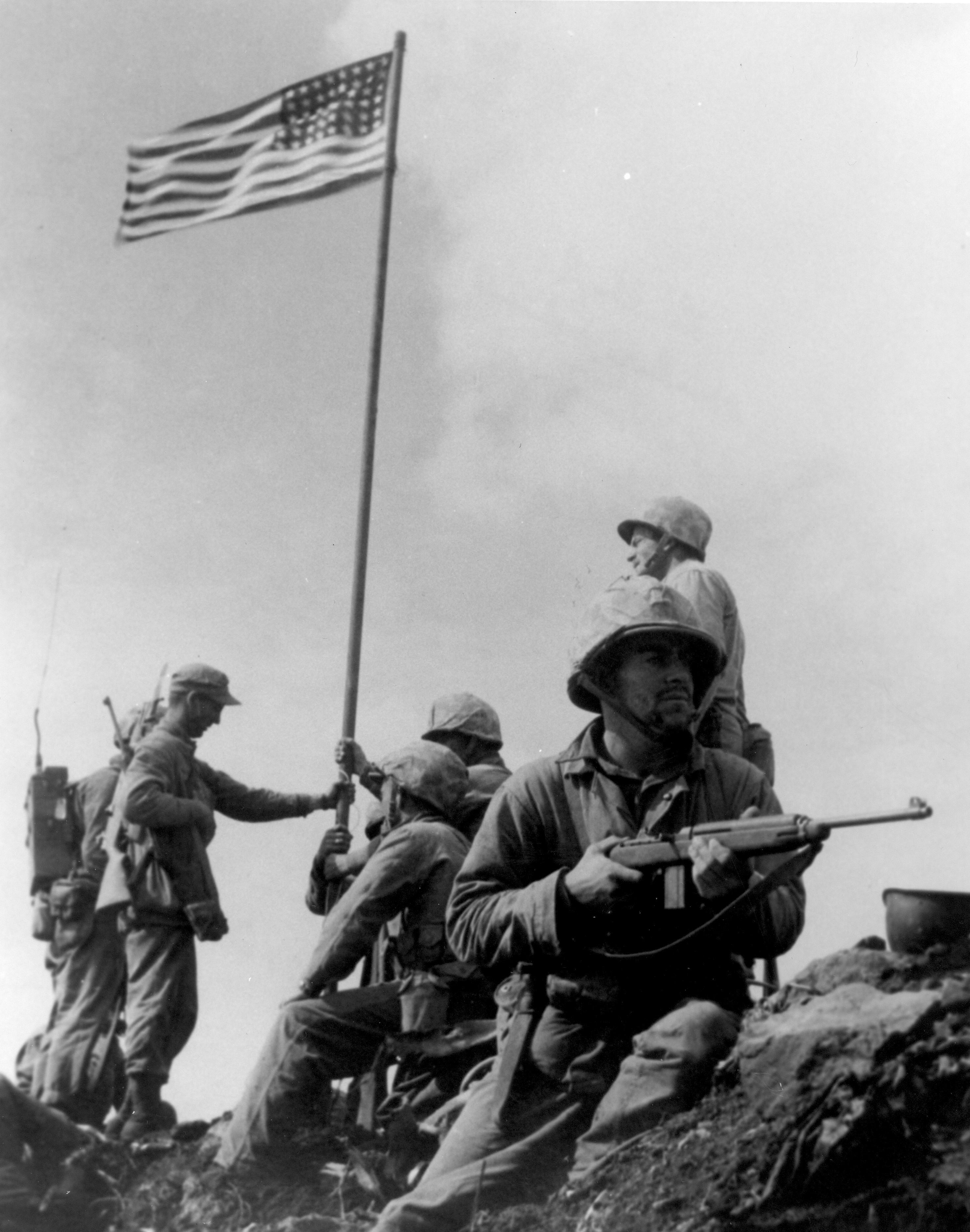
Das Foto vom Hissen der ersten Flagge erlangte kaum Bekanntheit.

- 23. Februar: Während des Kampfes um Iwojima hissen Marines die US-Flagge auf dem Gipfel des Suribachi. Das Stunden später nachgestellte Foto Raising the Flag on Iwo Jima von Joe Rosenthal wird zu einem preisgekrönten Symbolbild.
- 3. März: In der Schlacht um Manila finden die letzten Kampfhandlungen von US-amerikanischen und philippinischen Streitkräften mit den japanischen Truppen statt, die in der Einnahme der stark zerstörten Stadt durch die Alliierten gipfeln.
- 9. März: Die USA unternehmen einen Nachtangriff auf Tokio; das Bombardement fordert über 100.000 Tote und ist damit der schwerste Luftangriff der Geschichte.
- 9. März: Mit dem Ziel der Machtübernahme in Französisch-Indochina greifen japanische Streitkräfte die französischen Kolonialtruppen an.
- 19. März: Ein US-Luftangriff zerstört Nagoya.
- 26. März: Die Schlacht um Iwojima endet mit der Eroberung der Insel durch die Amerikaner.
- 1. April: Beginn der Schlacht um Okinawa. Die Kämpfe dauern bis Ende Juni.

##### Pazifikkrieg nach dem Kriegsende in Europa

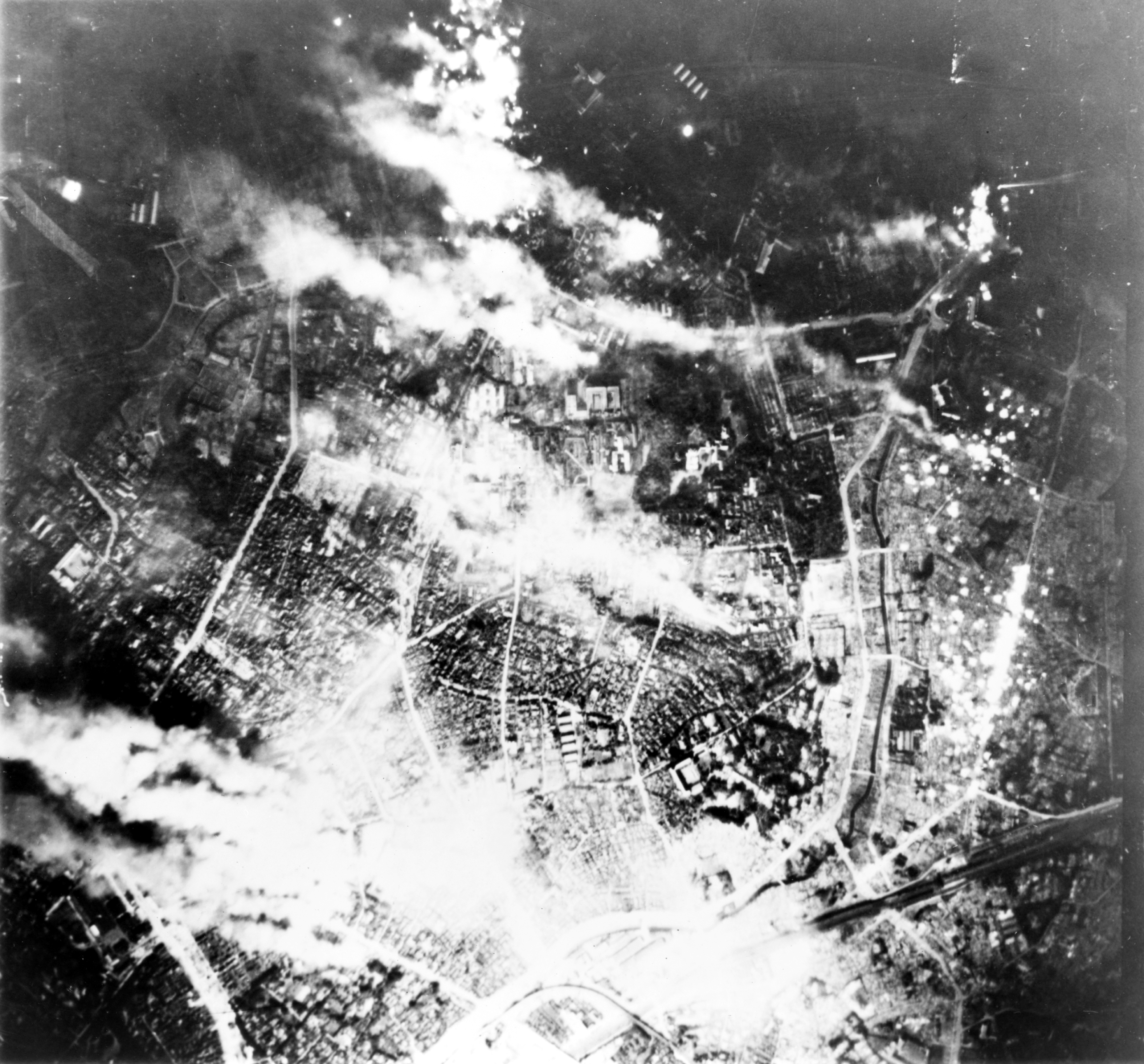
Das brennende Tokio am 26. Mai 1945

- 23. Mai: Beim schwersten der Luftangriffe auf Tokio werden 583 Tonnen AN-M47-, 796 Tonnen AN-M50-, 1.276 Tonnen AN-M69-, 298 Tonnen AN-M76-Brandbomben sowie 3,6 Tonnen AN-M41-Splitterbomben abgeworfen. Den außer Kontrolle geratenen Flächenbränden kann die arg dezimierte Feuerwehr nichts entgegensetzen und so brennen weitere 44 km² Stadtfläche nieder. Bei keinem weiteren Luftangriff in der Geschichte wird eine größere Stadtfläche vernichtet.
- 10. Juni: Phase drei der Luftangriffe auf Tokio beginnt. Bis 15. August werden wieder Präzisionsangriffe auf industrielle Ziele geflogen.
- 21. Juni: Die US-Amerikaner beenden die Schlacht um Okinawa gegen die Japaner siegreich.
- 5. Juli: Die USA erklären die Rückeroberung der Philippinen für abgeschlossen; tatsächlich halten sich einzelne japanische Widerstandsnester bis zur endgültigen Kapitulation.
- 21. Juli: Alliierte Truppen schließen die Eroberung Borneos ab.
- 26. Juli: Potsdamer Erklärung: Japan wird zur bedingungslosen Kapitulation aufgefordert, ansonsten drohe „sofortige und völlige Vernichtung“.
- 28. Juli: Der japanische Premierminister Suzuki Kantarō erklärt in einer Pressekonferenz, seine Regierung finde in der Potsdamer Erklärung „keine wesentlichen Neuigkeiten“.

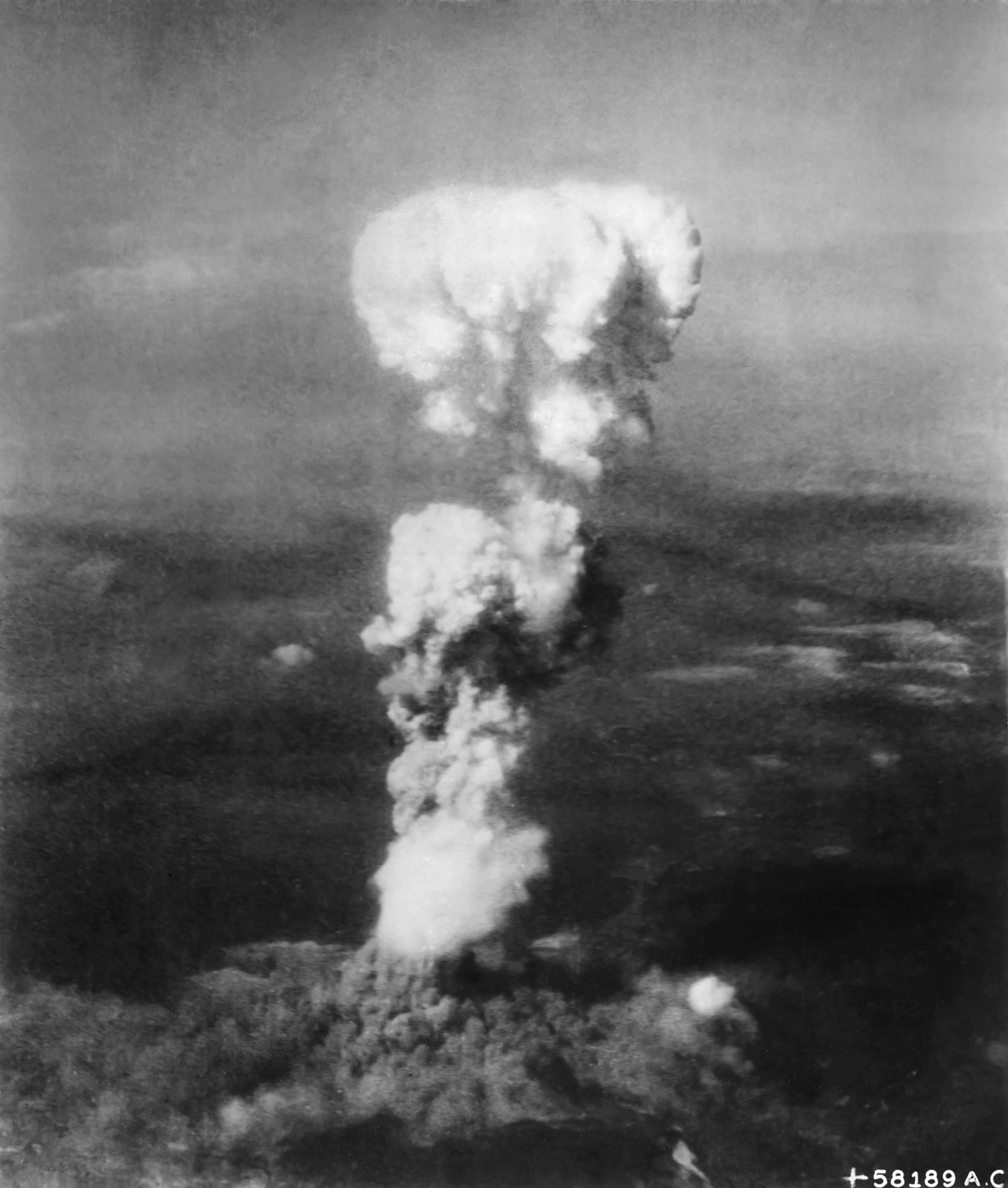
Der Atompilz über Hiroshima

- 6. August: Der US-amerikanische Bomber Enola Gay mit dem Piloten Paul Tibbets wirft über der japanischen Stadt Hiroshima Little Boy ab, die erste je in einem Krieg eingesetzte Atombombe. Elf Quadratkilometer der Großstadt werden völlig zerstört, 20.000 bis 90.000 Menschen sind sofort tot.
- 8. August: Die Sowjetunion erklärt dem Kaiserreich Japan den Krieg und beginnt einen Tag danach den Sowjetisch-Japanischen Krieg. Die Sowjetische Invasion der Mandschurei führt zum Untergang des japanischen Marionettenstaates Mandschukuo.

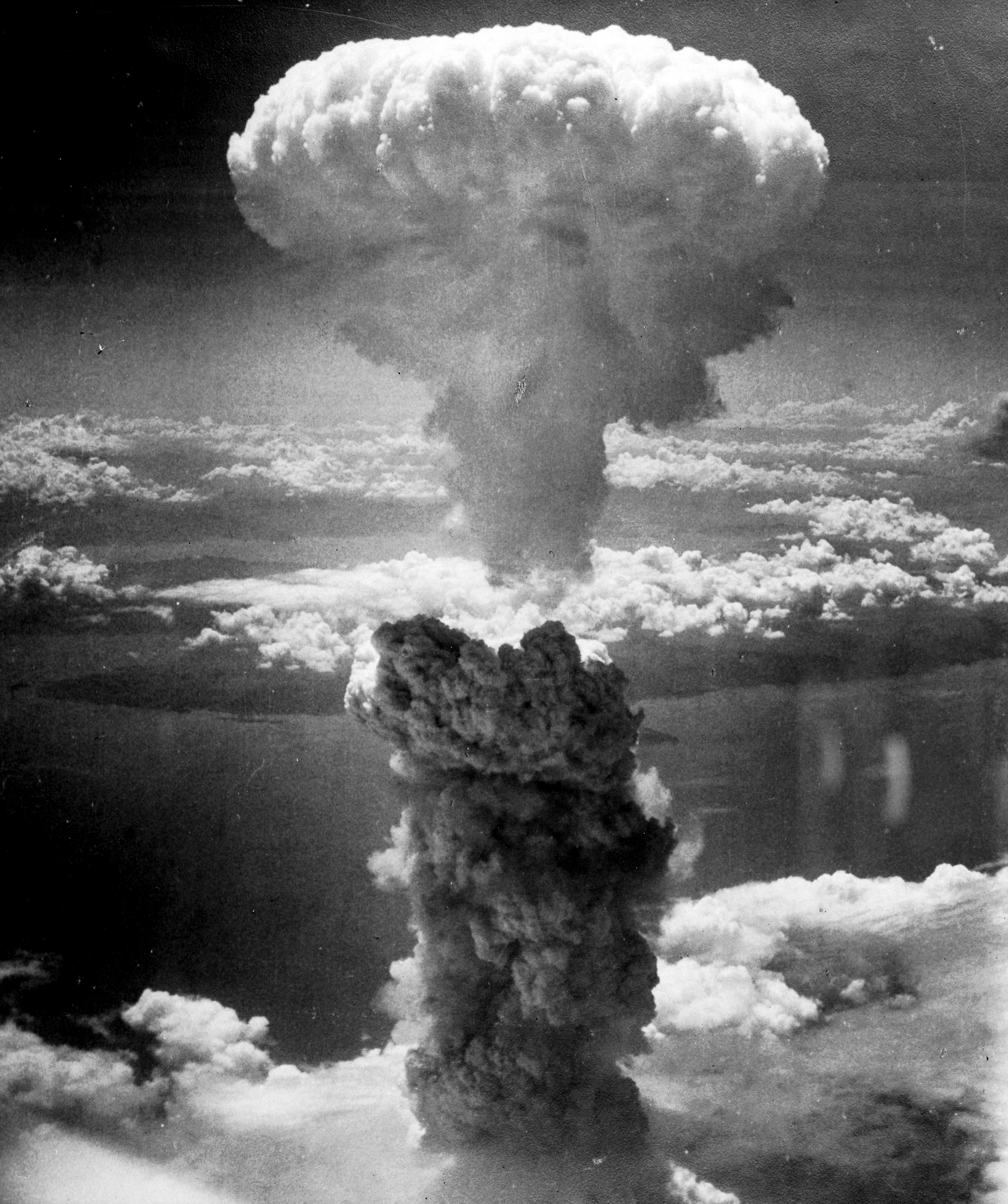
Explosion von Fat Man über Nagasaki

- 9. August: Aufgrund starker Bewölkung wird die zweite Atombombe des Zweiten Weltkriegs, Fat Man, nicht über dem ursprünglichen Ziel Kokura abgeworfen, sondern über der Mitsubishi-Waffenfabrik nahe Nagasaki. 70.000 Menschen sind sofort tot. Die Überlebenden der Atombombenabwürfe auf Hiroshima und Nagasaki werden in Japan als Hibakusha bezeichnet.

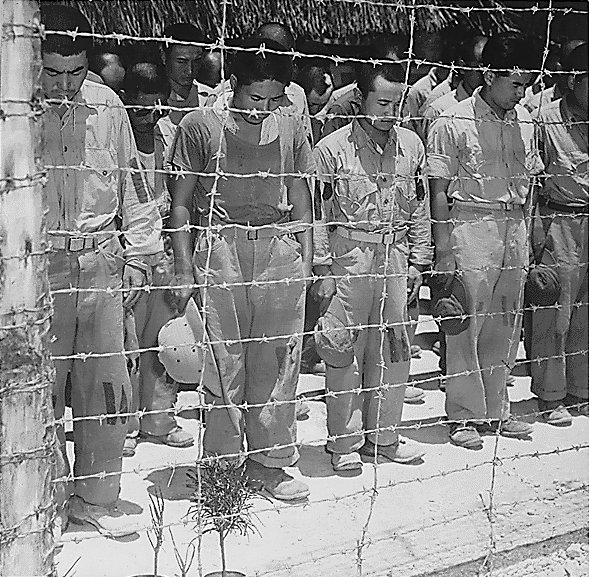
Japanische Kriegsgefangene bei der Kapitulationsrede des Tennos

- 15. August: V-J-Day: Der Shōwa-tennō Hirohito verkündet im Rundfunk (Gyokuon-hōsō) Japans bedingungslose Kapitulation im Zweiten Weltkrieg. Unmittelbar nach der Kapitulation werden die japanischen Provinzen Formosa (Taiwan) und Chōsen (Korea) von Japan unabhängig.
- 15. August: Die Schlacht um Luzon endet mit der Kapitulation der verbleibenden Japaner.
- 17. August: Das (letzte) deutsche U-Boot U 977 erreicht Argentinien nach der Flucht aus Deutschland
- 2. September: Die japanische Kapitulation wird an Bord der Missouri in der Bucht von Tokio unterzeichnet. Auch Yamashita Tomoyuki, der Oberbefehlshaber der japanischen Truppen auf Luzon, kapituliert an diesem Tag. Damit beginnt die sechsjährige Besatzungszeit in Japan. Anders als im besetzten Nachkriegsdeutschland übernehmen die Alliierten in Japan jedoch nicht die Regierungsgewalt. Das Staatswesen mit Kaiser, Regierungsapparat und Parlament bleibt intakt, das Staatsgebiet wird nicht in verschiedene Okkupationssphären aufgeteilt und die Präsenz fremder Truppen bleibt relativ geringfügig. Die Herrschaft der Sieger wird ausschließlich über die japanische Regierung unter Ministerpräsident Yoshida Shigeru und deren Organe ausgeübt, die entsprechende Direktiven erhalten.
- 8. September: US-amerikanische Truppen besetzen den Süden Koreas, nachdem sowjetische Truppen bereits den Norden besetzt haben; der 38. Breitengrad dient als Demarkationslinie zwischen den Besatzungszonen.
- 9. September: Nach der formellen Kapitulation Japans am 2. September kapituliert auch die japanische China-Armee formell gegenüber Chiang Kai-shek. Damit ist der Japanisch-Chinesische Krieg beendet.
- 12. September: Die letzten japanischen Einheiten in Singapur kapitulieren.
- 15. Dezember: General Douglas MacArthur verbietet als Supreme Commander for the Allied Powers in einer an die japanische Regierung gerichteten Direktive den Staats-Shintō unter dem Aspekt der Trennung von Kirche und Staat.

#### Vereinte Nationen
- 26. Juni: Die Charta der Vereinten Nationen wird von Vertretern der 50 Gründungsmitglieder in San Francisco unterzeichnet. Damit werden die Vereinten Nationen als Nachfolgeorganisation des Völkerbundes gegründet. Wegen noch nicht abgeschlossener Regierungsbildung in Polen wird für dieses Land im Dokument ein Freiraum gelassen. Die zugehörige Unterschrift erfolgt am 15. Oktober. Damit wird Polen 51. Gründungsmitglied.

FAO-Logo

- 16. Oktober: In Québec wird die Ernährungs- und Landwirtschaftsorganisation der Vereinten Nationen (FAO) gegründet.
- 24. Oktober: Die Charta der Vereinten Nationen tritt in Kraft.
- 24. Oktober: Argentinien, USA, Großbritannien, Türkei, Ukraine, Syrien, Saudi-Arabien, Neuseeland, Nicaragua, Paraguay, Philippinen, Polen, Sowjetunion, Kuba, Libanon, Luxemburg, Iran, Dominikanische Republik, El Salvador, Frankreich, Haiti, Brasilien, Chile, China, Dänemark, Belarus, Ägypten werden Mitglieder bei den Vereinten Nationen
- 25. Oktober: Griechenland wird Mitglied bei den Vereinten Nationen
- 30. Oktober: Indien wird Mitglied bei den Vereinten Nationen
- 31. Oktober: Peru wird Mitglied bei den Vereinten Nationen
- 01. November: Australien wird Mitglied bei den Vereinten Nationen
- 02. November: Liberia und Costa Rica werden Mitglieder bei den Vereinten Nationen
- 05. November: Kolumbien wird Mitglied bei den Vereinten Nationen
- 07. November: Südafrika und Mexiko werden Mitglieder bei den Vereinten Nationen
- 09. November: Kanada wird Mitglied bei den Vereinten Nationen
- 13. November: Panama und Äthiopien werden Mitglieder bei den Vereinten Nationen
- 14. November: Bolivien wird Mitglied bei den Vereinten Nationen
- 15. November: Venezuela wird Mitglied bei den Vereinten Nationen
- 15. November: Harry S. Truman, Clement Attlee und Mackenzie King sprechen sich für die Bildung einer Atomenergiebehörde aus.
- 16. November: In London wird von 37 Staaten der UNESCO-Gründungsvertrag unterzeichnet.
- 21. November: Guatemala wird Mitglied bei den Vereinten Nationen
- 27. November: Norwegen wird Mitglied bei den Vereinten Nationen
- 04. Dezember: Der US-Senat billigt mit 65:7 Stimmen den Beitritt der USA zur UNO.
- 10. Dezember: Niederlande wird Mitglied bei den Vereinten Nationen
- 17. Dezember: Honduras wird Mitglied bei den Vereinten Nationen
- 18. Dezember: Uruguay wird Mitglied bei den Vereinten Nationen
- 21. Dezember: Irak und Ecuador werden Mitglieder bei den Vereinten Nationen
- 27. Dezember: Belgien wird Mitglied bei den Vereinten Nationen

Logo des IWF

- 27. Dezember: Der Internationale Währungsfonds (IWF) wird gegründet.

#### Deutschland nach der Kapitulation
- 9. Mai: Hermann Göring stellt sich auf österreichischem Gebiet US-Truppen.
- 17. Mai: Der parteilose Arthur Werner wird vom sowjetischen Stadtkommandanten Nikolai Erastowitsch Bersarin als Oberbürgermeister von Groß-Berlin eingesetzt.
- 23. Mai: Karl Dönitz wird mit den Mitgliedern der „provisorischen Reichsregierung“ im Sonderbereich Mürwik verhaftet und im Hinterhof des Polizeipräsidiums Flensburg der Weltpresse vorgeführt.
- 23. Mai: Heinrich Himmler begeht nach seiner Verhaftung durch die Briten Suizid.
- 28. Mai: In der amerikanischen Besatzungszone wird Fritz Schäffer als Bayerischer Ministerpräsident eingesetzt. Er leitet zugleich das Finanzministerium.

- 5. Juni: Mit Unterzeichnung der Berliner Erklärung übernimmt der Alliierte Kontrollrat die Regierungsgewalt im besetzten Deutschland.
- 8. Juni: Das Fraternisierungsverbot wird gelockert. Demzufolge erhalten alliierte Besatzungssoldaten in Deutschland die Erlaubnis, mit kleinen Kindern zu sprechen. Am 14. Juli wird die Erlaubnis erteilt, „auf Straßen und Plätzen Unterhaltungen mit erwachsenen Deutschen zu führen“. Endgültig außer Kraft gesetzt wird der Nicht-Fraternisierungsbefehl am 1. Oktober.
- 9. Juni: Mit Befehl Nummer 1 richtet Marschall Georgi Konstantinowitsch Schukow die Sowjetische Militäradministration in Deutschland (SMAD) in Berlin-Karlshorst ein, die De-facto-Regierung in der Sowjetischen Besatzungszone. Der militärische Oberbefehlshaber wird zugleich ihr „Oberster Chef“.
- 10. Juni: Marschall Georgi Schukow ordnet in seinem Befehl Nr. 2 in der sowjetischen Besatzungszone an, „die Bildung und Tätigkeit antifaschistischer Parteien zu erlauben“.
- 11. Juni: Die „Gruppe Ulbricht“ gründet in Berlin die Kommunistische Partei Deutschlands neu, siehe Aufruf der KPD vom 11. Juni 1945.
- 15. Juni: Neugründung der SPD in Berlin, eine zweite SPD-Keimzelle entsteht.
- 24. Juni: Die Moskauer Siegesparade von 1945 auf dem Roten Platz wird mit 40.000 teilnehmenden Soldaten, 1850 Militärfahrzeugen und einer Dauer von zwei Stunden zur größten Militärparade in der Geschichte der Sowjetunion.
- 1. Juli: In der sowjetischen Besatzungszone wird die Volkspolizei eingerichtet.
- 1. Juli: Entsprechend den Regelungen der European Advisory Commission und der Jalta-Konferenz ziehen sich die westalliierten Truppen aus Mecklenburg, Sachsen-Anhalt und Thüringen zurück und ziehen dafür in die drei West-Sektoren von Berlin ein.
- 9. Juli: Innerhalb der Sowjetischen Besatzungszone entstehen durch eine Verfügung der SMAD die Länder Mecklenburg-Vorpommern, Mark Brandenburg, Sachsen und Thüringen sowie die Provinz Sachsen.
- 11. Juli: In Berlin tritt die Alliierte Kommandantur zum ersten Mal zusammen. Sie übt die Kontrolle in der von den Siegermächten in vier Sektoren eingeteilten Stadt aus.

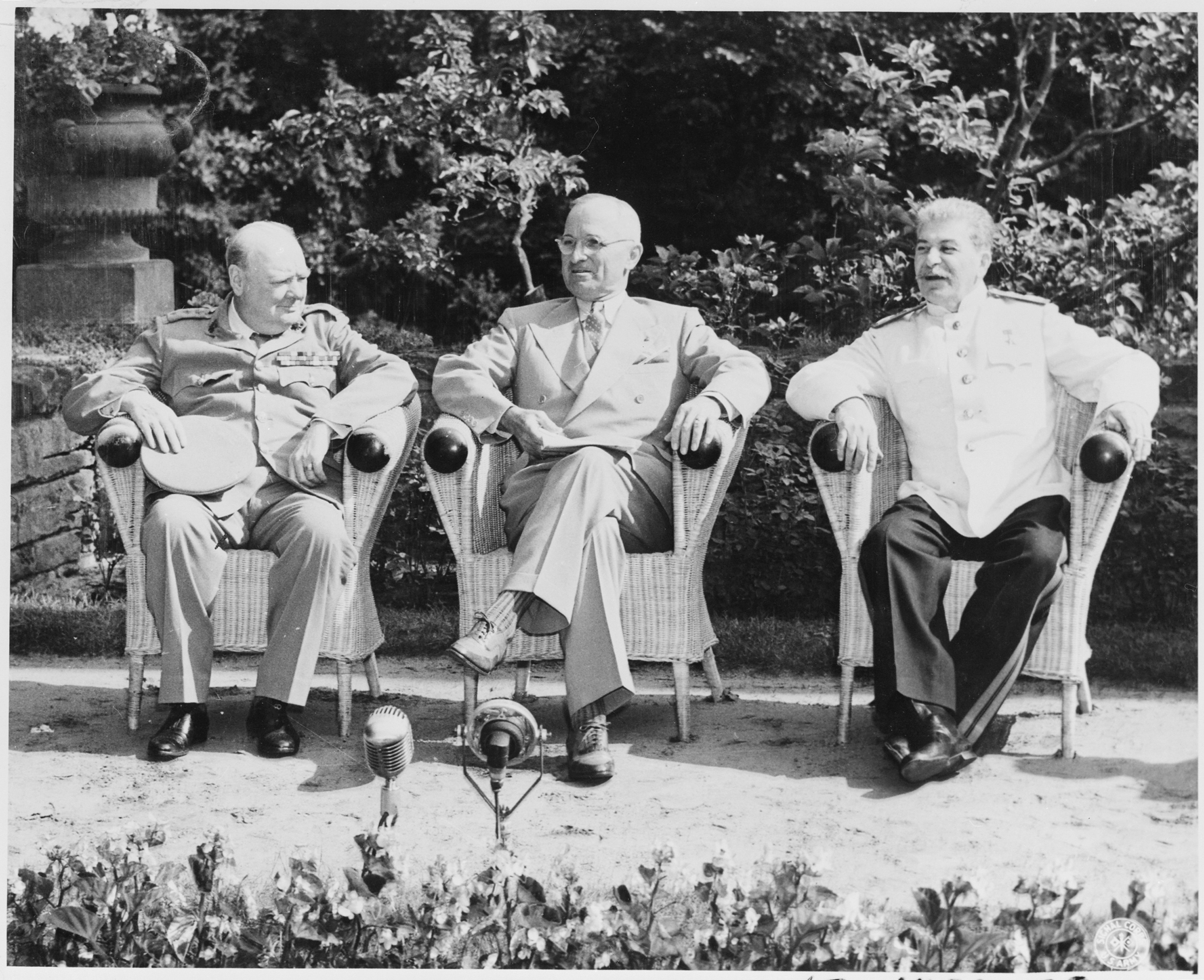
Winston Churchill, Harry S. Truman und Josef Stalin, 25. Juli 1945

- 17. Juli bis 2. August: Auf der Dreimächtekonferenz von Berlin im Schloss Cecilienhof beraten die Regierungschefs der drei Hauptalliierten des Zweiten Weltkriegs, der britische Premierminister Winston Churchill, nach dessen Wahlniederlage Clement Attlee, US-Präsident Harry S. Truman und der sowjetische Diktator und Generalissimus Josef Stalin, nach dem Ende der Kampfhandlungen in Europa das weitere Vorgehen.

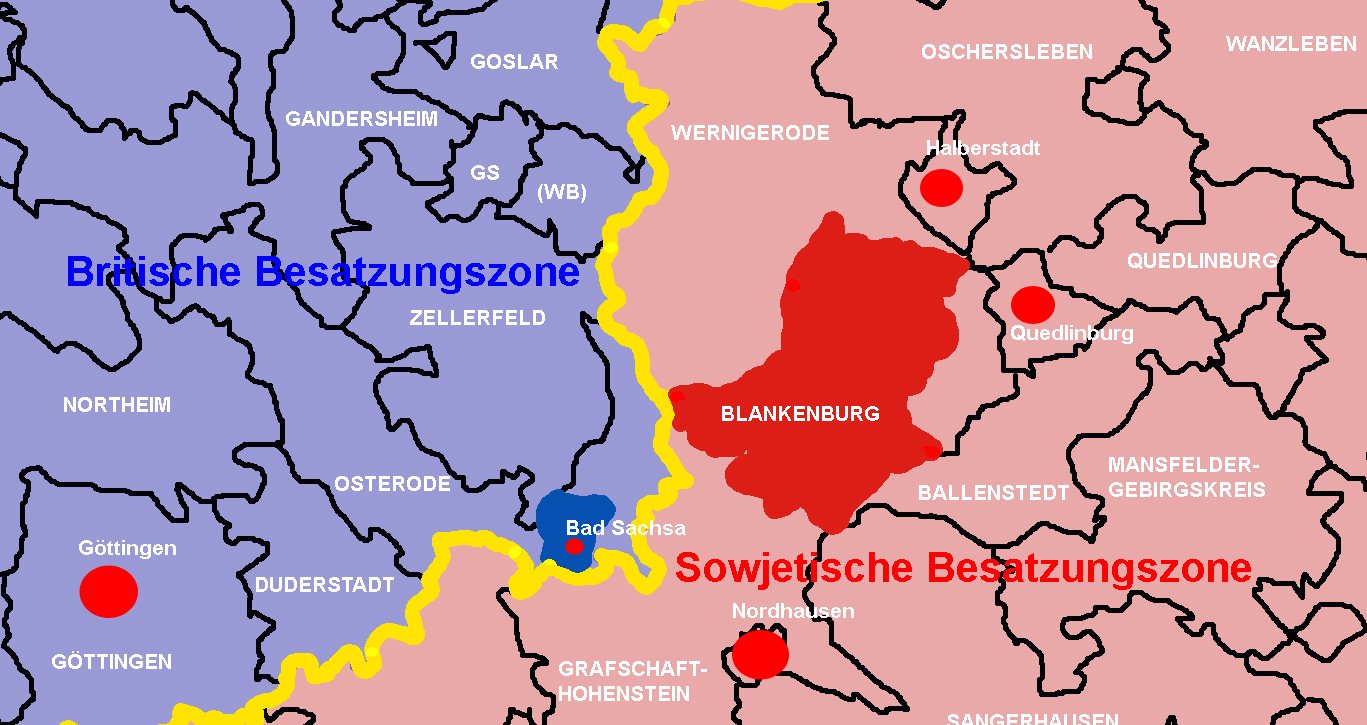
Der Gebietstausch vom 23. Juli 1945; betroffene Gebiete: dunkelrot: von der britischen an die sowjetisch besetzte Zone abgetreten; dunkelblau: von der sowjetischen an die britisch besetzte Zone abgetreten; gelb: Zonengrenze nach dem Tausch

- 23. Juli: Der Gebietstausch im Harz zwischen der Britischen und Sowjetischen Besatzungszone ist der größte Gebietsaustausch zwischen Besatzungszonen im besetzten Deutschland. Er führt zu einschneidenden territorialen Veränderungen im Harz und betrifft die Zukunft von mehr als 36.000 Menschen.
- 29. Juli: Die Britische Rheinarmee strahlt erstmals für die ihr angehörenden Personen ein eigenes Rundfunkprogramm aus, das als BFBS Radio Germany fortbesteht.
- 1. August: Die amerikanische Besatzungsmacht ernennt Wilhelm Kaisen zum Bremer Bürgermeister, ein Amt, das er fast zwanzig Jahre ausüben wird.

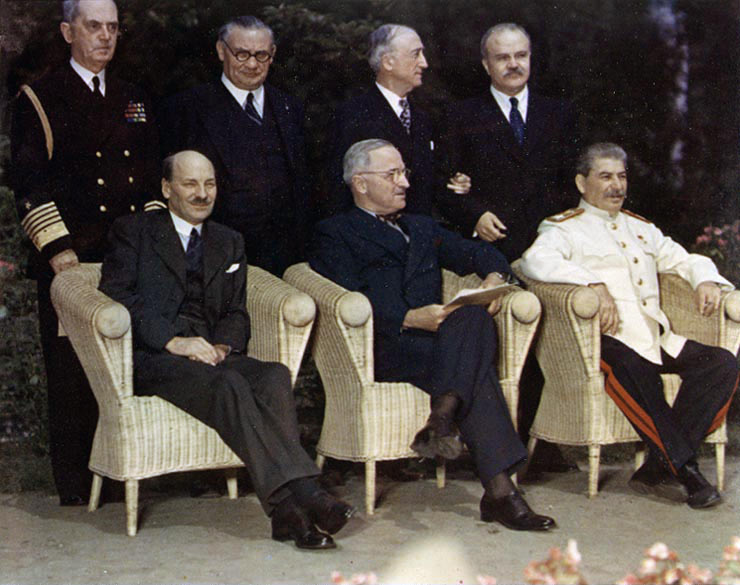
Attlee, Truman und Stalin; dahinter ihre Minister, August 1945

- 2. August: Clement Attlee, Josef Stalin und Harry S. Truman unterzeichnen das Potsdamer Abkommen: Deutschland soll entmilitarisiert und entnazifiziert werden und den Siegermächten Kriegsentschädigung in Form von Demontagen leisten; die Umsiedlung der deutschen Bevölkerung jenseits von Oder und Neiße soll in geordneter und humanitärer Weise erfolgen (tatsächlich fordern die längst im Gange befindlichen Vertreibungsmaßnahmen zahllose Todesopfer).
- 8. August: Das Londoner Viermächte-Abkommen mit den Rechtsgrundlagen und der Prozessordnung für die Nürnberger Prozesse, das heute als „Geburtsurkunde des Völkerstrafrechts“ gilt, wird beschlossen.

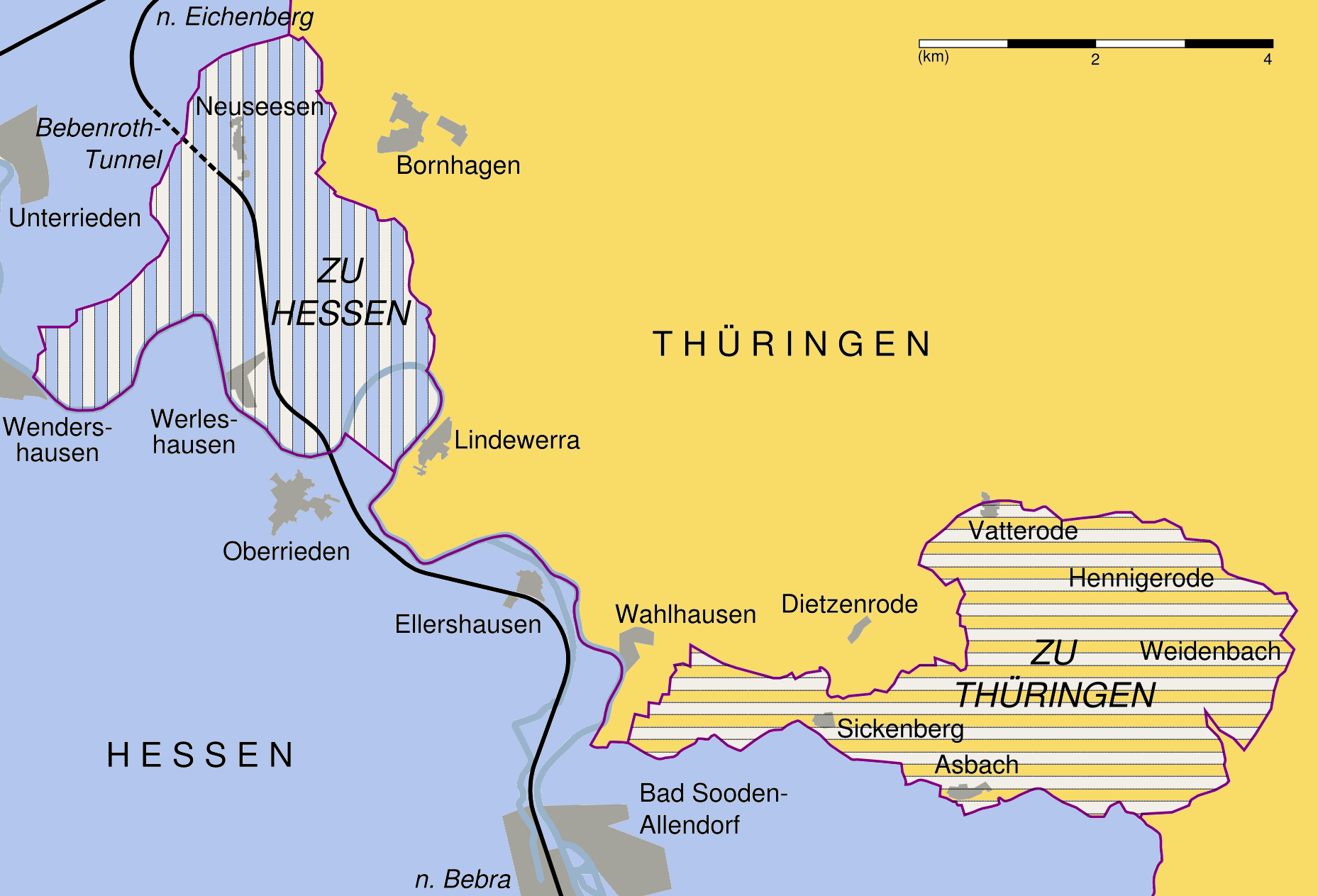
Im Rahmen des Wanfrieder Abkommens getauschte Gebiete

- 17. September: Im Wanfrieder Abkommen werden Gebiete zwischen der US-amerikanischen und der sowjetischen Besatzungszone getauscht, um einen ungestörten Verkehr auf der Bahnstrecke Göttingen–Bebra zu gewährleisten.
- 19. September: In der US-amerikanischen Zone werden die Länder Württemberg-Baden und Groß-Hessen neu geschaffen, Bayern wird ebenfalls als Land wiederhergestellt.
- 26. September: Bei Göttingen wird das Aufnahmelager Friedland für Flüchtlinge und Vertriebene aus Ostdeutschland und Osteuropa geschaffen.
- 5. Oktober: In Wennigsen bei Hannover findet die erste Gesamtkonferenz der SPD nach dem Krieg statt. Vertreten sind sowohl Politiker aus dem Exil als auch aus allen vier Besatzungszonen.
- 6. Oktober: Der am 4. Mai von der US-Besatzungsmacht eingesetzte Kölner Oberbürgermeister Konrad Adenauer wird von dem britischen Militärgouverneur der Provinz Nordrhein, John Ashworth Barraclough, aus diesem Amt wieder entlassen, da er sich nicht energisch genug um die Ernährungsversorgung gekümmert habe. Er muss Köln verlassen und darf sich nicht parteipolitisch betätigen.
- 8. bis 15. Oktober: In Wiesbaden findet vor einem amerikanischen Militärtribunal der Hadamar-Prozess statt, der erste amerikanische Euthanasie-Prozess in Deutschland zu Krankenmorden in der Tötungsanstalt Hadamar. Verwaltungsleiter Alfons Klein und zwei weitere Personen werden zum Tod verurteilt, vier weitere Personen erhalten Haftstrafen.
- 10. Oktober: Durch das Kontrollratsgesetz Nr. 2 des Alliierten Kontrollrats werden alle NS-Organisationen aufgelöst, Neugründungen verboten und das vorhandene Eigentum beschlagnahmt.
- 12. Oktober: Wiesbaden wird per Verfügung der Amerikanischen Militärregierung zur Hauptstadt von Groß-Hessen.
- 19. Oktober: Das Stuttgarter Schuldbekenntnis wird verfasst; in ihm bekennt sich die Evangelische Kirche in Deutschland (EKD) zur Mitschuld an den Verbrechen des Dritten Reiches.
- 2. November: Das Kontrollratsgesetz Nr. 4 tritt in Kraft. Darin stellen die Alliierten das deutsche Gerichtswesen wieder auf die vor der NS-Zeit üblichen Gliederung in Amts-, Land- und Oberlandesgerichte um. NSDAP-Mitglieder sind als Richter oder Staatsanwalt ausgeschlossen.
- 7. November: Im Wiesbadener Manifest wenden sich US-amerikanische Kunstschutzoffiziere gegen den Abtransport von Kunstschätzen aus deutschen Museen in die Vereinigten Staaten.
- 11. November: Das Großherzogtum Luxemburg erhält eine eigene Besatzungszone in Deutschland mit den Städten Bitburg und Merzig.

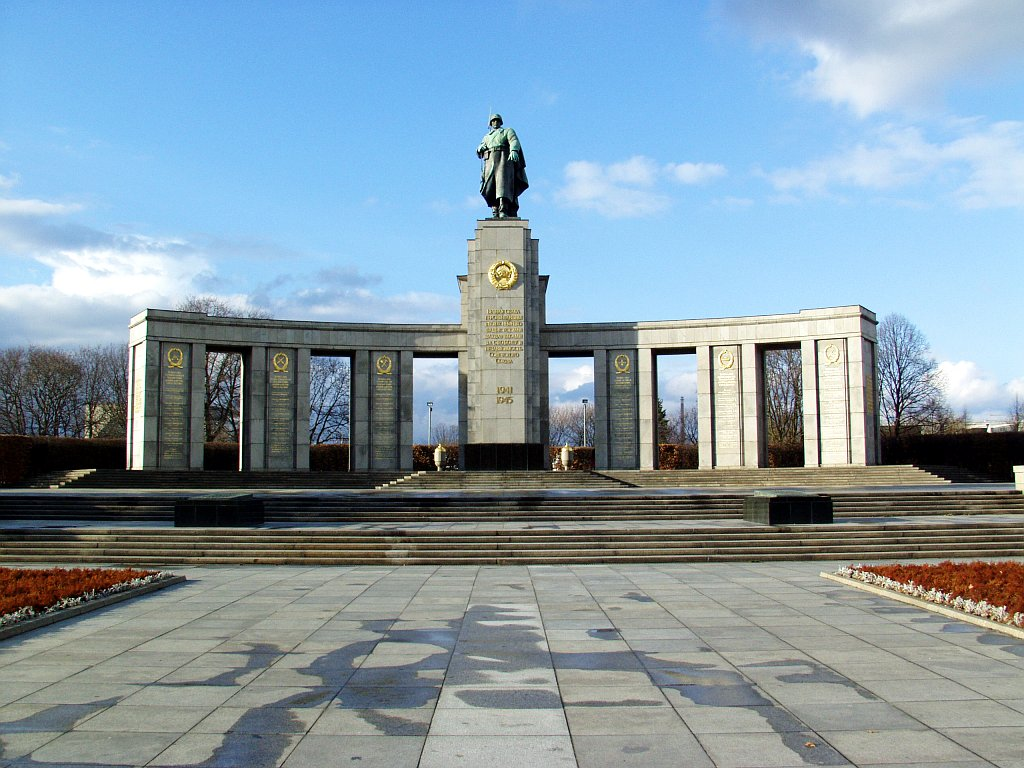
Sowjetisches Ehrenmal (Vorderansicht)

- 11. November: Das Sowjetische Ehrenmal wird in Berlin-Tiergarten mit einer Parade der Alliierten eingeweiht. Es ist die erste von drei solcher Gedenkstätten in der Stadt.

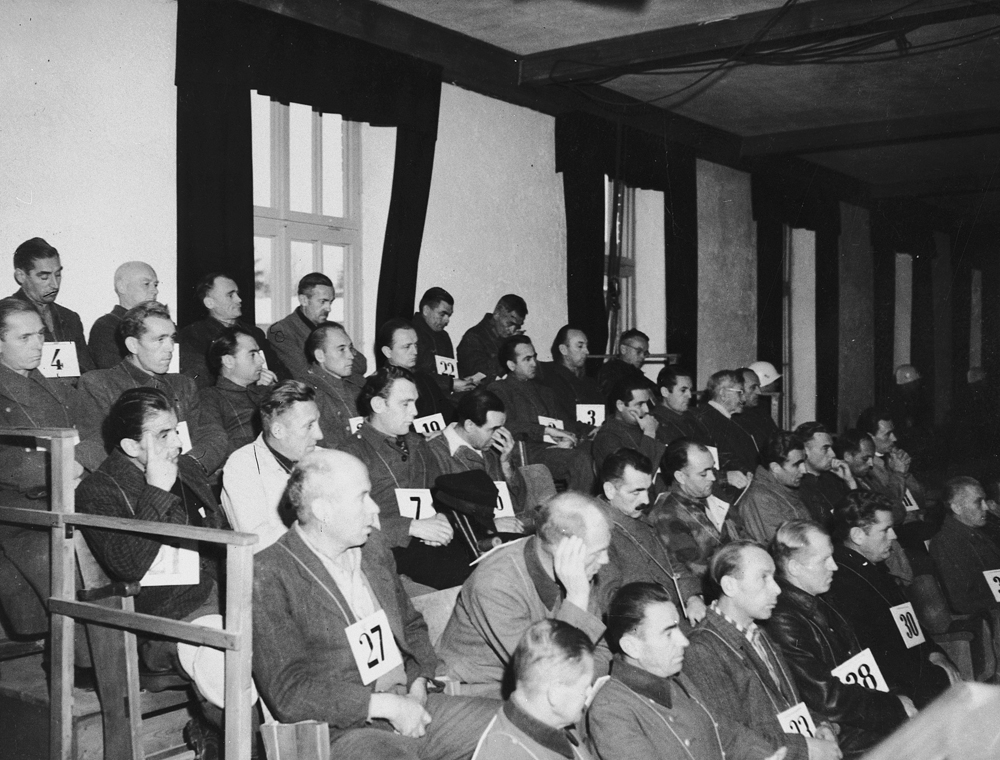
Die Angeklagten im Dachau-Hauptprozess am 15. November 1945

- 15. November: Im Internierungslager Dachau beginnt der Dachau-Hauptprozess am Militärgericht in Dachau. In diesem Prozess sind 40 Personen angeklagt, denen Kriegsverbrechen im Zusammenhang mit dem KZ Dachau und dessen Nebenlagern zur Last gelegt werden. Das Verfahren endet am 13. Dezember mit 40 Schuldsprüchen, darunter 36 Todesurteile. Der Dachau-Hauptprozess ist der erste und damit wegweisende Konzentrationslagerprozess im Rahmen der Dachauer Prozesse.

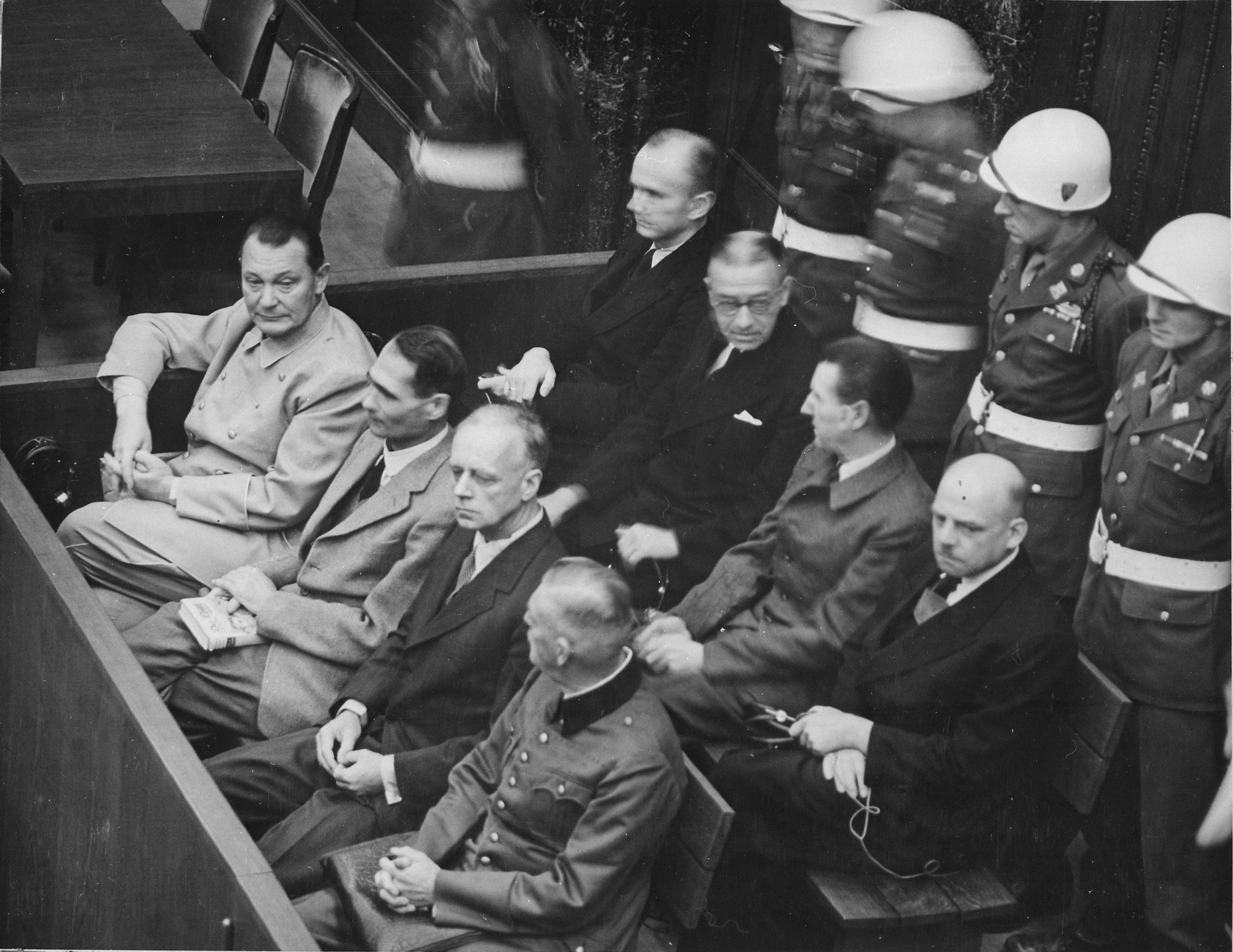
Acht der 24 Hauptangeklagten in Nürnberg: Göring, Heß, von Ribbentrop, Keitel (vordere Reihe von links), Dönitz, Raeder, von Schirach und Sauckel (dahinter)

- 20. November: Der erste der dreizehn Nürnberger Prozesse, der Nürnberger Prozess gegen die Hauptkriegsverbrecher beginnt vor einem eigens von den Siegermächten eingerichteten Ad-hoc-Strafgerichtshof, dem Internationalen Militärgerichtshof.
- 23. November: In der amerikanischen Besatzungszone in Deutschland werden Parteien auf Länderebene zugelassen.
- 30. November: Im Alliierten Kontrollrat akzeptiert die Sowjetunion das Einrichten dreier Luftkorridore zwischen Berlin und den westlichen Besatzungszonen in Deutschland für alliierte Flugzeuge.
- 4. Dezember: Dem entlassenen Kölner Oberbürgermeister Konrad Adenauer wird von der britischen Militärregierung die zuvor von ihr verbotene politische Betätigung wieder erlaubt.
- 14. Dezember: In Bad Godesberg treffen christdemokratische Politiker aus den drei Westzonen zusammen und beschließen die Gründung der CDU. Vertreter aus der sowjetischen Zone wurden an der Anreise gehindert.
- Die Kommunalverbände nehmen in getrennter institutioneller Form (Deutscher Städtetag, Deutscher Städte- und Gemeindebund, Deutscher Landkreistag) ihre Arbeit wieder auf.

#### Europa nach dem Krieg

##### Österreich
- 26. April: In Wien wird der Anschluss an das Deutsche Reich von 1938 für nichtig erklärt, die Unabhängigkeit Österreichs proklamiert und die erste Regierungserklärung der provisorischen Staatsregierung unter Karl Renner abgegeben.
- 4. Juli: Mit dem Ersten Kontrollabkommen wird die alliierte Verwaltung im besetzten Nachkriegsösterreich eingerichtet. Die Alliierte Kommission für Österreich hat ihren Sitz im Haus der Industrie am Schwarzenbergplatz/Stalinplatz in Wien.
- 9. Juli: Mit dem Abkommen der Alliierten über die Besatzungszonen werden Österreich und Wien in vier Besatzungszonen eingeteilt.
- 25. November: Die ÖVP unter Leopold Figl gewinnt die Nationalratswahl in Österreich 1945. Auch die Landtagswahlen, die am selben Tag abgehalten werden, sind für die Volkspartei ein Grund zur Freude: Außer in Kärnten und Wien wird sie in allen Ländern stärkste Kraft, in Vorarlberg sogar mit 70,2 % der Stimmen.
- 19. Dezember: Zum ersten Mal nach Kriegsende tritt in Wien der Nationalrat wieder zusammen. Mit dem ÖVP-Abgeordneten Leopold Kunschak wird ein neuer Präsident gewählt, außerdem setzt das Parlament die Verfassung von 1920 (mit den Änderungen bis 1929) wieder in Kraft. Dabei verzichtet man allerdings auf das so genannte kriegswirtschaftliche Ermächtigungsgesetz, dass es den Austrofaschisten ein Jahrzehnt zuvor erleichtert hatte, ihre Macht zu festigen. Einen Tag später tritt die Österreichische Bundesversammlung zusammen und wählt den bisherigen Staatskanzler Karl Renner zum Bundespräsidenten. Noch am selben Tag wird die Bundesregierung Figl I durch Renner angelobt. Im Kabinett sind weiterhin alle 3 Parlamentsparteien vertreten.

##### Tschechoslowakei
- 24. Mai: Die fast ausschließlich deutschen Bewohner werden aus Frain an der Thaya (Vranov nad Dyjí), Tschechoslowakei vertrieben.
- 31. Mai: Im Brünner Todesmarsch werden 25.000 Deutsche aus Brünn vertrieben, rund 5.000 kommen dabei ums Leben.
- 19. Juni: Beim Massaker von Prerau verschleppen und ermorden tschechoslowakische Soldaten unter der Führung des Nachrichtenoffiziers Karol Pazúr, eines ehemaligen Mitglieds der Hlinka-Garde, 265 Zivilisten eines Flüchtlingstransportes, darunter 74 Kinder.
- 21. Juni: Der tschechoslowakische Präsident Edvard Beneš verfügt die Enteignung des Grundbesitzes der Sudetendeutschen (Beneš-Dekrete).

##### Jugoslawien
- 15. Mai: Jugoslawische Verbrechen während und nach dem Zweiten Weltkrieg: Beginn des Massakers von Bleiburg bei dem viele eines rund 50 Kilometer langen Flüchtlingstrecks ermordet werden
- 23. August: Gesetz zur Bodenreform in Jugoslawien
- 11. November: Die Wahlen zur verfassungsgebenden Nationalversammlung sind weder frei noch geheim. In jedem Wahllokal stehen zwei Wahlurnen bereit, eine für die Einheitsliste der kommunistisch beherrschten Volksfront und eine andere, für die Opposition, die jedoch keine Kandidaten aufstellen durfte. Unter diesen Bedingungen erhält die Volksfront 90 Prozent der Stimmen. Frauen sind noch nicht wahlberechtigt.
- 29. November: Jugoslawien wird nach einer Volksbefragung zur „Sozialistischen Föderativen Republik“. Der ehemalige Partisanenführer Josip Broz Tito wird Ministerpräsident.

##### Skandinavien
- 9. Mai: Vilhelm Buhl wird Ministerpräsident in Dänemark. Am 7. November wird er von Knud Kristensen abgelöst.
- 9. Mai: Der während der deutschen Besetzung Norwegens im Zweiten Weltkrieg als Ministerpräsident einer Marionettenregierung eingesetzte Vidkun Quisling wird festgenommen und seines Amtes enthoben. Am 24. Oktober wird er wegen Hochverrats hingerichtet.

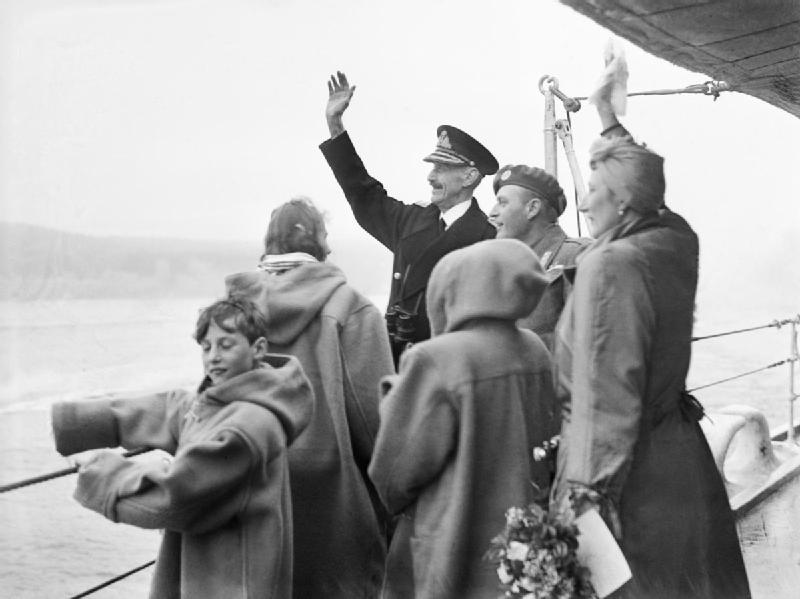
Die norwegische Königsfamilie kehrt zurück

- 7. Juni: König Håkon VII. kehrt mit seiner Familie aus dem fünf Jahre währenden britischen Exil, wo er an der Spitze der norwegischen Exilregierung stand, nach Oslo zurück.
- 24. Oktober: Der norwegische Politiker Vidkun Quisling, der mit den Deutschen kollaboriert hat, wird hingerichtet.
- 30. Oktober: Folketingswahl in Dänemark

##### Großbritannien

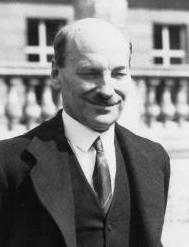
Clement Attlee 1945

- 5. Juli: Die Britische Unterhauswahl 1945 gewinnt die Labour Party unter Clement Attlee deutlich. Der britische Premierminister Winston Churchill gibt daraufhin am 26. Juli seinen Rücktritt bekannt. Am 27. Juli übernimmt das Kabinett Attlee I die Amtsgeschäfte von der Übergangsregierung Churchill.
- 11. September bis 2. Oktober: Londoner Außenministerkonferenz

##### Frankreich
- 15. Oktober: In Paris wird Pierre Laval, der ehemalige Ministerpräsident der Vichy-Regierung, hingerichtet.
- 21. Oktober: Bei den Wahlen zur französischen Nationalversammlung wird die Parti communiste français mit 152 Mandaten stärkste Partei.

##### Osteuropa
- 12. Dezember: In Täbris wird die Autonome Republik Aserbaidschan ausgerufen.
- 16. bis 26. Dezember: In Moskau findet eine Konferenz der Außenminister Großbritanniens, der Sowjetunion sowie der USA statt. Die UdSSR verzichtet auf eine Beteiligung an der Militärverwaltung in Japan und stimmt der Aufnahme zweier nichtkommunistischer Minister in die Regierungen Rumäniens und Bulgariens zu. Darüber hinaus werden die Planungen für eine Atomenergiebehörde innerhalb der UNO konkretisiert.

#### Schweiz
- 1. Januar: Eduard von Steiger wird Bundespräsident der Schweiz.

#### Vereinigte Staaten
- 3. Januar: Das Komitee für unamerikanische Umtriebe wird zu einem ständigen Ausschuss des Repräsentantenhauses der Vereinigten Staaten.
- 27. November: Gründung der Hilfsorganisation CARE in Washington.
- 28. Dezember: Der US-Kongress verabschiedet den War Brides Act. Das Gesetz erlaubt die Einreise der Ehefrauen von Angehörigen der US-Streitkräfte und hilft bei der Familienzusammenführung von im Ausland geschlossenen Soldaten-Ehen.

#### Lateinamerika
- 7. April: Die União Democrática Nacional wird gegründet. Sie steht dem diktatorisch regierenden brasilianische Präsidenten Getúlio Vargas kritisch gegenüber.
- 15. Mai: Der Partido Trabalhista Brasileiro wird von Anhängern von Präsidenten Vargas gegründet, nachdem dieser Wahlen angekündigt hat.
- 17. Juli: Als zweite vargas-freundliche Partei Brasiliens wird der Partido Social Democrático gegründet.
- 17. Oktober: Gewerkschaftlich organisierte Massenproteste in Argentinien erzwingen die Freilassung des am 9. Oktober verhafteten Juan Perón. Die Versammlung seiner Anhänger auf der Plaza de Mayo in Buenos Aires gilt als Geburtsstunde des Peronismus.
- 18. Oktober: Der Staatspräsident von Venezuela, Isaías Medina Angarita, wird durch einen Staatsstreich gestürzt. Rómulo Betancourt von der Acción Democrática wird neuer Staatspräsident.
- 29. Oktober: Der brasilianische Präsident Getúlio Vargas tritt auf Druck seines Kriegsministers Eurico Gaspar Dutra zurück. José Linhares wird interimistisch Präsident Brasiliens.

#### Nordafrika und Naher Osten
- 24. Februar: Der Ministerpräsident Ägyptens, Ahmad Mahir Pascha, fällt einem Attentat zum Opfer. König Faruq beruft Mahmud an-Nukraschi Pascha zu seinem Nachfolger.
- 22. März: In Kairo wird die Gründungsakte der Arabischen Liga unterzeichnet, die am 11. Mai in Kraft tritt; die Gründungsmitglieder sind das Königreich Ägypten, das Königreich Irak, das Königreich Jemen, die Libanesische Republik, das Königreich Saudi-Arabien, die Arabische Republik Syrien und das Emirat Transjordanien. Als Hauptziel des panarabischen Staatenbundes gilt die Förderung der Beziehungen der Mitglieder auf politischem, kulturellem, sozialem und wirtschaftlichem Gebiet. Eines der ersten Projekte der Arabischen Liga ist der Versuch, den Zionismus aufzuhalten, die jüdischen Einwanderer aus Palästina zu vertreiben und den Jischuw zu vernichten. Zu diesem Zweck wird bereits 1945 ein Wirtschaftsboykott gegen Juden beschlossen.
- 8.–22. Mai: Eine Kundgebung in der algerischen Stadt Sétif weitet sich zu tagelangen Unruhen aus, deren blutige Niederschlagung durch die französische Kolonialmacht bis zu 45.000 Menschen das Leben kostet.
- 27. Dezember: In Palästina kommt es zu einer Welle von Anschlägen gegen britische Einrichtungen, die zehn Todesopfer fordert. In der Folge nimmt die britische Mandatsmacht über 2000 Juden in Haft.

#### Irankrise

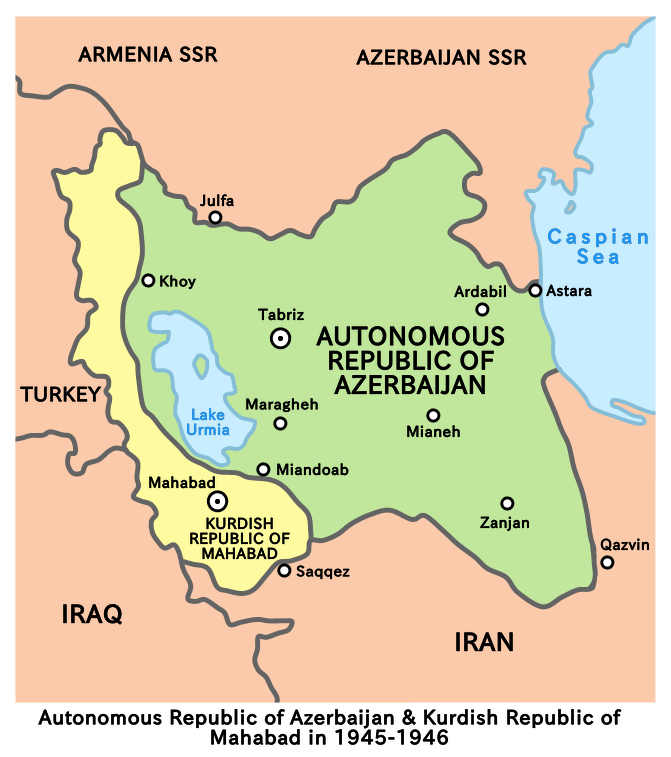
Republik Mahabad und Autonome Republik Aserbaidschan 1945

- Juli: Stalin erlässt mehrere Dekrete, in denen die Abspaltung der von sowjetischen Truppen besetzten iranischen Provinz Āzarbāydschān und die Gründung einer autonomen Republik Aserbaidschan angeordnet werden.
- 12. Dezember: In Täbris im Norden des Iran wird mit sowjetischer Unterstützung die Autonome Republik Aserbaidschan ausgerufen.
- 15. Dezember: Kurdische Staatsgründungsbestrebungen: Qazi Mohammed ruft auf dem Chahar-Cheragh-Platz in Mahabad im Nordwesten Persiens die Republik Kurdistan aus.

#### Indonesien
Nach der Kapitulation Japans, das die Kolonie Niederländisch-Indien in den Jahren seit 1941/42 besetzt hat, stehen die Alliierten auf dem Standpunkt, dass Indonesien für die Unabhängigkeit noch nicht bereit sei. Ihr Plan besteht darin, dass die japanischen Truppen vorläufig noch die Macht ausüben sollen, bis britische Truppen unter dem Kommando von Lord Mountbatten sie nach und nach ablösen. Die Briten wiederum würden die Macht den Niederländern übergeben. Indonesische Nationalisten, insbesondere die Bewegung Pemuda, wollen sich mit diesen Plänen nicht abfinden und verüben Terroranschläge auf Niederländer und mit diesen kooperierende Einheimische. Dabei kommen rund 3.500 Menschen ums Leben. 
- 1. Juli: In einer Rede vor dem Untersuchungsausschuss zur Vorbereitung der Unabhängigkeit Indonesiens (BPUPKI) formuliert Sukarno die Pancasila, die fünf Prinzipien der späteren indonesischen Verfassung.

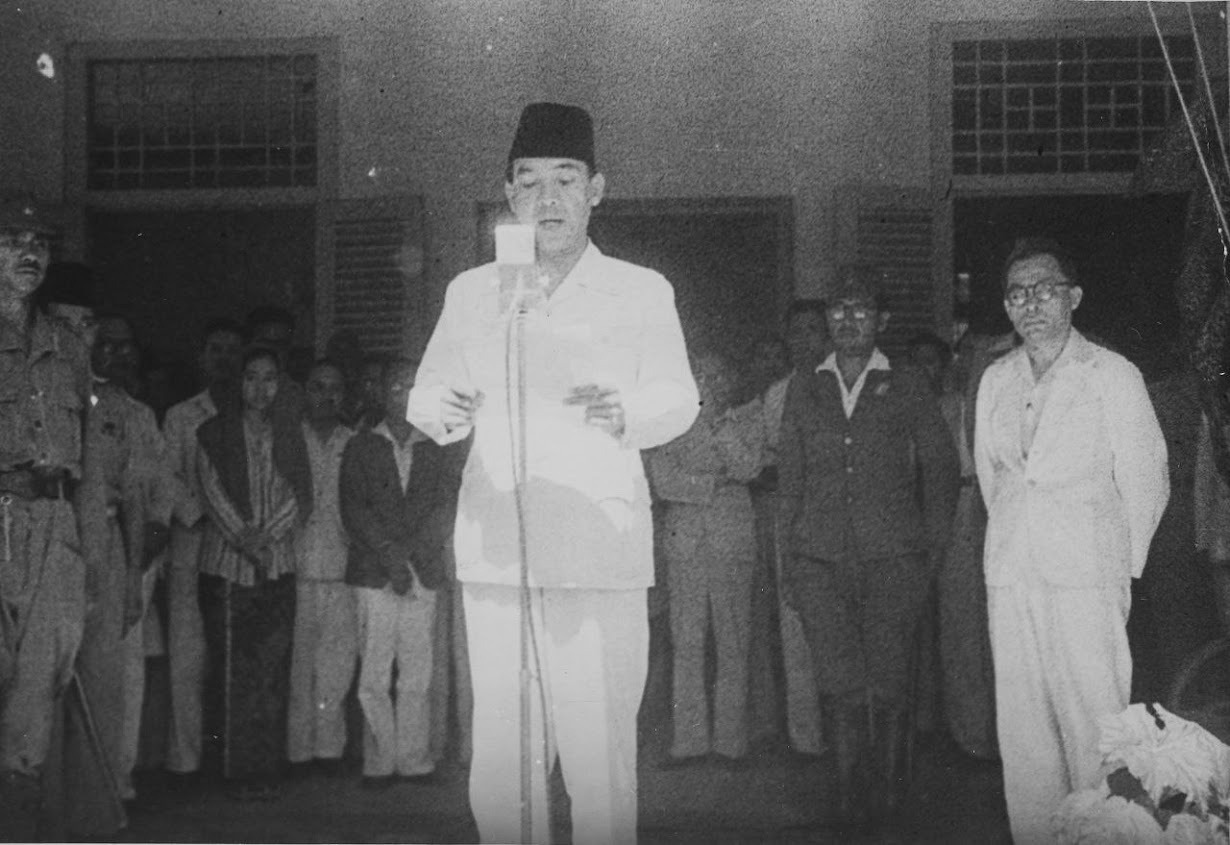
Sukarno verliest die Proklamation der Unabhängigkeit

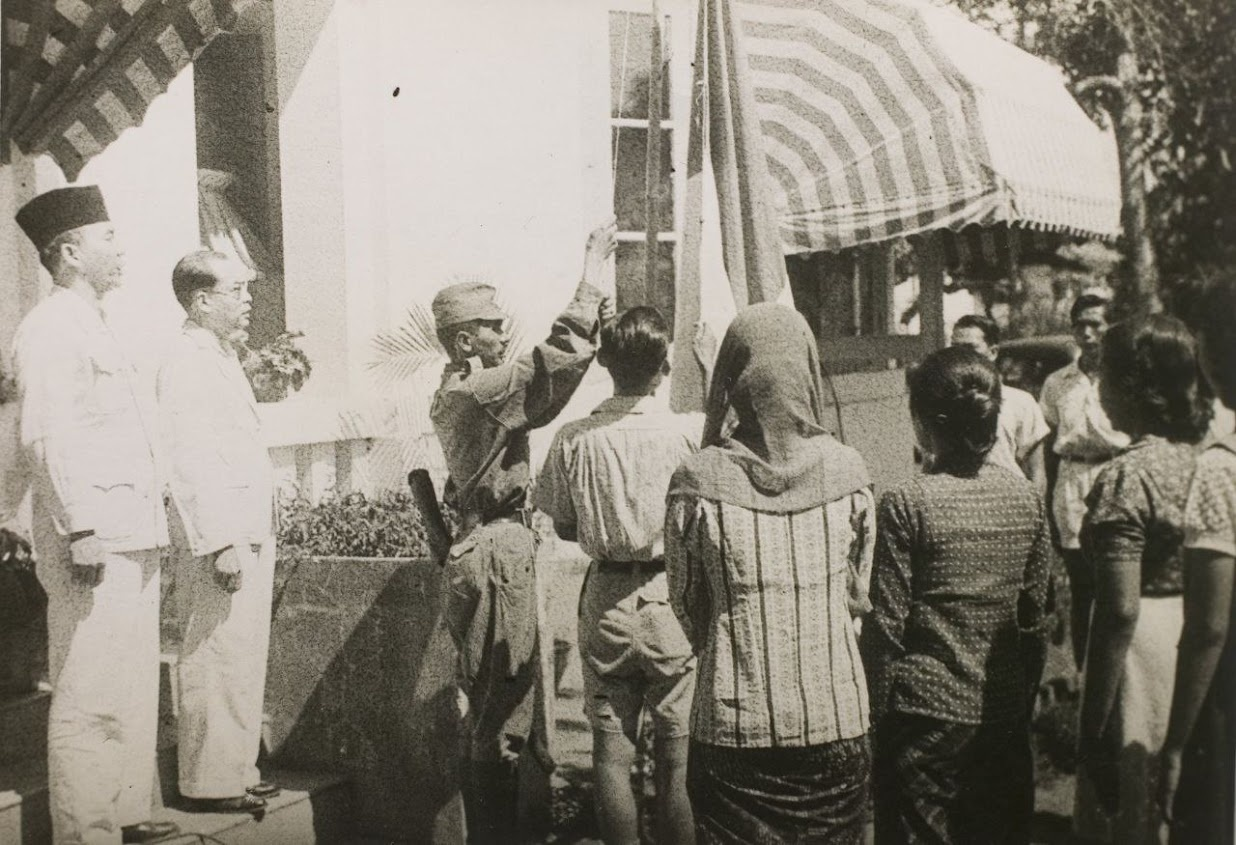
Hissen der indonesischen Flagge am 17. August nach der Proklamation

- 17. August: Sukarno und Mohammad Hatta erklären die Unabhängigkeit Indonesiens. Die Niederlande erkennen die Unabhängigkeit nicht an und bemühen sich um die Wiederherstellung des Kolonialstatus Indonesiens. Der Indonesische Unabhängigkeitskrieg beginnt. Mitte September landen britische Truppen bei Batavia. Sie besetzen zunächst nur einige Hafenstädte und später einen Streifen von Batavia aus ins Landesinnere von Java.
- 2. Oktober: Generalgouverneur Hubertus van Mook trifft in Batavia ein.
- Am 5. Oktober gründet Sukarno die zunächst so genannte Volks-Sicherheits-Armee, die vor allem mit Material der Polizei bewaffnet wird. Innerhalb weniger Monate gelingt es dieser, die Herrschaft über den Großteil von Java sowie über die Insel Sumatra zu erlangen.
- 13. November: Die Republik Indonesien erhält mit Sukarno ihren ersten Präsidenten.
- Im November wird das Dorf Bekasi bei Batavia von britisch-indischen Truppen zerstört, nachdem Pemudas in der Nähe die Besatzung eines notgelandeten britischen Flugzeugs getötet haben.
- Ende November: Nach rund einmonatigen Kämpfen können die Briten die Stadt Surabaja unter ihre Kontrolle bringen.

#### Vietnam
- 10. März: Die französischen Kolonialtruppen werden von der japanischen Armee entwaffnet, nachdem sie die letzten Jahre gemeinsam über das Land geherrscht haben. Die Franzosen werden völlig überrascht, so dass sich nur wenige Einheiten der knapp 30.000 Mann starken Kolonialarmee mit Unterstützung der Việt Minh nach China zurückziehen können.
- 16. April: Trần Trọng Kim wird japanischer Generalgouverneur Vietnams.
- 25. August: Augustrevolution: Hồ Chí Minh zwingt den von den Japanern eingesetzten Kaiser Bảo Đại zur Abdankung; die Rebellen des Việt Minh ergreifen die Macht.

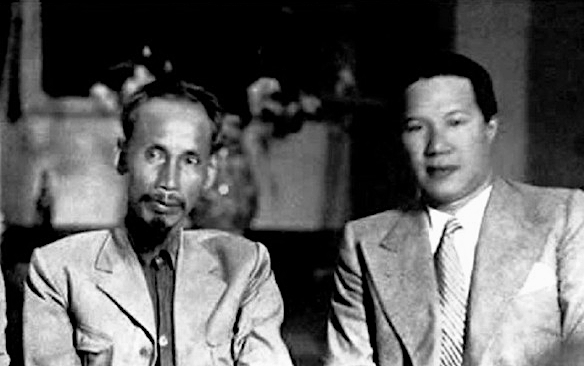
Hồ Chí Minh (links) mit Bảo Đại im September 1945

- 2. September: Hồ Chí Minh ruft öffentlich in Hanoi die Demokratische Republik Vietnam (DRV) aus. Frauen erhalten erstmals gleiche Rechte, auch das Wahlrecht. Die Absicht Frankreichs, seine Kolonie wieder in Besitz zu nehmen, wird durch die drohende Intervention nationalchinesischer Truppen, die in Nordvietnam stationiert sind, aufgeschoben.
- Wenige Tage nach der Unabhängigkeitserklärung Vietnams landen britische Truppen in Saigon mit dem offiziellen Auftrag, japanische Streitkräfte zu entwaffnen. Vom Norden her marschieren national-chinesische Truppen in Vietnam ein. Trotz eines Friedensvertrages mit den Viet Minh erzwingen die Franzosen am 23. September die Wiedererrichtung ihres kolonialen Regimes in Südvietnam.
- 11. November: Die Indochinesische Kommunistische Partei (Đảng Cộng sản Đông Dương) gibt ihre Auflösung bekannt.

#### Korea
- 10. Oktober: Die Partei der Arbeit Koreas wird gegründet.

#### Weitere Ereignisse in Asien
- 30. August: In Hongkong, infolge des Ersten Opiumkrieges ab 1841 unter britischer Fremdherrschaft und seit 1941 von der japanischen Armee besetzt, übernehmen erneut Truppen Großbritanniens die Kontrolle.
- 20. September: Gandhi und Nehru fordern den sofortigen Abzug der britischen Truppen aus Indien.

#### Afrika
- 22. Juni: In Nigeria findet unter Leitung des Drehers Michael Imoudu der erste Generalstreik des Landes für höhere Löhne und gegen die britische Kolonialverwaltung statt.

### Wirtschaft

#### Weltbank
- 27. Dezember: Die Internationale Bank für Wiederaufbau und Entwicklung (IBRD), der zentrale Teil der Weltbank, wird in Washington, D.C. gegründet.

#### Finanzpolitik
- 23. Juli: Private Banken und Versicherungen werden in der SBZ durch SMAD-Befehl Nummer 10 geschlossen. Die weitere Abwicklung ist kurze Zeit später durch öffentliche Institute, etwa die Sächsische Landesbank vorzunehmen. Die Maßnahme ist ein erster Schritt zur Umgestaltung des Wirtschaftssystems nach sozialistischer Ideologie.

1-Schilling-Banknote, gedruckt ab 1944, ausgegeben ab Mai 1945

- 30. November: In Österreich findet die Währungsumstellung statt. Der Schilling löst die Reichsmark wieder ab.
- 13. Dezember: In Österreich beginnt anlässlich der Währungsreform der Umtausch von maximal 150 Reichsmark pro Person in die Währung Schilling.
- 25. Dezember: Die Caisse Centrale de la France d'Outre-Mer in Französisch-Äquatorialafrika beginnt mit der Emission des CFA-Franc als gemeinsame Währung der französischen Kolonien in Afrika.

#### Patente
- 05. September: Simon Faure meldet den von ihm erfundenen Mehrzweckzug, ein Gerät zum Heben oder Ziehen von Lasten, in Frankreich zum Patent an.

#### Unternehmensgründungen
- 15. Januar: Die italienische Nachrichten- und Presseagentur ANSA entsteht in Rom.
- 21. Mai: Die erste Ausgabe der Berliner Zeitung erscheint in Berlin.
- 11. Juni: Die erste Ausgabe der Oberösterreichischen Nachrichten erscheint, gegründet von der amerikanischen Besatzungsmacht.
- 01. August: Die Frankfurter Rundschau erscheint als erste deutsche Lizenzzeitung nach dem Zweiten Weltkrieg.
- 08. August: Dem Badischen Tagblatt in Baden-Baden wird als erster Lizenzzeitung in der französischen Besatzungszone das Erscheinen genehmigt.
- 16. August: Im Auftrag des Kulturbunds zur demokratischen Erneuerung Deutschlands wird der Aufbau Verlag gegründet, der zum größten belletristischen Verlag der späteren DDR heranwächst.
- 27. August: Die Saarbrücker Zeitung nimmt ihr Erscheinen wieder auf. In Wien erscheint der Wiener Kurier in der amerikanischen Besatzungszone.
- 05. September: Rudolf Agricola, Theodor Heuss und Hermann Knorr gründen die Rhein-Neckar-Zeitung.
- 06. Oktober: Nach der Lizenzvergabe erscheint die erste Ausgabe der Süddeutschen Zeitung, gegründet von August Schwingenstein, Edmund Goldschagg und Franz Josef Schöningh.

#### Verstaatlichungen
- 16. Januar: Das Automobilunternehmen Renault wird von Frankreich verstaatlicht.

### Wissenschaft und Technik

#### Kriegstechnologie

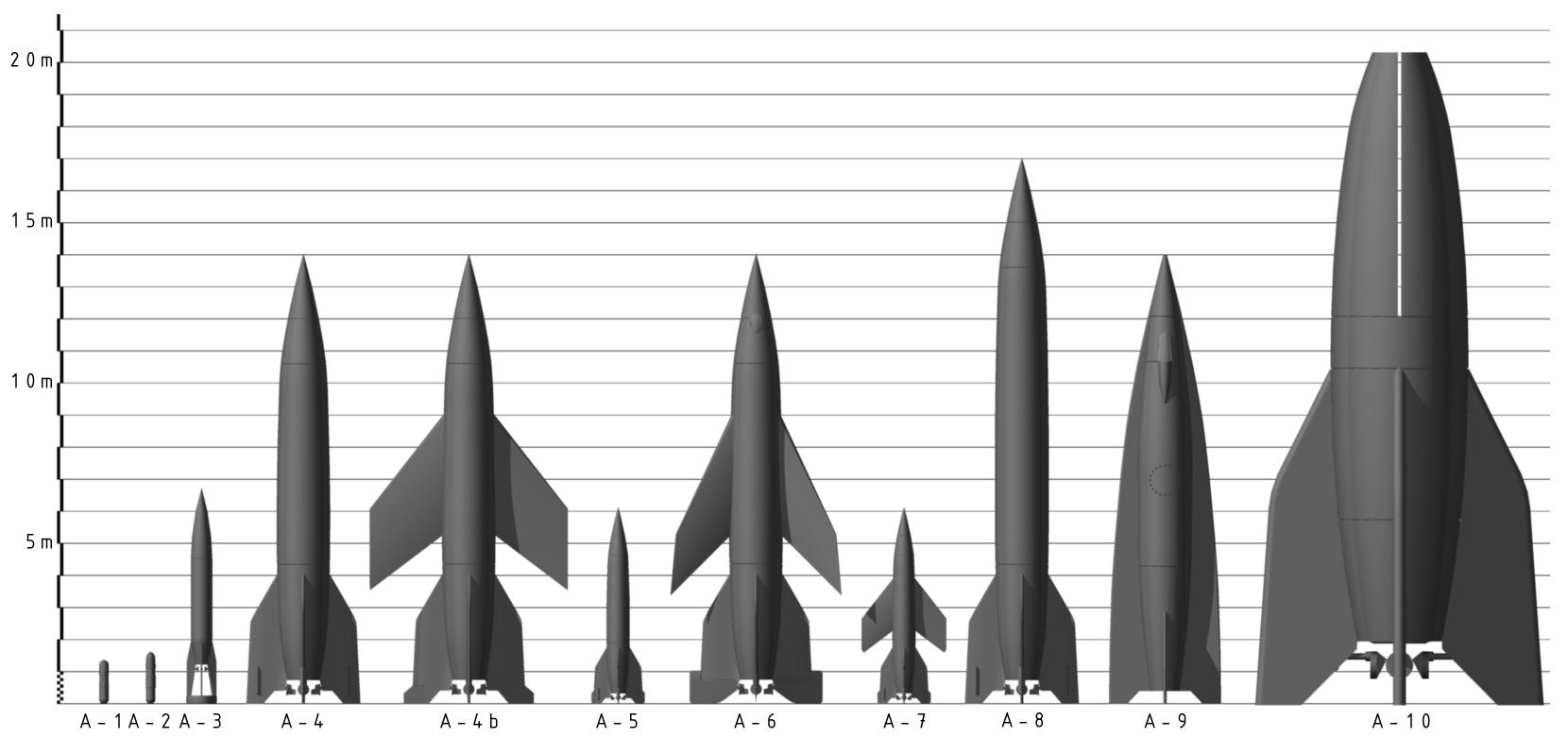
A4b im Vergleich zur A4 und weiteren Aggregaten

- 24. Januar: In der Heeresversuchsanstalt Peenemünde wird eine geflügelte Version der A4/V2-Rakete, die A4b, erstmals erfolgreich gestartet. Sie soll die doppelte Reichweite der A4 erreichen, stürzt allerdings wegen eines Flügelbruchs vorzeitig ab. Es kommt zu keinem weiteren Start dieses Flugkörpers mehr.
- 2. Februar: In Oranienburg findet der Erstflug des Nurflügel-Flugzeugs Horten H IX statt.
- 1. März: Der Pilot Lothar Sieber des ersten senkrecht startenden bemannten Raketenflugzeugs, einer Natter von den Bachem-Werken, kommt beim Start ums Leben.
- 6. April: Das höchste Holzbauwerk aller Zeiten, der 190 Meter hohe Holzsendeturm des Senders Mühlacker, wird von der SS gesprengt.
- Frühjahr: Der deutsche Bauingenieur Konrad Zuse übersiedelt mit der Zuse KG von Berlin in die Aerodynamische Versuchsanstalt des KWI für Strömungsforschung nach Göttingen, wo er die Rechenmaschine Zuse Z4, einen Digitalrechner aus 2200 Relais, fertigstellt. Anfang April bringt Zuse die Z4 nach Süddeutschland, wo sie die Kriegswirren zunächst in einem Schuppen in Hinterstein im Allgäu, später in einem Mehllager in Hopferau übersteht.

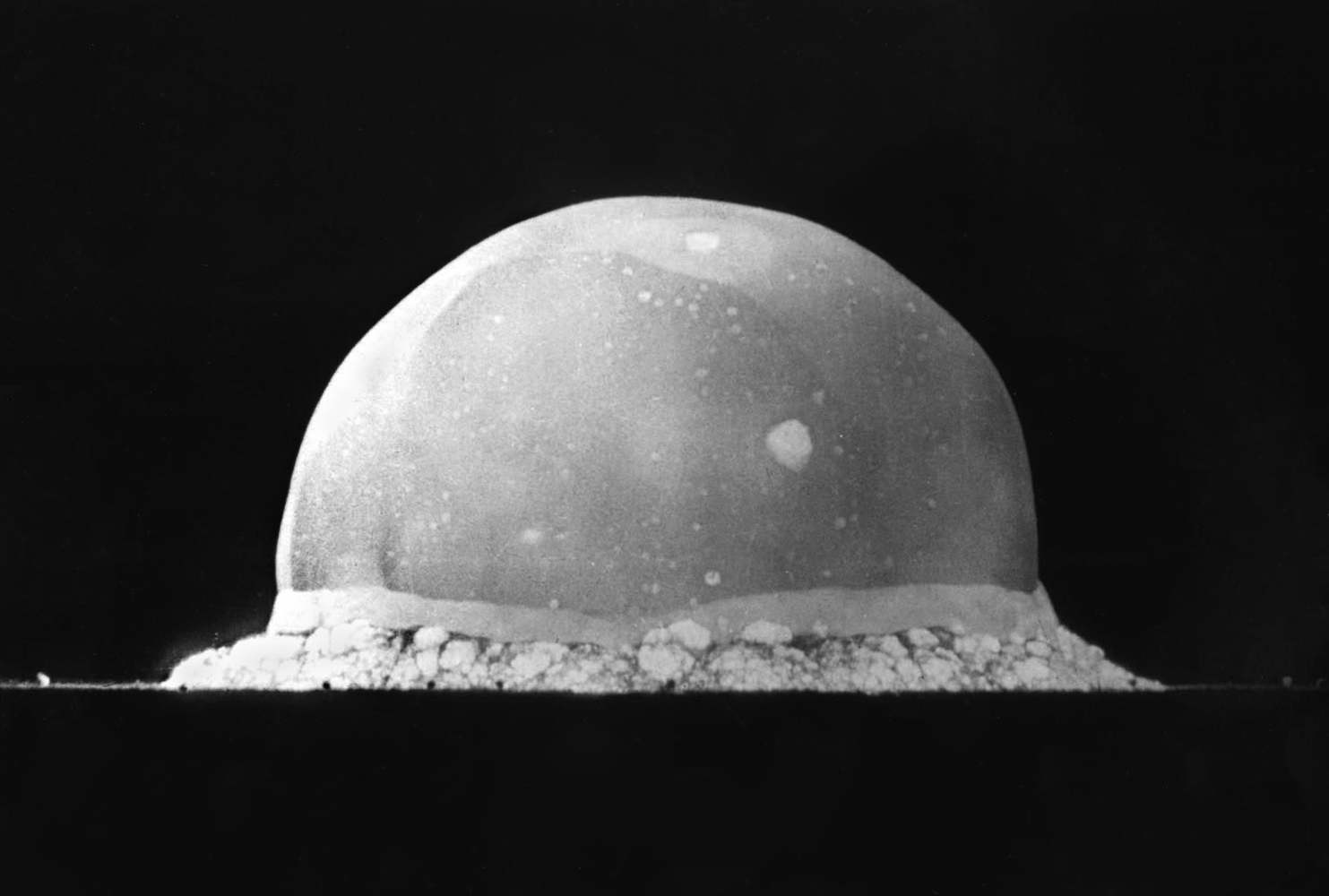
Trinity-Test

- 16. Juli: Die erste Atombombe wird im Rahmen des Manhattan-Projekts beim Trinity-Test auf dem White Sands Proving Ground nahe der Stadt Alamogordo in New Mexico gezündet. Es ist der erste Kernwaffentest mit einer Kernwaffenexplosion. Auf dem Gelände wird anschließend das künstliche Glas Trinitit entdeckt.
- 11. August: Der amerikanische Präsident Harry S. Truman gibt die Veröffentlichung des Smyth-Reports frei, die Geschichte der Entwicklung der amerikanischen Kernwaffen (Manhattan-Projekt).
- Oktober: In der Nähe von Cuxhaven wird Vertretern der alliierten Besatzungsmächte anhand von drei Versuchsstarts die Technik der „Vergeltungswaffe“ V2 demonstriert (Operation Backfire).

#### Zivile Aviation
- 28. Juni: Das Sportflugzeug Cessna 120 absolviert in den Vereinigten Staaten seinen Erstflug.
- 3. Dezember: Der Prototyp H.P.68 Hermes I der Handley Page Hermes stürzt bei seinem Erstflug ab, was die Entwicklung dieses ersten britischen Nachkriegs-Verkehrsflugzeugs um zwei Jahre zurückwirft.
- 22. Dezember: Die als Geschäftsreiseflugzeug produzierte Beechcraft Bonanza absolviert den Erstflug. Sie ist bis heute (2025) länger in der Produktion als jeder andere Flugzeugtyp in der Geschichte.

#### Naturwissenschaften
- 14. April: Die Russische Akademie der Wissenschaften gründet den Botanischen Garten in Moskau.
- Der US-amerikanischen Botaniker Benjamin Minge Duggar (1872–1956) entdeckt das Breitbandantibiotikum Aureomycin.

#### Forschung und Lehre
- An der Universität Wien werden Frauen als ordentliche Hörerinnen an der Katholisch-theologischen Fakultät (seit 1897 an der Philosophischen, 1900 an der Medizinischen, 1919 Rechts- und staatswissenschaftlichen und 1922 an der Evangelisch-theologischen Fakultät) zugelassen.

### Kultur

#### Film
- 9. März: In Paris wird der Spielfilm Kinder des Olymp mit Arletty in der Hauptrolle uraufgeführt.

#### Musik und Theater
- 1. Februar: Die Uraufführung der Oper Lycksalighetens ö von Hilding Rosenberg erfolgt an der Königlichen Oper in Stockholm.
- 8. März: Neun Jahre nach dem Tod des Autors wird Federico García Lorcas Drama La casa de Bernarda Alba (Bernarda Albas Haus) am Teatro Avenida in Buenos Aires uraufgeführt. Die Hauptrolle spielt die katalanische Schauspielerin Margarita Xirgu.
- 29. März: Das Drama Nun singen sie wieder von Max Frisch hat am Zürcher Schauspielhaus unter der Regie von Kurt Horwitz seine Uraufführung.
- 19. April: Das Musical Carousel, die musikalische Umsetzung des Bühnenstücks Liliom von Ferenc Molnár in der Fassung von Benjamin Glazer mit Musik von Richard Rodgers, Liedtexte und Buch von Oscar Hammerstein II, wird am Majestic Theatre in New York uraufgeführt.
- 1. Mai: In ihrem Ausweichquartier im Theater an der Wien gibt die Wiener Staatsoper ihre erste Aufführung nach dem Ende der Naziherrschaft in Wien.
- 7. September: Das Deutsche Theater Berlin wird mit Lessings Nathan der Weise wiedereröffnet.

### Religion
- 23. Dezember: Die Enzyklika Orientales omnes ecclesias von Papst Pius XII. befasst sich – aus Anlass der Vereinigung mit der ruthenischen Kirche 350 Jahre zuvor – mit den Entwicklungen in den Ostkirchen.

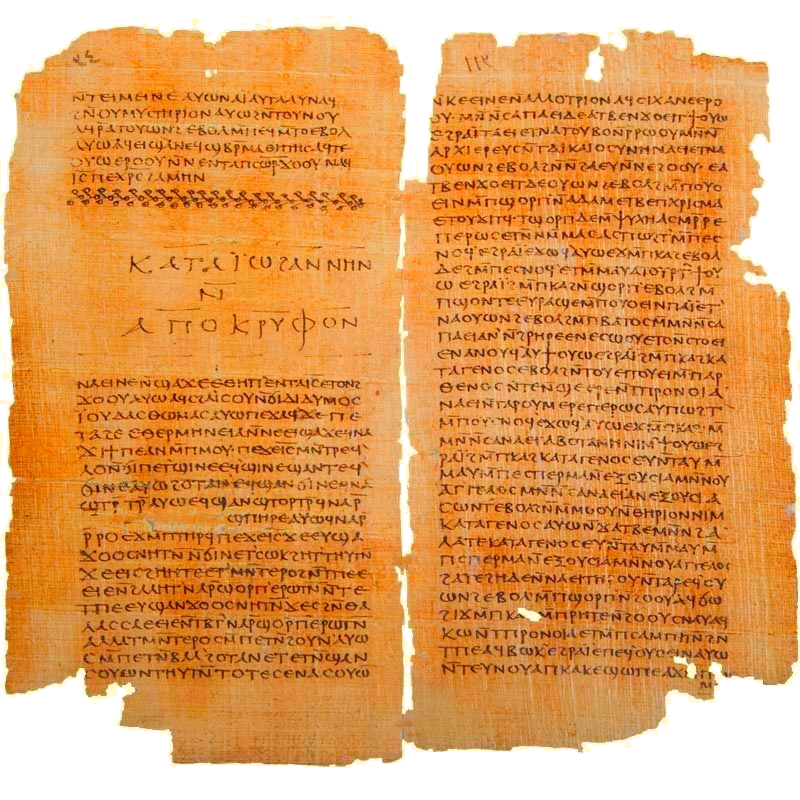
Nag-Hammadi-Kodex II mit Apokryphon des Johannes und dem Thomasevangelium

- Dezember: In Ägypten werden die Nag-Hammadi-Schriften gefunden.

### Katastrophen
- 12. Januar: Erdbeben der Stärke 7,1 an der Mikawa-Bucht vor der Küste der Präfektur Aichi, Japan, etwa 1.900 Tote.
- Im Mai endet die Hungersnot in Vietnam, die etwa 1,3 Millionen Tote forderte.
- 28. Juli: Ein B-25-Bomber kollidiert mit dem Empire State Building in New York City zwischen dem 78. und 79. Stockwerk. Bei dem Unglück sind insgesamt 14 Todesopfer zu beklagen: neben den drei Insassen der Maschine weitere elf Personen, die sich im Gebäude aufgehalten haben. 24 Menschen erleiden zum Teil schwere Verletzungen.
- 27. November: Erdbeben der Stärke 8,2 im Iran, etwa 4.000 Tote.

Kleinere Unglücksfälle sind in den Unterartikeln von Katastrophe und in der Liste von Katastrophen aufgeführt.

### Sport
- 12. Januar: Der chilenische Vulkan Corcovado in den Anden wird von den Bergsteigern Gerhard Kress, Alfredo Gash und Hans Engel erstmals erklommen.
- 4. März: Der Mehrsportverein Roter Stern Belgrad wird gegründet, der vor allem für seine Fußballabteilung bekannt wird. Er erhält das Vereinsvermögen des Anfang des Jahres von den kommunistischen Behörden aufgelösten SK Jugoslavija.
- 12. September: Der Mehrsportverein VSK Wolfsburg wird gegründet. Der spätere VfL Wolfsburg erlebt nur wenige Monate einen herben Rückschlag, als am 27. Dezember fast die komplette Fußballmannschaft den Verein verlässt und den 1. FC Wolfsburg gründet.
- 4. Oktober: In Belgrad wird von jungen Generälen der Jugoslawischen Volksarmee der Fußballklub FK Partizan gegründet.
- 4. November: Die süddeutsche Fußball-Oberliga nimmt ihren Spielbetrieb mit Punktspielen auf.

## Nobelpreise
- Physik: Wolfgang Pauli
- Chemie: Artturi Ilmari Virtanen
- Medizin: Alexander Fleming, Ernst Boris Chain und Howard Walter Florey
- Literatur: Gabriela Mistral
- Friedensnobelpreis: Cordell Hull

## Geboren

### Januar
- 01. Januar: Victor Ashe, US-amerikanischer Politiker
- 01. Januar: Helmut Hofmann, deutscher Brigadegeneral
- 01. Januar: Kurt Huggler, schweizerischer Skirennläufer
- 01. Januar: Jacky Ickx, belgischer Formel-1- und Sportwagen-Rennfahrer
- 01. Januar: Karen Korfanta, US-amerikanische Skirennläuferin
- 01. Januar: Antoine Oomen, niederländischer Pianist, Komponist und Dirigent
- 01. Januar: Rüdiger Safranski, deutscher Schriftsteller
- 02. Januar: Frank Laufenberg, deutscher Moderator, Journalist und Autor († 2025)
- 02. Januar: Slobodan Praljak, bosnisch-kroatischer Politiker und General († 2017)
- 02. Januar: Mary Jane Reoch, US-amerikanische Radrennfahrerin († 1993)
- 03. Januar: Gustavo Beytelmann, argentinischer Tangopianist und -komponist
- 03. Januar: Luigi Blau, österreichischer Architekt und Möbeldesigner († 2023)
- 03. Januar: Stephen Stills, US-amerikanischer Musiker Stephen Stills, 2011

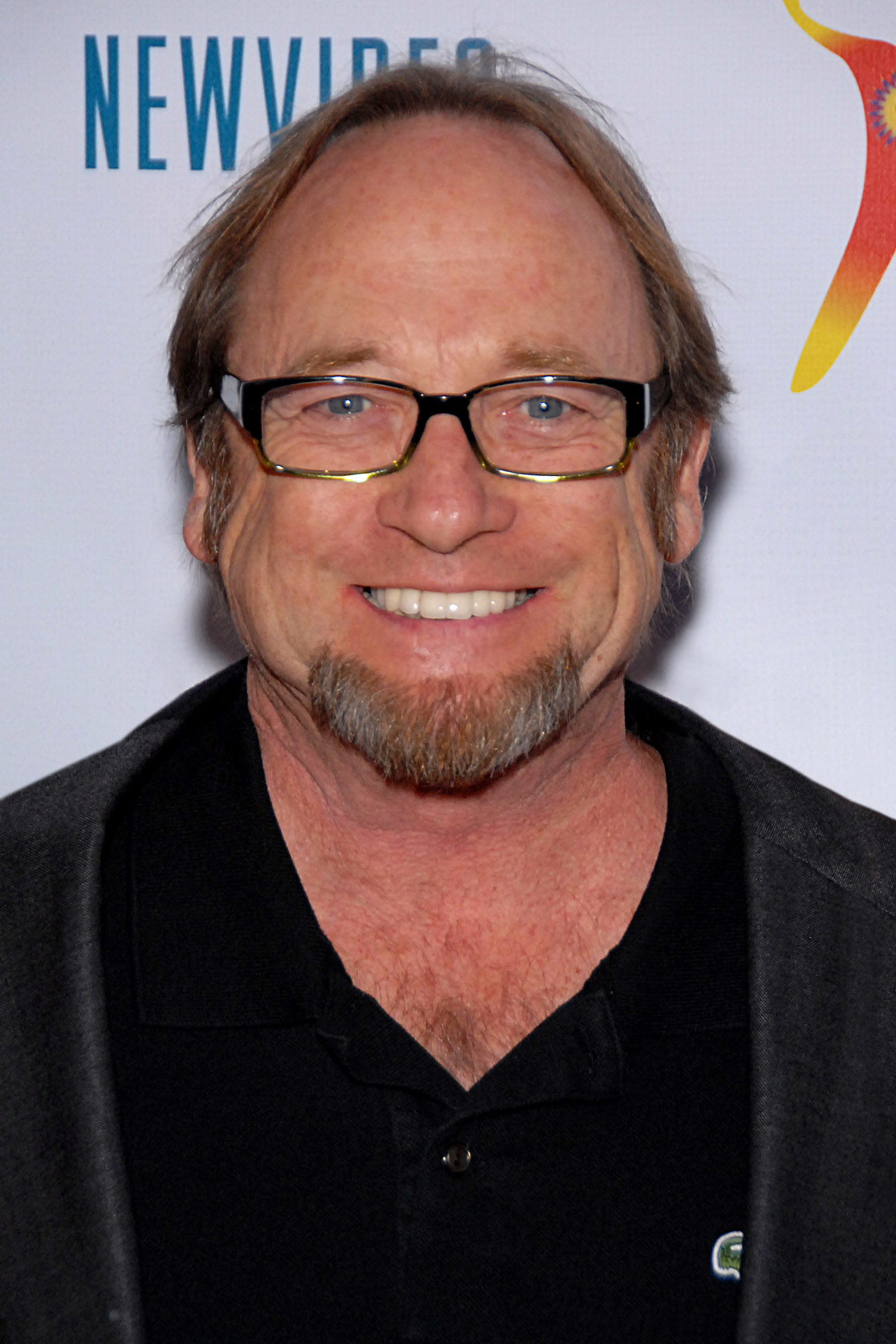
Stephen Stills, 2011

- 05. Januar: Gunda König, österreichische Schauspielerin und Sängerin
- 05. Januar: Joseph Amangi Nacua, philippinischer Priester und Bischof von Ilagan († 2022)
- 05. Januar: Roger Spottiswoode, kanadischer Filmregisseur
- 06. Januar: Margrete Auken, dänische Politikerin
- 06. Januar: Michel Bergmann, schweizerisch-deutscher Regisseur und Schriftsteller († 2025)
- 06. Januar: Anatol Regnier, Schriftsteller, Chansonsänger und Gitarrist
- 07. Januar: Dave Cousins, britischer Sänger und Songwriter († 2025)
- 07. Januar: Jean-Claude Lefèbvre, französischer Automobilrennfahrer
- 07. Januar: Raila Odinga, kenianischer Politiker
- 08. Januar: Heinrich-Wilhelm Ronsöhr, deutscher Politiker, MdB († 2010)
- 08. Januar: Terry Sylvester, britischer Musiker
- 09. Januar: Karl-Heinz Artmann, deutscher Fußballspieler († 2022)
- 09. Januar: Lewon Ter-Petrosjan, armenischer Staatspräsident
- 10. Januar: John Joseph Fahey, australischer Politiker († 2020)
- 10. Januar: Rod Stewart, britischer Sänger Rod Stewart, 1976

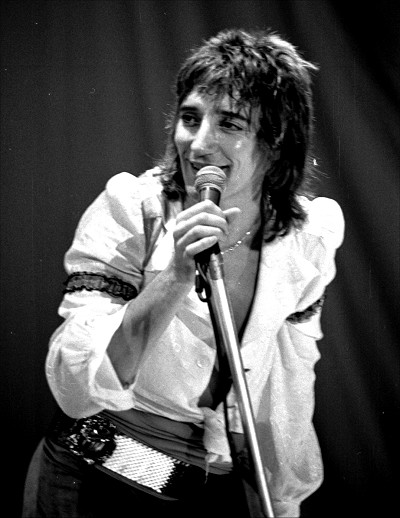
Rod Stewart, 1976

- 11. Januar: Christine Kaufmann, österreichisch-deutsche Filmschauspielerin († 2017) Christine Kaufmann, 2014

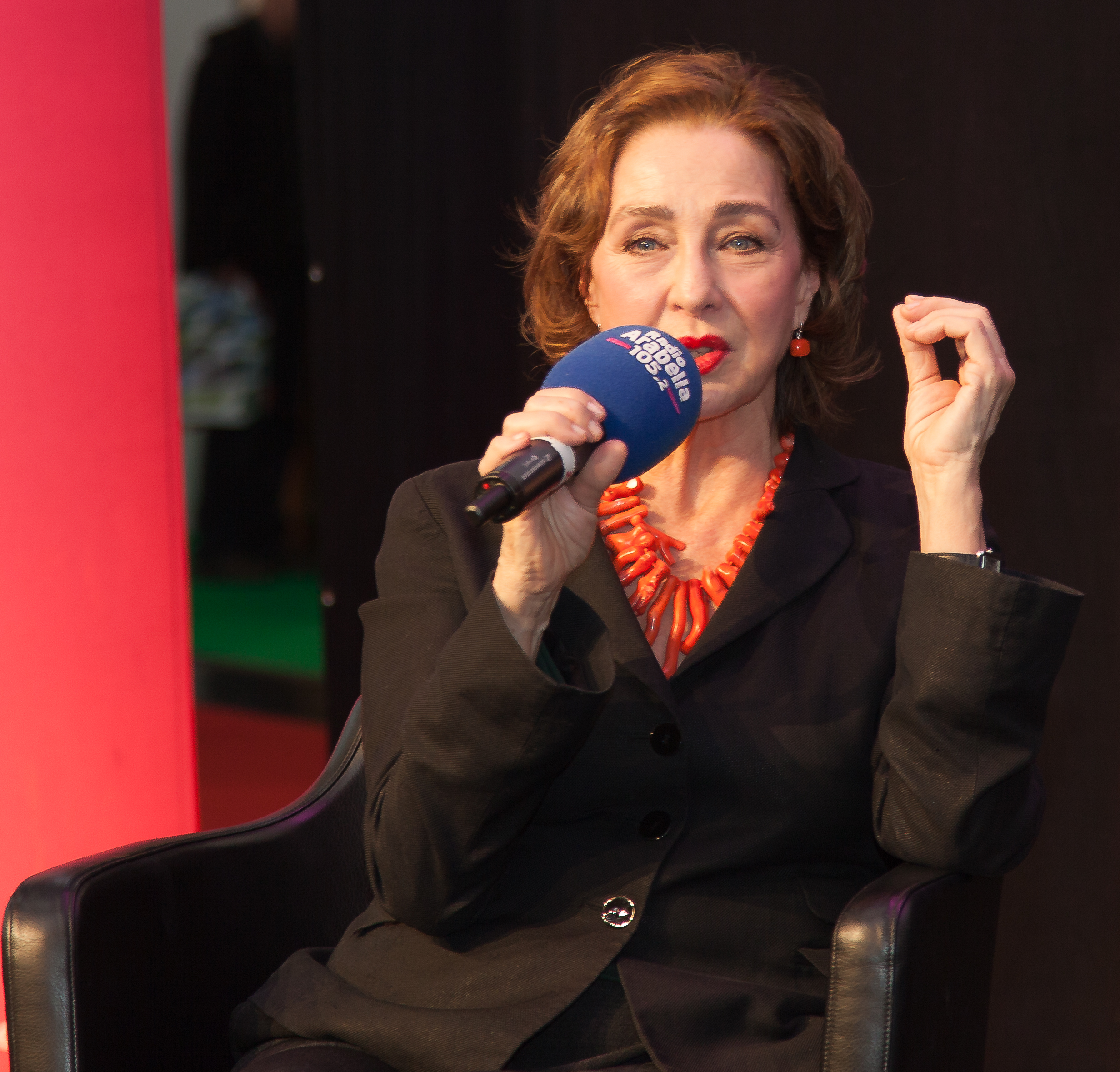
Christine Kaufmann, 2014

- 12. Januar: Maggie Bell, britische Sängerin
- 14. Januar: Anselm Grün, deutscher Benediktinerpater und Autor
- 14. Januar: Karlheinz Rost, deutscher Handballtrainer und Handballspieler
- 14. Januar: Hubertus Schmoldt, deutscher Aufsichtsrat und Gewerkschafter
- 15. Januar: Christian Anders, österreichischer Autor und Schlagersänger, Musiker und Komponist
- 15. Januar: Rolf Beck, deutscher Dirigent, Chorleiter und Intendant
- 16. Januar: Wim Suurbier, niederländischer Fußballspieler († 2020)
- 17. Januar: Javed Akhtar, indischer Drehbuchautor, Poet und Liedtexter
- 17. Januar: Jeanette Fitzsimons, neuseeländische Politikerin († 2020)
- 17. Januar: Ib Michael, dänischer Schriftsteller
- 18. Januar: Isabel Allende, chilenische Politikerin
- 18. Januar: Philippe Gurdjian, französischer Automobilrennfahrer und Motorsportfunktionär († 2014)
- 18. Januar: Hugh Hartwell, kanadischer Komponist und Musikpädagoge
- 19. Januar: Maria Jepsen, deutsche evangelisch-lutherische Theologin
- 20. Januar: Gianni Amelio, italienischer Filmregisseur
- 20. Januar: Uwe Amthor, deutscher Politiker
- 20. Januar: Eric Stewart, britischer Sänger, Gitarrist und Songschreiber
- 21. Januar: Christopher Ameyaw-Akumfi, ghanaischer Hochschullehrer und Politiker
- 21. Januar: Pete Kircher, britischer Schlagzeuger
- 21. Januar: Martin Shaw, britischer Schauspieler
- 22. Januar: Jean-Pierre Nicolas, französischer Rallyefahrer
- 22. Januar: Christoph Schönborn, österreichischer Bischof und Kardinal Christoph Kardinal Schönborn, 2007

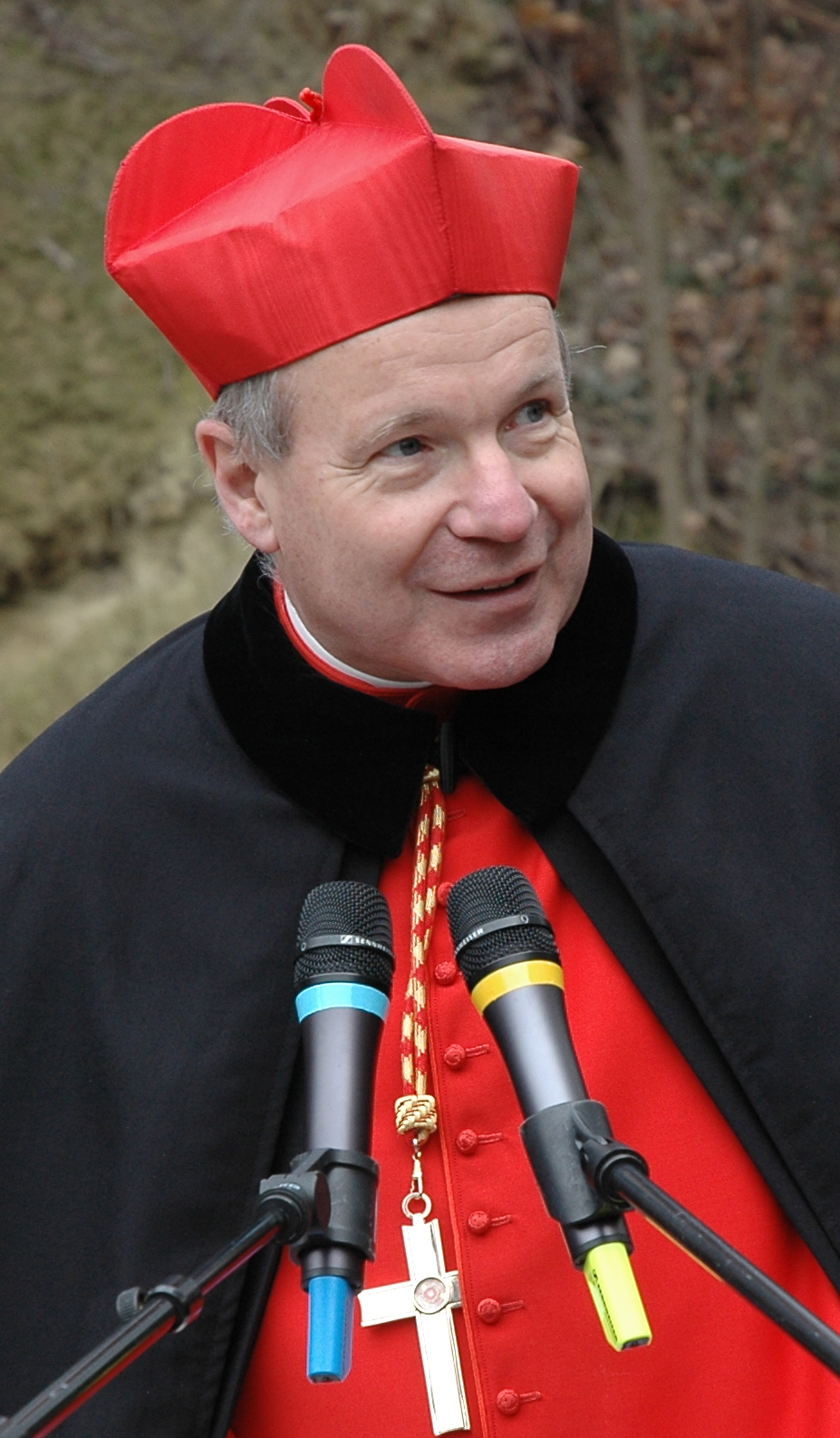
Christoph Kardinal Schönborn, 2007

- 23. Januar: Renate Kern, deutsche Schlagersängerin († 1991)
- 24. Januar: Brigitte Janner, deutsche Schauspielerin
- 25. Januar: Iris von Arnim, deutsche Modedesignerin
- 26. Januar: Ulrich Gumpert, deutscher Jazzmusiker
- 26. Januar: Ashley Hutchings, britischer Sänger und Musiker
- 26. Januar: Barbara Kruger, US-amerikanische Konzeptkünstlerin
- 26. Januar: Jacqueline du Pré, britische Violoncellistin († 1987)
- 26. Januar: Peter Rauen, deutscher Politiker, MdB
- 26. Januar: Jeremy Rifkin, US-amerikanischer Ökonom und Publizist
- 26. Januar: Erika Stubenvoll, österreichische Politikerin
- 28. Januar: Herbert Kautz, österreichischer Politiker († 2005)
- 28. Januar: Robert Wyatt, britischer Sänger und Schlagzeuger
- 29. Januar: Ibrahim Boubacar Keïta, malischer Politiker und Staatspräsident von Mali († 2022) Ibrahim Boubacar Keïta, 2013

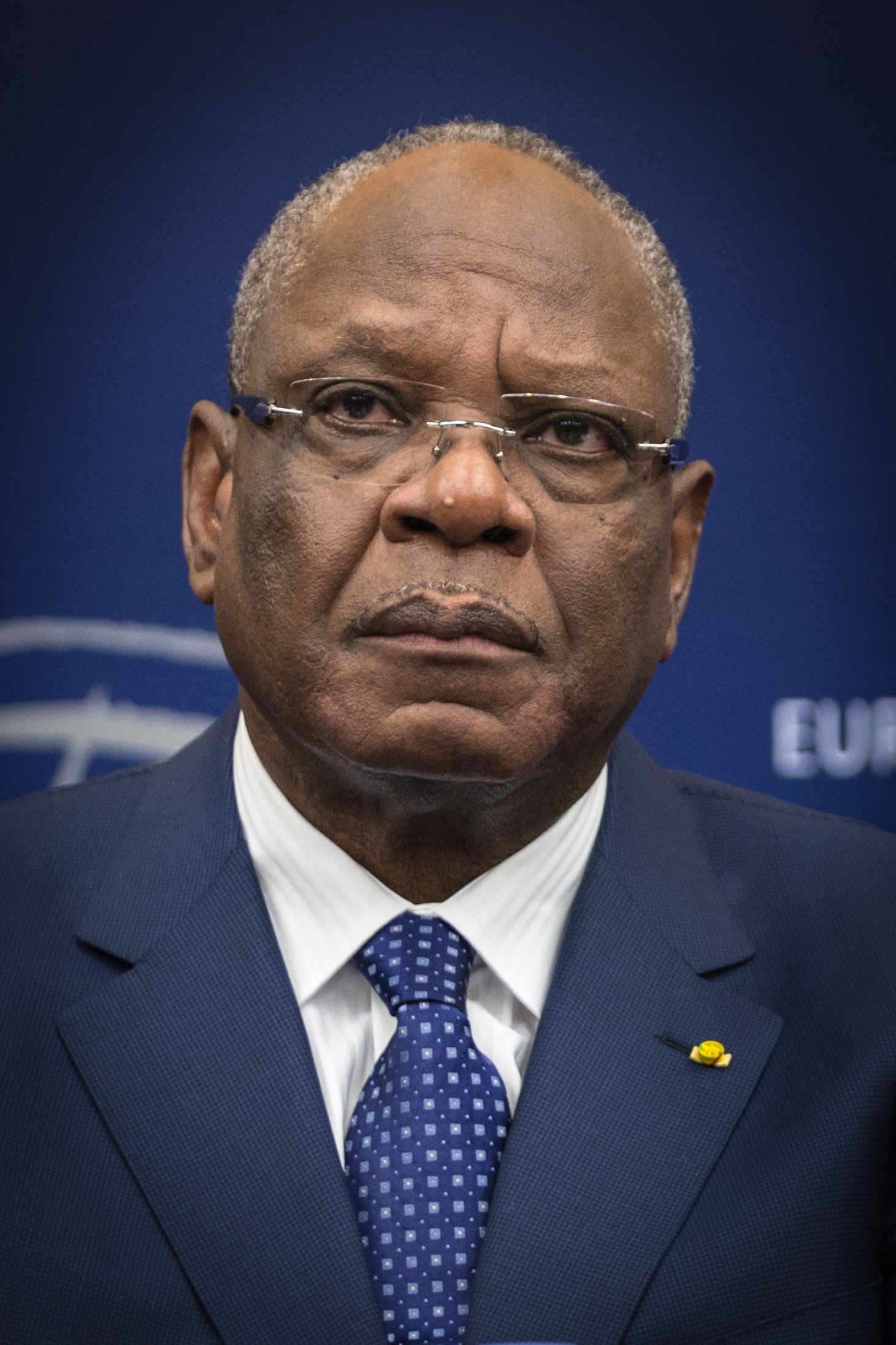
Ibrahim Boubacar Keïta, 2013

- 29. Januar: Manfred Lehmann, deutscher Schauspieler
- 29. Januar: Tom Selleck, US-amerikanischer Schauspieler Tom Selleck, 2010

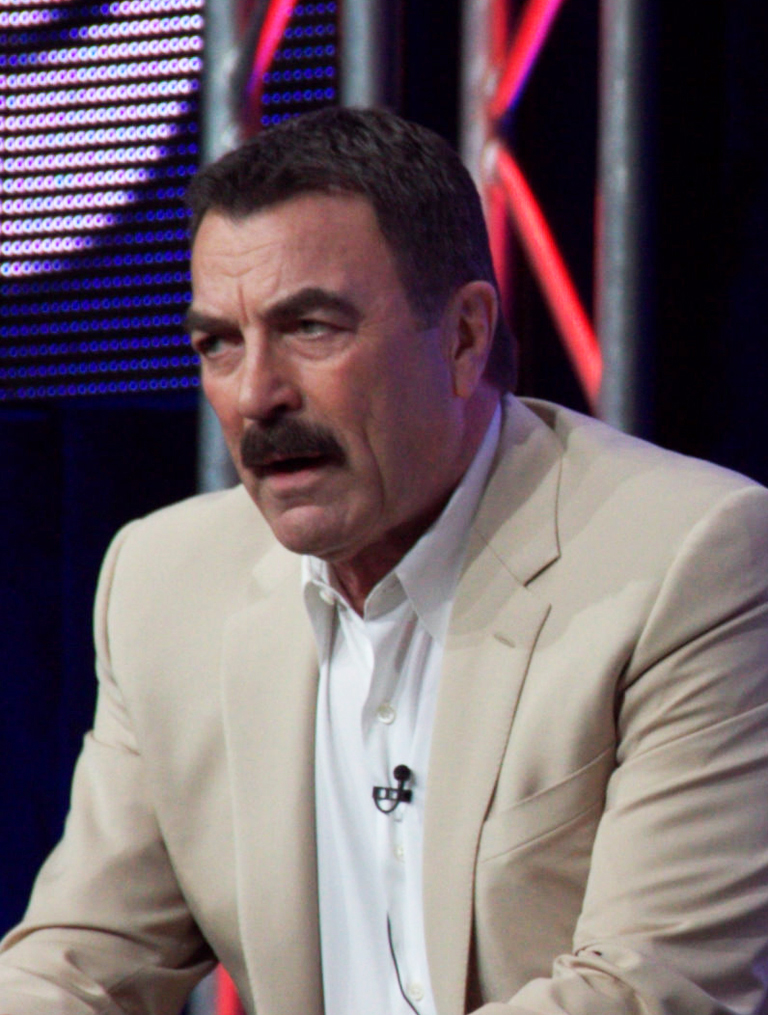
Tom Selleck, 2010

- 29. Januar: Endre Tihanyi, ungarischer Turner († 2022)
- 30. Januar: Bernd Aust, deutscher Rockmusiker und Konzertveranstalter
- 30. Januar: Gerd Wittmann, deutscher Eishockeytrainer
- 31. Januar: Matthias Beltz, deutscher Kabarettist und Autor († 2002)
- 31. Januar: Noah Creshevsky, US-amerikanischer Komponist und Musikpädagoge († 2020)
- 31. Januar: Brenda Hale, britische Rechtswissenschaftlerin

### Februar
- 01. Februar: Luisito Martí, dominikanischer Musiker, Schauspieler, Filmproduzent und Fernsehmoderator († 2010)
- 01. Februar: Michel Pignard, französischer Automobilrennfahrer
- 01. Februar: Gerhard Welz, deutscher Fußballspieler († 2024)
- 02. Februar: Metin Arditi, Schweizer Schriftsteller, Mäzen und Unternehmer
- 02. Februar: Robert Atzorn, deutscher Schauspieler
- 02. Februar: Andreas Seyferth, deutscher Schauspieler
- 03. Februar: Hideo Kanaya, japanischer Motorradrennfahrer († 2013)
- 03. Februar: Ekard Lind, österreichischer Musiker und Hundepädagoge
- 03. Februar: Bob Stewart, US-amerikanischer Jazzmusiker (Tuba)
- 03. Februar: Philip Waruinge, kenianischer Boxer († 2022)
- 04. Februar: Franziska Gminder, deutsche Politikerin
- 04. Februar: Patrick le Quément, französischer Automobildesigner
- 04. Februar: Julio Racine, haitianischer Komponist und Flötist
- 05. Februar: Mino Denti, italienischer Radrennfahrer
- 06. Februar: Bob Marley, jamaikanischer Musiker († 1981) Bob Marley, 1980

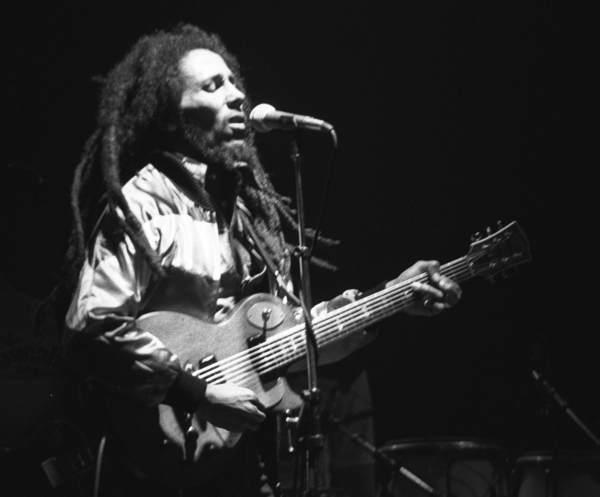
Bob Marley, 1980

- 06. Februar: Jean Xhenceval, belgischer Automobilrennfahrer
- 07. Februar: Gerald Davies, walisischer Rugbyspieler
- 07. Februar: Fredric Kroll, US-amerikanischer Komponist und Schriftsteller
- 08. Februar: Kinza Clodumar, nauruischer Politiker und Präsident († 2021)
- 08. Februar: Erich Rutemöller, deutscher Fußballtrainer
- 09. Februar: Mia Farrow, US-amerikanische Schauspielerin Mia Farrow, 2008

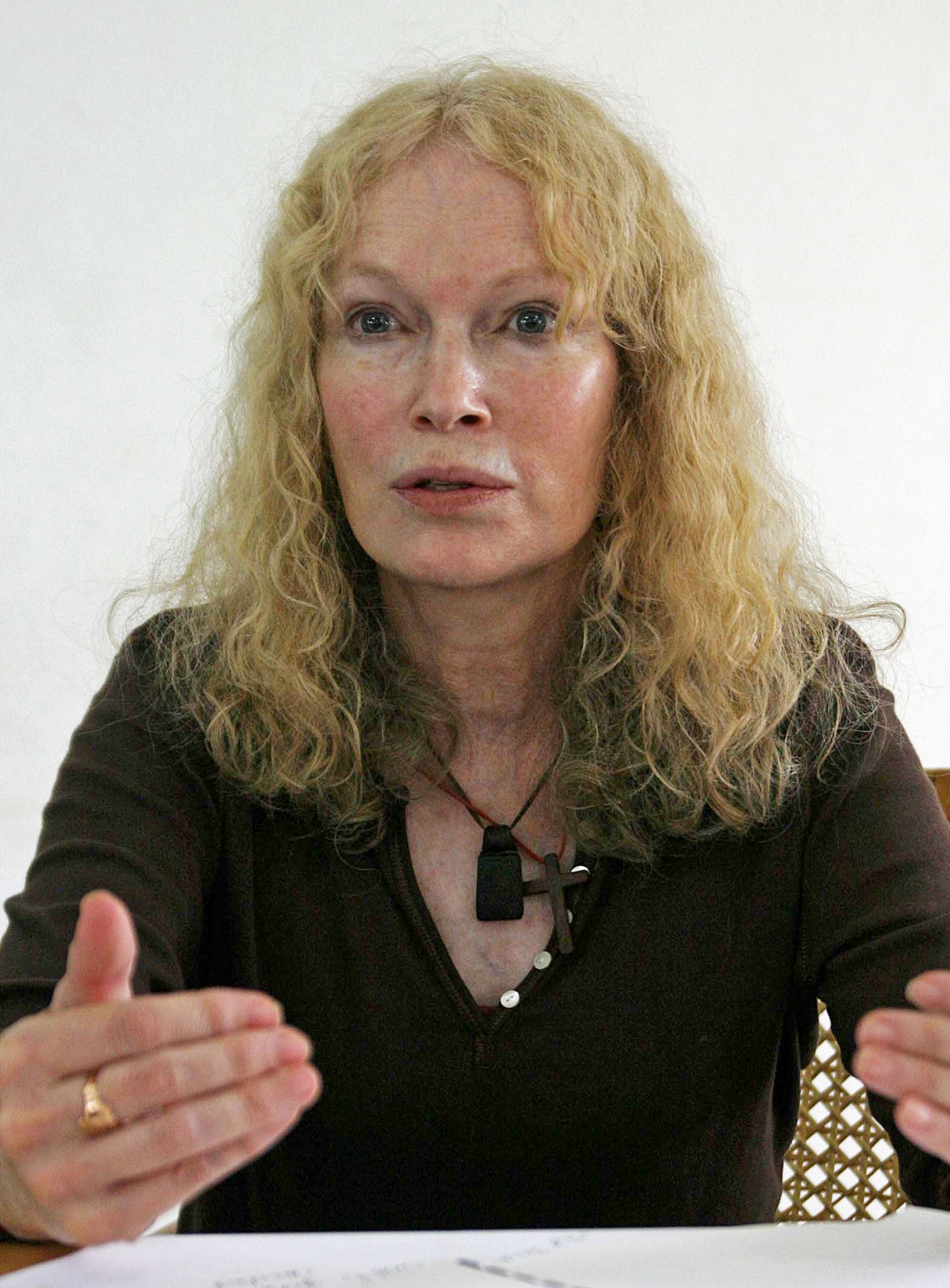
Mia Farrow, 2008

- 09. Februar: Yoshinori Ōsumi, japanischer Zellbiologe
- 10. Februar: Gerd Lohmeyer, deutscher Schauspieler und Regisseur
- 10. Februar: Karin Radermacher, deutsche Politikerin und MdL
- 11. Februar: Ralph Doubell, australischer Leichtathlet und Olympiasieger
- 12. Februar: Maud Adams, schwedische Filmschauspielerin und Model
- 12. Februar: Heino Finkelmann, deutscher Chemiker und Hochschullehrer
- 12. Februar: Jann-Peter Janssen, deutscher Politiker und MdB († 2022)
- 12. Februar: Thilo Sarrazin, deutscher Politiker
- 13. Februar: King Floyd, US-amerikanischer Soulsänger und Songwriter († 2006)
- 14. Februar: Thorleif Andresen, norwegischer Radrennfahrer († 2022)
- 14. Februar: Uwe Göllner, deutscher Politiker und MdB
- 14. Februar: Hans-Adam II., Regent von Liechtenstein Fürst Hans-Adam II. von und zu Liechtenstein

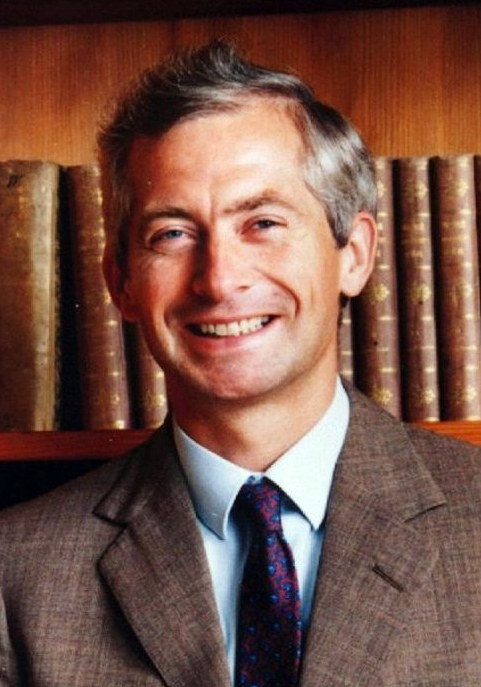
Fürst Hans-Adam II. von und zu Liechtenstein

- 14. Februar: Larry Seiple, US-amerikanischer American-Football-Spieler
- 14. Februar: Ladislao Mazurkiewicz, uruguayischer Fußballspieler und -trainer († 2013)
- 15. Februar: John Anthony Helliwell, britischer Musiker, Saxophon, Klarinette und Keyboarder
- 15. Februar: Douglas R. Hofstadter, US-amerikanischer Physiker, Informatiker, Kognitionswissenschaftler und Philosoph
- 15. Februar: Ricardo Ray, US-amerikanisch-puerto-ricanischer Pianist, Komponist und Bandleader
- 15. Februar: Pekka Sarmanto, finnischer Jazzbassist
- 16. Februar: Rolf-Dieter Arens, deutscher Hochschullehrer und Pianist
- 17. Februar: Peter Angermann, deutscher Maler
- 18. Februar: Richard Lloyd, Autorennfahrer und Rennstallbesitzer († 2008)
- 18. Februar: Gerd Neuser, deutscher Fußballtrainer († 2022)
- 18. Februar: Gérard Patté, französischer Autorennfahrer
- 19. Februar: Sam Abell, US-amerikanischer Fotograf
- 19. Februar: Barbara Georgina Adams, britische Ägyptologin († 2002)
- 19. Februar: Thomas Brasch, deutscher Autor, Dramatiker und Lyriker († 2001)
- 19. Februar: Horst Felbermayr senior, österreichischer Unternehmer und Automobilrennfahrer († 2020)
- 20. Februar: Jürg Acklin, Schweizer Psychoanalytiker und Schriftsteller
- 20. Februar: Johannes Biebl, deutscher Rockmusiker
- 20. Februar: Bärbel Braun, deutsche Handballspielerin
- 21. Februar: Hanns-Friedrich Kunz, deutscher Chorleiter
- 21. Februar: Walter Momper, deutscher Politiker
- 21. Februar: Beat Rüttimann, Schweizer Medizinhistoriker († 2025)
- 22. Februar: María del Carmen Aguilar, argentinische Musikpädagogin und -wissenschaftlerin
- 22. Februar: Antje-Katrin Kühnemann, deutsche Fernsehmoderatorin und Ärztin († 2025)
- 22. Februar: Gerda Uhlemann, deutsche Leichtathletin
- 23. Februar: Robert Gray, australischer Dichter
- 23. Februar: Swetlana Gerassimenko, sowjetische und tadschikische Astronomin († 2025)
- 23. Februar: Georg Milbradt, Ministerpräsident des Freistaats Sachsen
- 23. Februar: Karl-Heinz Vogt, deutscher Fußballspieler († 2025)
- 24. Februar: Giorgio Bambini, italienischer Boxer († 2015)
- 24. Februar: Helmut Rauber, deutscher Politiker und MdB
- 24. Februar: Collin Walcott, US-amerikanischer Perkussionist und Sitarspieler († 1984)
- 25. Februar: Elkie Brooks, britische Sängerin
- 26. Februar: Peter Geoffrey Brock, australischer Rennfahrer († 2006)
- 26. Februar: Bob Hite, US-amerikanischer Sänger und Gründungsmitglied von Canned Heat († 1981)
- 26. Februar: Mitch Ryder, US-amerikanischer Rocksänger
- 27. Februar: Carl Anderson, US-amerikanischer Sänger und Schauspieler († 2004)
- 27. Februar: Daniel Olbrychski, polnischer Schauspieler
- 27. Februar: Jean-Claude Olivier, französischer Motorradrennfahrer und Motorsportfunktionär († 2013)
- 27. Februar: Wayne Pullen, kanadischer Bogenschütze, Olympiateilnehmer
- 27. Februar: Danny Rivera, puerto-ricanischer Sänger
- 28. Februar: Zygmunt Hanusik, polnischer Radrennfahrer († 2021)
- 28. Februar: Alexei Jekimow, sowjetischer und russischer Physiker

### März
- 01. März: Arlene Blum, US-amerikanische Bergsteigerin, Schriftstellerin und Umweltwissenschaftlerin Arlene Blum

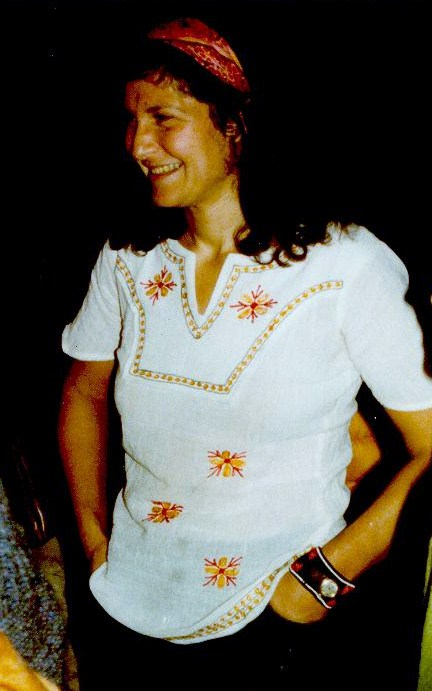
Arlene Blum

- 01. März: Wilfried Van Moer, belgischer Fußballspieler († 2021)
- 01. März: Fernando Vérgez Alzaga, spanischer Kurienkardinal
- 02. März: Michal Bat-Adam, israelische Schauspielerin und Regisseurin
- 02. März: Michel Eustache Vilaire, venezolanischer Chordirigent, Musikpädagoge und Komponist
- 02. März: Peter Lerchbaumer, österreichischer Schauspieler
- 02. März: Elias Ravian, papua-neuguineischer Vulkanologe († 1979)
- 03. März: Kathleen Corrigan-Ekas, US-amerikanische Turnerin († 2025)
- 03. März: George Miller, US-amerikanischer Filmregisseur, Drehbuchautor und Filmproduzent
- 04. März: Jack Gerber, südafrikanischer Automobilrennfahrer
- 04. März: Tony Hendrik, deutscher Musikproduzent, Komponist und Inhaber eines Plattenlabels
- 04. März: Dieter Meier, Schweizer Konzeptkünstler und Musiker
- 04. März: Frank Novak, US-amerikanischer Schauspieler
- 05. März: Friedrich Bohl, deutscher Politiker
- 06. März: Paul Miller, US-amerikanischer Automobilrennfahrer und Rennstallbesitzer
- 07. März: Reinhold Bertlmann, österreichischer Physiker und Professor
- 08. März: Doldschingiin Adjaatömör, mongolischer Ringer
- 08. März: David Ascalon, US-amerikanisch-israelischer Künstler und Bildhauer
- 08. März: Holger Hocke, deutscher Steuermann im Rudern
- 08. März: Anselm Kiefer, deutscher Maler und Bildhauer
- 09. März: Katja Ebstein, deutsche Sängerin und Schauspielerin Katja Ebstein

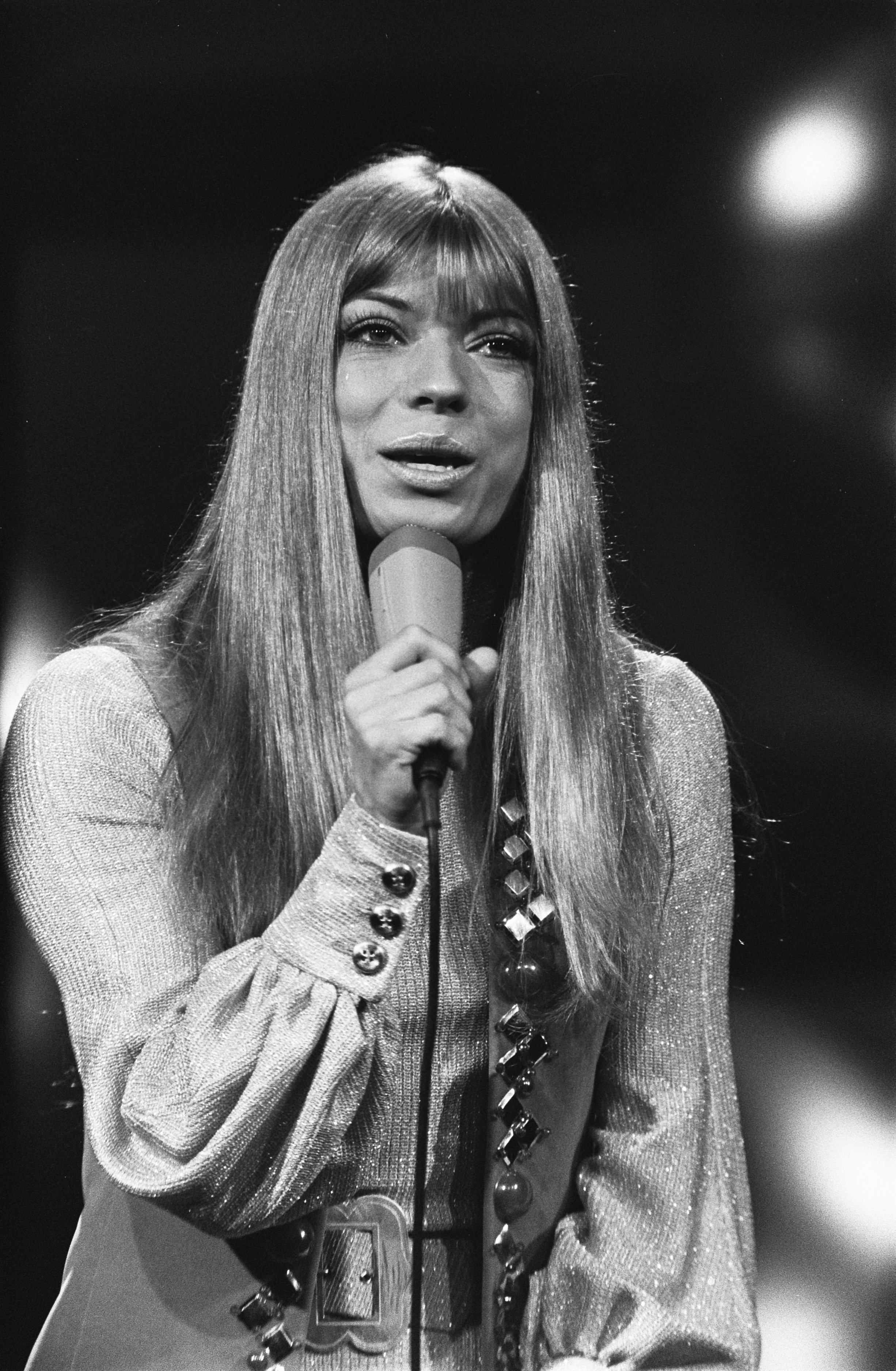
Katja Ebstein

- 09. März: Hartmut Haupt, deutscher Fußballspieler († 2013)
- 09. März: Robin Trower, englischer Gitarrist und Rockmusiker
- 09. März: Ron Widby, US-amerikanischer American-Football-Spieler († 2020)
- 11. März: Geoff Brown, britischer Vulkanologe und Geologe († 1993)
- 11. März: Harvey Mandel, US-amerikanischer Bluesmusiker und Gitarrist
- 11. März: Patrick Murray, australischer Sportschütze († 2021)
- 13. März: Anatoli Timofejewitsch Fomenko, russischer Mathematiker
- 14. März: Berko Acker, deutscher Film- und Theaterschauspieler († 1978)
- 14. März: Werner Andler, deutscher Kinderarzt († 2013)
- 14. März: Bethuel Pakalitha Mosisili, lesothischer Politiker
- 14. März: Herman van Veen, niederländischer Sänger, Schriftsteller, Liedertexter und Liederkomponist Herman van Veen

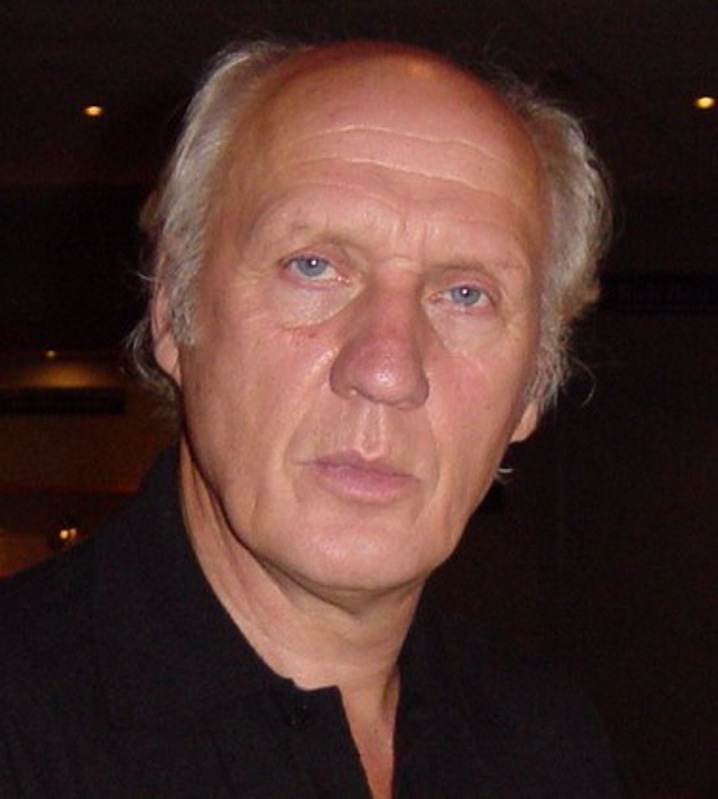
Herman van Veen

- 15. März: Walter Adams, deutscher Leichtathlet († 2023)
- 15. März: Volker Kröning, deutscher Politiker und MdB
- 16. März: Polo Hofer, Schweizer Rock-Sänger († 2017)
- 17. März: David Bailey (Leichtathlet), kanadischer Leichtathlet und Pharmakologe († 2022)
- 17. März: Karl-Heinz Seiffert, Richter am Bundesgerichtshof
- 18. März: Joy Fielding, kanadische Schauspielerin
- 18. März: Anthony Villanueva, philippinischer Boxer († 2014)
- 19. März: Mark O’Connor, australischer Lyriker
- 20. März: Frank Ankersmit, niederländischer Professor für Geistesgeschichte und Geschichtstheorie
- 20. März: Thomas J. Huelsmann, US-amerikanischer Posaunist und Musikpädagoge
- 20. März: Roger Magnusson, schwedischer Fußballspieler
- 21. März: Charles Greene, US-amerikanischer Leichtathlet († 2022)
- 22. März: Jorge Ben, brasilianischer Popmusiker
- 22. März: Paul Schockemöhle, deutscher Springreiter Paul Schockemöhle

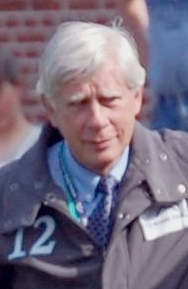
Paul Schockemöhle

- 23. März: Elke Austenat, deutsche Ärztin und Autorin
- 23. März: Christian Bussi, französischer Automobilrennfahrer
- 23. März: Erik De Vlaeminck, belgischer Radrennfahrer, Querfeldein-Spezialist († 2015)
- 23. März: Francis Xavier Yu Soo-il, südkoreanischer römisch-katholischer Militärbischof († 2025)
- 24. März: Robert Bakker, US-amerikanischer Paläontologe und Maler
- 24. März: Ax Genrich, deutscher Gitarrist
- 25. März: Dumitru Antonescu, rumänischer Fußballspieler und -trainer († 2016)
- 25. März: Michael Archer, australischer Paläontologe
- 25. März: Klaus Armbrüster, deutscher Jurist
- 26. März: Joachim Hörster, deutscher Politiker und MdB († 2020)
- 26. März: Eugenio Lazzarini, italienischer Motorradrennfahrer
- 26. März: Enrico Paolini, italienischer Radrennfahrer († 2025)
- 26. März: Adriano Pappalardo, italienischer Cantautore und Schauspieler
- 26. März: Michail Woronin, russischer Turner († 2004)
- 27. März: Anna Mae Aquash, indianische Aktivistin († 1975)
- 27. März: Harry Rowohlt, deutscher Schriftsteller, Übersetzer und Rezitator († 2015)
- 27. März: Elżbieta Żebrowska, polnische Leichtathletin († 2021)
- 28. März: Sally Carr, britische Sängerin
- 28. März: Rolf Glasmeier, deutscher Künstler († 2003)
- 28. März: Tilman Röhrig, deutscher Schriftsteller
- 29. März: Karl Rainer Kilches, deutscher Jurist
- 29. März: Jorge Traverso, uruguayischer Journalist († 2025)
- 30. März: Eric Clapton, englischer Rock- und Blues-Gitarrist Eric Clapton

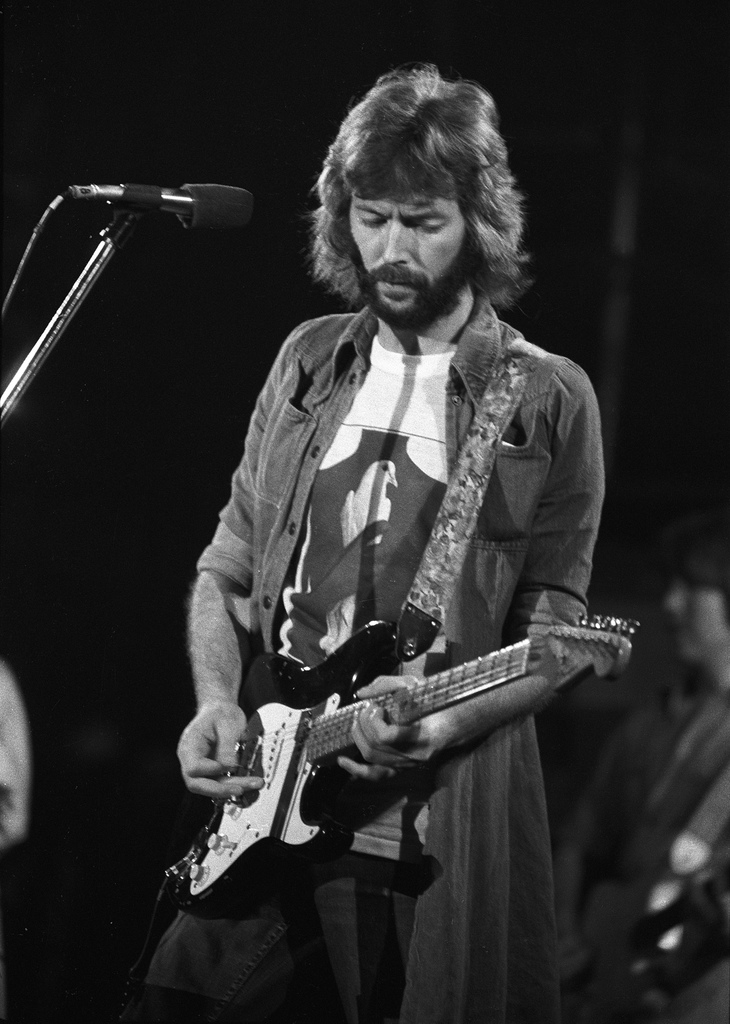
Eric Clapton

- 00. März: Rhina Ramírez, dominikanische Sängerin

### April
- 01. April: Bjørnar Andresen, norwegischer Jazz-Musiker († 2004)
- 01. April: Ib Ivan Larsen, dänischer Ruderer
- 02. April: Hans-Wolfgang Arndt, deutscher Professor für Steuerrecht
- 02. April: Jürgen Drews, deutscher Schlagersänger und Gastronom

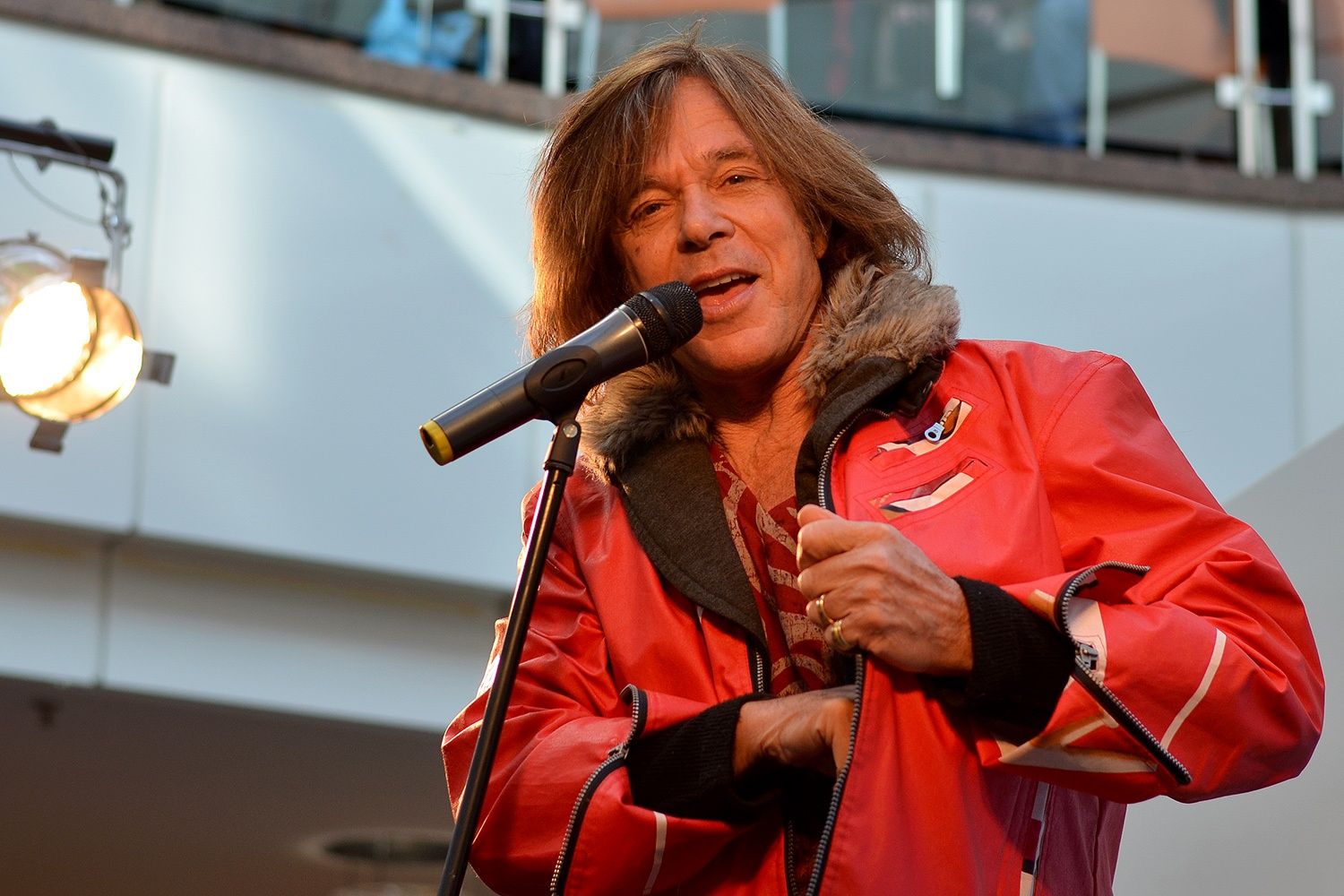
Jürgen Drews, 2013

- 02. April: Guy Fréquelin, französischer Motorsportler
- 02. April: Linda Hunt, US-amerikanische Schauspielerin
- 03. April: Petra Kappert, Professorin für Turkologie († 2004)
- 03. April: Wolfgang Pampel, deutscher Theaterschauspieler, Schauspieler, Sänger und Synchronsprecher
- 04. April: Daniel Cohn-Bendit, deutsch-französischer Publizist und Politiker
- 06. April: Celestino Aós Braco, spanischer Erzbischof und Kardinal von Santiago de Chile
- 06. April: Marianne Schroeder, Schweizer Komponistin und Pianistin
- 07. April: Werner Schroeter, deutscher Regisseur († 2010)
- 08. April: Margherita Cagol, italienische Terroristin der Roten Brigaden († 1975)
- 08. April: Michael Hanemann, deutscher Schauspieler
- 08. April: Diarmuid Martin, irischer Erzbischof, Primas von Irland
- 09. April: Omar Khorshid, ägyptischer Gitarrist († 1981)
- 10. April: Shirley Walker, US-amerikanische Komponistin, Dirigentin, Pianistin und Produzentin († 2006)
- 11. April: Christian Quadflieg, deutscher Schauspieler, Regisseur und Rezitator († 2023)
- 12. April: Miller Anderson, britischer Blues- und Rockmusiker
- 12. April: Felipe Lara, spanischer Flamencosänger
- 12. April: Kiyoko Murata, japanische Schriftstellerin
- 12. April: Sigrid Skarpelis-Sperk, deutscher Politiker und MdB
- 12. April: Peter Tschernig, deutscher Musiker († 2017)
- 13. April: George Aggudey, ghanaischer Politiker
- 13. April: Sergei Wostokow, sowjetischer und russischer Mathematiker († 2025)
- 13. April: Lowell George, US-amerikanischer Rockmusiker (Little Feat) († 1979)
- 14. April: Matthias Aeschbacher, Schweizer Dirigent
- 14. April: Uwe Beyer, deutscher Leichtathlet († 1993)
- 14. April: Ritchie Blackmore, britischer Hardrock-Gitarrist (Deep Purple)

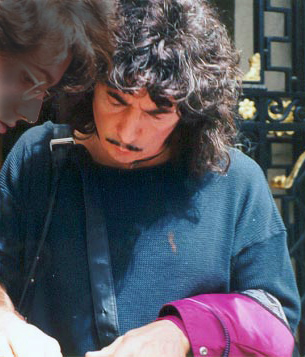
Ritchie Blackmore

- 15. April: Dagmar Frederic, deutsche Sängerin und Moderatorin
- 15. April: Milton Peláez, dominikanischer Rockmusiker, Komponist und Komiker († 2006)
- 16. April: Stefan Grossman, US-amerikanischer Gitarrist, Lehrbuchautor und Produzent
- 16. April: Sarenco, italienischer visueller Poet, Kulturveranstalter, Verleger und Filmemacher († 2017)
- 18. April: Wolfgang Stropek, österreichischer Motorradrennfahrer
- 19. April: Eugenia del Pino, ecuadorianische Biologin
- 19. April: Ferenc Vozar, deutscher Eishockeyspieler († 1999)
- 20. April: Helene Auer, österreichische Politikerin
- 20. April: Michael Brandon, US-amerikanischer Schauspieler
- 20. April: Janice Smith, US-amerikanische Eisschnellläuferin († 2022)
- 20. April: Naftali Temu, kenianischer Leichtathlet und Langstreckenläufer († 2003)
- 21. April: Heinrich Haasis, deutscher Politiker und Präsident des Deutschen Sparkassen- und Giroverbands
- 22. April: Norbert Irtel, deutscher Fußballspieler († 2025)
- 23. April: Jorge Taveras, dominikanischer Komponist, Arrangeur und Dirigent († 2021)
- 24. April: Linde Bischof, deutsche Malerin
- 24. April: Larry Tesler, US-amerikanischer Informatiker († 2020)
- 25. April: Franz Bardenhewer, deutscher Jurist
- 25. April: Lutz Feldt, deutscher Vizeadmiral und Inspekteur der Marine
- 25. April: Esther Orozco, mexikanische Biologin und Politikerin
- 25. April: Geriet Schieske, deutscher Regisseur, Schauspieler und Autor († 2023)

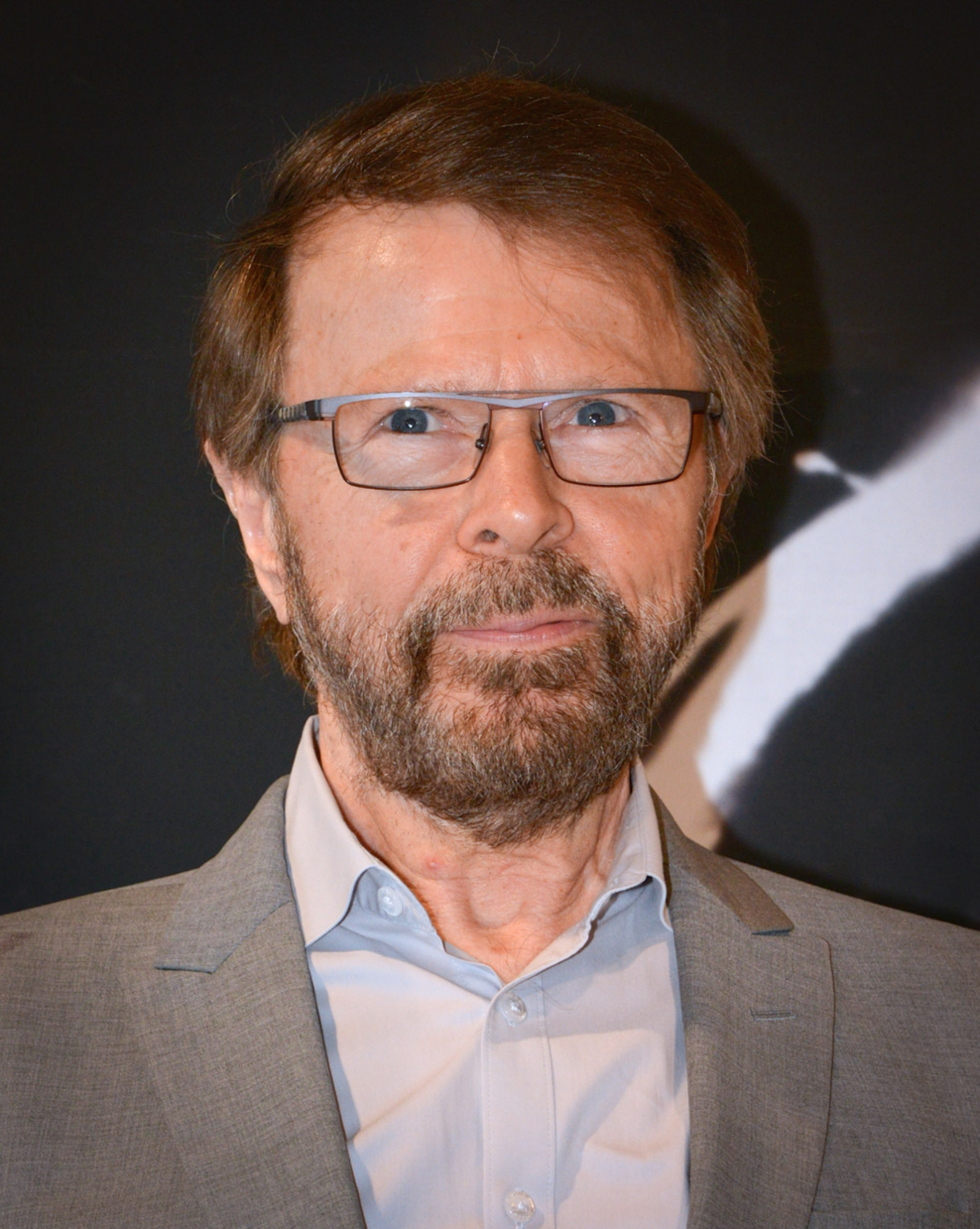
Björn Ulvaeus

- 25. April: Björn Ulvaeus, schwedischer Sänger, Mitglied der Gruppe ABBA
- 26. April: Richard Armitage, US-amerikanischer Politiker († 2025)
- 26. April: Winfried Glatzeder, deutscher Schauspieler
- 26. April: Petr Oslzlý, tschechischer Dramaturg, Drehbuchautor und Schauspieler
- 26. April: Roberto Solórzano, costa-ricanischer Judoka († 2022)
- 27. April: Roberto Bonadimani, italienischer Comiczeichner
- 29. April: Lutz Ackermann, deutscher Journalist und Rundfunk- und Fernsehmoderator
- 29. April: Hugh Hopper, britischer Bassist und Komponist († 2009)
- 29. April: Tammi Terrell, US-amerikanische Soul- und R&B-Sängerin († 1970)
- 29. April: Zdeněk Tylšar, tschechischer Hornist und Professor († 2006)
- 30. April: Aleksander Ciążyński, polnischer Hockeyspieler († 2021)
- 30. April: Max Cohen-Olivar, marokkanischer Automobilrennfahrer († 2018)
- 30. April: Ulla Hahn, deutsche Schriftstellerin
- 30. April: Hannelore Huber, österreichische Psychologin († 2017)

### Mai
- 01. Mai: Rita Coolidge, US-amerikanische Musikerin indianischer Abstammung
- 03. Mai: Patricia Asbæk, dänische Galeristin und Kuratorin
- 03. Mai: Tadeusz Rydzyk, polnischer Redemptoristenpater und Medienunternehmer
- 04. Mai: Richard Albrecht, deutscher Sozialwissenschaftler, Bürgerrechtler und Autor
- 04. Mai: Issam John Darwich, syrischer Geistlicher und Bischof der Eparchie Sydney
- 04. Mai: Michael Jürgs, deutscher Journalist († 2019)
- 05. Mai: Claude Bourgoignie, belgischer Automobilrennfahrer
- 05. Mai: Rainer Büttner, deutscher Synchronsprecher und Schauspieler († 2017)
- 06. Mai: Jimmie Dale Gilmore, US-amerikanischer Country-Singer-Songwriter
- 06. Mai: Felix von Manteuffel, deutscher Schauspieler
- 07. Mai: Max Müller, deutscher Handballspieler († 2021)
- 08. Mai: Keith Jarrett, US-amerikanischer Jazz-Pianist
- 09. Mai: Gamal al-Ghitani, ägyptischer Schriftsteller und Journalist († 2015)
- 09. Mai: Kenneth Dyba, kanadischer Schriftsteller und Theaterleiter
- 09. Mai: Jupp Heynckes, deutscher Fußballspieler und -trainer

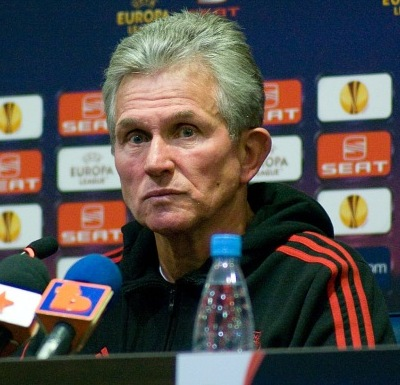
Jupp Heynckes

- 10. Mai: Little Bob, französischer Sänger
- 11. Mai: Hans-Walter Schädler, liechtensteinischer Skirennläufer
- 12. Mai: Alan Ball, englischer Fußballspieler und -trainer († 2007)
- 12. Mai: Ian McLagan, britischer Rockmusiker († 2014)
- 12. Mai: Diana Raznovich, argentinische Schriftstellerin, Theatermacherin und Karikaturistin
- 12. Mai: Gayla Reid, kanadische Schriftstellerin
- 13. Mai: Sam Anderson, US-amerikanischer Schauspieler
- 13. Mai: Lasse Berghagen, schwedischer Musiker († 2023)
- 13. Mai: Kazys Uscila, litauischer Übersetzer und Journalist
- 14. Mai: Wladislaw Ardsinba, abchasischer Politiker († 2010)
- 14. Mai: Zsuzsanna Kézi, ungarische Handballtorhüterin († 2021)
- 14. Mai: Bernd Schubert, deutscher Leichtathletiktrainer
- 14. Mai: Jochanan Wallach, israelischer Fußballspieler
- 15. Mai: Jacques Guillot, französischer Automobilrennfahrer
- 15. Mai: Lee Jang-ho, südkoreanischer Filmregisseur
- 16. Mai: Rob Bron, niederländischer Motorradrennfahrer († 2009)
- 16. Mai: Axel Kutsch, deutscher Schriftsteller und Herausgeber
- 16. Mai: Massimo Moratti, italienischer Industrieller
- 16. Mai: Martha Beatriz Roque, kubanische Wirtschaftswissenschaftlerin
- 17. Mai: Wladimir Aichelburg, österreichischer Historiker und Publizist
- 17. Mai: Renate Krößner, deutsche Schauspielerin († 2020)
- 17. Mai: Daniel Odier, Schweizer Schriftsteller und Tantra- wie auch Chan-Lehrer
- 18. Mai: Christopher Alan Bayly, britischer Historiker († 2015)
- 18. Mai: Max Mabillard, Schweizer Journalist († 2001)
- 18. Mai: Heidrun Polack, deutsche Schauspielerin
- 19. Mai: Pete Townshend, britischer Musiker und musikalischer Kopf der Rockband The Who

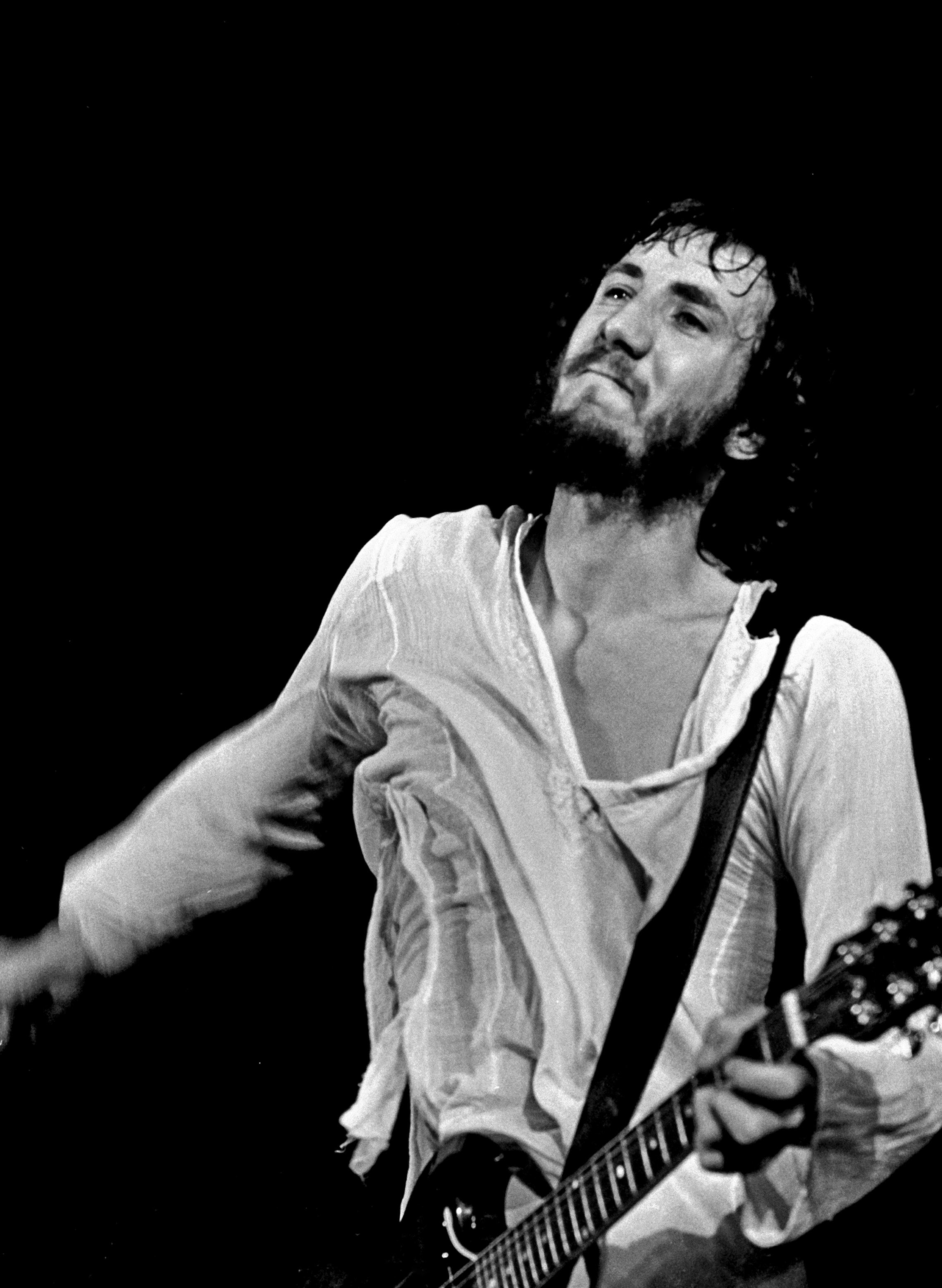
Pete Townshend, 1972

- 20. Mai: Gabriela Andersen-Schiess, Schweizer Mittel- und Langstreckenläuferin
- 20. Mai: Anton Zeilinger, österreichischer Quantenphysiker

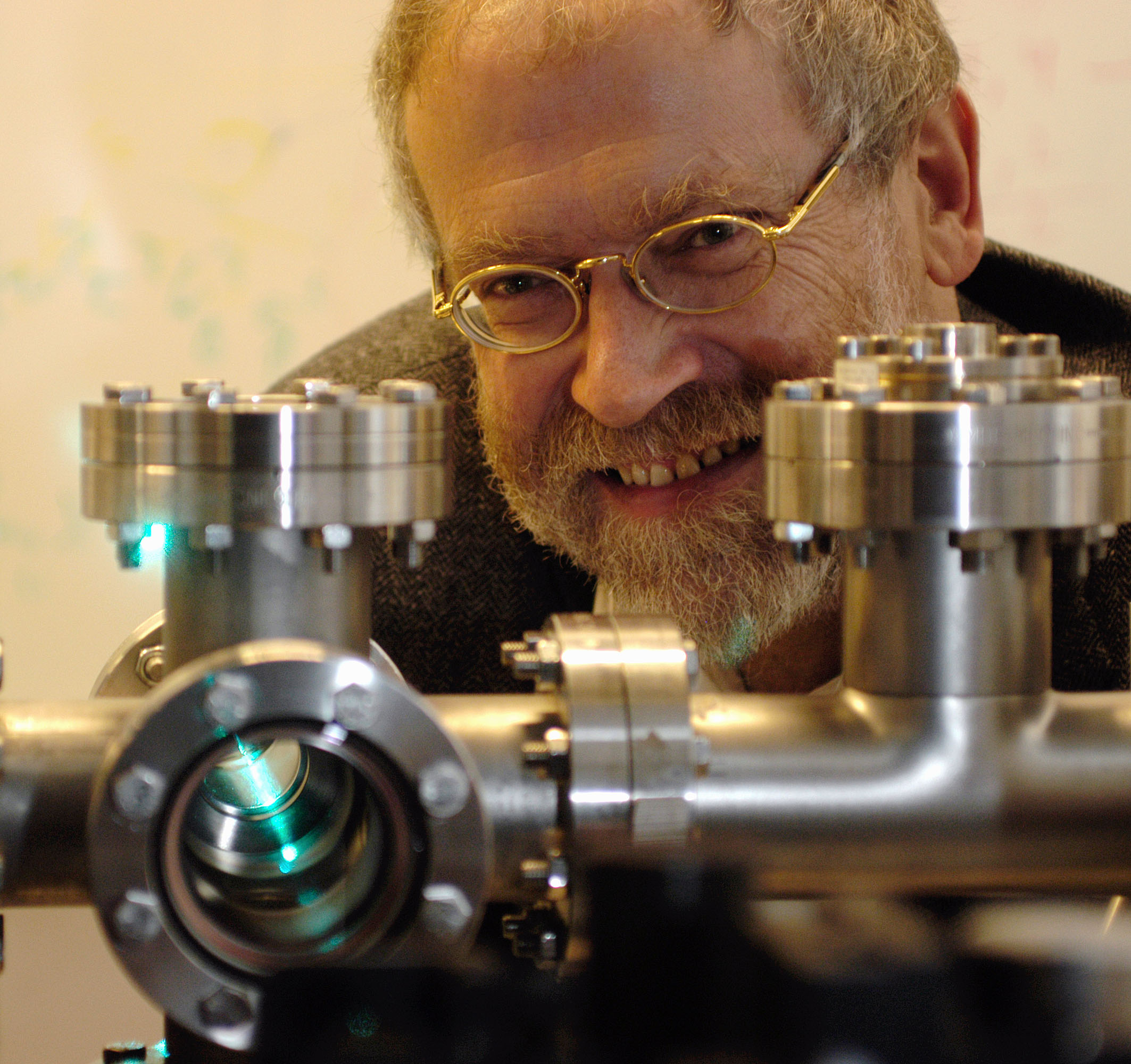
Anton Zeilinger

- 21. Mai: Monika Breustedt, deutsche Malerin
- 21. Mai: Ernst Messerschmid, deutscher Physiker und Astronaut
- 22. Mai: Piero Ferrari, italienischer Unternehmer und Industrieller
- 23. Mai: Lauren Chapin, US-amerikanische Schauspielerin
- 23. Mai: Hans-Jörg Oestern, deutscher Unfallchirurg († 2025)
- 24. Mai: Bärbel Bohley, deutsche Bürgerrechtlerin und Malerin († 2010)
- 24. Mai: Driss Jettou, marokkanischer Politiker und Premierminister
- 24. Mai: Priscilla Presley, US-amerikanische Schauspielerin
- 25. Mai: Klaus Zaczyk, deutscher Fußballspieler
- 26. Mai: Donald Steven, kanadischer Komponist
- 27. Mai: Bruce Cockburn, kanadischer Musiker, Songwriter
- 27. Mai: Dennis McCoy, US-amerikanischer Skirennläufer
- 28. Mai: Patch Adams, US-amerikanischer Arzt
- 28. Mai: Gerhard Athing, Richter am Bundesgerichtshof
- 28. Mai: John Fogerty, US-amerikanischer Rockmusiker
- 28. Mai: Leo Pleysier, niederländischsprachiger Schriftsteller aus Belgien
- 29. Mai: Gary Brooker, britischer Rockmusiker († 2022)
- 29. Mai: Catherine Lara, französische Sängerin
- 30. Mai: John Jellinek, US-amerikanischer Automobilrennfahrer
- 31. Mai: Rainer Werner Fassbinder, deutscher Regisseur, Filmproduzent und Bühnenautor († 1982)

Rainer Werner Fassbinder

- 31. Mai: Laurent Gbagbo, Präsident von Côte d’Ivoire

### Juni
- 01. Juni: Marino Basso, italienischer Radrennfahrer
- 02. Juni: David Dundas, britischer Sänger
- 02. Juni: Richard Long, britischer Künstler
- 02. Juni: Hans-Bert Matoul, deutscher Fußballspieler (DDR) († 2025)
- 02. Juni: Patrick Metral, französischer Autorennfahrer
- 02. Juni: Jon Peters, US-amerikanischer Filmproduzent
- 02. Juni: Anson Rabinbach, US-amerikanischer Neuzeithistoriker († 2025)
- 03. Juni: Bjørn Alterhaug, norwegischer Jazzkontrabassist
- 03. Juni: Gerda Eichhorn, deutsche Politikerin
- 03. Juni: Klaus-Günther Voigtmann, deutscher Politiker
- 04. Juni: Anthony Braxton, US-amerikanischer Saxophonist und Komponist
- 04. Juni: Jörg Steinwascher, deutscher Motorbootrennfahrer († 1999)
- 04. Juni: Ralf Thenior, deutscher Schriftsteller
- 04. Juni: Regina Weicker, deutsche Hörspiel- und Drehbuchautorin († 2003)
- 04. Juni: Adrian Yates-Smith, britischer Automobilrennfahrer († 2005)
- 05. Juni: Mark Jay Ablowitz, US-amerikanischer Mathematiker
- 05. Juni: John Carlos, US-amerikanischer Leichtathlet und Olympiateilnehmer
- 05. Juni: Wladimiro Panizza, italienischer Radrennfahrer († 2002)
- 06. Juni: Allen Boyd, US-amerikanischer Politiker
- 06. Juni: Theo Zwanziger, deutscher Sportfunktionär und Schatzmeister des DFB
- 07. Juni: Lars-Göran Åslund, schwedischer Skilangläufer
- 07. Juni: Wolfgang Schüssel, österreichischer Bundeskanzler Wolfgang Schüssel, 2006

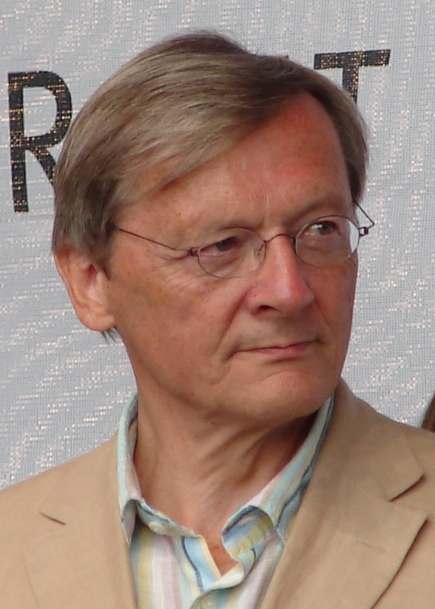
Wolfgang Schüssel, 2006

- 08. Juni: Elmar Buck, deutscher Germanist († 2025)
- 08. Juni: Nicky Oppenheimer, südafrikanischer Unternehmer
- 09. Juni: Yūji Aoki, japanischer Manga-Zeichner († 2003)
- 09. Juni: Mick Goodrick, US-amerikanischer Jazzgitarrist und -lehrer († 2022)
- 09. Juni: Betty Mahmoody, US-amerikanische Autorin
- 09. Juni: Luis Ocaña Pernía, spanischer Radfahrer († 1994)
- 09. Juni: Nike Wagner, deutsche Dramaturgin
- 10. Juni: Kurt Neumann, deutscher Politiker († 2021)
- 10. Juni: Regula Schmidt-Bott, deutsche Politikerin und MdB († 2015)
- 11. Juni: Ernst Bahr, deutscher Politiker und MdB
- 11. Juni: Roger Schawinski, Schweizer Medienpionier und Fernsehmoderator
- 12. Juni: Heiner Sandig, deutscher Pfarrer, Politiker (CDU) und Sächsischer Ausländerbeauftragter
- 12. Juni: Nadia Turbide, kanadische Musikwissenschaftlerin und -pädagogin
- 13. Juni: William Matthew Wand Addison, 4. Viscount Addison
- 14. Juni: Rod Argent, britischer Musiker
- 14. Juni: Barbara Beisinghoff, deutsche Grafikerin
- 14. Juni: Jörg Immendorff, deutscher Maler und Bildhauer († 2007)
- 14. Juni: Alfred Worm, österreichischer Journalist († 2007)
- 15. Juni: Robert Sarah, guineischer Kurienkardinal
- 17. Juni: Patrick Hickey, irischer Judoka und Sportfunktionär
- 17. Juni: Ken Livingstone, Oberbürgermeister von London Ken Livingstone

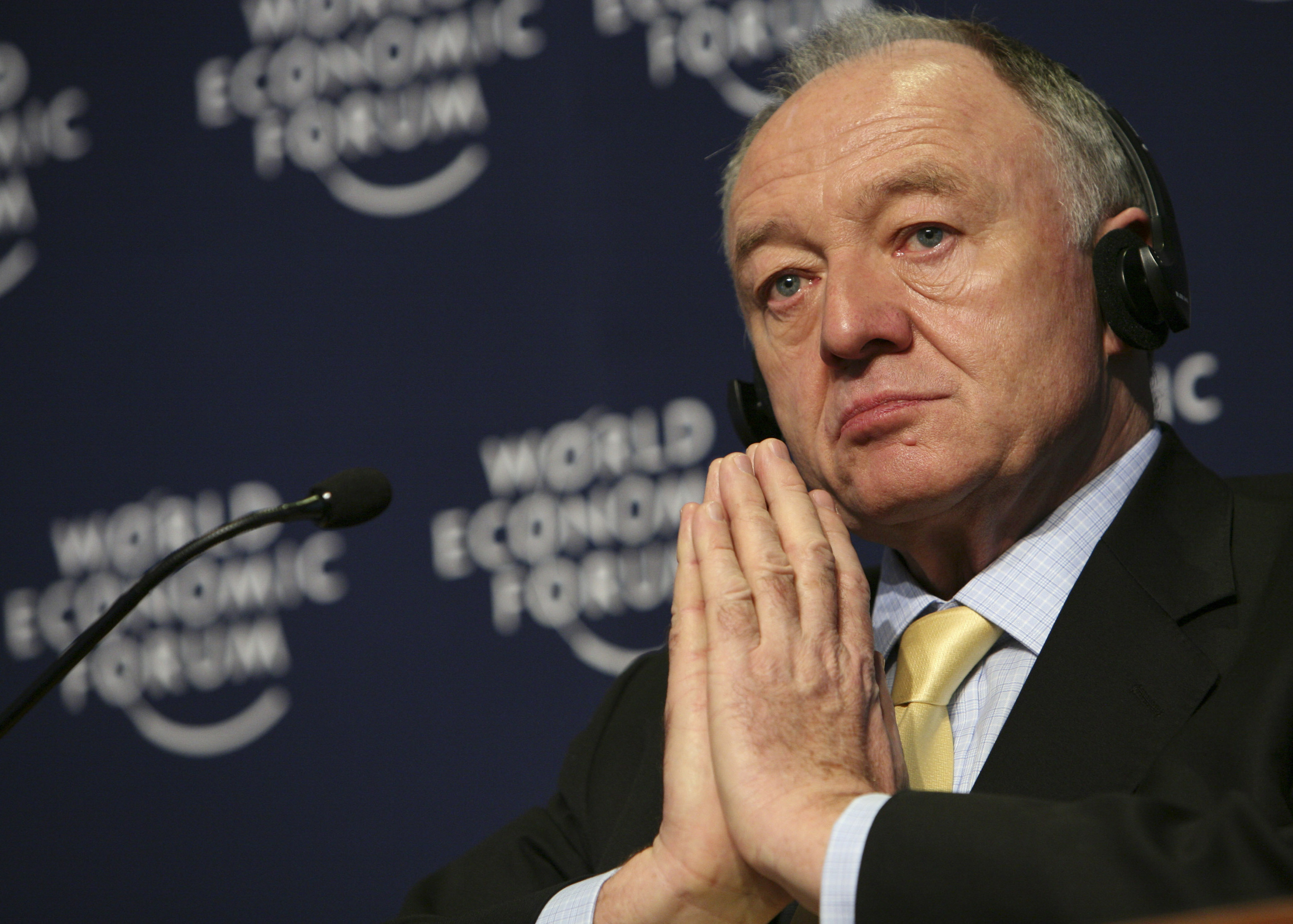
Ken Livingstone

- 17. Juni: Eddy Merckx, belgischer Radrennfahrer
- 17. Juni: Arthur Verocai, brasilianischer Musiker, Sänger, Dirigent und Musikproduzent
- 18. Juni: Ernesto Fernandes, Politiker aus Osttimor († 2025)
- 18. Juni: Heikedine Körting, deutsche Hörspielproduzentin
- 18. Juni: Hans-Peter Neuhaus, deutscher Handballspieler und -trainer
- 18. Juni: Haico Scharn, niederländischer Leichtathlet († 2021)
- 19. Juni: Aung San Suu Kyi, Politikerin in Birma Aung San Suu Kyi

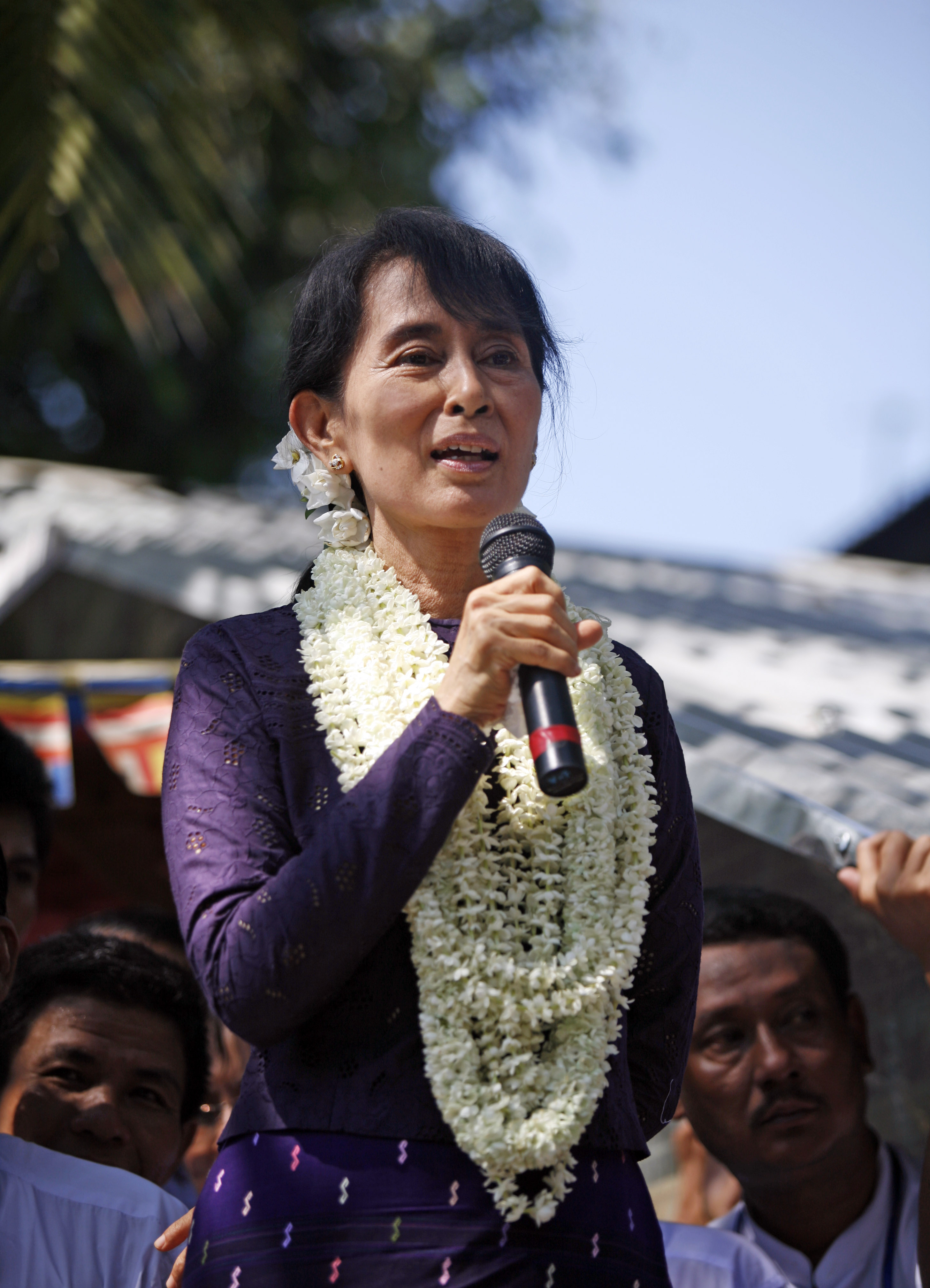
Aung San Suu Kyi

- 19. Juni: Radovan Karadžić, Präsident der Republika Srpska, Angeklagter wegen Kriegsverbrechen im Bosnienkrieg
- 19. Juni: Mario Livio, israelischer Astrophysiker und Autor
- 19. Juni: Marion Speer, US-amerikanischer Autorennfahrer
- 20. Juni: Claude Bessy, französischer Autor, Sänger und Musikvideoproduzent († 1999)
- 20. Juni: Silvio Lehmann, österreichischer Soziologe († 2025)
- 20. Juni: Wilfried Loll, deutscher Schauspieler
- 20. Juni: Shekhar Mehta, kenianischer Rallyefahrer († 2006)
- 20. Juni: David Smith Monson, US-amerikanischer Politiker
- 20. Juni: Anne Murray, kanadische Sängerin
- 21. Juni: Philippe Sarde, französischer Komponist
- 21. Juni: Adam Zagajewski, polnischer Schriftsteller († 2021)
- 22. Juni: Rainer Brüderle, deutscher Politiker Rainer Brüderle, 2004

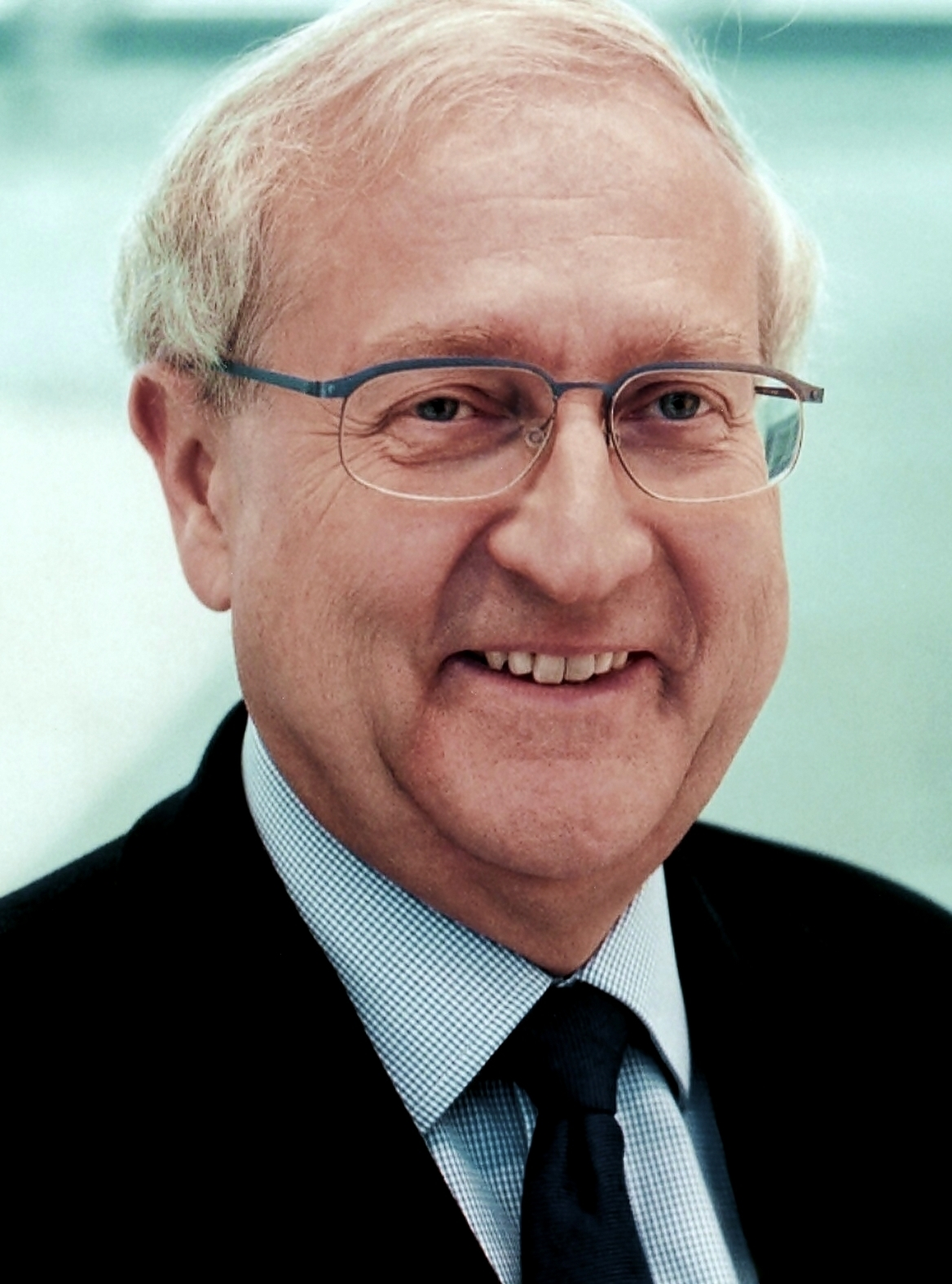
Rainer Brüderle, 2004

- 22. Juni: Reiner Ganschow, deutscher Handballtrainer und -spieler
- 24. Juni: Gustav-Wilhelm Bathke, deutscher Erziehungswissenschaftler
- 24. Juni: Sy Brandon, US-amerikanischer Komponist und Musikpädagoge
- 24. Juni: Monika Dannemann, deutsche Freundin des Musikers Jimi Hendrix († 1996)
- 24. Juni: George Pataki, US-amerikanischer Politiker
- 25. Juni: Johanna Liebeneiner, österreichische Schauspielerin
- 25. Juni: Carly Simon, US-amerikanische Sängerin
- 26. Juni: Ondřej Neff, tschechischer Schriftsteller, Journalist und Herausgeber von Internetzeitungen
- 26. Juni: Joseph von Westphalen, deutscher Schriftsteller
- 27. Juni: Ami Ajalon, israelischer Politiker, Friedensaktivist und Mitglied der Knesset
- 28. Juni: Reinhardt Breitfelder, deutscher Brigadegeneral und Abteilungsleiter des Bundesnachrichtendienstes
- 28. Juni: Roland Horvath, österreichischer Hornist
- 28. Juni: Philippa Marrack, britisch-US-amerikanische Biochemikerin und Immunologin
- 29. Juni: Ouhi Cha, südkoreanische Malerin
- 29. Juni: Chandrika Bandaranaike Kumaratunga, Präsidentin von Sri Lanka
- 30. Juni: Hartmuth Hahn deutscher Fußballspieler und -trainer
- 30. Juni: Sean Scully, irischer Maler und Grafiker

### Juli
- 01. Juli: István Bérczi, ungarischer Turner († 2021)
- 01. Juli: Jane Cederqvist, schwedische Schwimmerin († 2023)
- 01. Juli: Debbie Harry, US-amerikanische Sängerin, Songwriterin und Schauspielerin
- 01. Juli: Chōkitsu Kurumatani, japanischer Schriftsteller († 2015)
- 02. Juli: Dieter Grasedieck, deutscher Politiker und MdB
- 03. Juli: Wayne Gould, Verbreiter des Sudokus in Europa
- 04. Juli: Steinar Amundsen, norwegischer Kanute († 2022)
- 04. Juli: Jesús Antonio Lerma Nolasco, mexikanischer römisch-katholischer Bischof († 2025)
- 04. Juli: David McWilliams, nordirischer Musiker († 2002)
- 04. Juli: Stanisław Kardinal Ryłko, polnischer Kurienkardinal
- 05. Juli: François Bourgeon, französischer Comic-Autor
- 05. Juli: Lone Fleming, dänische Schauspielerin
- 05. Juli: John Greenwood, US-amerikanischer Automobilrennfahrer († 2015)
- 07. Juli: Michael Ancram, britischer Politiker († 2024)
- 07. Juli: Natsuki Ikezawa, japanischer Schriftsteller und Übersetzer
- 07. Juli: Beatrix Philipp, deutsche Politikerin und MdB († 2019)
- 07. Juli: Heidemarie Wenzel, deutsche Schauspielerin
- 08. Juli: Micheline Calmy-Rey, Schweizer Politikerin

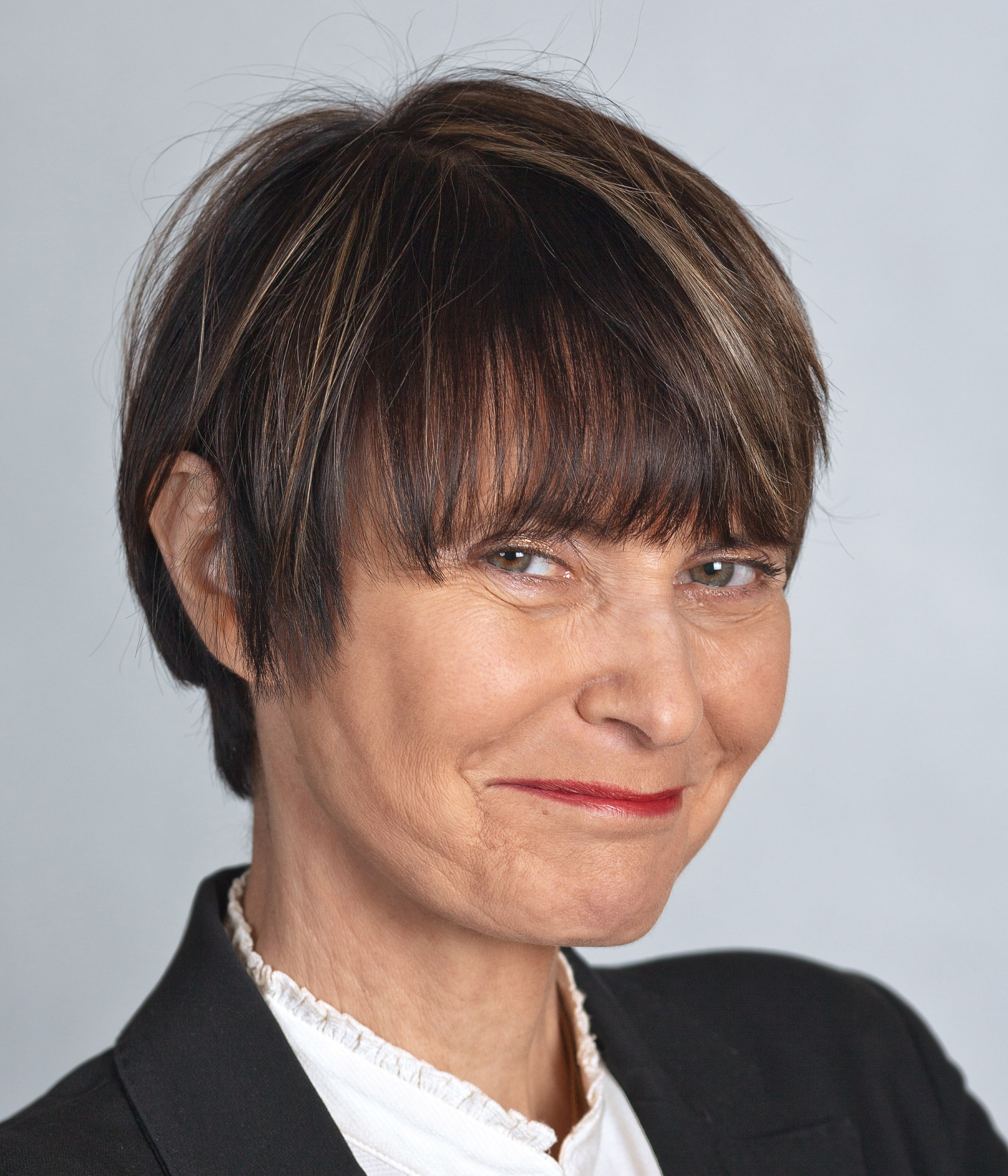
Micheline Calmy-Rey

- 08. Juli: Herbert Schirmer, deutscher Politiker, Minister für Kultur der DDR
- 09. Juli: Bernd Cailloux, deutscher Schriftsteller
- 09. Juli: Dean Koontz, US-amerikanischen Schriftsteller
- 09. Juli: Erik van der Wurff, niederländischer Komponist, Pianist, Produzent, Dirigent und Arrangeur († 2014)
- 10. Juli: Dina Straat, deutsche Schlagersängerin
- 10. Juli: Ifan Williams, kanadischer Cellist und Musikpädagoge
- 11. Juli: András Arató, ungarischer Elektroingenieur
- 11. Juli: Jürgen Zöllner, deutscher Politiker
- 12. Juli: Hans Jochen Henke, deutscher Politiker
- 12. Juli: Gerald Weiß, deutscher Politiker, MdB († 2022)
- 13. Juli: Ini Assmann, deutsche Schauspielerin († 2015)
- 14. Juli: Uwe Küster, deutscher Politiker und MdB († 2014)
- 15. Juli: Jürgen Möllemann, deutscher Politiker († 2003)

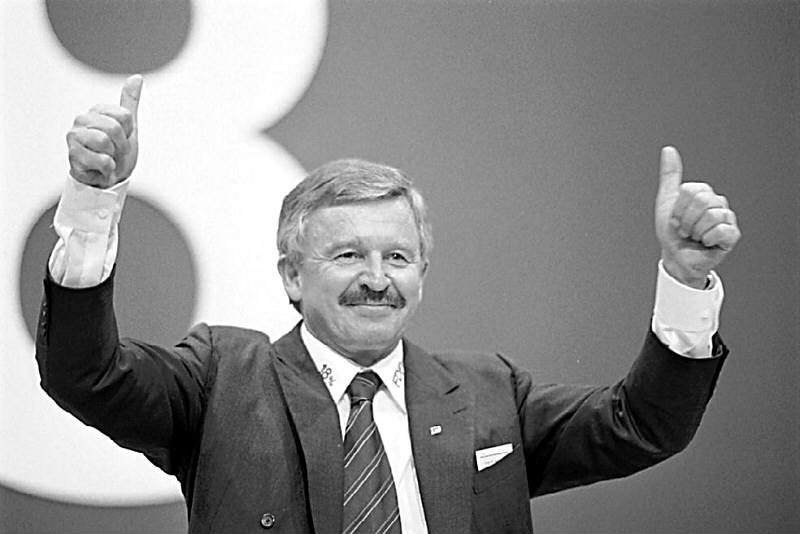
Jürgen Möllemann, 2002

- 17. Juli: Antony Anandarayar, indischer Erzbischof von Pondicherry und Cuddalore († 2021)
- 18. Juli: Ugo Ferrante, italienischer Fußballspieler († 2004)
- 19. Juli: Barbara Alms, deutsche Philosophin, Germanistin und Kunstwissenschaftlerin
- 19. Juli: Anna Enquist, niederländische Schriftstellerin
- 19. Juli: Richard Henderson, britischer Struktur- und Molekularbiologe
- 19. Juli: Klaus Heubeck, deutscher Versicherungsmathematiker
- 20. Juli: Kim Carnes, US-amerikanische Musikerin und Komponistin
- 20. Juli: Christian Feest, Ethnologe, Direktor des Völkerkundemuseums, Wien
- 20. Juli: Erwin Haas, deutscher Ruderer
- 23. Juli: Roland Ertl, Chef des Generalstabes des Österreichischen Bundesheeres
- 23. Juli: Herbert Frankenhauser, deutscher Politiker und MdB († 2020)
- 23. Juli: Edie McClurg, US-amerikanische Schauspielerin
- 23. Juli: Gregor Morfill, deutscher Physiker
- 24. Juli: Gianfranco Bedin, italienischer Fußballspieler
- 24. Juli: Lowell Bergman, US-amerikanischer Reporter und Fernsehproduzent
- 24. Juli: Linda Harrison,  US-amerikanische Filmschauspielerin und Fotomodell
- 26. Juli: Ingrid L. Ernst, deutsche Theaterregisseurin, Dozentin, Dramaturgin und Autorin

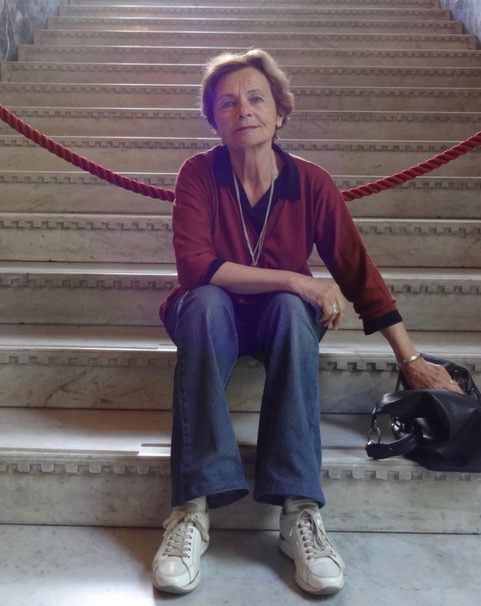
Ingrid L. Ernst, 2019

- 26. Juli: Antonio Fassina, italienischer Rallyefahrer
- 26. Juli: Helen Mirren, britische Schauspielerin

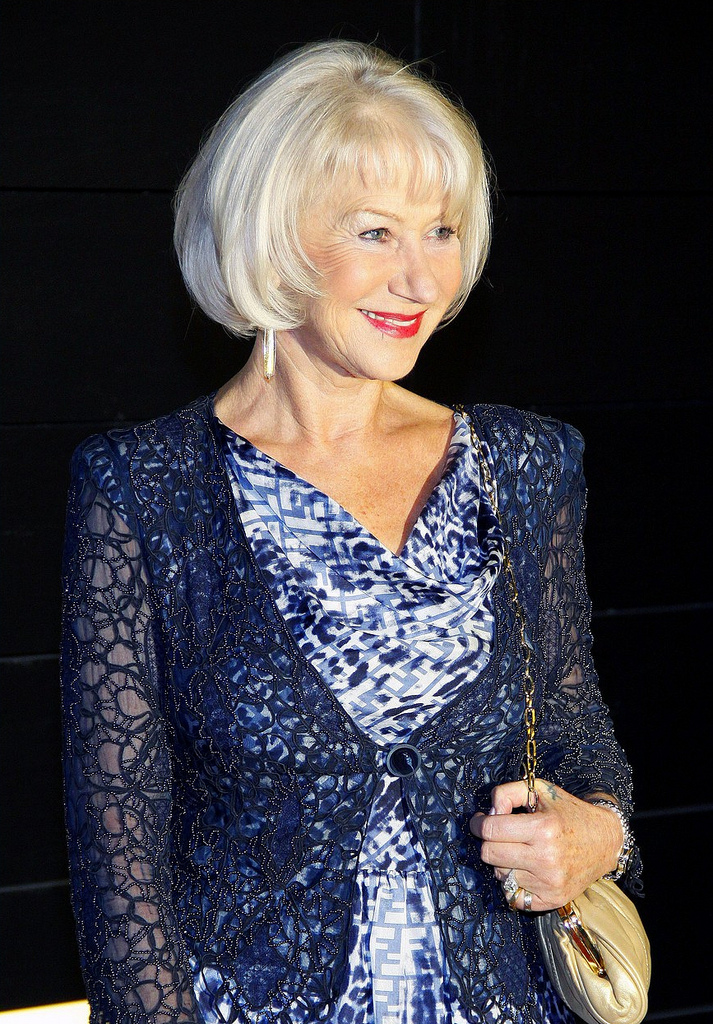
Helen Mirren, 2011

- 27. Juli: Daniel Brillat, französischer Automobilrennfahrer
- 27. Juli: Edmund M. Clarke, US-amerikanischer Informatiker († 2020)
- 27. Juli: Michael Groepper, deutscher Jurist
- 27. Juli: Hans Klima, deutscher Schauspieler
- 28. Juli: Jim Davis, US-amerikanischer Comiczeichner
- 29. Juli: Nils Dag Strømme, norwegischer Boxer († 2022)
- 30. Juli: Patrick Modiano, französischer Schriftsteller
- 30. Juli: David William Sanborn, US-amerikanischer Popsaxophonist († 2024)
- 31. Juli: Masakatsu Asari, japanischer Skispringer  († 2004)
- 31. Juli: Tomáš Vačkář, tschechischer Komponist († 1963)

### August
- 02. August: Frederic Friedel, deutscher Sprachwissenschaftler und Wissenschaftsjournalist
- 03. August: Karl Kremser, deutsch/US-amerikanischer American-Football-Spieler
- 03. August: Floyd McClung, US-amerikanischer evangelischer Missionar, Pastor und Autor († 2021)
- 03. August: Jørgen Schmidt, dänischer Radrennfahrer
- 04. August: Martine de Cortanze, französische Rallye-, Enduro- und Powerboatfahrerin sowie Journalistin und Autorin
- 04. August: Corrado Dal Fabbro, italienischer Bobfahrer († 2018)
- 04. August: Sabine Kaspereit, deutsche Politikerin
- 04. August: Zbigniew Łój, polnischer Hockeytorwart († 2022)
- 04. August: Paul McCarthy, US-amerikanischer Künstler
- 05. August: Loni Anderson, US-amerikanische Schauspielerin († 2025)
- 06. August: Raschid ad-Daʿif, libanesischer Autor
- 06. August: Geraldo Flach, brasilianischer Musiker († 2011)
- 07. August: Mike Brockman, US-amerikanischer Unternehmer und Automobilrennfahrer († 2019)
- 07. August: Alan Page, US-amerikanischer American-Football-Spieler und Jurist Alan Page, 2009

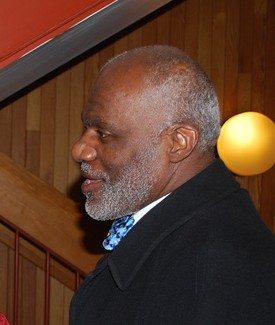
Alan Page, 2009

- 07. August: Reinhard Rack, ÖVP-Politiker und Mitglied des Europäischen Parlaments
- 08. August: Wolfgang Dreher, deutscher Richter am Bundessozialgericht
- 09. August: Peter Dombrowsky, deutscher Politiker († 2022)
- 10. August: Milagros Beras Dalmasí, dominikanischer Pianist und Musikpädagoge († 1996)
- 10. August: Dieter Michael Feineis, deutscher römisch-katholischer Geistlicher und Kirchenhistoriker († 2021)
- 12. August: Bernard Accoyer, französischer Politiker
- 12. August: Nelson Alberto Aguiar Ramírez, kubanischer Dissident
- 12. August: Ute Mora, deutsche Schauspielerin († 2003)
- 12. August: Jean Nouvel, französischer Architekt Jean Nouvel

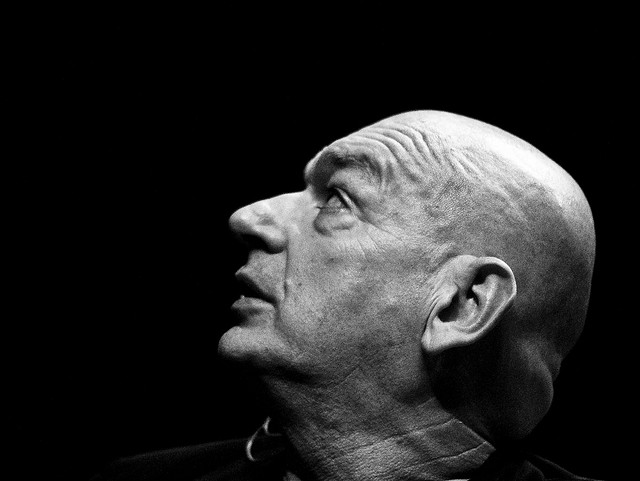
Jean Nouvel

- 14. August: Steve Martin, US-amerikanischer Schriftsteller, Produzent, Schauspieler, Musiker und Komponist Steve Martin, 1982

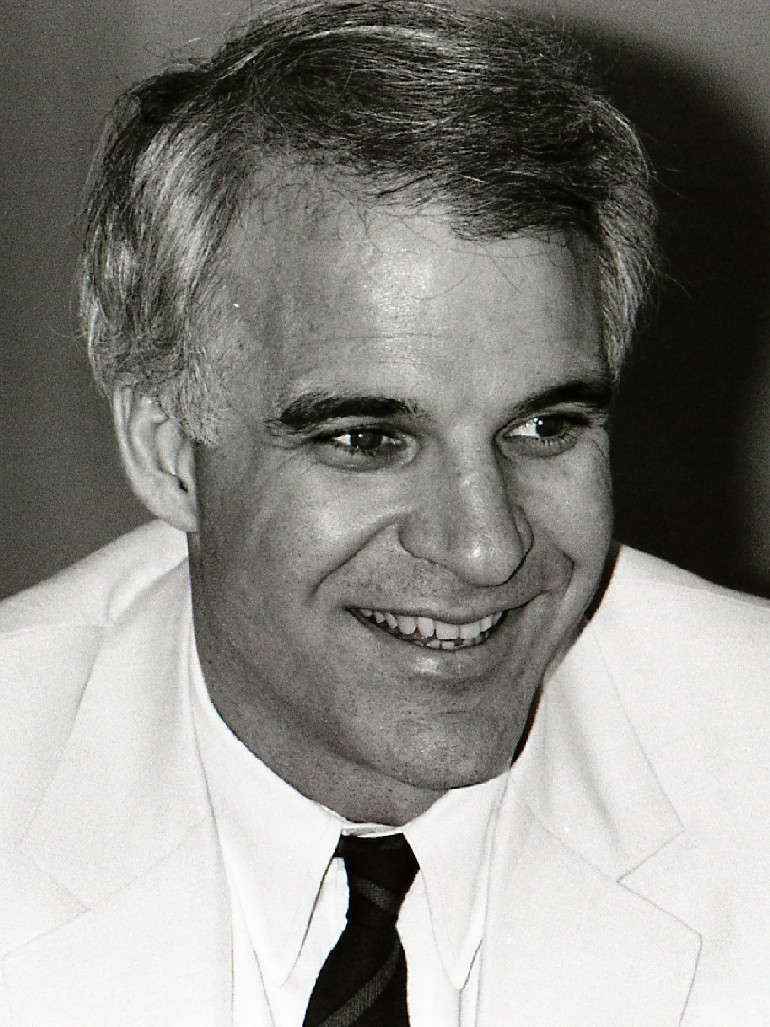
Steve Martin, 1982

- 14. August: Eliana Pittman, brasilianische Sängerin
- 14. August: Roland-Bernhard Trauffer, Schweizer Theologe
- 14. August: Wim Wenders, deutscher Regisseur und Fotograf Wim Wenders, 2011

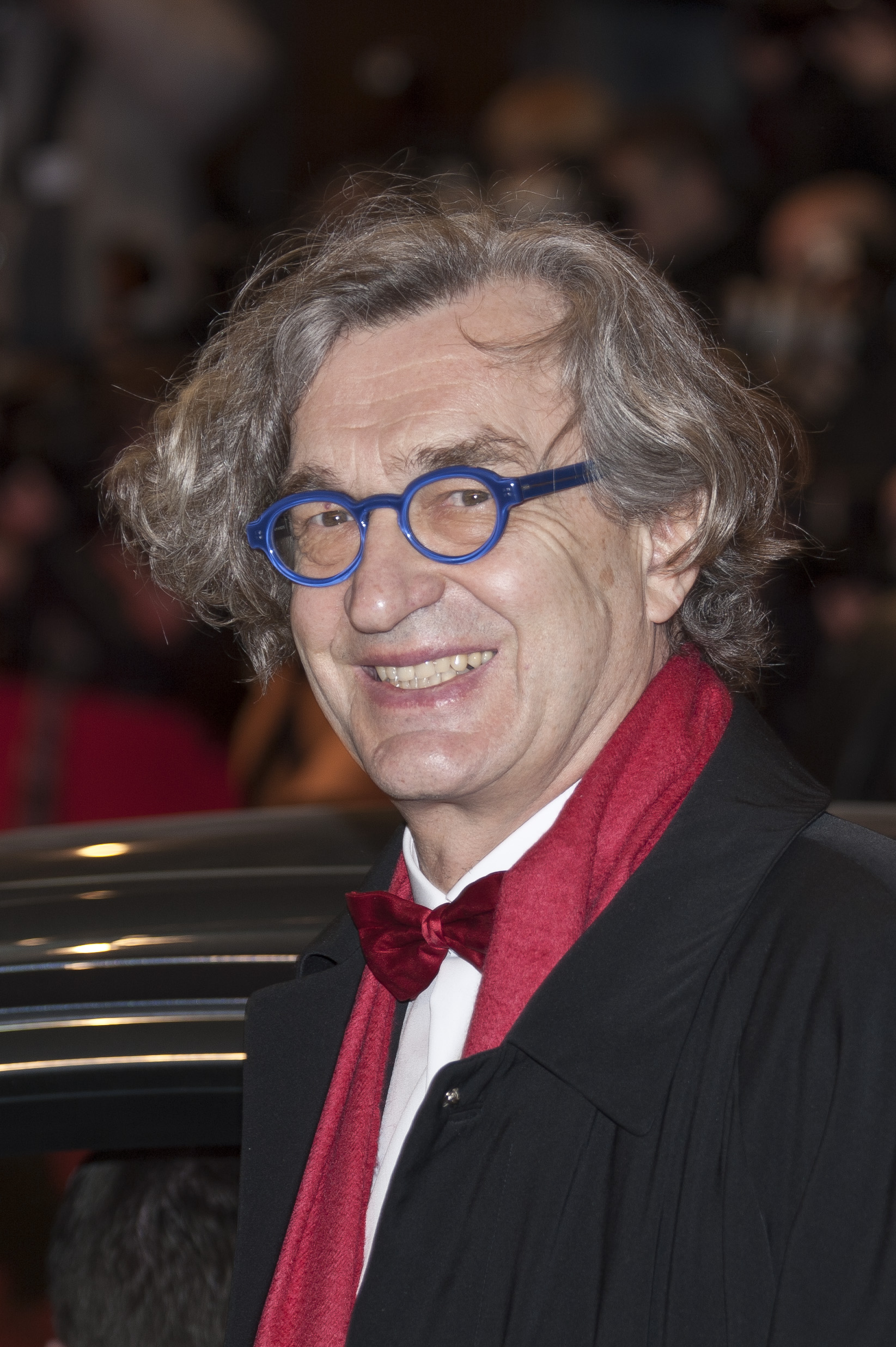
Wim Wenders, 2011

- 15. August: Alain Juppé, französischer Politiker
- 15. August: Gene Upshaw, US-amerikanischer American-Football-Spieler und -Funktionär († 2008)
- 16. August: Suzanne Farrell, US-amerikanische Balletttänzerin
- 16. August: Joachim Rückert, deutscher Rechtswissenschaftler
- 17. August: Yves Herbet, französischer Fußballspieler und -trainer († 2024)
- 19. August: Lars-Viggo Jensen, dänischer Automobilrennfahrer
- 19. August: Rolf Junghanns, deutscher Pianist und Musikwissenschaftler († 1993)
- 20. August: Jürgen Heinrich, deutscher Schauspieler
- 21. August: Willie Lanier, US-amerikanischer American-Football-Spieler
- 21. August: Patty McCormack, US-amerikanische Schauspielerin
- 21. August: Basil Poledouris, US-amerikanischer Filmkomponist und Filmregisseur († 2006)
- 22. August: Steve Kroft, US-amerikanischer Journalist
- 23. August: Carmen-Maja Antoni, deutsche Schauspielerin
- 23. August: Bob Peck, britischer Schauspieler († 1999)
- 23. August: Rita Pavone, italienische Sängerin
- 23. August: Christopher Sharpless, Bobfahrer von den Amerikanischen Jungferninseln
- 24. August: Ronee Blakley, US-amerikanische Sängerin, Schauspielerin, Filmregisseurin und Drehbuchautorin
- 24. August: Cástulo Guerra, argentinischer Schauspieler
- 24. August: Kenneth William David „Ken“ Hensley, britischer Keyboarder, Gitarrist und Sänger († 2020)
- 24. August: Vincent Kennedy McMahon, US-amerikanischer Wrestling Promoter
- 26. August: Tom Ridge, US-amerikanischer Politiker
- 27. August: Herbert Dörenberg, deutscher Fußballspieler
- 27. August: Marianne Sägebrecht, deutsche Schauspielerin Marianne Sägebrecht, 2003

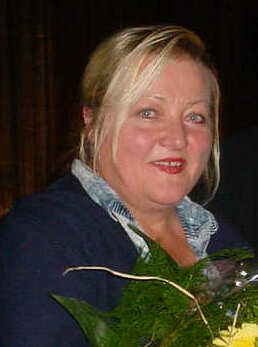
Marianne Sägebrecht, 2003

- 28. August: Michael Aizenman, israelisch-US-amerikanischer mathematischer Physiker und Mathematiker
- 28. August: Frank Wolff, deutscher Cellist
- 29. August: Jean Ragnotti, französischer Rallye- und Rennfahrer
- 30. August: Anthony Francis Arbour, britischer Politiker
- 30. August: Robert Hochner, österreichischer Journalist und Fernsehmoderator († 2001)
- 30. August: Libuše Moníková, deutschsprachige tschechische Schriftstellerin († 1998)
- 30. August: Heinz Weisenbach, deutscher Eishockeyspieler und -trainer († 2018)
- 31. August: Ernst-Reinhard Beck, deutscher Politiker und MdB
- 31. August: Van Morrison, irischer Rocksänger und Songschreiber
- 31. August: Itzhak Perlman, israelischer Musiker

### September
- 01. September: Ekkehardt Gahntz, deutscher Journalist und Moderator († 2025)
- 02. September: Henry Arland, deutscher Musiker und Komponist
- 02. September: Otto Mallmann, deutscher Jurist
- 04. September: Pentti Airikkala, finnischer Rallyefahrer († 2009)
- 04. September: Afërdita Tusha, albanische Sportschützin († 2018)
- 05. September: Gérard d’Aboville, französischer Navigator und Politiker
- 06. September: Werner Metzen, deutscher Unternehmer († 1997)
- 07. September: Forrest Blue, US-amerikanischer American-Football-Spieler († 2011)
- 07. September: Wolfgang Sobek, deutscher Chemiker († 2024)
- 08. September: Lem Barney, US-amerikanischer American-Football-Spieler
- 08. September: Christiane Krüger, deutsche Schauspielerin
- 08. September: Vinko Puljić, Erzbischof von Sarajevo und Kardinal
- 09. September: Ingrid Matthäus-Maier, deutsche Politikerin
- 09. September: Dee Dee Sharp, US-amerikanische Sängerin
- 10. September: Luigi Ciotti, italienischer Priester und Mafiagegner
- 10. September: José Feliciano, puerto-ricanischer Sänger und Gitarrist
- 10. September: Harry Pepl, österreichischer Jazz-Gitarrist († 2005)
- 10. September: Polé, brasilianischer Wasserballspieler († 2022)

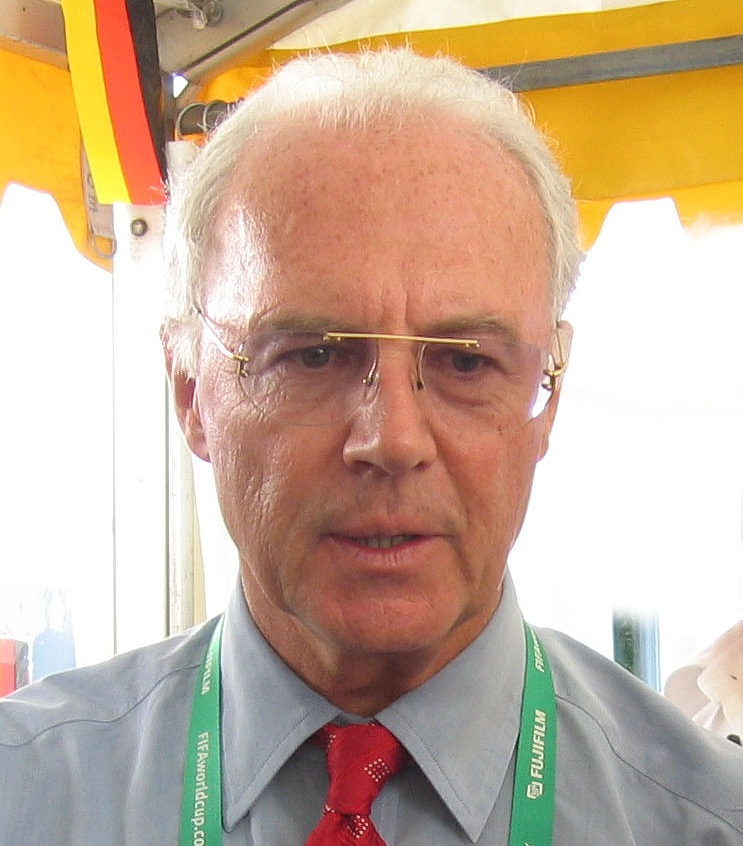
Franz Beckenbauer

- 11. September: Franz Beckenbauer, deutscher Fußballspieler, -trainer und -funktionär († 2024)
- 11. September: Gianluigi Gelmetti, italienischer Dirigent und Komponist († 2021)
- 11. September: Alexander Martynjuk, sowjetischer Eishockeyspieler († 2022)
- 11. September: Karl Schulz, deutscher Schauspieler und Synchronsprecher
- 12. September: Maria Penelope Katharine Aitken, irische Filmschauspielerin und Drehbuchautorin
- 12. September: Norbert Berger, deutscher Sänger († 2012)
- 12. September: David Garrick, britischer Opern- und Popsänger († 2013)
- 13. September: Brigitte Ahrens, deutsche Schlagersängerin
- 13. September: Alain Louvier, französischer Komponist
- 13. September: Gertrude Mongella, tansanische Politikerin, erste Präsidentin des Afrikanischen Parlaments
- 13. September: Otto Retzer, österreichisch-deutscher Schauspieler und Regisseur
- 14. September: Lutz Brockhaus, deutscher Bildhauer († 2016)
- 14. September: Jürgen Koppelin, deutscher Politiker und MdB
- 14. September: Wolfgang Seguin, deutscher Fußballspieler
- 14. September: Bernard Tissier de Mallerais, französischer Bischof der Piusbruderschaft († 2024)
- 15. September: Carmen Maura, spanische Schauspielerin
- 15. September: Jessye Norman, US-amerikanische Sängerin († 2019)
- 15. September: Hans-Gert Pöttering, deutscher Politiker
- 15. September: Theodor Seidl, deutscher Theologe († 2025)
- 17. September: Phil Jackson, US-amerikanischer Basketballtrainer
- 17. September: Heinz Marecek, österreichischer Schauspieler, Regisseur und Kabarettist
- 18. September: Meshack Asare, ghanaischer Kinderbuchautor
- 18. September: José-Maria Fernández, spanischer Autorennfahrer
- 18. September: Roman Jabłoński, polnischer Cellist und Musikpädagoge
- 18. September: Uwe Karpa, deutscher Schauspieler, Kabarettist und Sprecher
- 18. September: Edgar M. Marcus, deutscher Schauspieler
- 18. September: John McAfee, britisch-amerikanischer Unternehmer und Programmierer († 2021)
- 19. September: René Appel, niederländischer Schriftsteller
- 19. September: David Bromberg, US-amerikanischer Multiinstrumentalist und Sänger
- 19. September: Benoît Lamy, belgischer Filmregisseur und Drehbuchautor († 2008)
- 19. September: Richard Marcus, US-amerikanischer Schauspieler
- 19. September: Ruxandra Sireteanu-Constantinescu, rumänische Biophysikerin und Neurowissenschaftlerin († 2008)
- 20. September: Laurie Spiegel, US-amerikanische Komponistin
- 22. September: Klaus Achenbach, deutscher Diplomat
- 22. September: Ann Christy, belgische Sängerin († 1984)
- 22. September: Klaus Reichenbach, Minister im Amt des Ministerpräsidenten der DDR
- 22. September: Ursula Stenzel, österreichische Politikerin
- 23. September: Igor Iwanow, Sekretär des Sicherheitsrats Russlands
- 24. September: Margot Mahler, deutsche Schauspielerin († 1997)
- 24. September: John Rutter, britischer Komponist
- 24. September: Janne Erik Tage Schaffer, schwedischer Komponist und Gitarrist
- 25. September: Marie-Luise Apostel, deutsche Politikerin
- 25. September: Catherine Burns, US-amerikanische Schauspielerin († 2019)
- 25. September: Dee Dee Warwick, US-amerikanische Soul-Sängerin († 2008)
- 26. September: Gal Costa, brasilianische Sängerin († 2022)
- 26. September: Bryan Ferry, britischer Sänger und Songschreiber (Roxy Music)
- 27. September: Peter Brüggemann, deutscher Brigadegeneral
- 27. September: Bruce Leven, US-amerikanischer Automobilrennfahrer und Unternehmer († 2017)
- 27. September: Wilhelm Malerius, deutscher Politiker († 2025)
- 27. September: Erich Weixler, deutscher Fußballspieler
- 28. September: Jörg Draeger, deutscher Fernsehmoderator
- 28. September: Marielle Goitschel, französische Skirennläuferin
- 29. September: Michael Bella, deutscher Fußballspieler
- 29. September: Renato Mastropietro, italienischer Automobilrennfahrer
- 29. September: Marianne Mendt, österreichische Sängerin und Schauspielerin
- 29. September: Nadeschda Tschischowa, russische Leichtathletin und Olympiasiegerin
- 30. September: José Manuel Fuente, spanischer Radrennfahrer († 1996)
- 30. September: Yoshiyuki Miyake, ehemaliger japanischer Gewichtheber
- 30. September: Ehud Olmert, israelischer Politiker, Ministerpräsident 2006–2009 Ehud Olmert, 2005

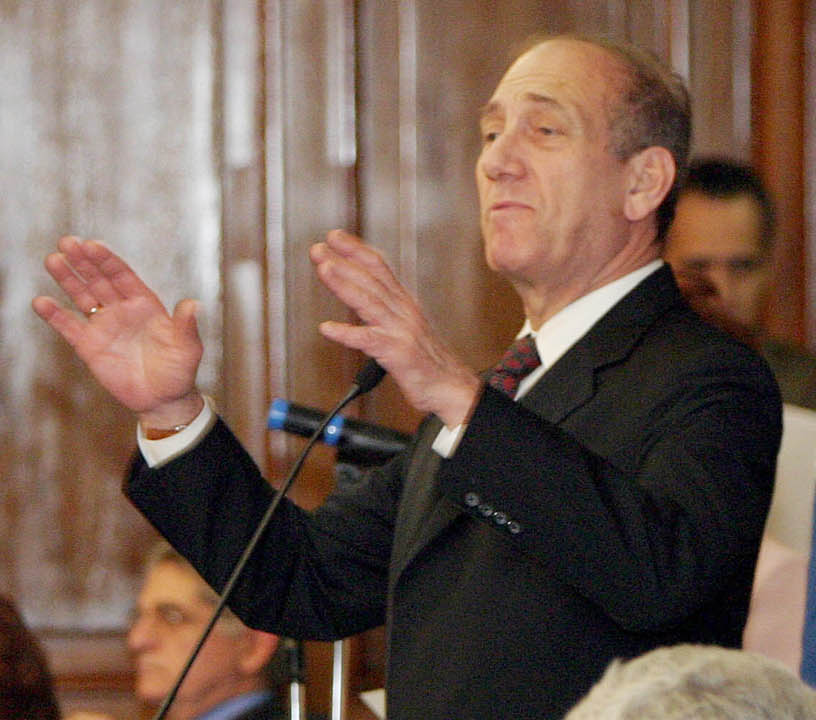
Ehud Olmert, 2005

- 30. September: Ralph Siegel, deutscher Musiker, Komponist und Musikproduzent

### Oktober
- 01. Oktober: Donny Hathaway, US-amerikanischer Musiker († 1979)
- 02. Oktober: Wiktor Iwanowitsch Anpilow, russischer Politiker († 2018)
- 02. Oktober: Carl Ludwig Fuchs, deutscher Kunsthistoriker († 2019)
- 02. Oktober: Martin Hellman, US-amerikanischer Kryptologe
- 02. Oktober: Don McLean, US-amerikanischer Sänger und Komponist
- 03. Oktober: Jean-Jacques Kantorow, französischer Geiger und Dirigent
- 03. Oktober: Wiktor Danilowitsch Sanejew, sowjetischer Dreispringer († 2022)
- 03. Oktober: Udo Thomer, deutscher Volksschauspieler († 2006)
- 04. Oktober: Michael Baker-Harber, britischer Segler († 2022)
- 05. Oktober: Brian Connolly, schottischer Sänger der Gruppe The Sweet († 1997)
- 05. Oktober: Bernard Vallée, französischer Fechter († 2021)
- 05. Oktober: Michael Wurm, deutscher Jurist und Richter am Bundesgerichtshof († 2016)
- 06. Oktober: Heide Boeker, deutsche Juristin
- 06. Oktober: Claudia Erdheim, österreichische Schriftstellerin
- 07. Oktober: Gottfried Amendt, deutscher Priester
- 07. Oktober: Herbert Madejski, österreichischer Politiker († 2025)
- 07. Oktober: Manfred Ruge, deutscher Politiker, Oberbürgermeister von Erfurt
- 07. Oktober: Jean-Luc Thérier, französischer Automobilrennfahrer († 2019)
- 08. Oktober: Gerhard Zachar, deutscher Rockmusiker († 1978)
- 09. Oktober: Barbara Hammann, deutsche Kunsthistorikerin, Hochschullehrerin und Videokünstlerin († 2018)
- 09. Oktober: Amjad Ali Khan, indischer Sarodspieler, Komponist und Musikpädagoge
- 10. Oktober: Alan Cartwright, britischer Rockmusiker († 2021)
- 10. Oktober: Edoardo Reja, italienischer Fußballspieler und -trainer
- 11. Oktober: Bernhard Hefti, Schweizer Bildhauer († 1995)
- 12. Oktober: Wolfram Berger, österreichischer Schauspieler
- 12. Oktober: Aurore Clément, französische Schauspielerin
- 12. Oktober: Volker Duschner, deutscher Fechtsportler und Lehrer († 2022)
- 13. Oktober: Karen Akers, amerikanische Sängerin und Schauspielerin
- 13. Oktober: Desi Bouterse, surinamischer Militär, Putschführer und Präsident († 2024)
- 14. Oktober: Colin Hodgkinson, britischer Bassist
- 15. Oktober: Juan José Asenjo, Erzbischof von Sevilla
- 15. Oktober: Antonio Cañizares Llovera, Erzbischof von Toledo und Primas von Spanien Antonio Cañizares Llovera

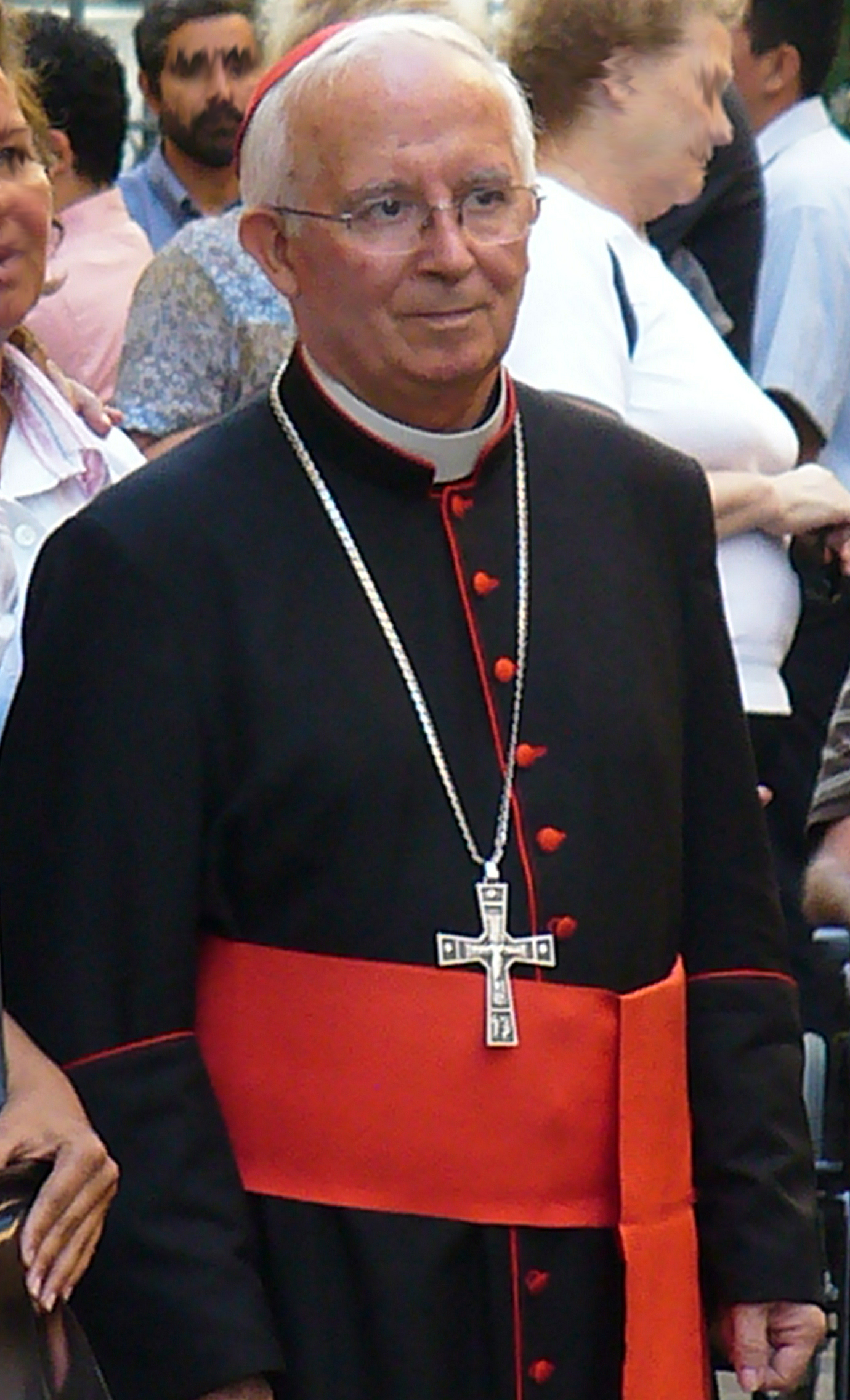
Antonio Cañizares Llovera

- 15. Oktober: Klaus Woltron, österreichischer Unternehmer, Buchautor, Kolumnist, Gründungsmitglied des Club of Vienna
- 16. Oktober: D. D. Lewis, US-amerikanischer American-Football-Spieler
- 16. Oktober: Pascal Sevran, französischer Autor, Sänger und Fernsehshowmaster († 2008)
- 18. Oktober: Karin Nenz, deutsche Glasgestalterin
- 18. Oktober: Norio Wakamoto, japanischer Synchronsprecher
- 19. Oktober: Angus Deaton, britisch-US-amerikanischer Ökonom
- 19. Oktober: Stanisław Grędziński, polnischer Leichtathlet († 2022)
- 19. Oktober: Rozanne Levine, US-amerikanische Jazzklarinettistin und Fotografin († 2013)
- 20. Oktober: Romeo Benetti, italienischer Fußballspieler
- 20. Oktober: Garry Lyle, US-amerikanischer American-Football-Spieler
- 20. Oktober: Thomas Pasatieri, US-amerikanischer Komponist
- 21. Oktober: Kim Weber, finnischer Segler († 2022)
- 22. Oktober: Detlef Pirsig, deutscher Fußballspieler († 2019)
- 23. Oktober: Hugh Fraser, britischer Schauspieler
- 23. Oktober: Rodja Weigand, deutscher Autor und Herausgeber
- 25. Oktober: Eveline Hall, deutsche Schauspielerin
- 25. Oktober: Wolfgang Kopp, deutscher Brigadegeneral
- 25. Oktober: Mónica Lista, deutsche Malerin und Objektkünstlerin († 2016)
- 26. Oktober: Jacob Angadiath, indischer Bischof
- 27. Oktober: Arild Andersen, norwegischer Jazz-Bassist
- 27. Oktober: Tina Barney, US-amerikanische Fotografin
- 27. Oktober: Waltraud Klasnic, Landeshauptmann der Steiermark
- 27. Oktober: Luiz Inácio Lula da Silva, brasilianischer Politiker und Präsident
- 29. Oktober: Wilfried Lieck, deutscher Tischtennisspieler
- 29. Oktober: Melba Moore, US-amerikanische R&B-Sängerin und Schauspielerin
- 30. Oktober: Christian Rentsch, Schweizer Kulturjournalist († 2025)
- 30. Oktober: Hans-Jakob Schädler, liechtensteinischer Judoka
- 30. Oktober: Andreas Schmidt-Schaller, deutscher Schauspieler
- 31. Oktober: Gustavo Álvarez Gardeazábal, kolumbianischer Schriftsteller, Journalist und Politiker

### November
- 01. November: Anthony Sablan Apuron, Erzbischof von Agaña
- 02. November: Eckart Haupt, deutscher Flötist, Hochschulprofessor und Orchestermusiker
- 03. November: Bernard Anselme, belgischer Politiker
- 03. November: Gerd Müller, deutscher Fußballspieler und Rekordtorschütze († 2021) Gerd Müller

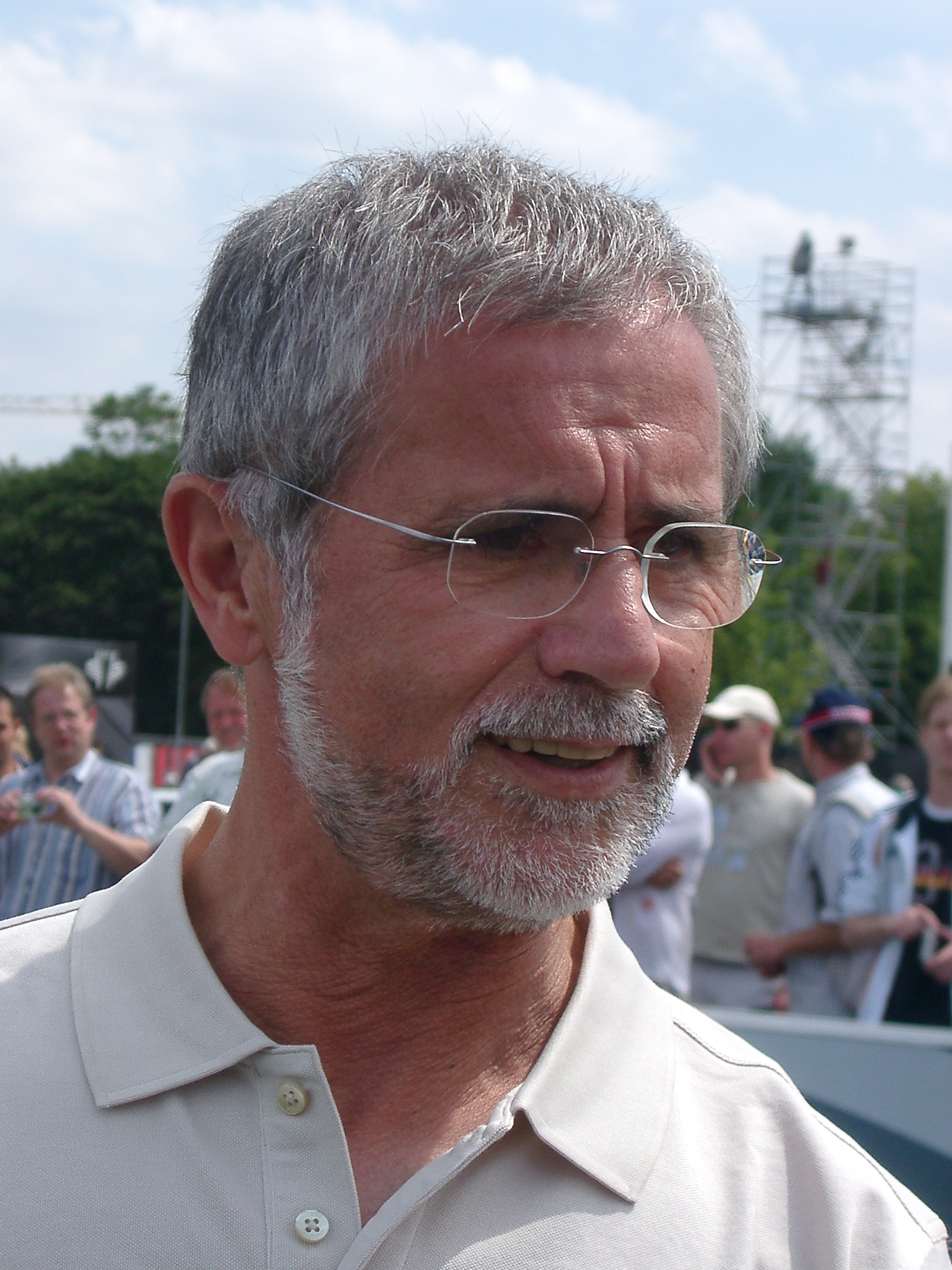
Gerd Müller

- 03. November: Nicholas Simper, britischer Musiker
- 04. November: Luis Díaz, kolumbianischer Radsportler († 2021)
- 05. November: Joseph Aind, indischer Bischof von Dibrugarh
- 06. November: Albert Privet Thévenot, kanadischer römisch-katholischer Bischof († 2025)
- 08. November: Bill Anoatubby, US-amerikanischer Politiker
- 08. November: Joseph James DeAngelo Jr., US-amerikanischer Serienmörder
- 08. November: Vincent Kardinal Nichols, Erzbischof von Westminster
- 08. November: Angela Scoular, britische Schauspielerin († 2011)
- 09. November: Jos van Immerseel, belgischer Cembalist
- 10. November: Donna Fargo, US-amerikanische Country-Sängerin
- 10. November: Wolfgang Gehrke, deutscher Kommunalpolitiker
- 11. November: Helmut Kangulohi Angula, namibischer Politiker und Autor
- 11. November: Andrzej Bieżan, polnischer Komponist und Pianist († 1983)
- 11. November: Daniel Ortega, nicaraguanischer Präsident
- 12. November: François Conod, Schweizer Schriftsteller († 2017)
- 12. November: George Eaton, kanadischer Automobilrennfahrer
- 12. November: Neil Young, kanadischer Rockmusiker
- 13. November: Knut Riisnæs, norwegischer Jazzmusiker († 2023)
- 14. November: Brett Lunger, US-amerikanischer Automobilrennfahrer
- 14. November: David Nash, englischer Bildhauer
- 15. November: Roger Donaldson, neuseeländischer Filmregisseur, Filmproduzent und Drehbuchautor
- 15. November: Anni-Frid Lyngstad, schwedische Popsängerin, Mitglied der Popgruppe ABBA Anni-Frid Lyngstad, 1976

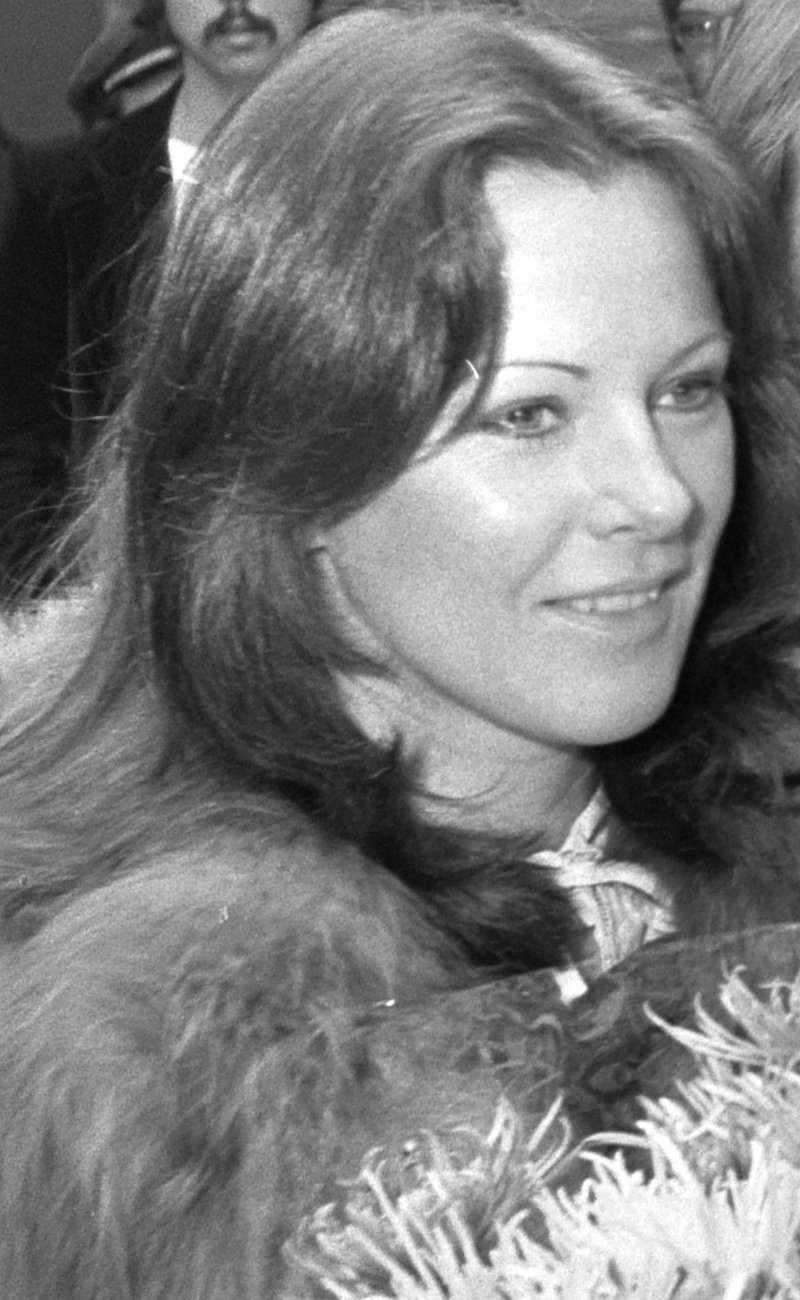
Anni-Frid Lyngstad, 1976

- 16. November: Hans Stadlbauer, deutscher Schauspieler
- 17. November: Damien Magee, britischer Automobilrennfahrer
- 18. November: Veronika Faber, deutsche Schauspielerin
- 18. November: Mark Tushnet, US-amerikanischer Bürgerrechtler
- 19. November: Bernard Guyot, französischer Radrennfahrer († 2021)
- 19. November: Wolf-Dieter Hasenclever, deutscher Politiker
- 21. November: Goldie Hawn, US-amerikanische Schauspielerin Goldie Hawn, 1989

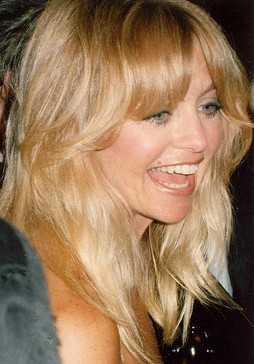
Goldie Hawn, 1989

- 21. November: Karl-Dieter Möller, deutscher Fernsehjournalist
- 23. November: Johanna Mertinz, österreichische Schauspielerin und Rezitatorin
- 23. November: Heinz Mußmann, deutscher Ruderer
- 23. November: Dennis Nilsen, bezeichnete sich selbst als „Englands größten Serienmörder“ († 2018)
- 24. November: Nuruddin Farah, somalischer Schriftsteller
- 24. November: Carlos Malcolm, kubanischer Komponist und Pianist
- 25. November: Dominique Bastien, US-amerikanischer Unternehmer und Automobilrennfahrer
- 25. November: Kent Roland Karlsson, schwedischer Fußballspieler und -trainer
- 25. November: Pierre Siegenthaler, Schweizer Schauspieler und Sprecher
- 25. November: Apichart Sukhagganond, thailändischer Jurist
- 26. November: Enrico Arbarello, italienischer Mathematiker
- 26. November: John McVie, britischer Rockmusiker
- 27. November: Barbara Anderson, US-amerikanische Schauspielerin
- 27. November: Alain de Cadenet, britischer Automobilrennfahrer, Rennstallbesitzer und Unternehmer († 2022)
- 27. November: Waterloo (Hans Kreuzmayr), österreichischer Popmusiker und Schlagersänger
- 28. November: John William Hargreaves, australischer Schauspieler († 1996)
- 28. November: Georg Volkert, deutscher Fußballspieler († 2020)
- 30. November: Hilary Armstrong, britische Politikerin
- 30. November: Roger Glover, britischer Bassist und Musikproduzent
- 30. November: Thea Gottschalk, deutsche Werbegrafikerin und Ex-Frau von Thomas Gottschalk
- 30. November: Radu Lupu, rumänischer Pianist († 2022)

### Dezember

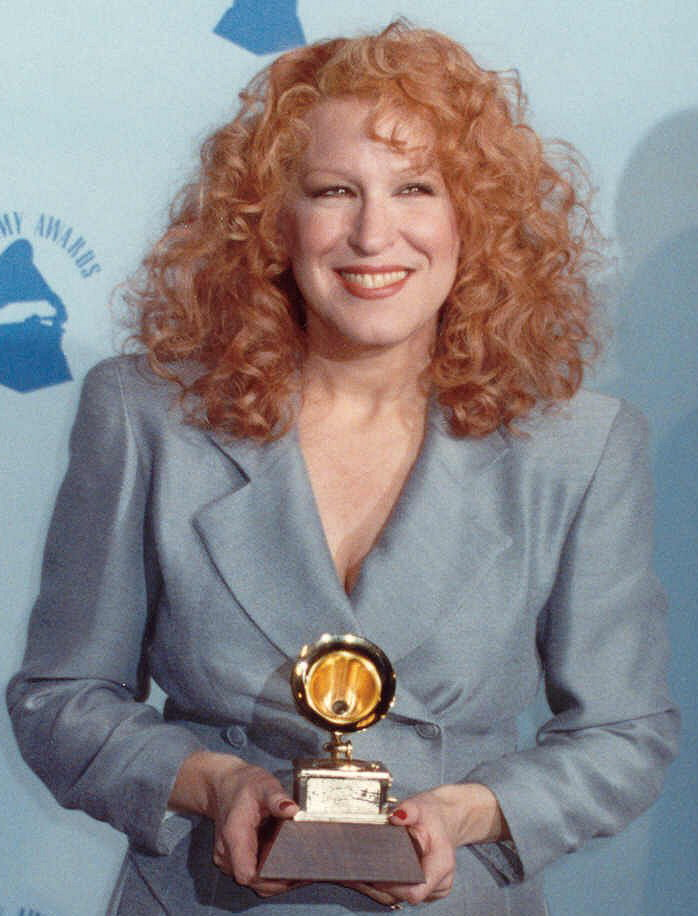
Bette Midler, 1990

- 01. Dezember: Bette Midler, US-amerikanische Sängerin, Schauspielerin und Komikerin
- 02. Dezember: Adele Armin, kanadische Geigerin († 2022)
- 02. Dezember: Lisa Kreuzer, deutsche Schauspielerin
- 02. Dezember: Penelope Spheeris, US-amerikanische Filmregisseurin, Filmproduzentin und Drehbuchautorin
- 03. Dezember: Jørn Krab, dänischer Ruderer
- 06. Dezember: Ray LaHood, US-amerikanischer Politiker
- 07. Dezember: Francis Xavier Ahn Myong-ok, südkoreanischer Bischof
- 07. Dezember: Harry Jørgensen, dänischer Ruderer
- 08. Dezember: John Banville, irischer Schriftsteller und Literaturkritiker
- 08. Dezember: Maryla Rodowicz, polnische Sängerin
- 08. Dezember: Natascha Wodin, deutsche Schriftstellerin
- 09. Dezember: Andrew Birkin, britischer Drehbuchautor und Regisseur
- 09. Dezember: Holger Geschwindner, deutscher Basketballspieler
- 10. Dezember: Peter Hüttner, schwedischer Schauspieler und Autor

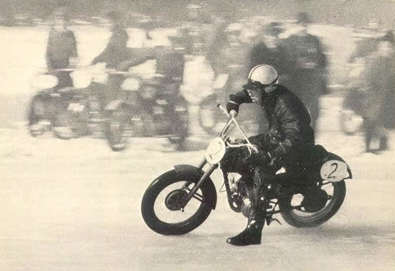
Jarno Saarinen

- 11. Dezember: Jarno Saarinen, finnischer Motorradrennfahrer († 1973)
- 12. Dezember: Luciano Castellini, italienischer Fußballspieler und -trainer
- 12. Dezember: Massimo Consoli, italienischer Autor († 2007)
- 14. Dezember: Roque Alberto Avallay, argentinischer Fußballspieler
- 16. Dezember: Jörg Aufenanger, deutscher Schriftsteller und Regisseur
- 17. Dezember: Raban Graf von Westphalen, deutscher Politologe, Jurist und Hochschullehrer († 2025)
- 17. Dezember: Jacqueline Wilson, britische Schriftstellerin
- 18. Dezember: Matthias Weisheit, deutscher Politiker († 2004)
- 19. Dezember: Trevor Manning, neuseeländischer Hockeyspieler
- 19. Dezember: Antoine Salamin, Schweizer Architekt und Automobilrennfahrer
- 20. Dezember: Peter Criss, US-amerikanischer Schlagzeuger
- 20. Dezember: Arno Schmidt, deutscher Politiker
- 21. Dezember: Barb Heinz, deutsche Sportwissenschaftlerin und Handballspielerin
- 21. Dezember: Dietmar Mues, deutscher Schauspieler, Sprecher und Autor († 2011)
- 22. Dezember: Konrad Beikircher, deutscher Kabarettist und Musiker
- 22. Dezember: Ursula Haubner, österreichische Politikerin
- 22. Dezember: Diane Sawyer, US-amerikanische TV-Journalistin und -Moderatorin
- 23. Dezember: Victor Agbanou, beninischer Bischof
- 23. Dezember: Matti Allan Ahde, finnischer Sportfunktionär und Politiker († 2019)
- 23. Dezember: Georges Aperghis, griechischer Komponist
- 23. Dezember: Raymond Feist, US-amerikanischer Schriftsteller
- 23. Dezember: Adli Mansur, ägyptischer Politiker und Jurist
- 23. Dezember: Rosemary Neering, kanadische Journalistin und Schriftstellerin
- 23. Dezember: Maggi Payne, US-amerikanische Komponistin, Flötistin und Musikpädagogin

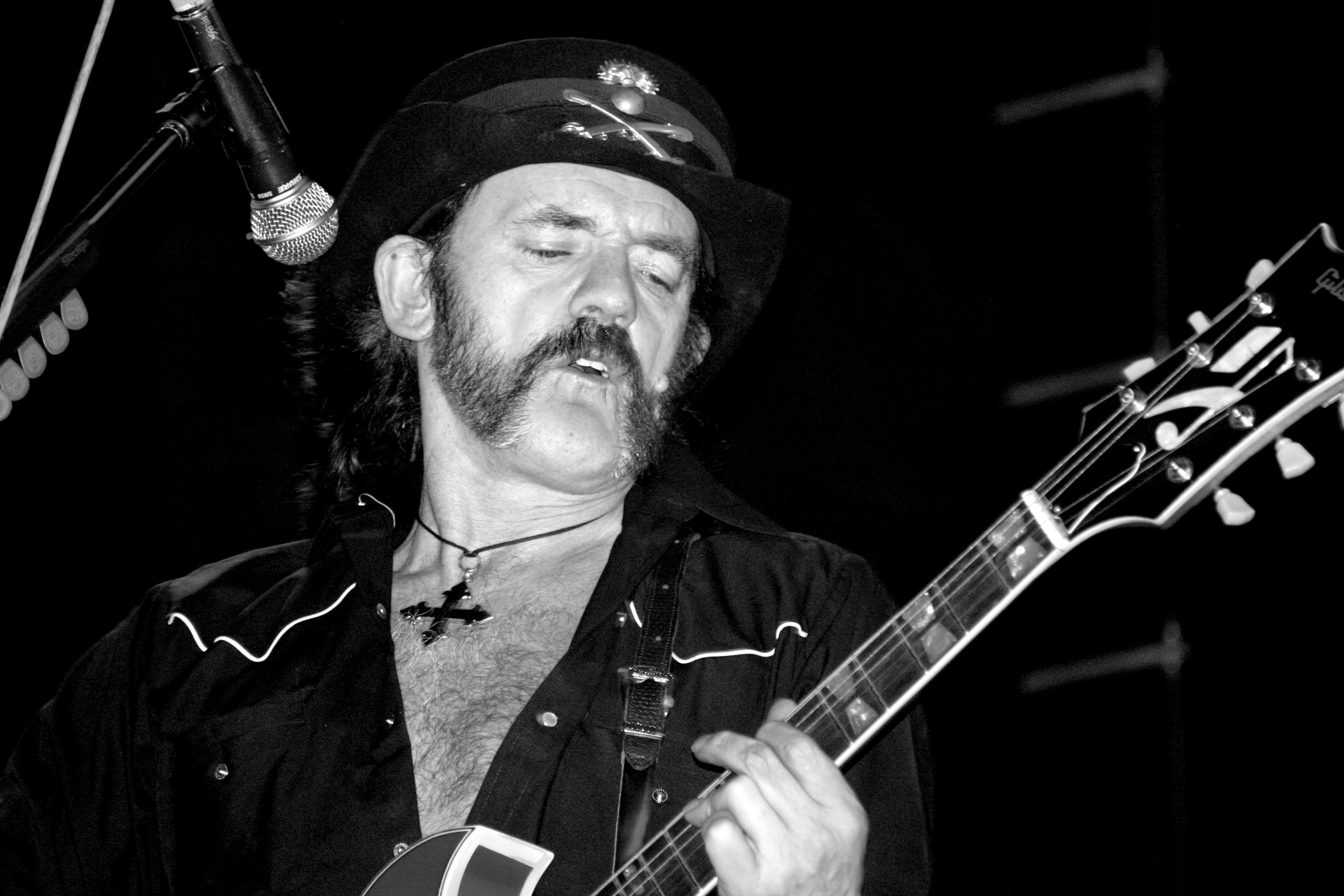
Lemmy Kilmister mit E-Gitarre (2006)

- 24. Dezember: Lemmy Kilmister, britischer Rockmusiker, Gründer der Band Motörhead († 2015)
- 24. Dezember: Eva María Zuk, mexikanische Pianistin polnischer Herkunft († 2017)
- 25. Dezember: Hamdan bin Raschid Al Maktum, arabischer Minister für Finanzen und Industrie  († 2021)
- 25. Dezember: Nicolas Antiba, syrischer Erzbischof
- 25. Dezember: Rick Berman, Produzent der Star-Trek-Serien und -Filme
- 25. Dezember: Noel Redding, britischer Gitarrist und Bassist († 2003)
- 25. Dezember: Ken Stabler, US-amerikanischer American-Football-Spieler († 2015)
- 26. Dezember: David R. Holsinger, US-amerikanischer Komponist und Musikpädagoge
- 28. Dezember: David Allen, US-amerikanischer Schriftsteller, Autor von „Getting Things Done“
- 28. Dezember: Birendra, König von Nepal († 2001)
- 30. Dezember: Paola Cacchi, italienische Leichtathletin und Olympionikin († 2021)
- 31. Dezember: Leonard Adleman, Professor für Informatik und Molekularbiologie
- 31. Dezember: Barbara Carrera, US-amerikanische Schauspielerin, Model

### Genaues Geburtsdatum unbekannt
- Beate Abraham, deutsche Schauspielerin
- Bernhard Achterberg, deutscher Psychologe, Psychotherapeut und Hochschullehrer († 1998)
- Malka Adler, israelische Autorin, Familienberaterin und Dozentin
- Adolfo Assor, chilenischer Schauspieler, Theaterleiter, Filmregisseur und Bühnenbildner
- Jesus Asurmendi, französischer Theologe
- Michel Auder, französischer Fotograf und Filmemacher
- Karl A. Augustesen, dänischer Astronom
- Uli Aumüller, deutsche Übersetzerin und Filmemacherin
- Bernd Birkhahn, deutscher Schauspieler
- Ronald C. Blakey, US-amerikanischer Geologe
- Brigitte Böttrich, deutsche Schauspielerin und Synchronsprecherin
- Roberto Cassetti, italienischer Architekt und Stadtplaner († 2025)
- Patricia Connors, Chorleiterin und Komponistin
- Christa Cremer-Renz, deutsche Soziologin und Politikwissenschaftlerin
- Guillermo González, spanischer Pianist
- Ludger Heid, deutscher Neuzeithistoriker
- Hans Uwe Hielscher, deutscher Organist
- Merlin Holland, englischer Journalist
- Max Inzinger, deutscher Fernsehkoch († 2021)
- Bob Klose, britischer Fotograf und Gitarrist
- Lutz Köhler, deutscher Dirigent und Hochschullehrer
- Volker Koop, deutscher Publizist, Historiker und Journalist († 2022)
- Günther Krabbenhöft, deutsche Stil-Ikone
- Gisela Mahlmann, deutsche Fernsehjournalistin
- Michael Meszaros, australischer Bildhauer und Medailleur
- Klaus Nohlen, deutscher Bauforscher und Bauhistoriker
- Mary Novik, kanadische Schriftstellerin
- Katja Oelmann, deutsche Hörspielautorin
- Marianne Penz-van Stappershoef, österreichische Kulturmanagerin
- Jaroslav Poncar, tschechischer Fotograf
- Wolfram Rehfeldt, deutscher Kirchenmusiker
- Suad Salih, ägyptische Professorin für Theologie
- Gerry Saurer, österreichischer Fußballtrainer und Hotelier († 1992)
- Axel Werner, deutscher Schauspieler

## Gestorben

### Januar
- 05. Januar: Hans Christiansen, deutscher Maler und Kunsthandwerker (* 1866)

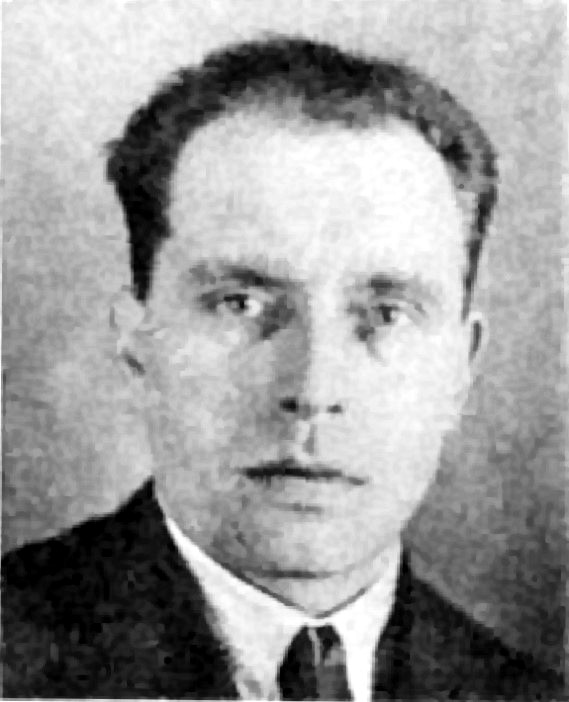
Julius Leber.

- 05. Januar: Julius Leber, deutscher Politiker und Widerstandskämpfer (* 1891)
- 10. Januar: Rudolf Borchardt, deutscher Schriftsteller und Übersetzer (* 1877)
- 12. Januar: Theodor Kroyer, deutscher Musikwissenschaftler (* 1873)
- 13. Januar: Victor Aronstein, deutscher Arzt jüdischer Herkunft (* 1896)
- 13. Januar: Margaret Deland, US-amerikanische Schriftstellerin (* 1857)
- 13. Januar: Max Jungnickel, deutscher Schriftsteller (* 1890)
- 13. Januar: Pál Ranschburg, ungarischer experimenteller Psychologe und Psychiater (* 1870)
- 14. Januar: Peter Wilhelm Millowitsch, deutscher Schauspieler und Theaterleiter (* 1880)
- 16. Januar: Francis Thomas Maloney, US-amerikanischer Politiker (* 1894)
- 18. Januar: Marie Andrae, deutsche Schriftstellerin, Pädagogin und Krankenschwester (* 1854)
- 19. Januar: Gustave Marie Maurice Mesny, französischer Generalmajor (* 1886)
- 21. Januar: Lucien-Léon Guillaume Lambert, französischer Komponist und Pianist (* 1858)
- 21. Januar: Karel Poláček, tschechischer Schriftsteller und Journalist (* 1892)

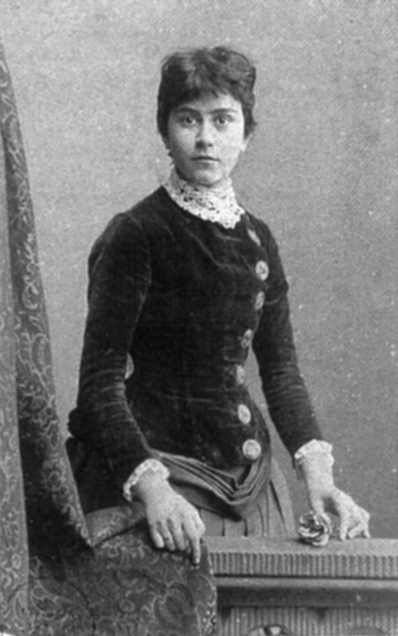
Else Lasker-Schüler.

- 22. Januar: Else Lasker-Schüler, deutsche Dichterin (* 1869)

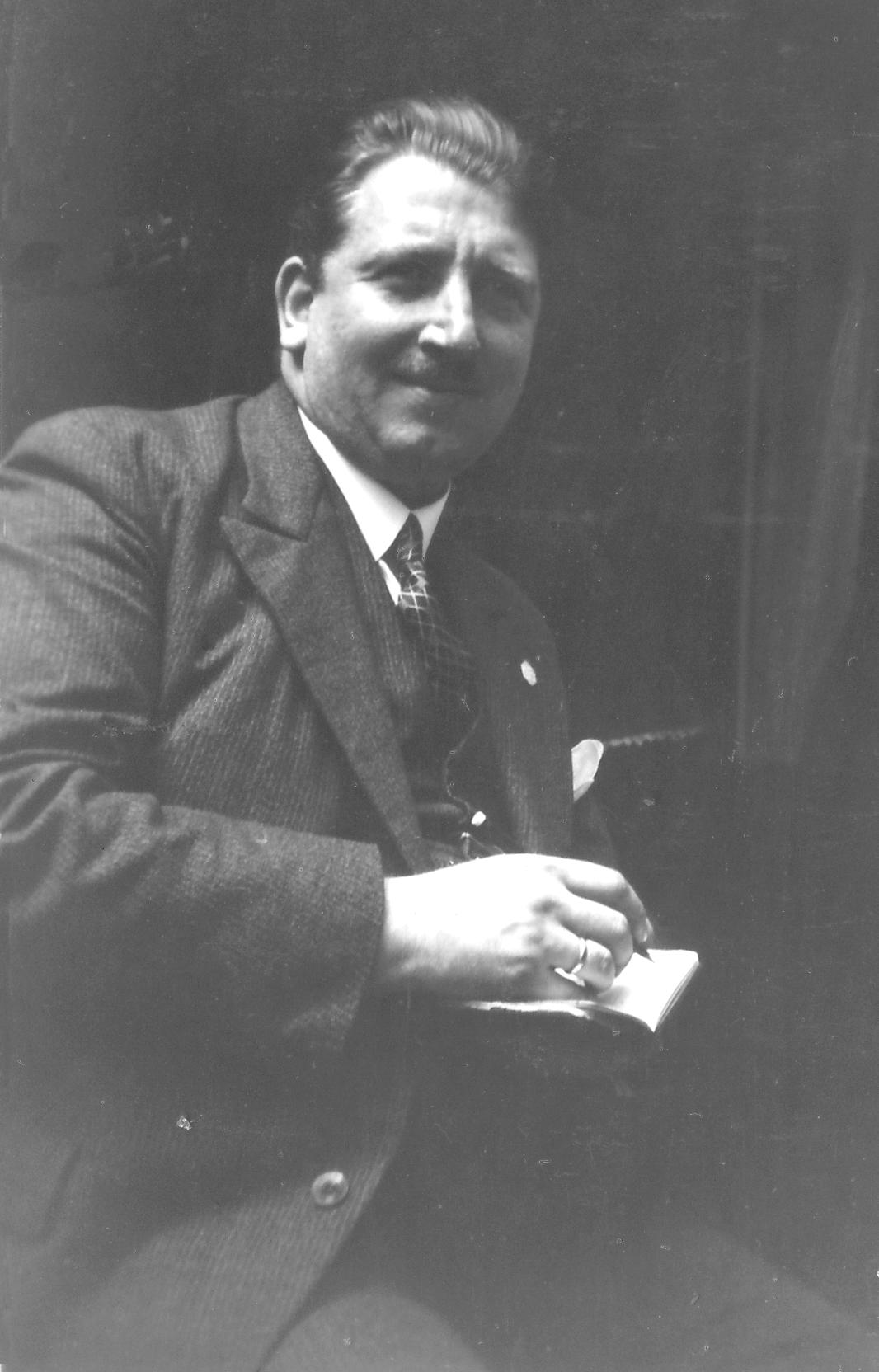
Joseph Roth, 1930

- 22. Januar: Joseph Roth, deutscher Politiker und Märtyrer der kath. Kirche (* 1896)
- 22. Januar: Jan Skala, sorbischer Publizist und Schriftsteller (* 1889)
- 22. Januar: Alfred Wolfenstein, expressionistischer Lyriker, Dramatiker und Übersetzer (* 1883)
- 23. Januar: Eugen Bolz, deutscher Politiker und Widerstandskämpfer (* 1881)
- 23. Januar: Reinhold Frank, deutscher Rechtsanwalt und Widerstandskämpfer (* 1896)

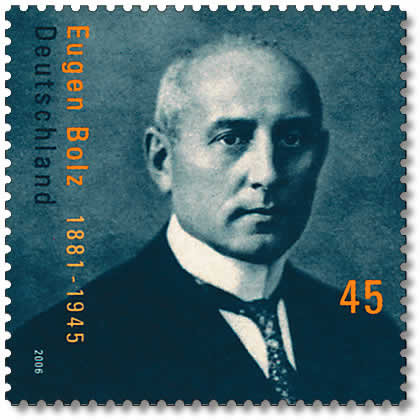
Eugen Bolz

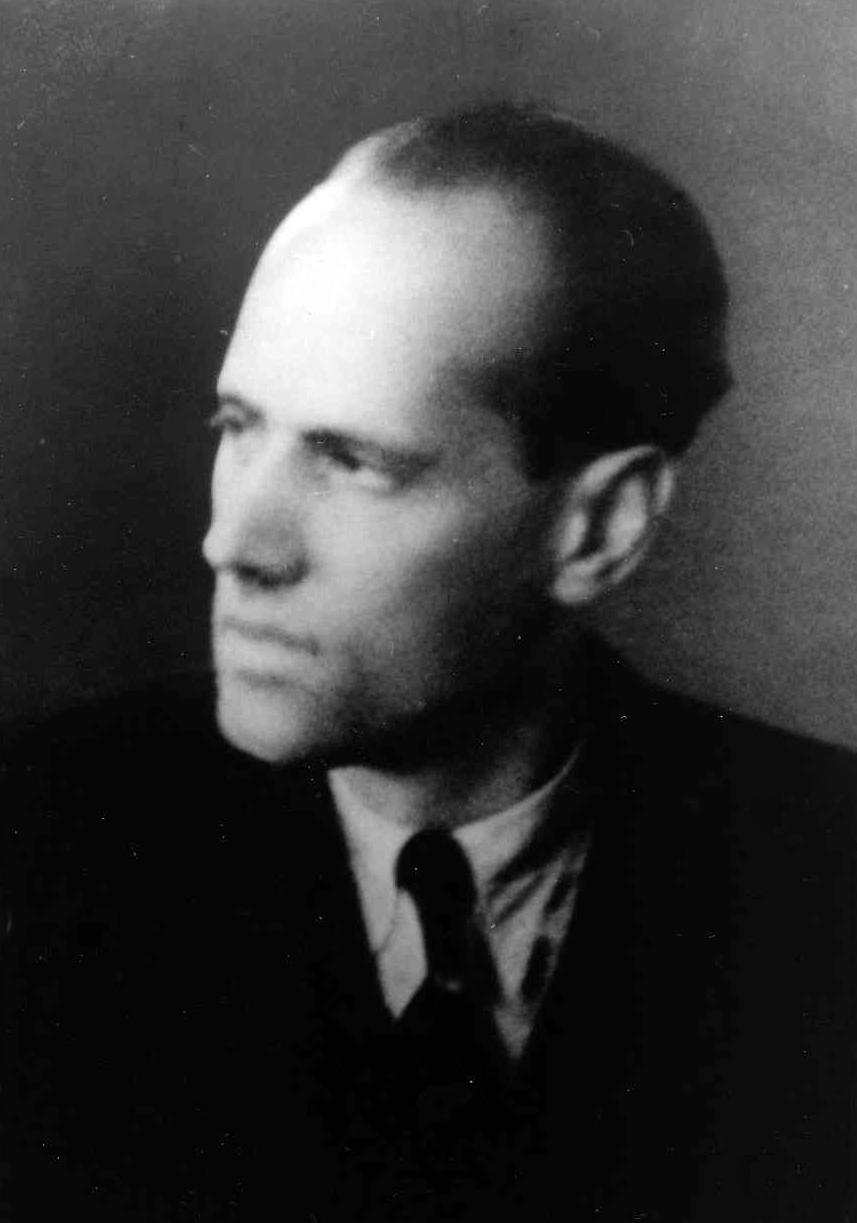
Helmuth James von Moltke, Januar 1945

- 23. Januar: Helmuth James von Moltke, deutscher Jurist und Widerstandskämpfer (* 1907)
- 24. Januar: Hans Freiherr von Pranckh, bayerischer Offizier und österreichischer Heimwehrführer (* 1888)
- 27. Januar: Gideon Klein, tschechischer Komponist und Pianist (* 1919)
- 28. Januar: Rosa Jegorowna Schanina, sowjetische Scharfschützin im Zweiten Weltkrieg (* 1924)
- 29. Januar: Hans Conrad Leipelt, Mitglied der Weißen Rose (* 1921)
- 30. Januar: Herbert L. Clarke, US-amerikanischer Kornettist und Komponist (* 1867)
- 31. Januar: Franz Aschenwald, österreichischer Skisportler (* 1913)
- 31. Januar: Al Blozis, US-amerikanischer American-Football-Spieler (* 1919)
- 31. Januar: Eddie Slovik, einziger im Zweiten Weltkrieg wegen Fahnenflucht hingerichteter US-Soldat (* 1920)

### Februar
- 01. Februar: Petar Gabrowski, bulgarischer Politiker (* 1898)
- 01. Februar: Johan Huizinga, niederländischer Kulturhistoriker (* 1872)
- 02. Februar: Alfred Delp, deutscher Widerstandskämpfer gegen den Nationalsozialismus (* 1907)

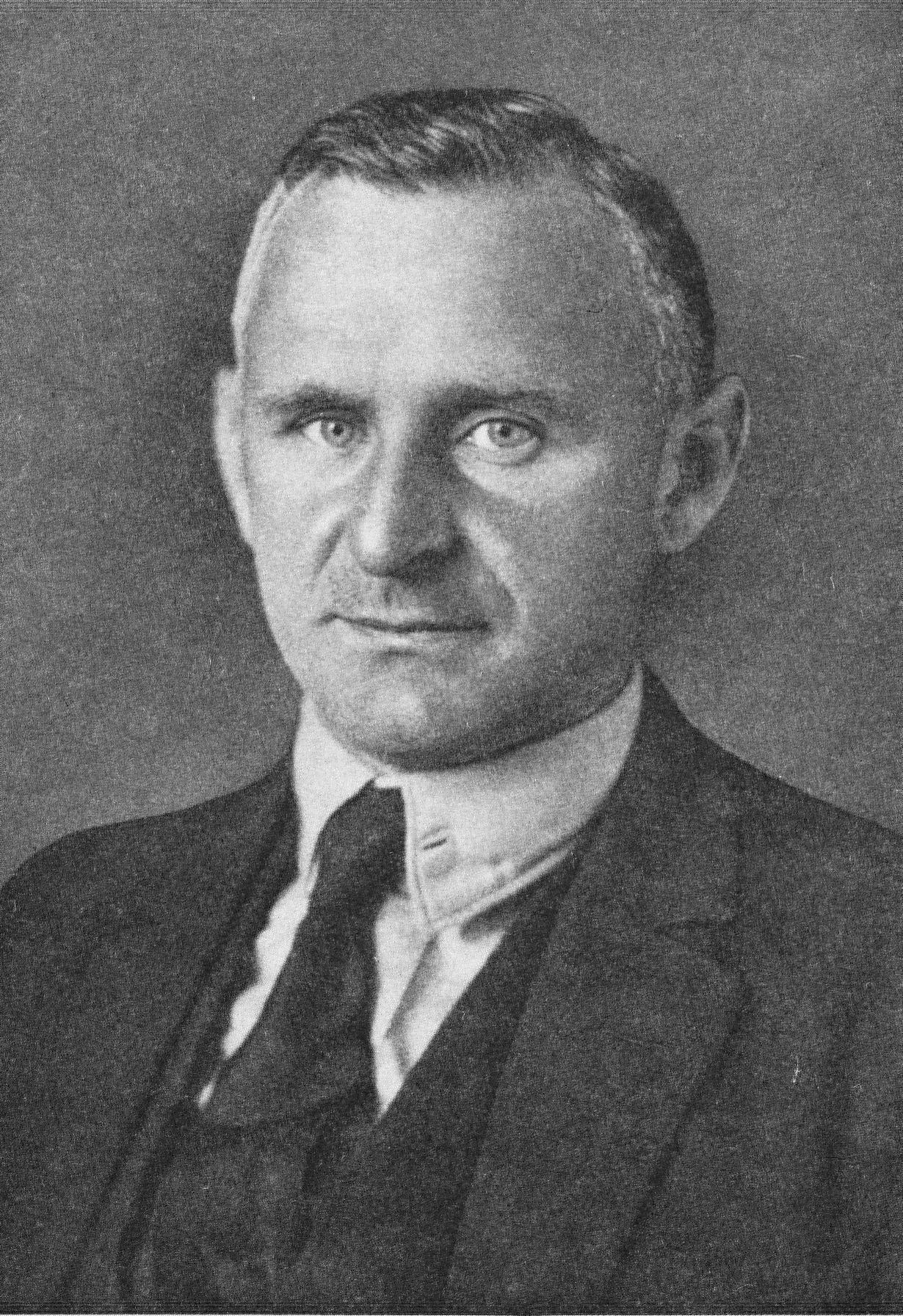
Carl Goerdeler, 1925

- 02. Februar: Carl Goerdeler, deutscher Politiker und Widerstandskämpfer (* 1884)
- 02. Februar: Friedrich Schirmer, Bürgermeister von Bunzlau und Oberbürgermeister von Wittenberg (* 1859)
- 03. Februar: Kurt Apitz, deutscher Pathologe und Hochschullehrer (* 1906)
- 03. Februar: Roland Freisler, Richter und Präsident des Volksgerichtshofes (* 1893)
- 03. Februar: José Rolón, mexikanischer Komponist (* 1876)
- 04. Februar: Michel Doré, französischer Automobilrennfahrer (* 1892)
- 04. Februar: Cecil Kimber, englischer Automobilkonstrukteur (* 1888)
- 05. Februar: Hermann Danz, KPD-Politiker und Widerstandskämpfer (* 1906)
- 06. Februar: István Tóth-Potya, ungarischer Fußballspieler und -trainer (* 1891)
- 08. Februar: Mirjam Jacobson, niederländische Malerin und Zeichnerin, Opfer des Holocaust (* 1887)
- 10. Februar: Richard Karutz, deutscher Arzt und Ethnologe (* 1867)
- 13. Februar: Karl Paul Andrae, deutscher Architekt und Künstler (* 1886)
- 14. Februar: Karl Prinz, österreichischer Altphilologe (* 1872)
- 17. Februar: Ed Kahn, US-amerikanischer American-Football-Spieler (* 1911)
- 17. Februar: Eduard Riesch, deutscher General (* 1893)
- 20. Februar: Walter Lindenbaum, österreichischer Journalist, Autor und Opfer der Nationalsozialisten (* 1907)
- 20. Februar: Willem Karel Mertens, niederländischer Arzt und Hygieniker (* 1893)
- 21. Februar: Leonhard Adelt, deutscher Buchhändler, Schriftsteller und Journalist (* 1881)
- 22. Februar: Heinrich Angermeier, deutscher Politiker (* 1884)
- 22. Februar: Anne Marie Carl-Nielsen, dänische Bildhauerin (* 1863)
- 23. Februar: Karl Auer, deutscher Fußballspieler (* 1903)
- 23. Februar: Rudolf Lange, Befehlshaber der Sicherheitspolizei und des SD (KdS) (* 1910)
- 24. Februar: Nicolas Maurice Arthus, französischer Physiologe (* 1862)
- 24. Februar: Josef Mayr-Nusser, Opfer des Nationalsozialismus und Seliger der katholischen Kirche (* 1910)
- 25. Februar: Mário Raúl de Morais Andrade, brasilianischer Schriftsteller und Lyriker (* 1893)
- 25. Februar: Paul Merker, deutscher Literaturhistoriker (* 1881)
- 26. Februar: Max Geißler, deutscher Redakteur und Schriftsteller (* 1868)
- 26. Februar: Louis Ziercke, deutscher Maler und Grafiker (* 1887)
- 28. Februar: Johanna Slagter-Dingsdag, niederländische Widerstandskämpferin (* 1908)
- 00. Februar: Damase DuBuisson, kanadischer Sänger und Schauspieler (* 1879)

### März
- 01. März: Eduard Ludwig Alexander, deutscher Politiker (* 1881)
- 01. März: Georges Anquetil, französischer Anwalt und Unternehmer (* 1888)

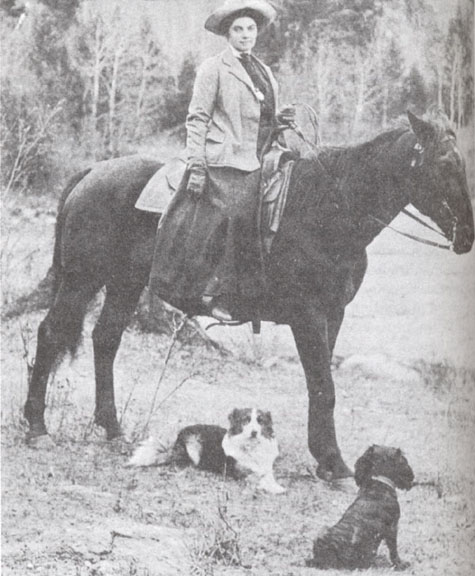
Emily Carr

- 02. März: Emily Carr, kanadische Malerin und Schriftstellerin (* 1871)
- 03. März: Blanche Arral, belgische Opernsängerin (* 1864)
- 03. März: René Biolay, französischer Automobilrennfahrer (* 1902)
- 03. März: William M. Calder, US-amerikanischer Politiker (* 1869)
- 03. März: Richard Zorn, deutscher Pomologe (* 1860)
- 04. März: Charles W. Bryan, US-amerikanischer Politiker (* 1867)
- 04. März: Harry Chauvel, australischer General (* 1865)
- 05. März: Hasso von Boehmer, Oberstleutnant im Generalstab (* 1904)
- 06. März: Milena Pavlović-Barili, jugoslawische Malerin und Dichterin (* 1909)
- 07. März: Adolf Bartels, deutscher Schriftsteller und Literaturhistoriker (* 1862)
- 07. März: Albrecht Penck, deutscher Geograph und Geologe (* 1858)
- 08. März: Léonel de Moustier, französischer Politiker und Résistant (* 1882)
- 10. März: Dorothea Arnd al Raschid, deutsche Porträtmalerin (* 1869)
- 11. März: Clemens Högg, bayerischer Landtagsabgeordneter und Begründer der Arbeiterwohlfahrt in Neu-Ulm und Augsburg (* 1880)
- 12. März: Karl Gander, deutscher Lehrer und Heimatforscher (* 1855)
- 12. März: Ernst Moritz Roth, Vikar und Gegner der Nationalsozialisten (* 1902)
- 13. März: Guus van Hecking-Colenbrander, niederländischer Fußballspieler (* 1887)
- 13. März: Johanna Tesch, deutsche Politikerin (* 1875)
- 14. März: Francisco Braga, brasilianischer Komponist (* 1868)
- 14. März: Fritz-Erdmann Klingner, deutscher Geologe (* 1901)
- 15. März: Pierre Drieu la Rochelle, französischer Schriftsteller (* 1893)
- 15. März: Henry Victor, britisch-amerikanischer Schauspieler (* 1892)
- 16. März: Börries Freiherr von Münchhausen, deutscher Dichter und Schriftsteller (* 1874)
- 17. März: Theodor von Bomhard, bayerischer General der Artillerie (* 1841)
- 18. März: William Grover-Williams, britisch-französischer Automobilrennfahrer und SOE-Spion (* 1903)
- 19. März: Willem Jan Aalders, niederländischer Theologe (* 1870)
- 19. März: Georges André, französischer Wintersportler (* 1876)
- 19. März: Franz Xaver Josef Maria Augsberger, österreichischer SS-Brigadeführer und Generalmajor (* 1905)
- 19. März: Marcel Callo, französischer Jugendarbeiter und NS-Opfer (* 1921)
- 20. März: Erhard Auer, deutscher Politiker (* 1874)
- 20. März: Louis Gas, französischer Autorennfahrer (* 1894)
- 21. März: Arthur Nebe, Chef des Reichskriminalpolizeiamtes (* 1894)
- 24. März: Robert Dauber, deutscher Cellist und Komponist (* 1922)
- 24. März: Malva Schalek, österreichische Malerin und Opfer des Holocaust (* 1882)
- 26. März: David Lloyd George, britischer Politiker und Regierungschef (* 1863)
- 27. März: Georg Angermaier, deutscher Jurist, Staatswissenschaftler und Widerstandskämpfer (* 1913)
- 27. März: Carl Auffenberg, deutscher Jurist und Politiker (* 1873)
- 27. März: Halid Ziya Uşaklıgil, türkischer Schriftsteller (* 1866)
- 29. März: Jack Charles Stanmore Agazarian, armenisch-französisch-britischer Agent (* 1916)
- 29. März: Oscar Louis Auf der Heide, US-amerikanischer Politiker (* 1874)
- 30. März: Friedrich Wilhelm Mader, deutscher Schriftsteller (* 1866)

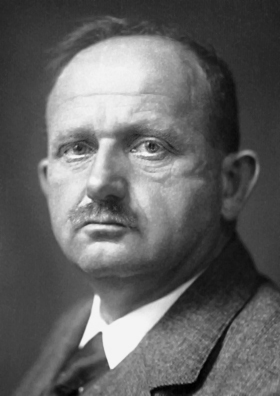
Hans Fischer (1930)

- 31. März: Hans Fischer, deutscher Chemiker (* 1881)
- 00. März: Joseph Fournier de Belleval, kanadischer Sänger und Gesangslehrer (* 1892)

### April
- 02. April: Vilmos Apor, ungarischer Bischof (* 1892)
- 02. April: Chris Lebeau, niederländischer Künstler und Anarchist (* 1878)
- 04. April: Karl Astel, deutscher „Rassenforscher“ und „Rassenhygieniker“ (* 1898)
- 04. April: Jean Burger, französischer Kommunist und Widerstandskämpfer (* 1907)
- 04. April: Anton Schott, österreichischer Schriftsteller (* 1866)
- 05. April: Karl Otto Koch, Lagerkommandant des KZ Buchenwald und des KZ Majdanek (* 1897)
- 06. April: Heinrich Bulle, deutscher Archäologe (* 1867)
- 07. April: Kōsaku Aruga, japanischer Admiral (* 1897)
- 07. April: Elizabeth Charlotte Lucy Asquith, britische Schriftstellerin und Prinzessin Bibesco de Brancovan (* 1897)
- 08. April: Julius Adler, deutscher Politiker (* 1894)
- 08. April: Melitta Schenk Gräfin von Stauffenberg, deutsche Fliegerin und Ingenieurin (* 1903)
- 08. April: Lizzi Waldmüller, österreichische Schauspielerin und Sängerin (* 1904)
- 08. April: Josef Weinheber, österreichischer Lyriker (* 1892)
- 09. April: Otto Antonius, österreichischer Zoologe und Paläontologe (* 1885)

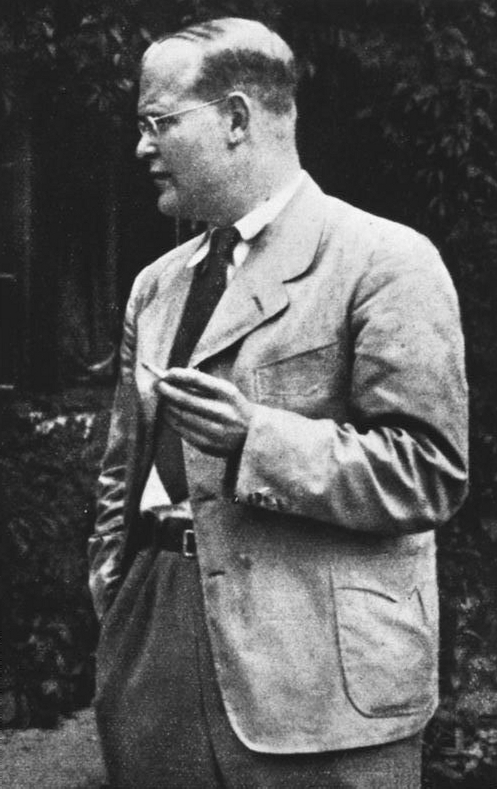
Dietrich Bonhoeffer, 1939

- 09. April: Dietrich Bonhoeffer, deutscher evangelischer Theologe (* 1906)

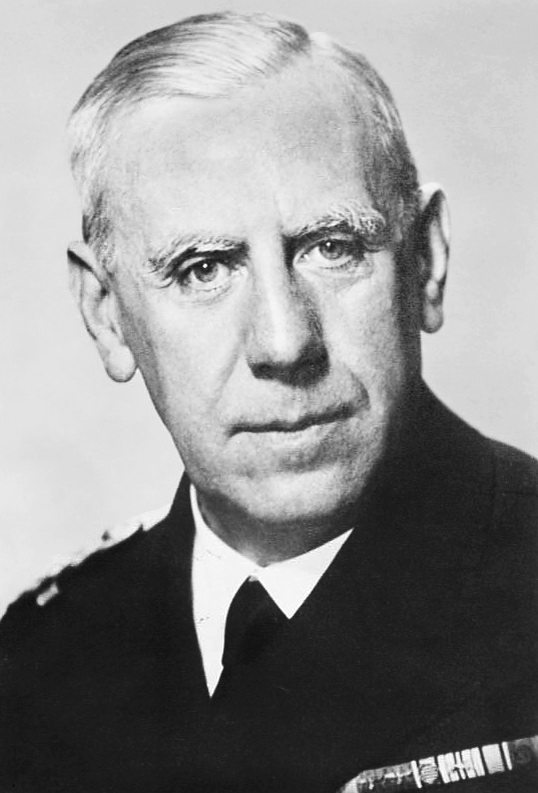
Wilhelm Canaris, 1940

- 09. April: Wilhelm Canaris, deutscher Admiral und Chef des Amts Ausland/Abwehr (* 1887)
- 09. April: Hans von Dohnanyi, deutscher Widerstandskämpfer (* 1902)
- 09. April: Georg Elser, deutscher Widerstandskämpfer (* 1903)
- 09. April: Theodor Haecker, deutscher Kulturkritiker und Vertreter des geistigen Widerstandes (* 1879)
- 09. April: Hans Oster, deutscher Berufsoffizier und Widerstandskämpfer (* 1887)
- 09. April: Karl Sack, deutscher Jurist und Widerstandskämpfer (* 1896)
- 10. April: Marcel Constans, französischer Autorennfahrer (* 1906)
- 10. April: Václav Dobiáš, tschechischer Widerstandskämpfer (* 1920)
- 10. April: Johan de Haas, niederländischer Autor und Anarchist (* 1897)
- 10. April: Augustin Malroux, französischer Politiker und Résistant (* 1900)
- 11. April: Wilhelm Beyer, deutscher Politiker (* 1885)
- 11. April: Gustav Frenssen, deutscher Schriftsteller (* 1863)

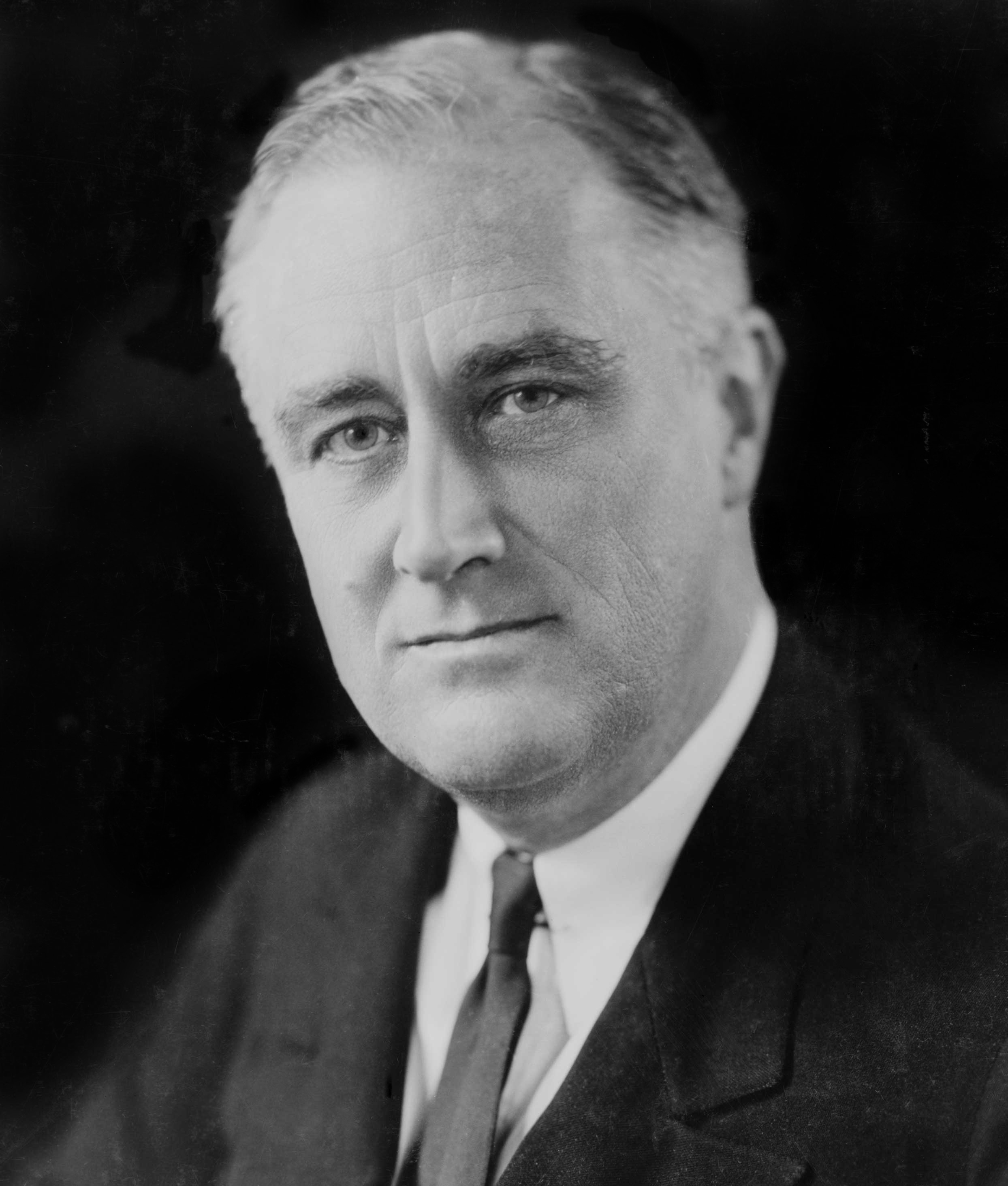
Franklin D. Roosevelt, 1933

- 12. April: Franklin D. Roosevelt, 32. Präsident der USA (* 1882)
- 12. April: Emil Stepanek, österreichischer Filmarchitekt (* 1895)
- 13. April: Ernst Cassirer, deutscher Philosoph (* 1874)
- 13. April: Robert N. Stanfield, US-amerikanischer Politiker (* 1877)
- 13. April: Aarne Michaël Tallgren, finnischer Prähistoriker (* 1885)
- 15. April: Robert Anasch, deutscher kommunistischer Widerstandskämpfer (* 1907)
- 15. April: Franz Bernthaler, österreichischer Lehrer und Widerstandskämpfer gegen den Nationalsozialismus (* 1889)
- 15. April: Franz Goldau, deutscher Landwirt, Gutsbesitzer und Politiker (* 1887)
- 16. April: Fritz Adam, deutscher Politiker (* 1889)
- 16. April: Theodor Andresen, deutscher Bauunternehmer und Widerstandskämpfer (* 1907)
- 17. April: Robert Luther, Chemiker (* 1868)
- 18. April: Richard Bernaschek, österreichischer Politiker, Widerstandskämpfer und Schutzbundführer (* 1888)
- 18. April: Wilhelm zu Wied, Fürst von Albanien (* 1876)
- 21. April: Walter Model Deutscher Heeresoffizier, Generalfeldmarschall im dritten Reich (* 1891)
- 22. April: Leandro Arpinati, italienischer Politiker und Sportfunktionär (* 1892)

Käthe Kollwitz

- 22. April: Käthe Kollwitz, deutsche Grafikerin und Bildhauerin (* 1867)
- 23. April: Hans Ahlgrimm, österreichischer Komponist und Violinist (* 1904)
- 23. April: Klaus Bonhoeffer, deutscher Jurist und Widerstandskämpfer (* 1901)

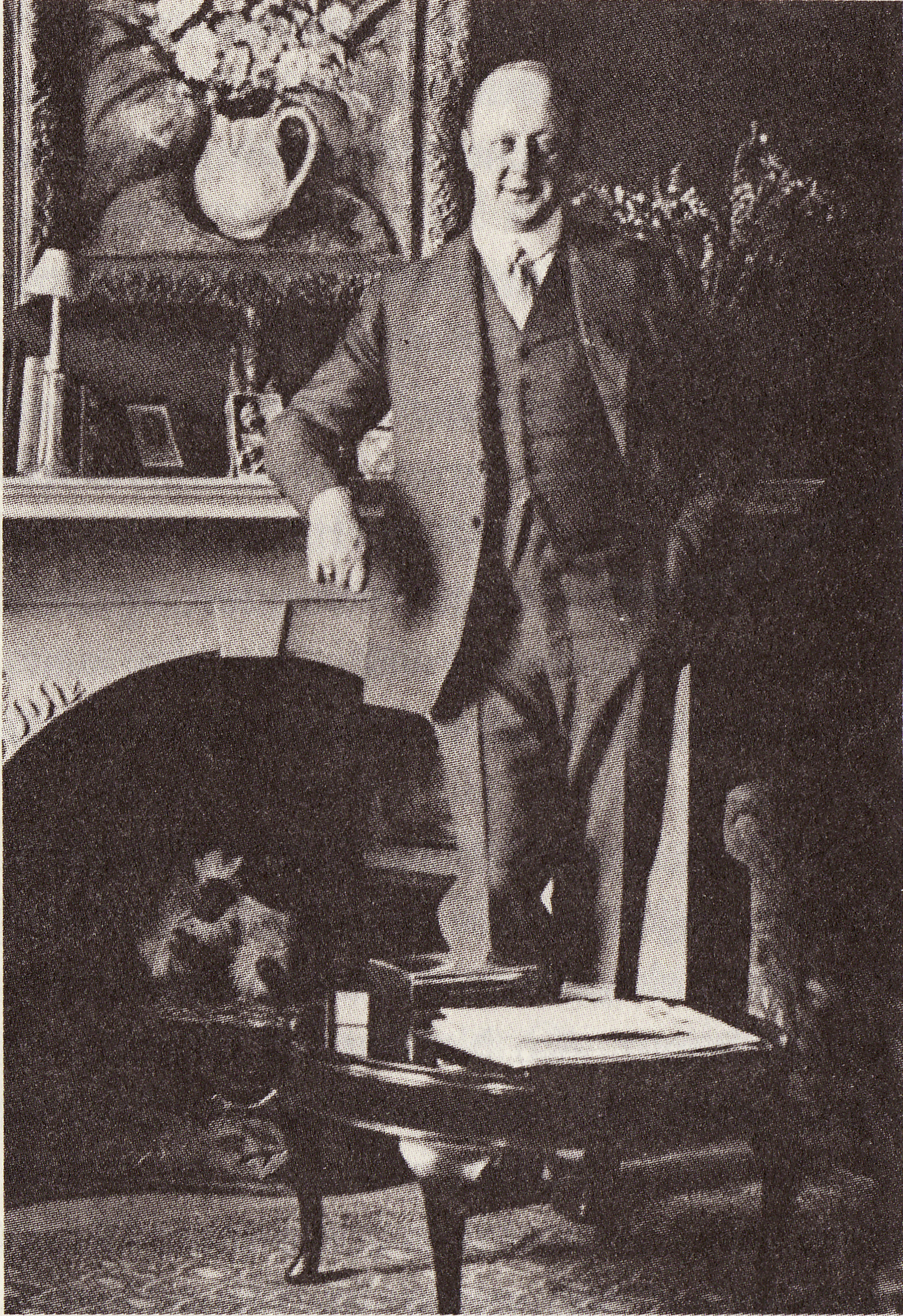
Albrecht Graf von Bernstorff

- 23. April: Albrecht Graf von Bernstorff, Diplomat und Widerstandskämpfer (* 1890)
- 23. April: Albrecht Haushofer, deutscher Geograf, Diplomat und Schriftsteller (* 1903)
- 23. April: Otto Hübener, deutscher Widerstandskämpfer (* 1891)
- 23. April: Friedrich Justus Perels, deutscher Widerstandskämpfer (* 1910)
- 23. April: Rüdiger Schleicher, Widerstandskämpfer gegen den Nationalsozialismus (* 1895)
- 24. April: Ernesto de Fiori, österreichischer Bildhauer und Maler (* 1884)
- 24. April: Anton de Kom, surinamischer Nationalist und Widerstandskämpfer (* 1898)
- 24. April: Otto Kellerhals, Schweizer Justizvollzugsbeamter (* 1870)
- 24. April: Hans Koch, deutscher Jurist und Widerstandskämpfer (* 1893)
- 24. April: Hermann Marchand, deutscher Jurist und Stadtentwickler (* 1864)
- 25. April: Humbert Achamer-Pifrader, SS-Standartenführer (* 1900)
- 26. April: Albert Arnheiter, deutscher Ruderer (* 1890)
- 26. April: Kaspar Aßhoff, deutscher Verbandsfunktionär (* 1898)
- 26. April: Paul Ritterbusch, deutscher Jurist und Nationalsozialist (* 1900)
- 27. April: Gerhart Rodenwaldt, deutscher Archäologe (* 1886)
- 28. April: Gustav Abb, deutscher Bibliothekar (* 1886)

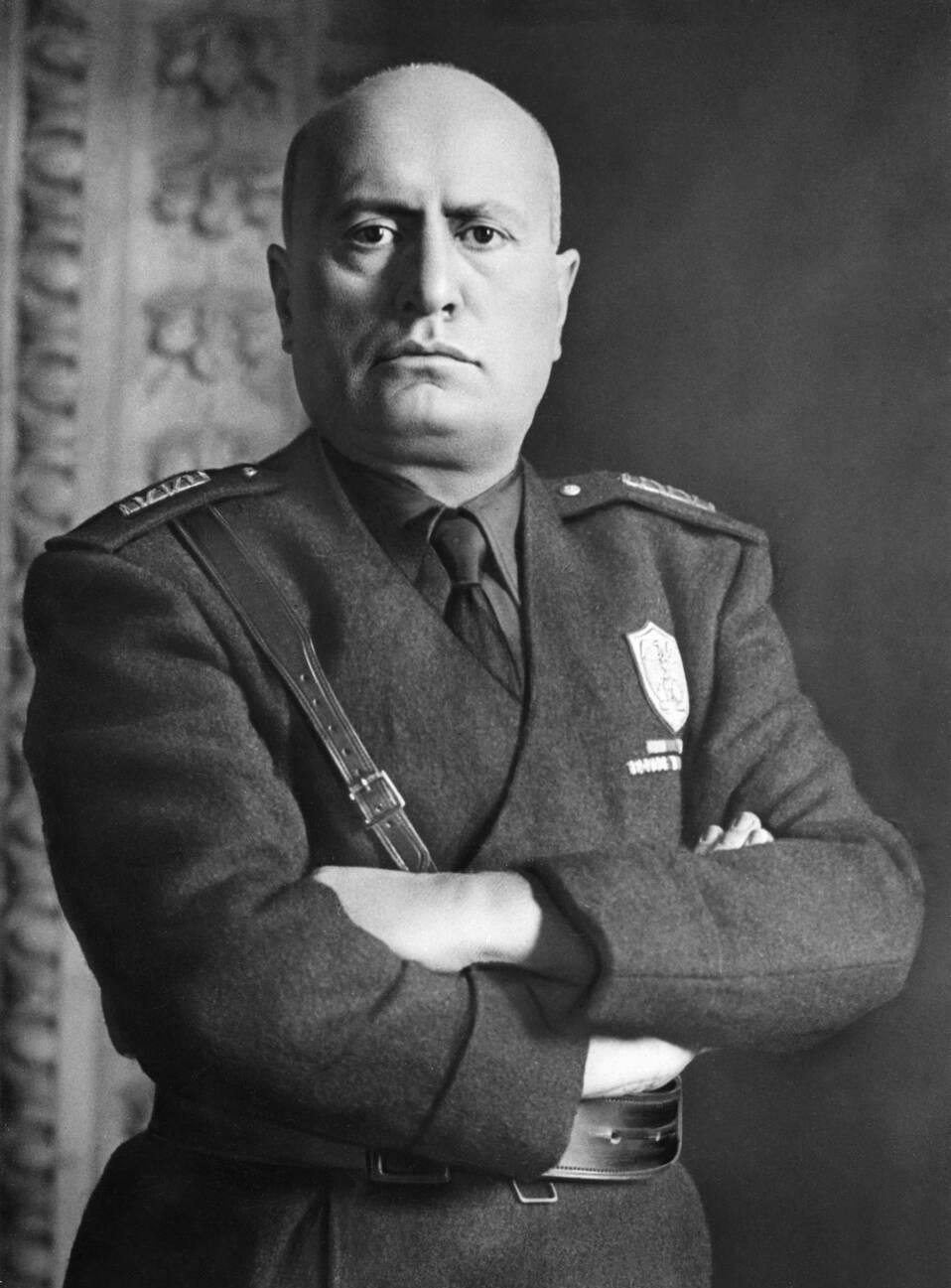
Benito Mussolini

- 28. April: Benito Mussolini, italienischer Diktator, Begründer des Faschismus (* 1883)
- 28. April: Gottlob Müller, deutscher General (* 1895)
- 28. April: Clara Petacci, Geliebte Benito Mussolinis (* 1912)

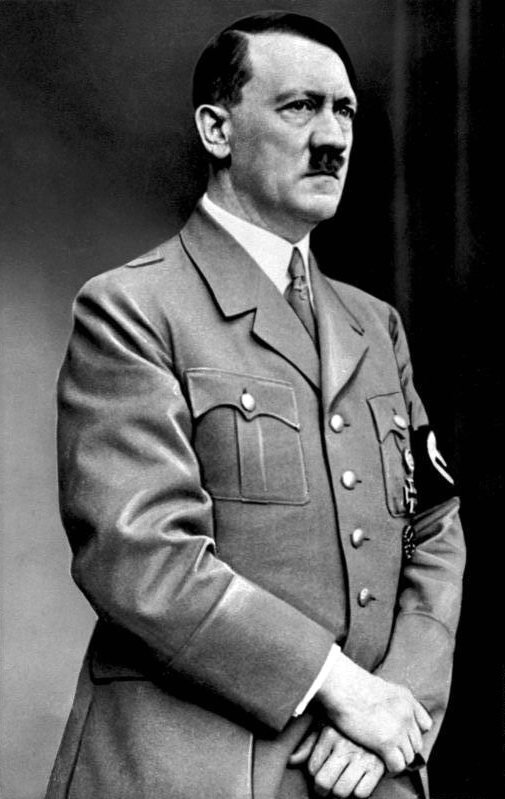
Porträtaufnahme Adolf Hitlers, 1937

- 30. April: Adolf Hitler, deutscher Reichskanzler, Diktator (* 1889)
- 30. April: Eva Braun, Ehefrau von Adolf Hitler (* 1912)
- 00. April: Arthur Dizier, belgischer Antifaschist, im April auf der Flucht erschossen (* 1919)
- 00. April: Johann Grahsl, österreichischer römisch-katholischer Priester (* 1887)

### Mai

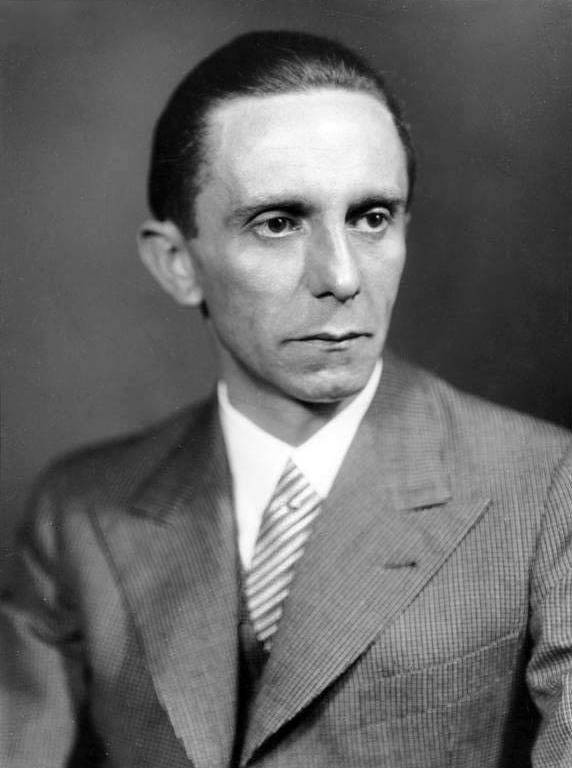
Joseph Goebbels

- 01. Mai: Joseph Goebbels, deutscher Politiker und Propagandaminister (* 1897), sowie seine Ehefrau Magda Goebbels (* 1901) und deren Kinder: Helga (* 1932), Hilde (* 1934), Helmut (* 1935), Holde (* 1937), Hedda (* 1938) und Heide (* 1940)
- 01. Mai: René Lalique, französischer Designer (* 1860)
- 01. Mai: Hans Krebs, deutscher Offizier, zuletzt General der Infanterie (* 1898)
- 02. Mai: Martin Bormann, Leiter der Parteikanzlei der NSDAP (* 1900)
- 02. Mai: Wilhelm Burgdorf, deutscher Offizier und Chefadjutant des Oberkommandos der Wehrmacht (* 1895)
- 02. Mai: Marianne Grunthal, deutsche Lehrerin, NS-Opfer (* 1896)
- 02. Mai: Walter Hewel, Fahnenträger beim Hitlerputsch (* 1904)
- 02. Mai: Karel Hiršl, tschechoslowakischer Widerstandskämpfer (* 1922)
- 02. Mai: Paul Korff, deutscher Baumeister und Architekt (* 1875)
- 02. Mai: Friedo Lampe, deutscher Schriftsteller (* 1899)
- 02. Mai: Ludwig Stumpfegger, deutscher Begleitarzt im Stab des Reichskanzlers (* 1910)
- 03. Mai: Dietloff von Arnim, deutscher Kommunalpolitiker (* 1876)
- 03. Mai: Annemarie von Auerswald, deutsche Stiftdame, Schriftstellerin und Museumsleiterin (* 1876)
- 03. Mai: Josef Fehler, deutscher Widerstandskämpfer gegen den Nationalsozialismus und Märtyrer (* 1893)
- 03. Mai: Ernst Lehmann, SPD-Politiker und Widerstandskämpfer (* 1908)
- 03. Mai: Wolf von Wolffersdorff, deutscher Politiker und Landrat (* 1887)
- 04. Mai: Hans Avé-Lallemant, deutscher Unternehmensleiter (* 1888)
- 04. Mai: Fedor von Bock, deutscher Generalfeldmarschall (* 1880)
- 04. Mai: Peter Hütgens, deutscher Politiker und Reichstagsabgeordneter (* 1891)
- 06. Mai: Richard Arthur Aster, deutscher SA-Führer (* 1900)
- 07. Mai: Ludwig Anton Adlon, deutscher Hotelier (* 1874)
- 07. Mai: Ernst Otto Horn, deutscher Numismatiker, Kaufmann, Weinküfer, Weingroßhändler, Königlich Sächsischer Hoflieferant und Kunstsammler (* 1880)
- 07. Mai: Jakob Sprenger, nationalsozialistischer Politiker (* 1884)
- 08. Mai: Swami Sri Ananda Acharya, indischer Philosophieprofessor, Yogi, Guru und Poet (* 1881)
- 08. Mai: Hansi Arnstaedt, deutsche Theater- und Filmschauspielerin (* 1878)
- 08. Mai: Rudolf von Sebottendorf, Abenteurer, Hochstapler, Gründer der Thule-Gesellschaft (* 1875)
- 08. Mai: Paul Giesler, deutscher Politiker (* 1895)
- 08. Mai: Hugo Richard Küttner, deutscher Unternehmer und Kunstseideproduzent (* 1879)
- 09. Mai: Fritz Fink, deutscher Schriftsteller, Buchhändler und Heimatforscher (* 1893)
- 10. Mai: Richard Glücks, Leiter der Inspektion der Konzentrationslager (* 1889)
- 10. Mai: Konrad Henlein, Führer der sudetendeutschen Nationalsozialisten (* 1898)
- 10. Mai: Fritz Wehrmann, deutscher Matrose und NS-Opfer (* 1919)
- 11. Mai: William von Simpson, deutscher Schriftsteller (* 1881)
- 12. Mai: Achmed Abdullah, US-amerikanischer Schriftsteller und Drehbuchautor (* 1881)
- 13. Mai: Friedrich Amreich, deutscher Politiker (* 1895)
- 13. Mai: Albert Jodlbauer, deutscher Mediziner, Pharmakologe und Toxikologe (* 1871)
- 14. Mai: Wilhelm Murr, nationalsozialistischer Politiker (* 1888)
- 15. Mai: Kenneth J. Alford, britischer Komponist (* 1881)
- 15. Mai: Theodor Heinrich Bongartz, deutscher SS-Oberscharführer und Leiter des Krematoriums im Konzentrationslager Dachau (* 1902)
- 15. Mai: Carl Küchler, deutscher Reiseschriftsteller (* 1869)
- 15. Mai: Edoardo Teagno, italienischer Automobilrennfahrer (* 1902)
- 15. Mai: Hermann Thorade, deutscher Meereskundler (* 1881)
- 20. Mai: Alexander Fersman, russisch-sowjetischer Mineraloge, Geochemiker und Kristallograf (* 1883)
- 21. Mai: Hans Adlhoch, deutscher Politiker (* 1884)

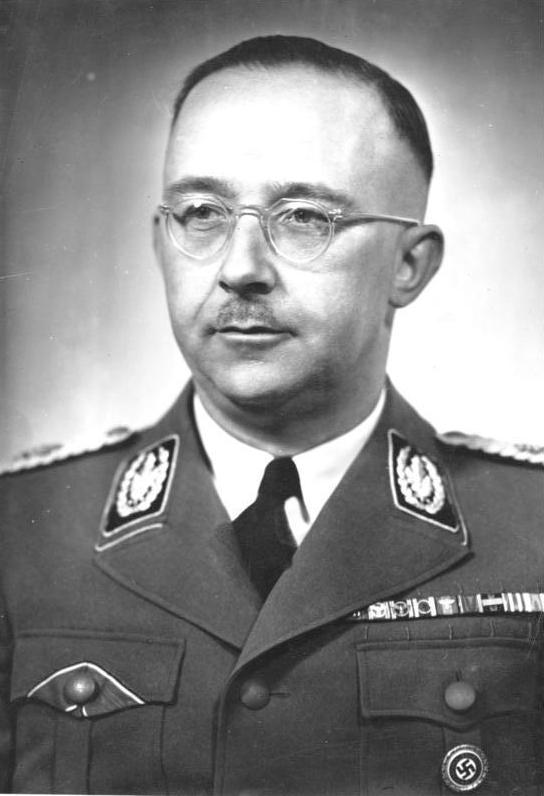
Heinrich Himmler, 1942

- 23. Mai: Heinrich Himmler, Reichsführer SS (* 1900)
- 24. Mai: Martin Onslow Forster, britischer Chemiker (* 1872)
- 24. Mai: Robert Ritter von Greim, deutscher Generalfeldmarschall (* 1892)
- 25. Mai: Otto Abeles, österreichischer Journalist, Schriftsteller und Musikkritiker (* 1879)
- 27. Mai: Pieter van Romburgh, niederländischer Chemiker und Hochschulprofessor (* 1855)
- 31. Mai: Odilo Globocnik, SS- und Polizeiführer, organisierte die Vernichtungslager (* 1904)
- 31. Mai: Friedrich Sarre, deutscher Orientalist und Archäologe (* 1865)

### Juni
- 04. Juni: Georg Kaiser, deutscher Dramatiker des Expressionismus (* 1878)
- 04. Juni: Herbert Thörl, deutscher Kaufmann und Chemiker (* 1889)
- 06. Juni: Edith Rebecca Saunders, britische Genetikerin (* 1865)
- 14. Juni: Grigori Borissowitsch Adamow, russischer Schriftsteller (* 1886)
- 16. Juni: Nikolai Erastowitsch Bersarin, erster sowjetischer Stadtkommandant von Berlin (* 1904)
- 16. Juni: Aris Velouchiotis, Führer der Griechischen Volksbefreiungsarmee ELAS (* 1905)
- 13. Juni: Herbert Albrecht, deutscher Politiker der NSDAP (* 1900)
- 15. Juni: Friedrich von Lindequist, deutscher Gouverneur von Deutsch-Südwestafrika (* 1862)
- 20. Juni: Bruno Frank, deutscher Schriftsteller (* 1887)
- 20. Juni: Stanislav Novák, tschechischer Geiger (* 1890)
- 23. Juni: James Graves Scrugham, US-amerikanischer Politiker (* 1880)
- 26. Juni: Ernö Rapée, ungarisch-US-amerikanischer Pianist, Komponist und Dirigent (* 1891)
- 26. Juni: Nikolai Nikolajewitsch Tscherepnin, russischer Komponist (* 1873)
- 27. Juni: Emil Hácha, tschechischer Politiker und Präsident des Protektorats Böhmen und Mähren (* 1872)
- 28. Juni: Gustav Heinrich Angenheister, deutscher Geophysiker (* 1878)
- 29. Juni: Anton Graf von Arco auf Valley, deutscher Adeliger, Jurist und Attentäter (* 1897)
- 30. Juni: Ernst Anding, deutscher Astronom (* 1860)

### Juli
- 03. Juli: Achmad Mochtar, indonesischer Molekularbiologe (* 1890)
- 05. Juli: John Curtin, australischer Premierminister (* 1885)

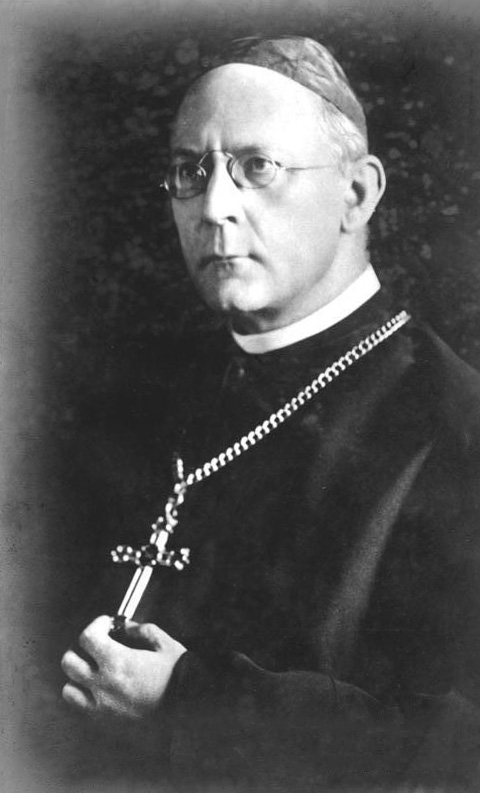
Adolf Kardinal Bertram

- 06. Juli: Adolf Bertram, deutscher Erzbischof von Breslau (* 1859)
- 10. Juli: Otakar Hřímalý, tschechischer Komponist (* 1883)
- 10. Juli: Viggo Kihl, kanadischer Pianist und Musikpädagoge (* 1882)
- 12. Juli: Wolfram Freiherr von Richthofen, deutscher Generalfeldmarschall (* 1895)
- 13. Juli: Emmanuel Bove, französischer Schriftsteller (* 1898)
- 13. Juli: Alla Nazimova, russisch-amerikanische Schauspielerin (* 1879)
- 17. Juli: Ernst Busch, deutscher Generalfeldmarschall (* 1885)
- 19. Juli: Franz Aigner, österreichischer Physiker (* 1882)
- 19. Juli: Karl Aschoff, deutscher Apotheker (* 1867)
- 19. Juli: Heinrich Wölfflin, Schweizer Kunsthistoriker (* 1864)
- 20. Juli: Paul Valéry, französischer Lyriker korsisch-italienischer Abstammung (* 1871)
- 21. Juli: Friedrich Brinkmann, deutscher Baumeister und Architekt (* 1879)
- 21. Juli: Johannes Jessen, deutscher Bibelübersetzer (* 1880)
- 24. Juli: Rosina Storchio, italienische Opernsängerin (* 1872)
- 25. Juli: Maria Bonardi, italienische Ordensschwester und -gründerin (* 1864)
- 28. Juli: Margot Asquith, britische Schriftstellerin (* 1864)
- 31. Juli: Hans Nirrnheim, deutscher Historiker und Archivar (* 1865)

### August
- 01. August: Alexandre Bachelet, französischer Politiker (* 1866)
- 02. August: Pietro Mascagni, italienischer Komponist (* 1863)
- 04. August: Gerhard Gentzen, deutscher Mathematiker (* 1909)
- 06. August: Friedrich Bollinger, Schweizer Fußballspieler (* 1885)
- 06. August: Hiram Johnson, US-amerikanischer Politiker (* 1866)
- 09. August: Lloyd Burdick, US-amerikanischer American-Football-Spieler (* 1908)
- 09. August: Harry Hillman, US-amerikanischer Leichtathlet und Olympiasieger (* 1881)

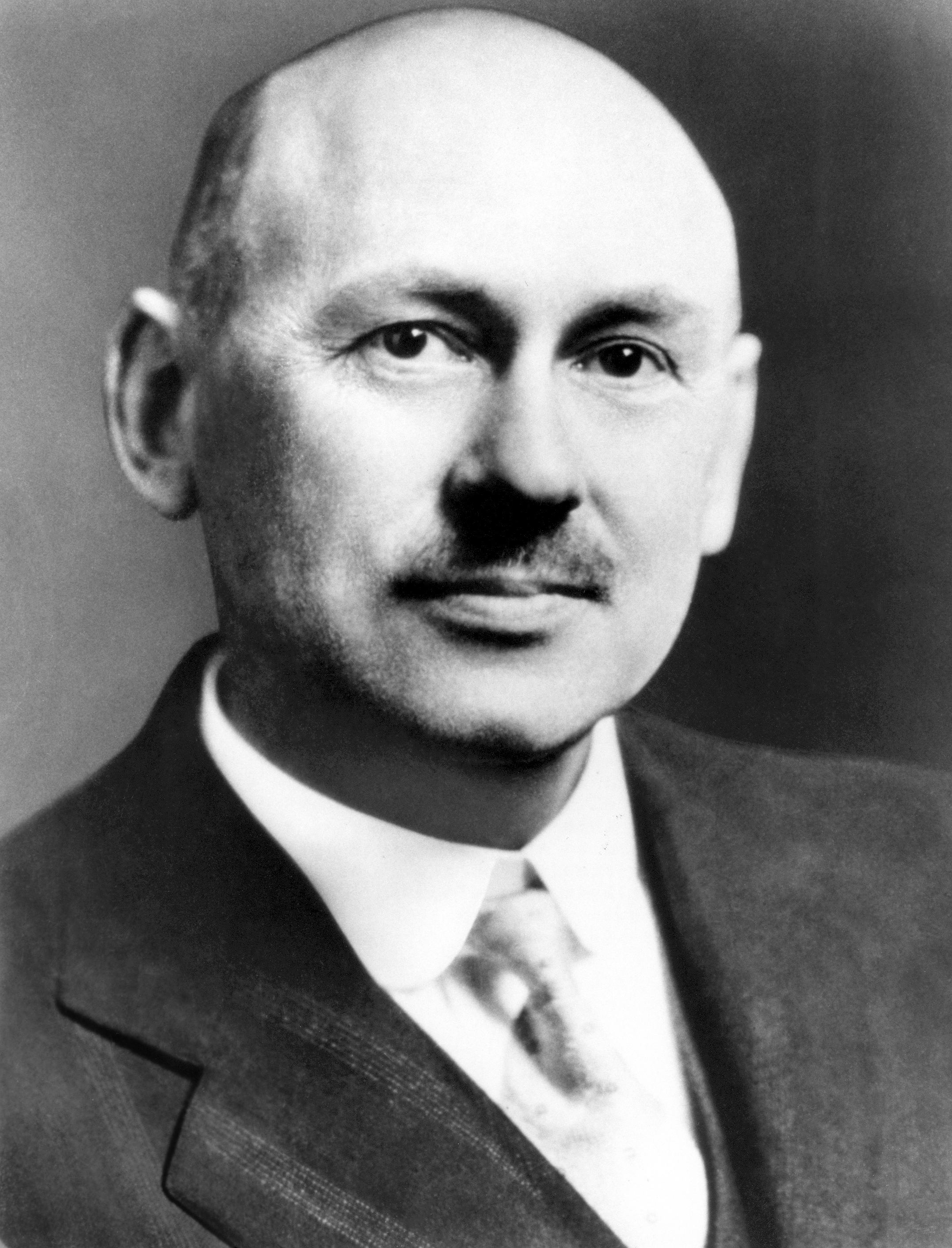
Robert Goddard.

- 10. August: Robert Goddard, US-amerikanischer Wissenschaftler (* 1882)
- 12. August: George Sidney Arundale, englisch-indischer Freimaurer und Theosoph (* 1878)
- 12. August: Karl Leisner, Märtyrer der katholischen Kirche (* 1915)
- 13. August: Georges Berguer, Schweizer evangelischer Geistlicher und Hochschullehrer (* 1873)
- 15. August: Korechika Anami, japanischer General und Heeresminister (* 1887)
- 17. August: Stanley Gardner, kanadischer Pianist und Musikpädagoge (* 1890)
- 17. August: Shimaki Kensaku, japanischer Schriftsteller (* 1903)
- 17. August: August Otto Krug, deutscher Jurist, Hochschullehrer und Verwaltungsbeamter (* 1868)
- 17. August: Fritz Weege, deutscher Archäologe und Etruskologe (* 1880)
- 20. August: Amakasu Masahiko, japanischer Leutnant (* 1891)
- 20. August: Alexander Roda Roda, österreichischer Schriftsteller und Publizist (* 1872)
- 22. August: Arnaldo D’Espósito, argentinischer Komponist, Dirigent, Pianist und Musikpädagoge (* 1907)
- 22. August: Roland Scholl, Schweizer Chemiker (* 1865)
- 23. August: Martin Frederick Ansel, US-amerikanischer Politiker (* 1850)
- 25. August: Pierre Mesnel, französischer Autorennfahrer (* 1897)
- 26. August: Arno Bruchardt, deutscher Schriftsetzer und Politiker (USPD/SPD) (* 1883)
- 26. August: Franz Werfel, österreichischer Schriftsteller (* 1890)
- 29. August: Hans Hausrath, deutscher Forstwissenschaftler (* 1866)
- 29. August: Fritz Pfleumer, deutsch-österreichischer Ingenieur (* 1881)
- 30. August: Valentin Keel, Schweizer Politiker (* 1874)
- 31. August: Stefan Banach, polnischer Mathematiker (* 1892)
- 000August: Hans Joachim Wolfgang Abshagen, deutscher Offizier der Wehrmacht (* 1897)

### September
- 05. September: Joachim von Amsberg, deutscher General (* 1869)
- 06. September: Josef Pfitzner, deutscher Historiker und Professor für osteuropäische Geschichte (* 1901)
- 07. September: Harrie Kuneman, niederländischer Fußballspieler (* 1886)
- 10. September: Väinö Raitio, finnischer Komponist (* 1891)
- 10. September: Hugo Steiner-Prag, österreichisch-deutscher Illustrator, Buchgestalter und Pädagoge (* 1880)
- 12. September: Karl Alexander Maximilian von Asseburg-Neindorf, deutscher Rittergutsbesitzer, Verwaltungsbeamter und Parlamentarier (* 1874)
- 13. September: Otakar Bittmann, tschechoslowakischer Gynäkologe und Automobilrennfahrer (* 1891)
- 14. September: Wilhelm Krieger, deutscher Bildhauer (* 1877)
- 15. September: Anton Webern, österreichischer Komponist (* 1883)

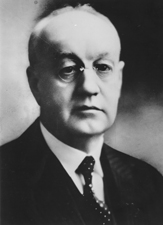
Clyde L. Herring.

- 15. September: Clyde L. Herring, US-amerikanischer Politiker (* 1879)
- 16. September: John McCormack, irischer Opernsänger (* 1884)
- 17. September: Charles Spearman, britischer Psychologe (* 1863)
- 18. September: Arnold Ræstad, norwegischer Historiker und 1921 Außenminister (* 1878)
- 19. September: Paul Scheurich, deutscher Maler, Grafiker und Kleinplastiker (* 1883)
- 20. September: William Buehler Seabrook, US-amerikanischer Schriftsteller (* 1884)
- 21. September: Aleksander Antson, estnischer Schriftsteller (* 1899)
- 22. September: Hans Hoppeler, Schweizer Mediziner und Politiker (* 1879)
- 22. September: Heinrich Wolfgang Seidel, deutscher Pfarrer und Schriftsteller (* 1876)

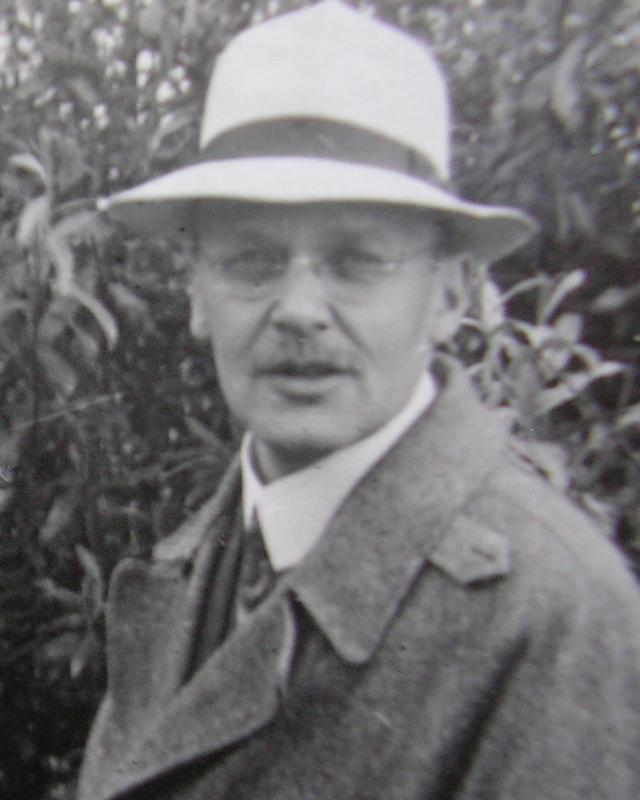
Hans Geiger.

- 24. September: Hans Geiger, deutscher Physiker (* 1882)
- 25. September: Rudolf Krauss, deutscher Germanist und Literaturhistoriker (* 1861)
- 26. September: Richard Beer-Hofmann, österreichischer Dramatiker und Lyriker (* 1866)

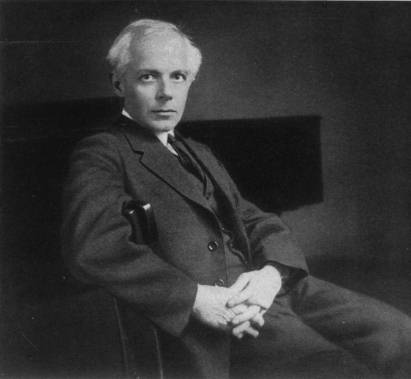
Béla Bartók, 1927

- 26. September: Béla Bartók, ungarischer Komponist (* 1881)
- 26. September: Alexander Chanschonkow, russischer Pionier der Filmindustrie (* 1877)
- 26. September: Miki Kiyoshi, japanischer Philosoph (* 1897)
- 26. September: Wilhelmine Wrage, deutsche Malerin (* 1859)
- 27. September: Louis Oscar Amoëdo y Valdes, kubanischer Arzt und Zahnarzt, Begründer der modernen forensischen Zahnmedizin (* 1863)

### Oktober
- 03. Oktober: Bernd von Arnim, preußischer Politiker (* 1868)
- 04. Oktober: Geraldine Moodie, kanadische Fotografin (* 1854)
- 06. Oktober: Leonardo Conti, Chef der Reichsärztekammer (* 1900)
- 08. Oktober: Felix Salten, österreichischer Schriftsteller (* 1869)
- 09. Oktober: Susukida Kyūkin, japanischer Lyriker und Essayist (* 1877)
- 13. Oktober: Milton S. Hershey, US-amerikanischer Unternehmer, Gründer der Hershey Chocolate Company (* 1857)
- 14. Oktober: Karl Hayd, österreichischer Maler und Grafiker (* 1882)
- 15. Oktober: Karl Alwin, deutscher Dirigent (* 1891)
- 15. Oktober: Kinoshita Mokutarō, japanischer Schriftsteller und Arzt (* 1885)
- 15. Oktober: Pierre Laval, französischer Ministerpräsident (* 1883)
- 16. Oktober: Franz Winkler, österreichischer Politiker (* 1890)
- 18. Oktober: Hayama Yoshiki, japanischer Schriftsteller (* 1894)
- 19. Oktober: Plutarco Elías Calles, mexikanischer Politiker und Offizier (* 1877)
- 21. Oktober: Henry Armetta, italienisch-US-amerikanischer Schauspieler (* 1888)
- 22. Oktober: Paul Goerens, deutscher Professor und Metallurge (* 1882)
- 24. Oktober: Vidkun Quisling, norwegischer Politiker und Offizier (* 1887)
- 24. Oktober: Hans Thuar, deutscher Maler (* 1887)
- 25. Oktober: Robert Ley, führender NS-Politiker (* 1890)
- 26. Oktober: Emile-Jean-François Thiénard, französischer Geistlicher und römisch-katholischer Bischof von Constantine-Hippone (* 1873)
- 31. Oktober: Georg Forster, Schweizer Schullehrer und Politiker (* 1881)
- 31. Oktober: Ignacio Zuloaga, spanischer Maler (* 1870)
- 00. Oktober: Georg Heinrich Maier, deutscher Rechtswissenschaftler im Bereich des Römischen Rechts (* 1907)

### November
- 02. November: William Reed, kanadischer Organist und Komponist (* 1859)
- 05. November: Friedrich Stuber, Schweizer Lehrer und Politiker (* 1864)
- 06. November: Eugene Cook Bingham, US-amerikanischer Chemiker und Pionier der modernen Rheologie (* 1878)
- 07. November: Isaac Anken, Schweizer Politiker (* 1885)
- 08. November: August von Mackensen, preußischer Generalfeldmarschall (* 1849)
- 09. November: Frank Hutchison, US-amerikanischer Old-Time-Musiker (* 1897)
- 10. November: John W. Thomas, US-amerikanischer Politiker (* 1874)
- 11. November: Jerome Kern, US-amerikanischer Komponist (* 1885)
- 11. November: Wilhelm Leo, deutscher Rechtsanwalt und Mitglied im Nationalkomitee Freies Deutschland für den Westen (* 1886)
- 11. November: Clemens Thieme, deutscher Architekt (* 1861)
- 12. November: George B. Martin, US-amerikanischer Politiker (* 1876)
- 13. November: Rudolf Albert August Wilhelm Asmis, deutscher Jurist und Diplomat (* 1879)
- 13. November: Ferdinand Bloch-Bauer, österreichisch-tschechischer Zuckerfabrikant und Kunstliebhaber (* 1864)
- 13. November: Josef Eichheim, deutscher Theater- und Filmschauspieler (* 1888)
- 16. November: Sigurður Eggerz, isländischer Premier- und Finanzminister (* 1875)
- 20. November: Francis William Aston, englischer Physiker (* 1877)
- 22. November: Richard Wiebel, deutscher katholischer Geistlicher und Heimatforscher (* 1869)
- 23. November: Édouard Dubuc, französischer Antisemit (* 1872)
- 24. November: Bruno Louis Schaefer, deutscher Jurist und Senator in Hamburg (* 1860)
- 26. November: Albert Heinrich Friedrich Wilhelm Holle, deutscher Politiker (* 1866)
- 27. November: Robert Zahn, deutscher Archäologe und Direktor der Antikensammlung Berlin (* 1870)
- 29. November: Feliks Władysław Starczewski, polnischer Komponist (* 1868)

### Dezember
- 01. Dezember: Ernst von Carnap-Quernheimb, deutscher Afrikaforscher (* 1863)
- 01. Dezember: Harvey Bartlett Gaul, US-amerikanischer Komponist und Organist (* 1881)
- 01. Dezember: Conrad Heese, Rechtsanwalt und Justizrat (* 1872)
- 01. Dezember: Hermann Schmidt, deutscher Jurist und Politiker (* 1880)

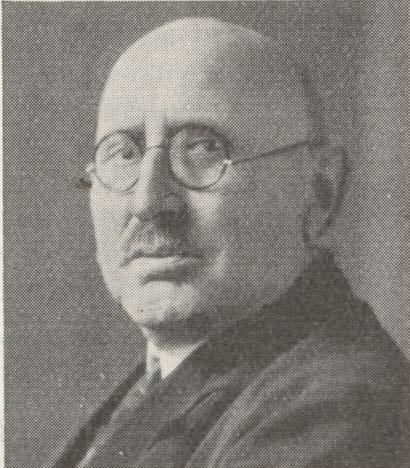
Adam Stegerwald

- 03. Dezember: Adam Stegerwald, Mitbegründer der christlichen Gewerkschaften in Deutschland (* 1874)
- 04. Dezember: Wolfgang Golther, deutscher Germanist und Literaturhistoriker (* 1863)

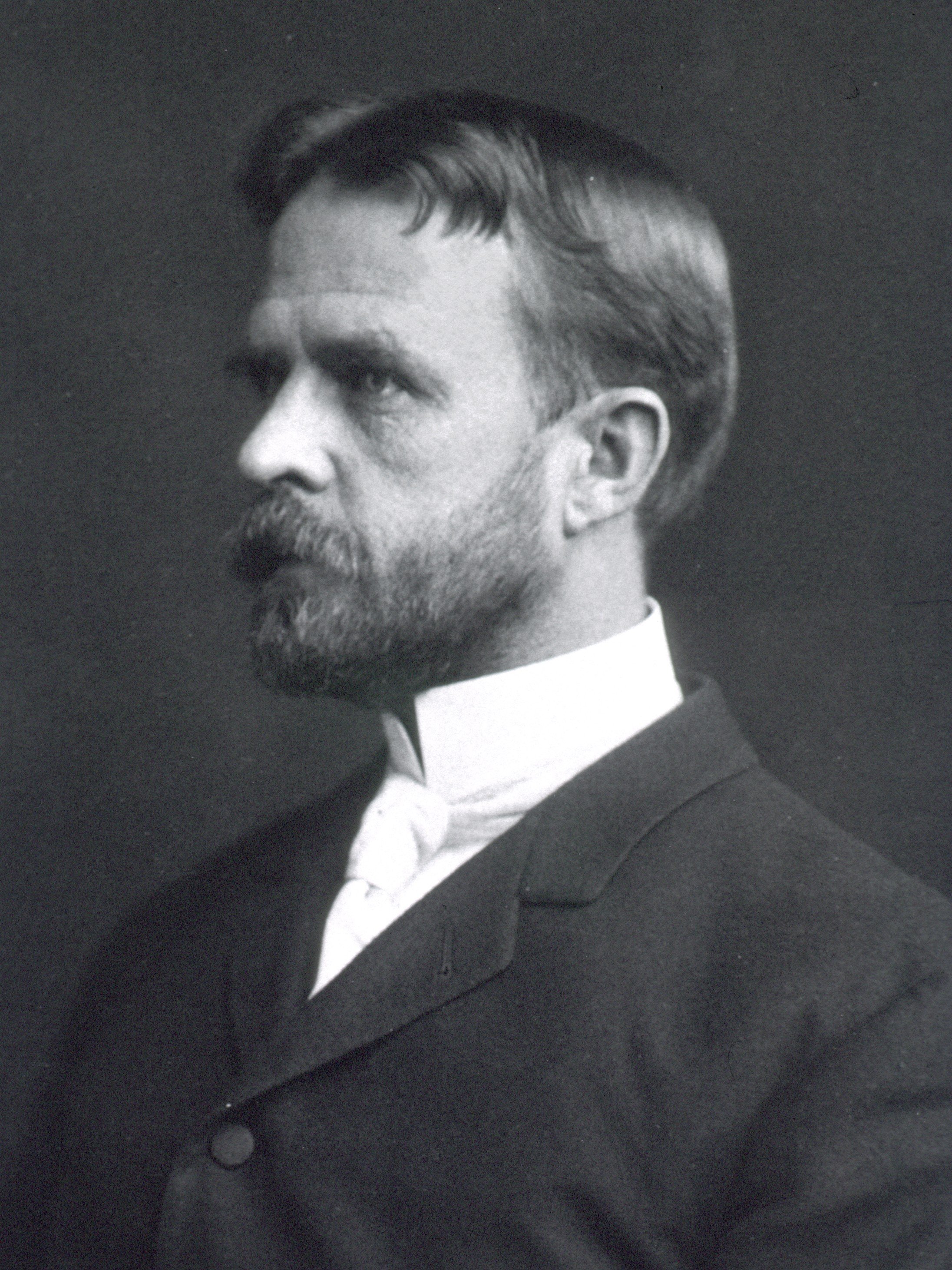
Thomas Hunt Morgan, 1891

- 04. Dezember: Thomas Hunt Morgan, US-amerikanischer Genetiker (* 1866)
- 05. Dezember: Bella Ouellette, kanadische Schauspielerin (* 1886)
- 05. Dezember: Gotthold Vitzthum von Eckstädt, sächsischer Generalleutnant (* 1859)
- 06. Dezember: Fritz Adam, deutscher Journalist und Dichter (* 1906)
- 06. Dezember: Max Bendix, US-amerikanischer Geiger und Dirigent (* 1866)
- 06. Dezember: Leonhard Ragaz, Schweizer Theologe (* 1868)
- 06. Dezember: Hans Schöttler, protestantischer Geistlicher (* 1861)
- 08. Dezember: Giulio Cesare Antamoro, italienischer Filmregisseur (* 1877)
- 08. Dezember: Alfred Marxer, Schweizer Kunstmaler und Grafiker (* 1876)
- 08. Dezember: Alexander Siloti, russischer Pianist, Komponist und Dirigent (* 1863)
- 09. Dezember: Hans Dominik, deutscher Ingenieur und Science-Fiction-Autor (* 1872)
- 12. Dezember: Friedrich zu Schaumburg-Lippe, deutscher Prinz letzter Besitzer der Sekundogenitur Nachod (* 1868)
- 13. Dezember: Johanna Bormann, Wärterin in verschiedenen Konzentrationslagern (* 1893)
- 13. Dezember: Friedrich Oltmanns, deutscher Botaniker (* 1860)
- 13. Dezember: Galka Scheyer, deutsch-US-amerikanische Malerin, Kunsthändlerin und Kunstsammlerin (* 1889)
- 13. Dezember: Adalbert Seligmann, österreichischer Maler und Kunstkritiker (* 1862)
- 14. Dezember: Elisabeth Andrae, deutsche Malerin (* 1876)
- 14. Dezember: Constantino Gaito, argentinischer Komponist (* 1878)
- 14. Dezember: Adolf Jutz, deutscher Maler und Zeichner (* 1887)
- 15. Dezember: Emerson Harrington, US-amerikanischer Politiker (* 1864)
- 15. Dezember: Tobias Matthay, britischer Musikpädagoge, Pianist und Komponist (* 1858)
- 16. Dezember: Giovanni Agnelli, italienischer Unternehmer (* 1866)
- 19. Dezember: John Amery, britischer Faschist (* 1912)
- 19. Dezember: Hermann Andert, deutscher Paläontologe, Geologe und Bankdirektor (* 1879)
- 19. Dezember: Paul Christiaan Flu, surinamischer Tropenmediziner (* 1884)
- 21. Dezember: George S. Patton, US-amerikanischer General (* 1885)
- 22. Dezember: Otto Neurath, österreichischer Philosoph, Soziologe und Ökonom (* 1882)
- 24. Dezember: Franz Ignaz Amann, liechtensteinischer Politiker (* 1862)
- 24. Dezember: Max Amann, deutscher Schwimmer und Wasserballspieler (* 1905)
- 25. Dezember: Rabod von Kröcher, deutscher Springreiter, Olympiamedaillengewinner (* 1880)
- 25. Dezember: Albert Hahl, deutscher Kolonialbeamter (* 1868)
- 26. Dezember: Duy Tân, elfter Kaiser der vietnamesischen Nguyễn-Dynastie (* 1900)
- 27. Dezember: Janko Jesenský, slowakischer Schriftsteller (* 1874)
- 28. Dezember: Arthur Chaussy, französischer Politiker (* 1880)
- 28. Dezember: Theodore Dreiser, US-amerikanischer Schriftsteller (* 1871)

### Genauer Todestag unbekannt
- Karl Ferdinand Abt, deutscher Politiker (* 1903)
- Erik Hans Karl von Arnim, deutscher Rittergutsbesitzer und Hofbeamter (* 1873)
- August Friedrich Ferdinand Asmus, deutscher Heimatforscher und Genealoge (* 1859)
- Karl Aulitzky, österreichischer Altphilologe und Gymnasiallehrer (* 1891)
- Erich R. Döbrich-Steglitz, deutscher Militärmaler (* 1896)
- Anne Frank, Jüdin, bekannt geworden durch ihre Tagebücher (* 1929)
- Mary Antonine Goodchild, US-amerikanische Musikpädagogin (* 1873)
- Henri Letocart, französischer Organist und Komponist (* 1866)
- Regino López, kubanischer Schauspieler, Regisseur und Sänger (* 1861)
- Rudolf Merbeller, böhmischer Finanzbeamter, Regionalhistoriker, Museumsgründer und Spiritist  (* 1858)
- Erich Orthmann, deutscher Komponist (* 1894)
- Károly Pap, ungarischer Schriftsteller, gestorben nach dem 31. Januar, vermutlich in Bergen-Belsen (* 1897)
- Hossein Pirnia, iranischer Abgeordneter und langjähriger Parlamentspräsident (* 1875)
- Heinz Schubert, deutscher Komponist (* 1908)
- Franz Sedlacek, deutsch-österreichischer Maler, in Polen vermisst (* 1891)
- Leo Steinweg, deutscher Motorradrennfahrer (* 1906)
- Heinz Wehner, deutscher Jazzmusiker (* 1908)
- Erik Widmark, schwedischer Chemiker (* 1889)